# Geschichte des Brückenbaus

Franz Niklaus König (1765–1832): Naturstudie (Collection Gugelmann)

Die Geschichte des Brückenbaus begann in vorgeschichtlicher Zeit mit umgestürzten Bäumen, bewusst platzierten Stämmen, Lianen, Steinen und hölzernen Planken, die als Brücken mit geringer Spannweite kurze Distanzen überwanden, und mündet in der Gegenwart mit vielen kilometerlangen Brücken und mit Hängebrücken, deren Schwingungsdämpfer computergesteuert sind. Jede Darstellung dieser Geschichte muss deshalb zwangsläufig lückenhaft sein und eine Auswahl enthalten, die auch anders getroffen werden könnte.

## Ur- und Frühgeschichte

### Holzbrücken
Alte Holzbrücken haben nirgends die Zeiten überdauert, aber aus der Mittelsteinzeit sind Bohlenwege bekannt, auf denen Sümpfe überquert wurden. Bekannte Beispiele für solche vorgeschichtlichen Moorwege stammen aus den Somerset Levels in England und aus Niedersachsen. In London haben sich bronzezeitliche Brückenreste in der Themse bei Vauxhall erhalten. Reste einer eisenzeitlichen Holzbrücke wurden in La Tène in der Schweiz gefunden.
Keilschrifttexte aus altassyrischer Zeit belegen, dass es in Kleinasien Brücken gab. So gab es eine Brücke in Purušhattum; ein assyrischer Kaufmann zahlte hier eine Maut von 15 Schekel Kupfer pro Esel. Eine andere Brücke lag zwischen Šalatuar und Wahušana.
In hethitischer Zeit ist eine Brücke bei Tapikka schriftlich belegt. Die Pfeiler am Ufer bestanden aus Stein, die Brücke selber aus Holz.
Die älteste römische Holzbrücke war laut der Überlieferung der im 7. Jahrhundert v. Chr. errichtete Pons Sublicius über den Tiber.
In den regenreichen Regionen Südostasiens, Indiens und in Bangladesch hat es sicher schon früh die leicht zu bauenden Bambusbrücken gegeben. Seit wann die aus Meghalaya in Indien und aus Sumatra in Indonesien bekannten Lebenden Brücken gebaut wurden, ist ebenfalls nicht mehr feststellbar.
Schiffbrücken hat es ebenfalls schon früh gegeben. Herodot berichtet, der persische König Dareios I. sei bei seinem Feldzug gegen die Skythen (513/512 v. Chr.) mit seinem 70.000 Mann starken Heer auf der von ihm befohlenen Schiffbrücke über den Bosporus nach Europa gelangt. Im Laufe desselben Feldzuges habe seine Armee die Donau ebenfalls auf einer Schiffbrücke überquert. Xerxes I. habe (ca. 480 v. Chr.) die Schiffbrücken über den Hellespont, zwei aus jeweils über 300 Schiffen bestehende Brücken, bauen lassen, um die Dardanellen zu überqueren.

### Steinbrücken

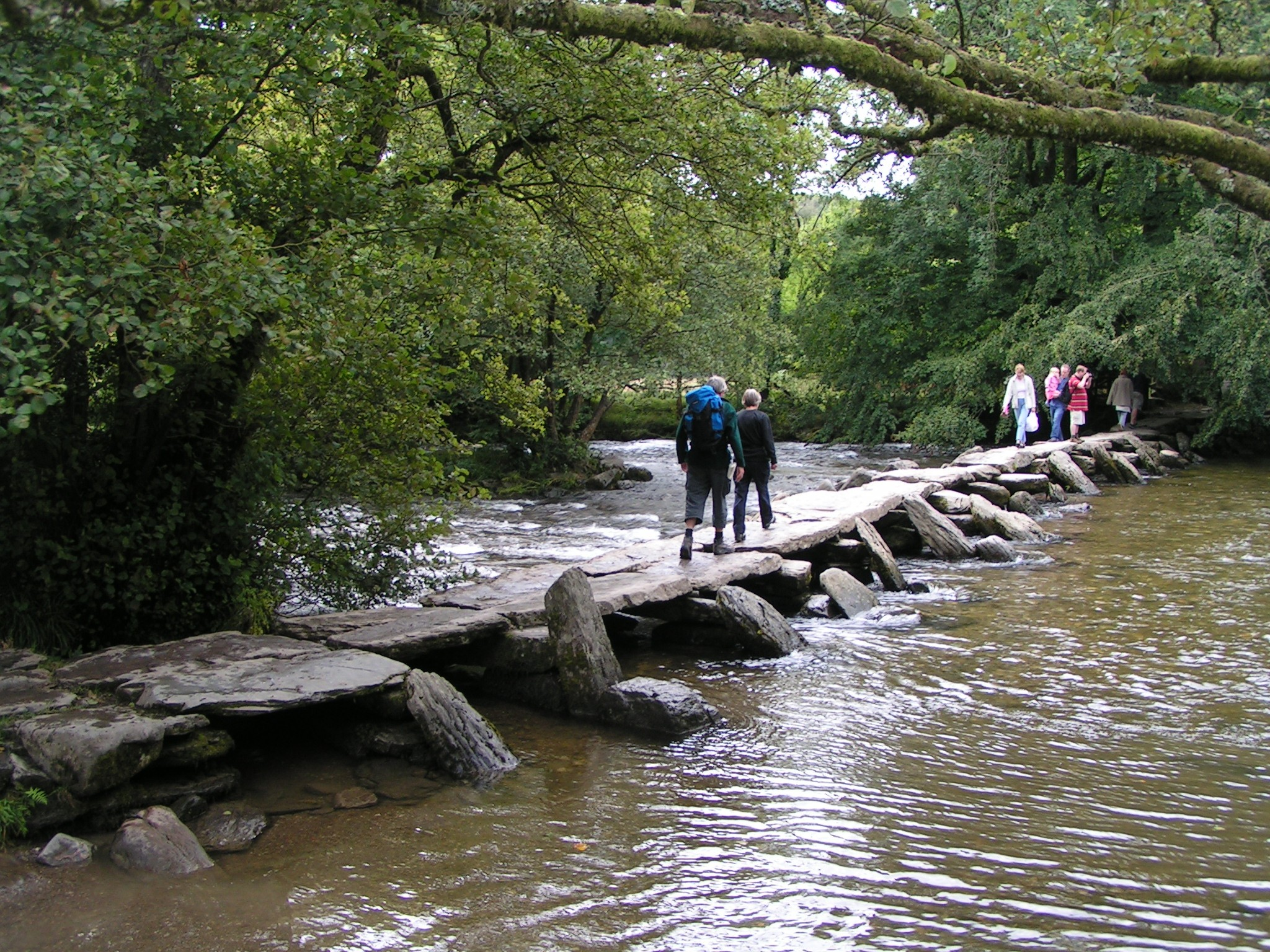
Tarr Steps in England, vielleicht aus der Bronzezeit

Steine wurden zuerst in der Form von Trittsteinen zur Überquerung von Bächen verwendet und vermutlich bald zu Steinplattenbrücken weiterentwickelt. Diese sind einfache Brücken aus großen Steinplatten, die lose auf die Ufer oder auf Steinpfeiler gelegt wurden. Beispiele sind die Brücke in Lablachère in Frankreich und die Tarr Steps im Exmoor-Nationalpark in England, die möglicherweise aus der Bronzezeit stammen. Solche Steinplattenbrücken (Clapper bridges) wurden jedenfalls seit dem Mittelalter in England und Wales, aber auch in Spanien und Portugal gebaut. Die längste Steinplattenbrücke ist die über zwei Kilometer lange Anping-Brücke, die zwischen 1138 und 1151 in Jinjiang, Provinz Fujian, China gebaut wurde und bis 1905 die längste Brücke Chinas war.
Der Bau von Steinbogenbrücken begann mit Kragbogenkonstruktionen. Die Brücken von Arkadiko auf dem Peloponnes, die von den Mykenern um 1300 v. Chr. zur Verbindung mit der Küste errichtet wurden, sind die ältesten erhaltenen Steinbogenbrücken Griechenlands und vielleicht sogar der Welt. Sie werden noch heute genutzt.

## Römische Antike
Der echte Bogen wurde schon im Alten Ägypten verwendet, so in einer der Pyramiden von Meroe, bei einem Portal zu einer Pyramide am Jebel Barkal und in einem Gewölbe in einem der Bauwerke von Amenophis I. Mindestens je einmal fand er auch bei den Griechen (beim Steg von Rhodos) und den Etruskern (in der Porta all’Arco in Volterra) Anwendung; er erlangte in diesen Kulturen aber noch keine große Verbreitung.

### Rundbogenbrücken

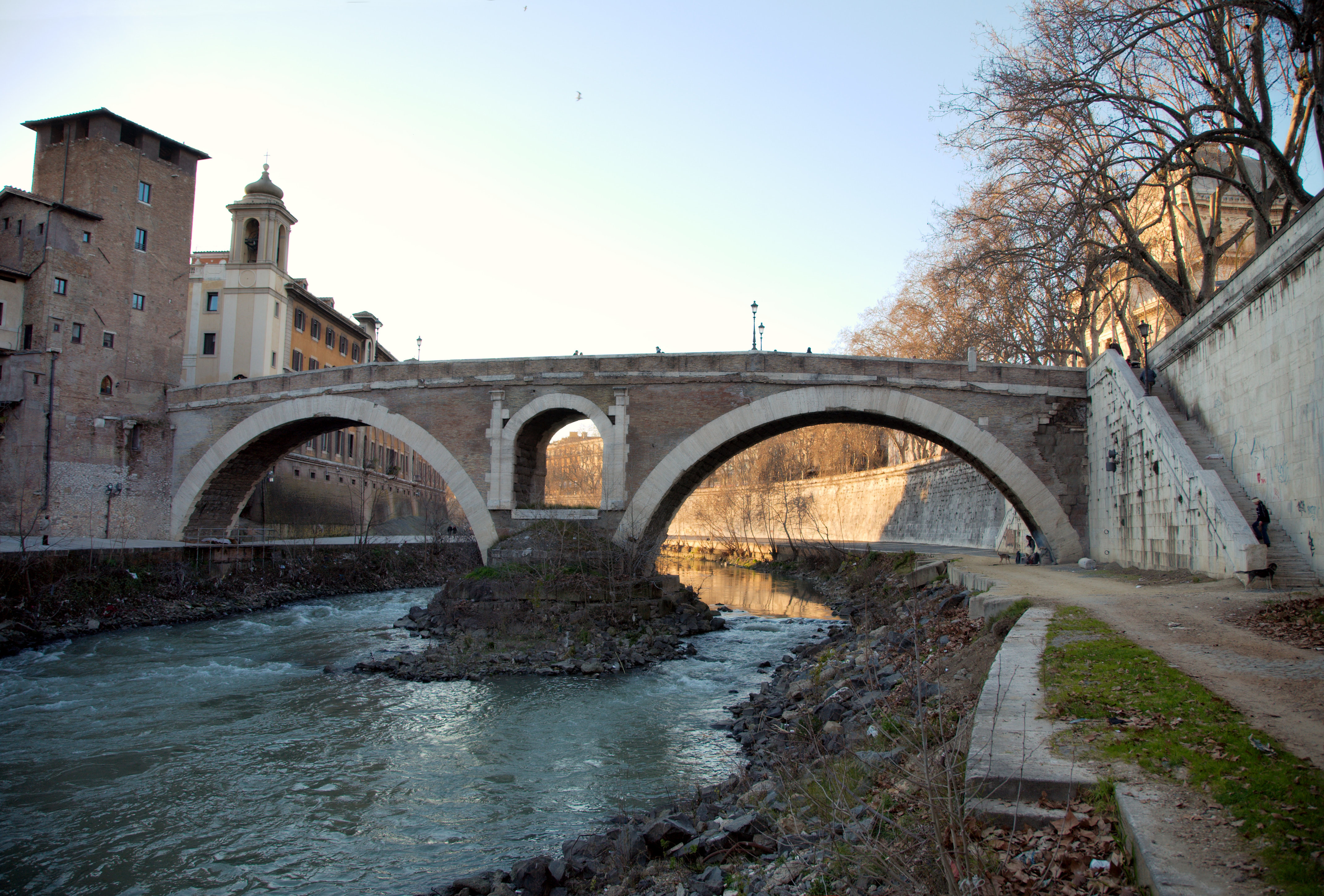
Pons Fabricius, die älteste erhaltene Brücke in Rom (errichtet 62 v. Chr.)

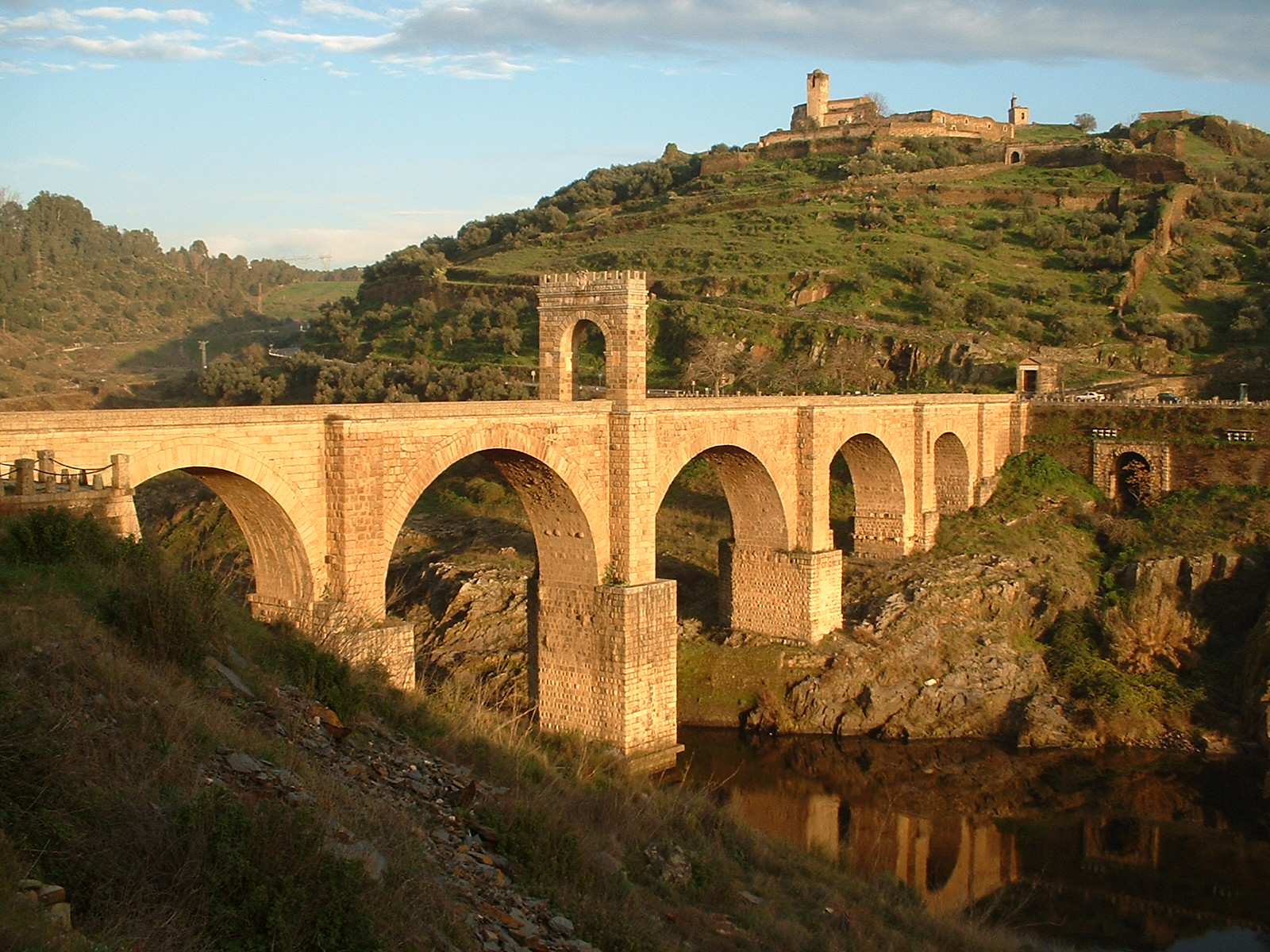
Die monumentale Brücke von Alcántara in Spanien

Steinbrücken mit echten Rundbögen wurden erst von den Römern entwickelt und im Zuge der für Militär und Handel notwendigen Verkehrswege quer durch das Reich in großer Zahl errichtet. Es waren meist Brücken mit mehreren schweren Rundbögen auf massiven, dicken Pfeilern, gelegentlich aber auch mit nur einem schlanken Bogen hoch über Gebirgsflüsse. Einige davon sind erhalten. Die Römer verwendeten beim Bau der Brücken häufig bereits Opus caementicium, einen Vorläufer des Betons, wodurch deren Belastbarkeit erhöht werden konnte. Die erste steinerne Bogenbrücke in Rom, der Pons Aemilius, wurde 142 v. Chr. gebaut. Im Jahr 115 v. Chr. wurde in Rom die hölzerne Milvische Brücke am Beginn der Via Flaminia mit steinernen Pfeilern verstärkt. Die Ponte dell’Abbadia wurde 90 v. Chr. zwischen den etruskischen Städten Vulci und Tarquinia im Latium gebaut. Der 62 v. Chr. errichtete Pons Fabricius ist die älteste erhaltene Brücke Roms, die Engelsbrücke wohl die berühmteste.
Im französischen Apt überspannt der etwa 70 m lange Pont Julien, eine um 3 v. Chr. erbaute Römerbrücke, den Calavon. Auch in Vaison-la-Romaine überbrückt in 12 m Höhe und mit einer Spannweite von 17,2 m ein Bauwerk der Römer, der Pont Romaine, den Fluss Ouvèze.
Die berühmteste Römerbrücke dürfte die Brücke von Alcántara sein, die 98 bis 106 n. Chr. von Gajus Julius Lacer vollständig aus Granit und ohne Verwendung von Mörtel erbaut wurde. Die Brücke führt mit einer Länge von 188 m und einer Breite von 8 m über den Fluss Tajo. Der maximale Pfeilerachsabstand beträgt 34 m bzw. 36 m in den beiden Mittelbögen. Die längste noch erhaltene Römerbrücke ist wohl die über 700 m lange Puente Romano in Mérida, die den Guadiana mit 62 Bögen überquert.

### Segmentbogenbrücken
Die Römer begannen schon bald, den Halbkreis des Rundbogens zu verkürzen und den so entstehenden Segmentbogen seitlich abzustützen. Bei einer aus nur einem Bogen bestehenden Segmentbogenbrücke zwischen Felswänden können die seitlichen Kräfte vergleichsweise leicht in die Uferwände abgetragen werden; deutlich schwieriger auszuführen sind Segmentbogenbrücken mit mehreren Bögen, die sich auf den Pfeilern gegenseitig abstützen.
Eine der ersten Segmentbogenbrücken überhaupt ist die in Padua unter moderner Bebauung verborgene Ponte San Lorenzo, die sich obendrein durch ihre ungewöhnlich schlanken Pfeiler auszeichnet, deren Stärke lediglich ein Achtel der Spannweite misst. Die um die Zeitenwende errichtete Pont Saint-Martin im Aostatal ist ebenfalls ein frühes Beispiel einer Segmentbogenbrücke und zählt in jeder Hinsicht zu den spektakulärsten Römerbrücken; ihre dünne Bogenrippe misst lediglich 1/34 des Pfeilerdurchmessers. Weitere römische Segmentbogenbrücken sind die bis ins Hochmittelalter in Betrieb gewesene Puente de Alconétar über den Tajo und die Brücke bei Limyra in der Südtürkei, die mit einer durchschnittlichen Pfeilhöhe von 5,3 zu 1 wohl bis ins Spätmittelalter die am flachsten gespannte Steinbogenbrücke der Welt blieb.

### Spitzbogenbrücken
Eine der ersten Brücken mit einem Spitzbogen war die spätrömische Karamagara-Brücke (5./6. Jh.) in der Osttürkei; sie ist in der Keban-Talsperre untergegangen.

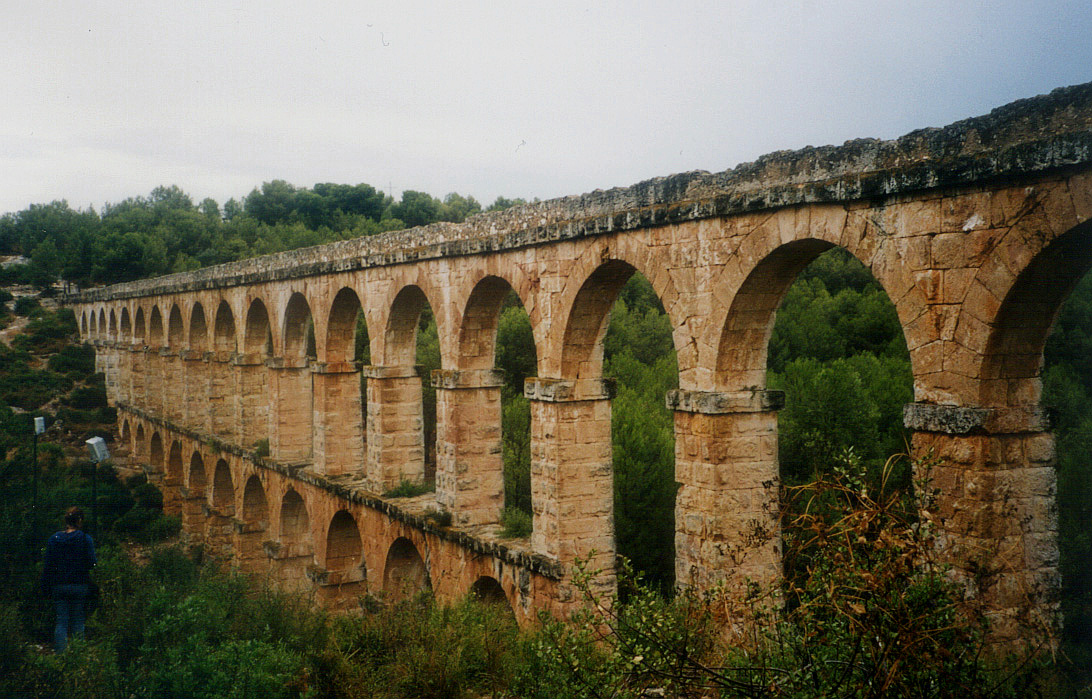
Die Teufelsbrücke, eine römische Aquäduktbrücke bei Tarragona (Spanien) aus dem 1. Jh. n. Chr.

### Aquädukte
Die Aquäduktbrücken Pont du Gard, von Tarragona und von Segovia zeugen ebenfalls vom hohen Stand römischer Brückenbaukunst bei der Wasserversorgung.

### Holzbrücken
Die Römer bauten außerdem große Holzbrücken, zum Teil als Jochbrücken, oft auch mit Steinpfeilern und einer Holztragwerkskonstruktion. Beispiele aus Deutschland sind die Rheinbrücken bei Mainz, bei Köln und bei Xanten sowie die Flussübergänge in Koblenz und die erhaltene Römerbrücke in Trier. Zu den bekanntesten Brücken dieser Epoche dürfte die von Militärpionieren in nur zehn Tagen errichtete Rheinbrücke des Caesar bei Neuwied zählen.
Die Trajansbrücke, die auf Steinpfeilern mit hölzernen Segmentbögen über die untere Donau führte, war über tausend Jahre sowohl hinsichtlich ihrer Gesamtlänge als auch ihrer Bogenspannweiten die längste Brücke der Welt.

### Liste römischer Brücken
Die Liste römischer Brücken enthält eine möglichst umfassende und mit Bildern versehene Aufzählung antiker Brücken aus dem sich quer über Europa bis nach Nordafrika und in den vorderen Orient erstreckenden Römischen Reich. Die Ausdehnung dieses Reiches mag illustriert werden durch die Ponte Romana in Chaves (Portugal), die Brücke über den Sebcha Halk el Menzel bei Hergla in Tunesien und die Brücke in Mopsuestia über den Pyramos, den heutigen Ceyhan nicht weit von Adana in der Türkei.

## Mittelalter

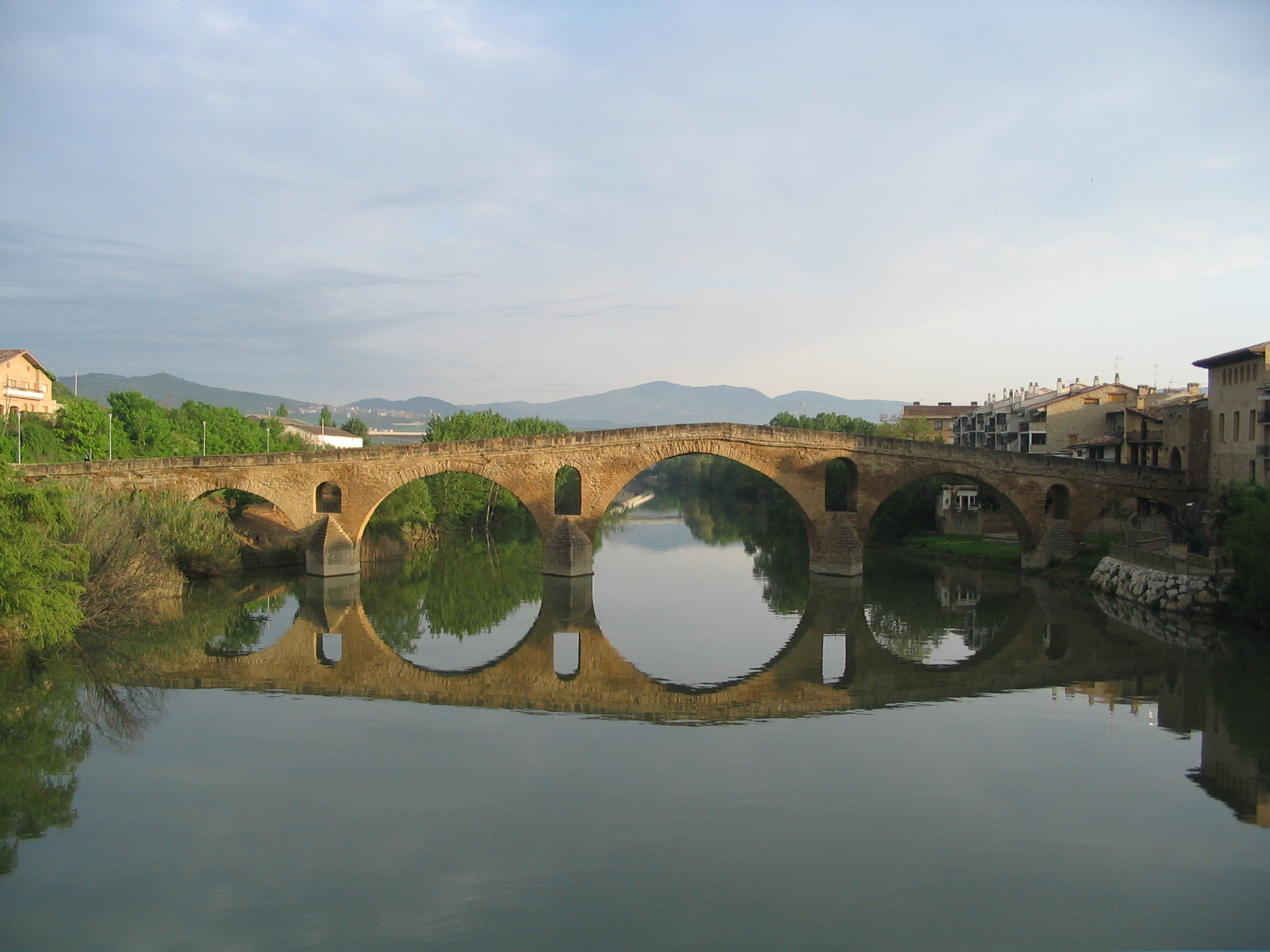
Puente la Reina (11. Jh.) auf dem Jakobsweg

### Steinbogenbrücken
Mit dem Zerfall des Römischen Reiches entfiel der Bedarf an Verkehrswegen. Zahlreiche antike Brücken, die durch Hochwasser, Eis und laufende Belastung beschädigt wurden, verfielen, mit wenigen Ausnahmen in den maurischen Gebieten wie der Römerbrücke in Córdoba, die mit 16 Bögen den Guadalquivir überspannt, und die Puente Romano über den Guadiana in Mérida. Man begnügte sich im frühen Mittelalter in der Regel mit Holzbrücken, die aber häufig durch Hochwasser zerstört wurden. Zu den wenigen neu gebauten Steinbrücken zählten die im 11. Jahrhundert über den Arga am Jakobsweg gebaute Puente la Reina und die Drususbrücke über die Nahe bei Bingen am Rhein.

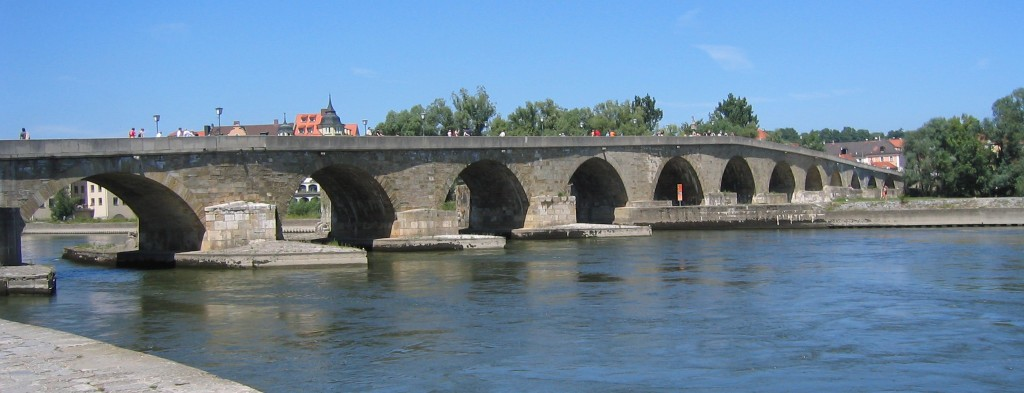
Steinerne Brücke in Regensburg (Mitte 12. Jh.)

Steinbogenbrücken wurden im größeren Maße erst wieder ab dem 12. Jh. errichtet. Große Pilgerströme, deren Menschenmassen den Brückenbau erforderlich machten, zogen durch Europa, teils auf dem Weg ins Heilige Land, teils auf dem Weg nach Santiago de Compostela und zu anderen Orten, an denen Reliquien aus dem Heiligen Land verehrt wurden. Die 16-bogige Steinerne Brücke in Regensburg (336 m lang) war der Ausgangspunkt des Zweiten Kreuzzugs auf dem Weg nach Jerusalem (1147).
Ebenfalls im 12. Jahrhundert wurde in Besalú an den spanischen Pyrenäen die Pont Vell errichtet, eine eigenwillig gewinkelte Bogenbrücke über den Río Fluvià, die noch stark an römische Vorbilder erinnert. Zwischen 1158 und etwa 1170 entstand die erste Prager Steinbrücke, die Judithbrücke (Juditin most), die Vorläuferin der Karlsbrücke. Etwa zur gleichen Zeit wurde in Rouen die Pont de Pierre über die Seine gebaut. In den Jahren 1176–1209 wurde die London Bridge mit 19 steinernen Spitzbögen und einer Zugbrücke als Durchfahrt erneuert. Mit der Dresdner Brücke wurde erstmals eine steinerne Brücke über die Elbe gebaut. 1223 wurde die Werrabrücke Creuzburg fertiggestellt.

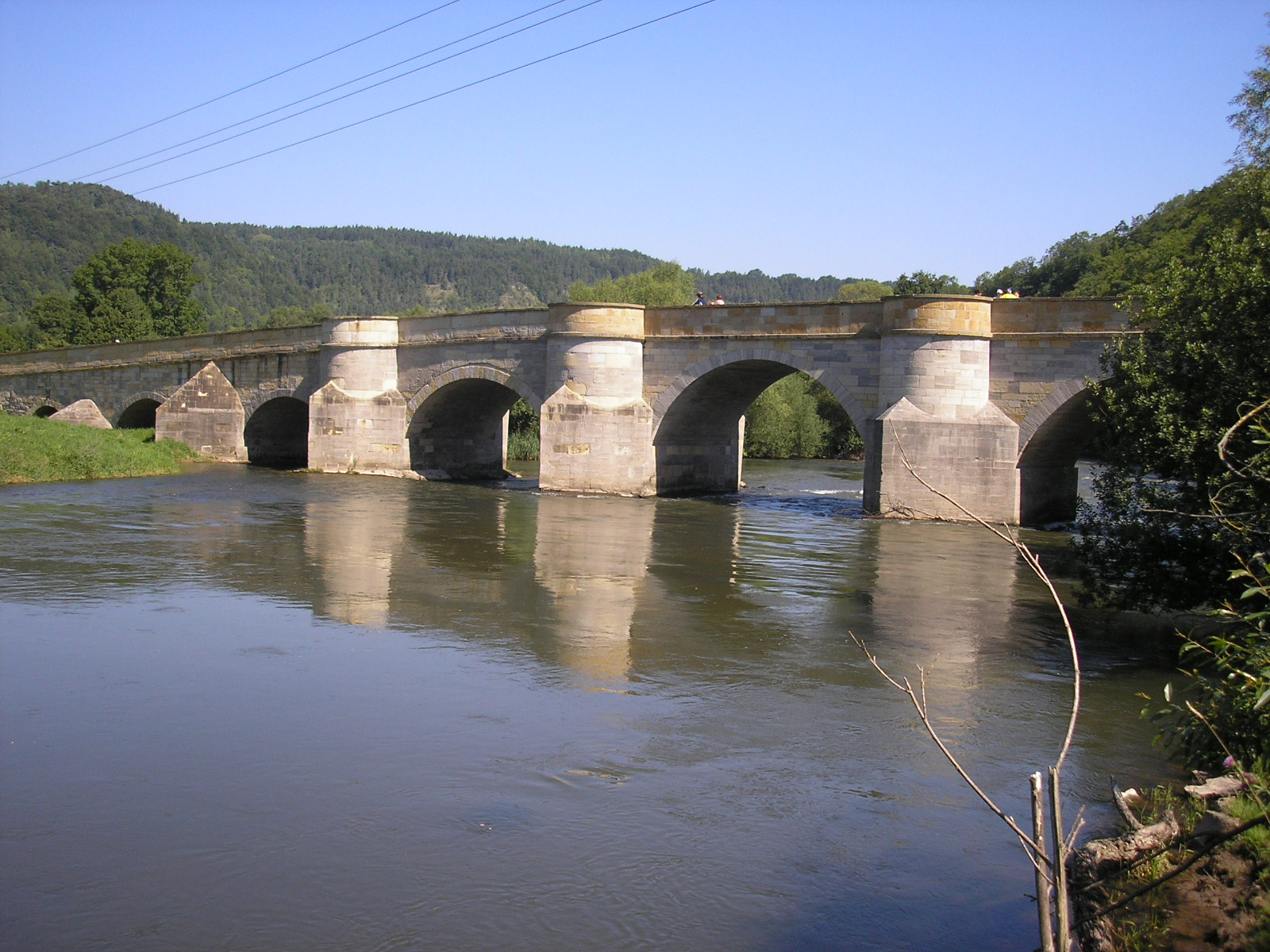
Werrabrücke Creuzburg

Im 13. Jahrhundert wurde die hölzerne Brücke über die Rhone bei Avignon durch den berühmten Pont Saint-Bénézet ersetzt, eine steinerne Bogenbrücke mit 21 Bögen, von denen seit einer Flut im Jahr 1660 heute nur noch vier Bögen erhalten sind. Diese Brücke hat erstmals elliptische Bögen, die erst wesentlich später wieder verwendet wurden. Im Jahr 1230 ließ der Bischof von Lorenzo bei Ourense die Ponte Vella, eine Bogenbrücke über den Río Miño, erbauen.

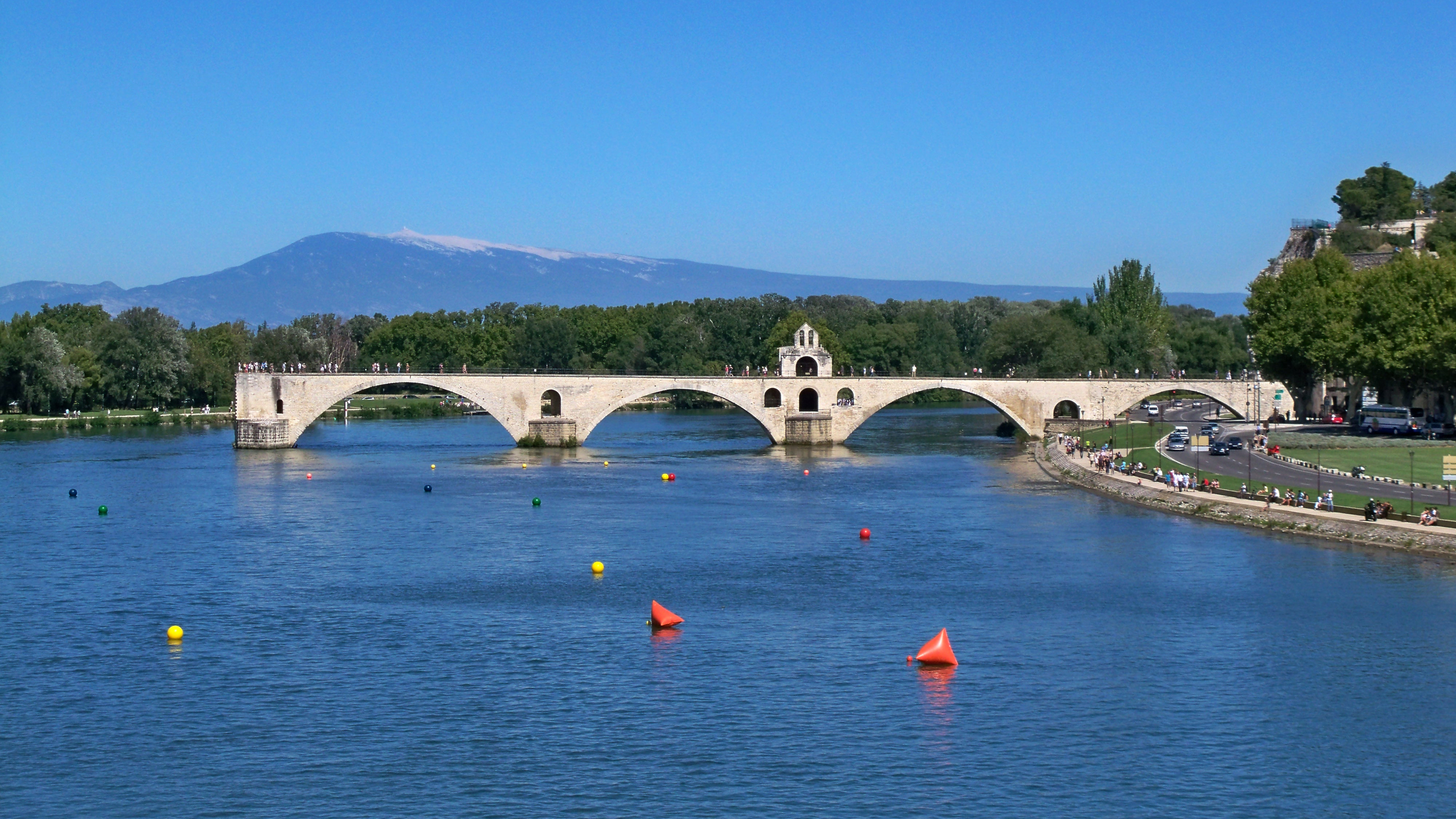
Pont Saint-Bénézet in Avignon

Der Brückenbau nahm in ganz Europa zu. Häufig waren die Brücken mit einer Kapelle und mit einem oder zwei Brückentürmen zur Kontrolle der Passanten und zur Verteidigung versehen. Die massiven Pfeiler wurden oft nicht in exakt gleichen Abständen gebaut, sondern dort, wo die Verhältnisse am günstigsten waren. Die Brücken haben deshalb Steinbögen mit unterschiedlichen, nicht allzu großen Spannweiten (meist 10–16 m), die nicht unbedingt in einer geraden Linie stehen. Mit der Aneinanderreihung kleiner Bögen erreichte man, dass die Brücken den Fluss ohne große Steigungen überqueren konnten. Gleichzeitig wurden die Risiken weitgespannter Bögen und die Kosten der dazu notwendigen großen Lehrgerüste vermieden. Durch die Pfeiler wurde der Flussquerschnitt allerdings deutlich eingeengt, was zu erhöhten Strömungsgeschwindigkeiten unter den Brücken führt. So konnte die London Bridge zwar problemlos überquert werden, es galt aber als gefährlich, auf einem Boot unter ihr durchzufahren. Um eine Auskolkung der Pfeiler zu verhindern, wurden sie oft auf Fundamentplatten im Flussboden gegründet, deren Umfang weit über die Pfeilerfüße hinausragte.
Als Beispiele genannt seien die Alte Brücke in Frankfurt am Main, die Alte Lahnbrücke in Wetzlar, die als Doppelbrücke außergewöhnliche Tauberbrücke in Rothenburg ob der Tauber, einige Brücken in Frankreich und die ebenfalls im 13. Jahrhundert von Seldschuken unweit von Aspendos auf römischen Resten errichtete Eurymedonbrücke, die mit einem markanten Knick über den Köprüçay führt.
In Mitteleuropa wurden fast alle Brücken durch das Magdalenenhochwasser vom Juli 1342 zerstört.
Zu den längsten mittelalterlichen Steinbogenbrücken zählen die von 1265 bis 1309 erbaute Pont Saint-Esprit, die älteste, fast 900 m lange Brücke über die Rhone im gleichnamigen Ort in Südfrankreich, und die 17 Bögen umfassende Karlsbrücke in Prag über die Moldau mit einer Länge von nahezu 516 m und einer Breite von 9,5 m, die 1357 unter Kaiser Karl IV. in Auftrag gegeben wurde. Diese Brücke erhielt durch ihre Brückentürme und ihre Statuen ihr unverwechselbares Aussehen. Wegen ihrer Besonderheiten genannt seien auch die Ponte Vecchio di Dolceacqua über die Nervia, die Pont Valentré in Cahors und die Puente de San Martín in Toledo.
Weitere Brücken sind in der Liste mittelalterlicher Steinbrücken in Deutschland und in der Liste mittelalterlicher Brücken in Frankreich aufgeführt.

### Spannweiten

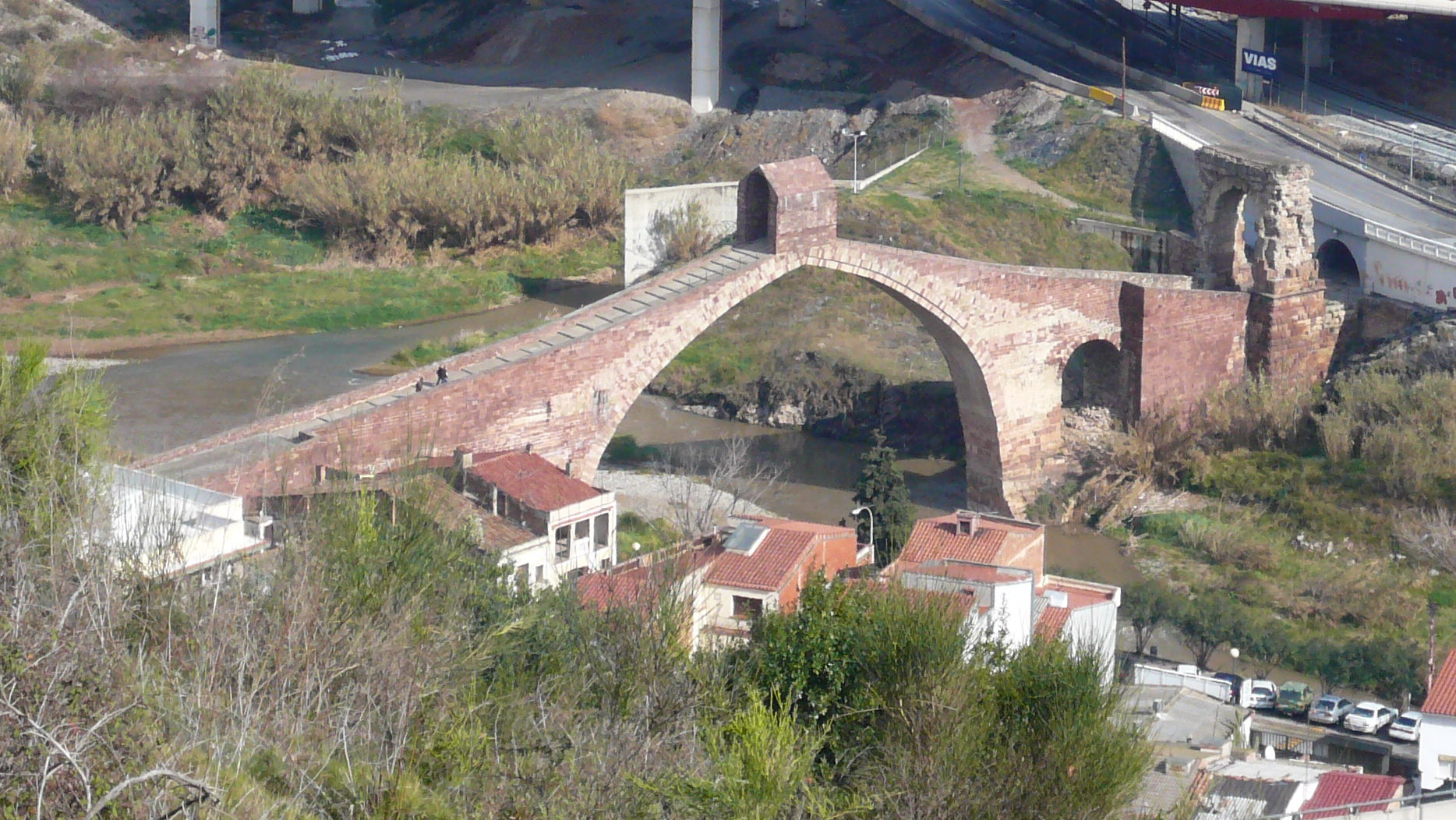
Teufelsbrücke in Martorell (Spanien), 1283 gebaut

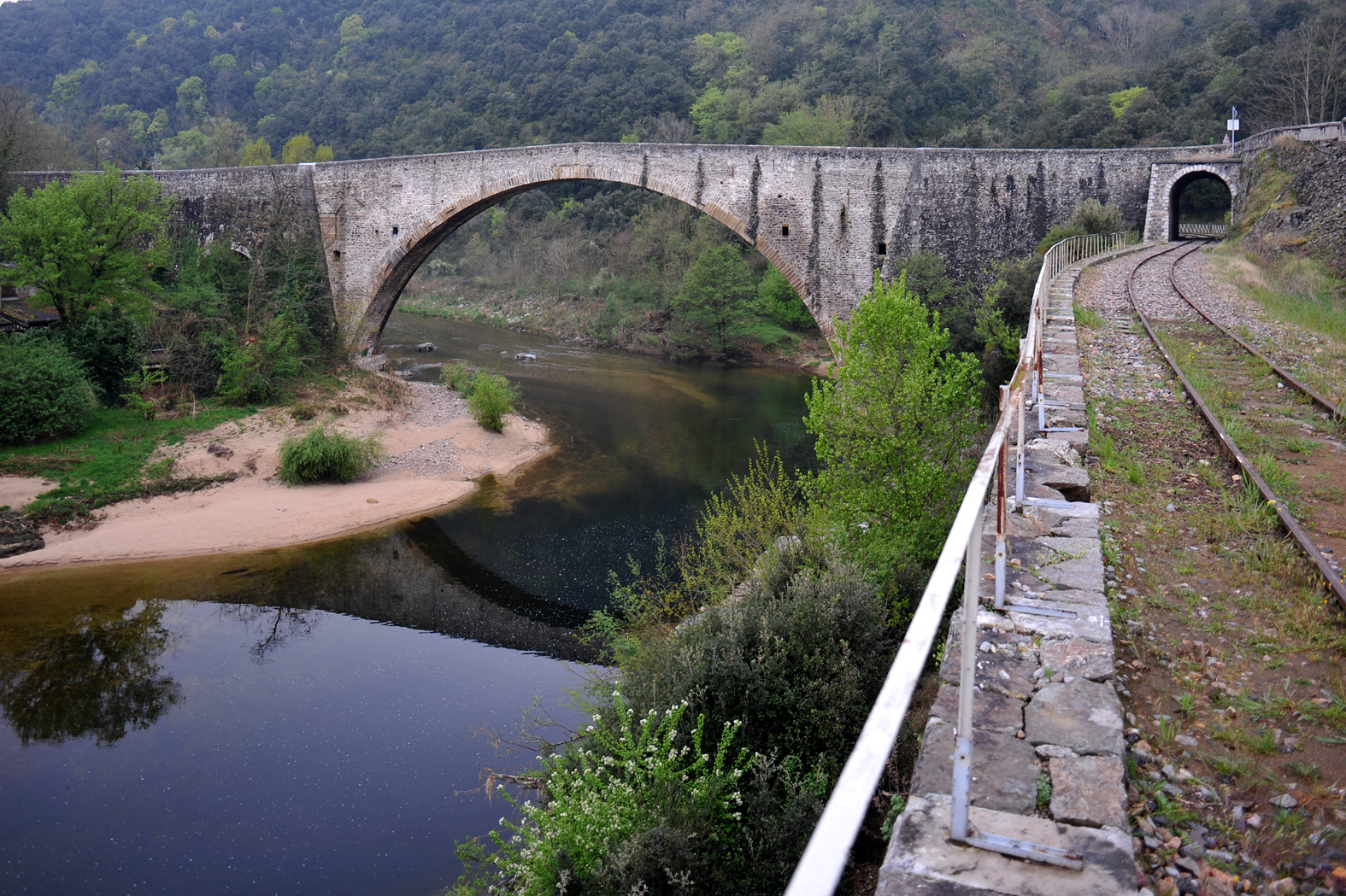
Pont Grand bei Tournon-sur-Rhône, 1379–1583

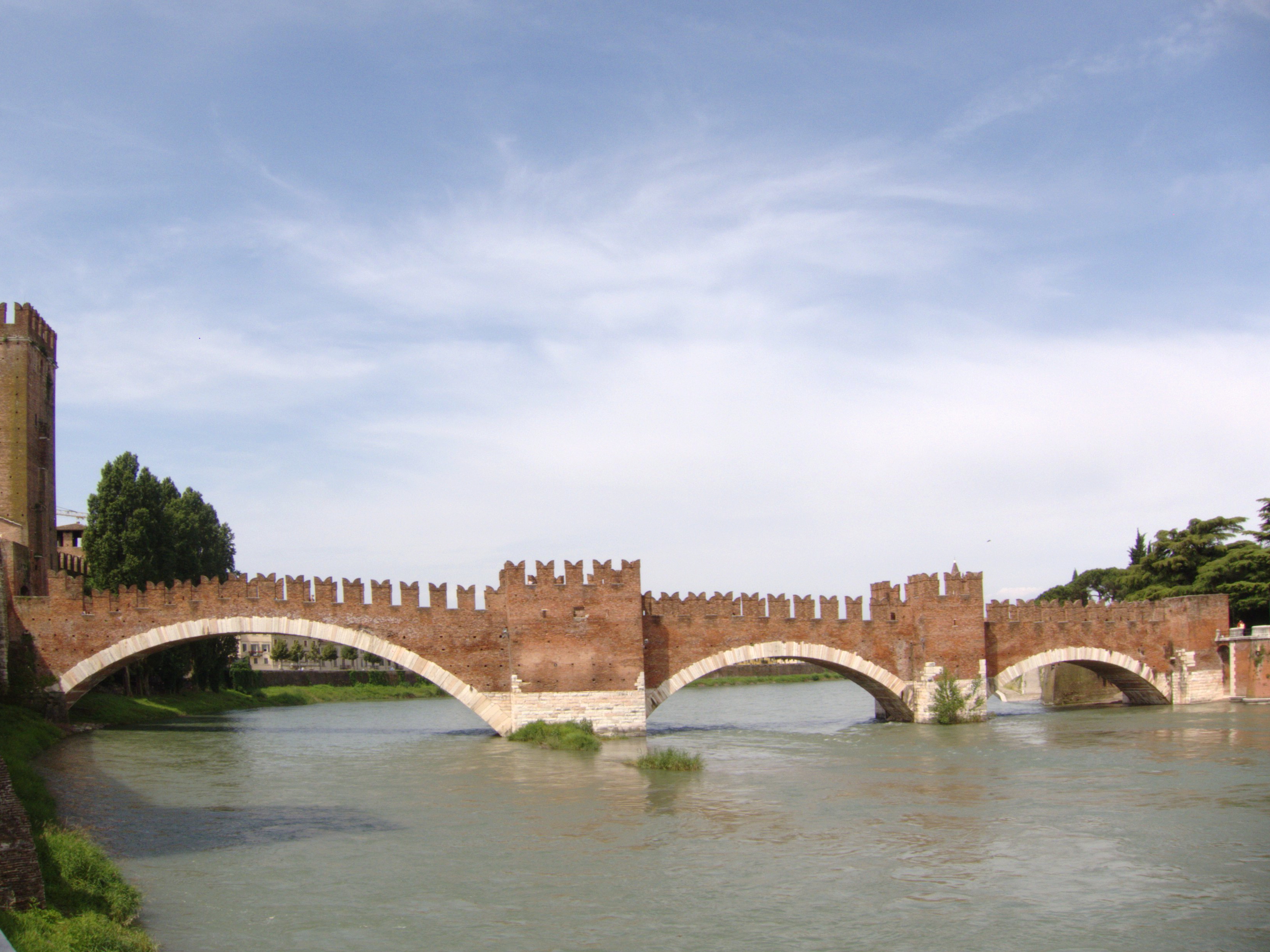
Ponte Scaligero, Verona, 1356

Während die langen Brücken über breite Flüsse meist aus vielen Bögen mit nicht sehr großen Spannweiten bestanden, wurden kleinere, dafür aber gelegentlich reißende Flüsse nach Möglichkeit mit nur einem zentralen Bogen überquert, dessen Widerlager allenfalls bei Hochwasser im Wasser standen. Dabei wurden beachtliche Spannweiten erzielt:
| Brücke                  | Ort               | Baujahr        | Spannweite |
| ----------------------- | ----------------- | -------------- | ---------- |
| Teufelsbrücke           | Martorell         | 1283           | 37,30 m    |
| Ponte della Maddalena   | Borgo a Mozzano   | um 1300        | 37,80 m    |
| Puente des San Martin   | Toledo            | spätes 14. Jh. | 40,00 m    |
| Pont de Nyons           | Nyons             | 1409           | 40,53 m    |
| Pont du Diable          | bei Céret         | 1341           | 45,45 m    |
| Ponte Scaligero         | Verona            | 1356           | 48,70 m    |
| Pont Grand              | Tournon-sur-Rhône | 1379–1583      | 49,20 m    |
| Pont de Vieille-Brioude | Vieille-Brioude   | 1479           | 54,50 m    |
| Trezzo-Brücke           | Trezzo sull’Adda  | 1377           | 72,00 m    |

Bei der Teufelsbrücke in Martorell fällt der Spitzbogen auf, mit dem Material eingespart werden konnte. Der Halbkreisbogen der Teufelsbrücke in Céret hat die größte lichte Weite eines Rundbogens des Mittelalters, während die Pont Grand und die Trezzo-Brücke schon Segmentbogen haben. Eine beachtliche Sonderstellung nimmt die Ponte Scaligero ein, die mit drei weitgespannten Segmentbögen die Etsch überquert. Die Pont de Vieille-Brioude war nach 1416 bis zu ihrem Einsturz 1822 die Brücke mit der größten Spannweite. Die größte Einbogenbrücke war aber die Trezzo-Brücke mit einer lichten Weite von zirka 72 m. Sie wurde allerdings bei einer Belagerung schon 1416 wieder zum Einsturz gebracht. Ihre Spannweite wurde aber erst im Industriezeitalter übertroffen.

### Spitzbogen- und Segmentbogenbrücken

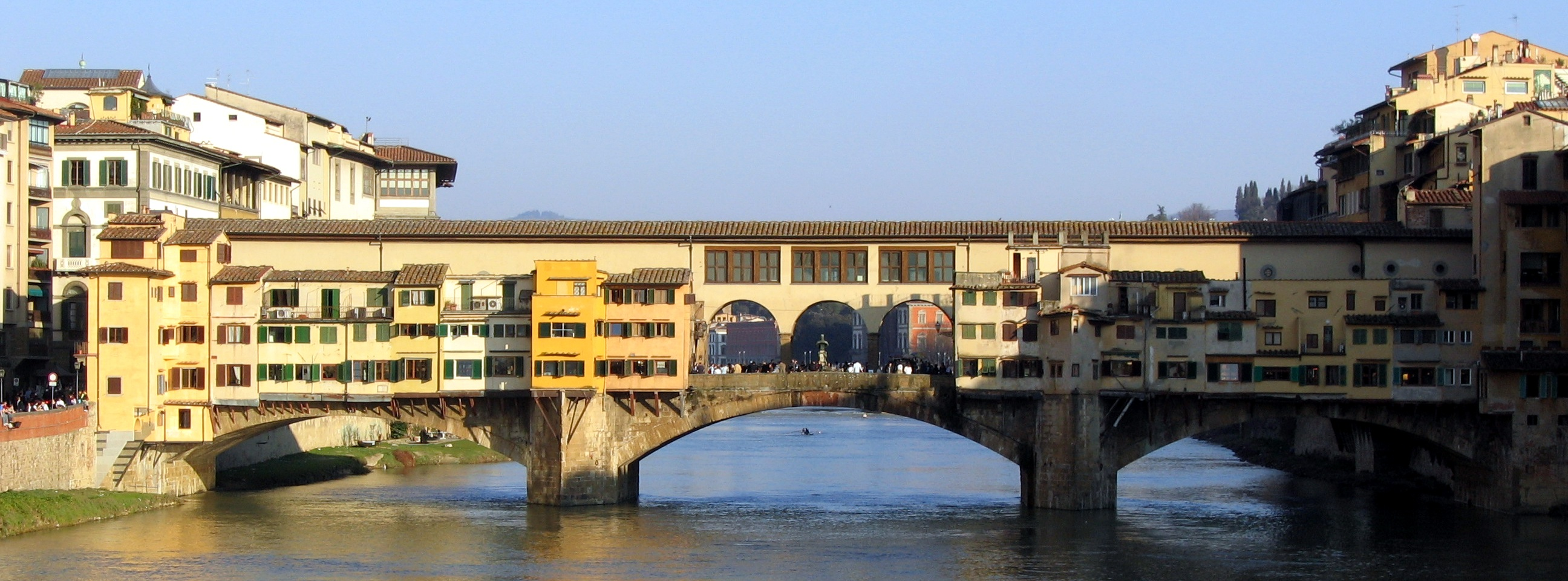
Ponte Vecchio in Florenz (Italien) (1345 fertiggestellt)

Brückenbau beruhte allein auf der Erfahrung der Baumeister und ihrem gelegentlichen Mut zu vorsichtigen Neuerungen. Abstrakte Kenntnisse über statisch-konstruktive Zusammenhänge gab es nicht. Deshalb wurden Spitzbögen nur vereinzelt verwendet. Auch die schon den Römern bekannten Segmentbogenbrücken wurden nur selten gebaut. Sie erlauben bei Steinbrücken zwar die größeren Spannweiten, besitzen allerdings auch einen größeren Seitenschub, der bei längeren Brücken von dem jeweils nächsten Bogen aufgefangen werden muss. Zwar wiesen schon die 22 Bögen der Pont Saint-Bénézet in Avignon leicht segmentalen Charakter auf – das Verhältnis von lichter Weite zu Höhe entspricht einem Wert von 2,5 zu 1 –, aber dies wurde von der dreibogigen Florentiner Ponte Vecchio (1345) mit einem Wert von 5,3 zu 1 weit übertroffen. Die Ponte Vecchio, die Ponte Scaligero und die Trezzo-Brücke mit einer Überhöhung von 3,4:1 sind die wichtigsten Segmentbogenbrücken des Mittelalters; erst im 16. Jahrhundert wurde diese Bogenform häufiger verwendet.

### Bebaute Brücken

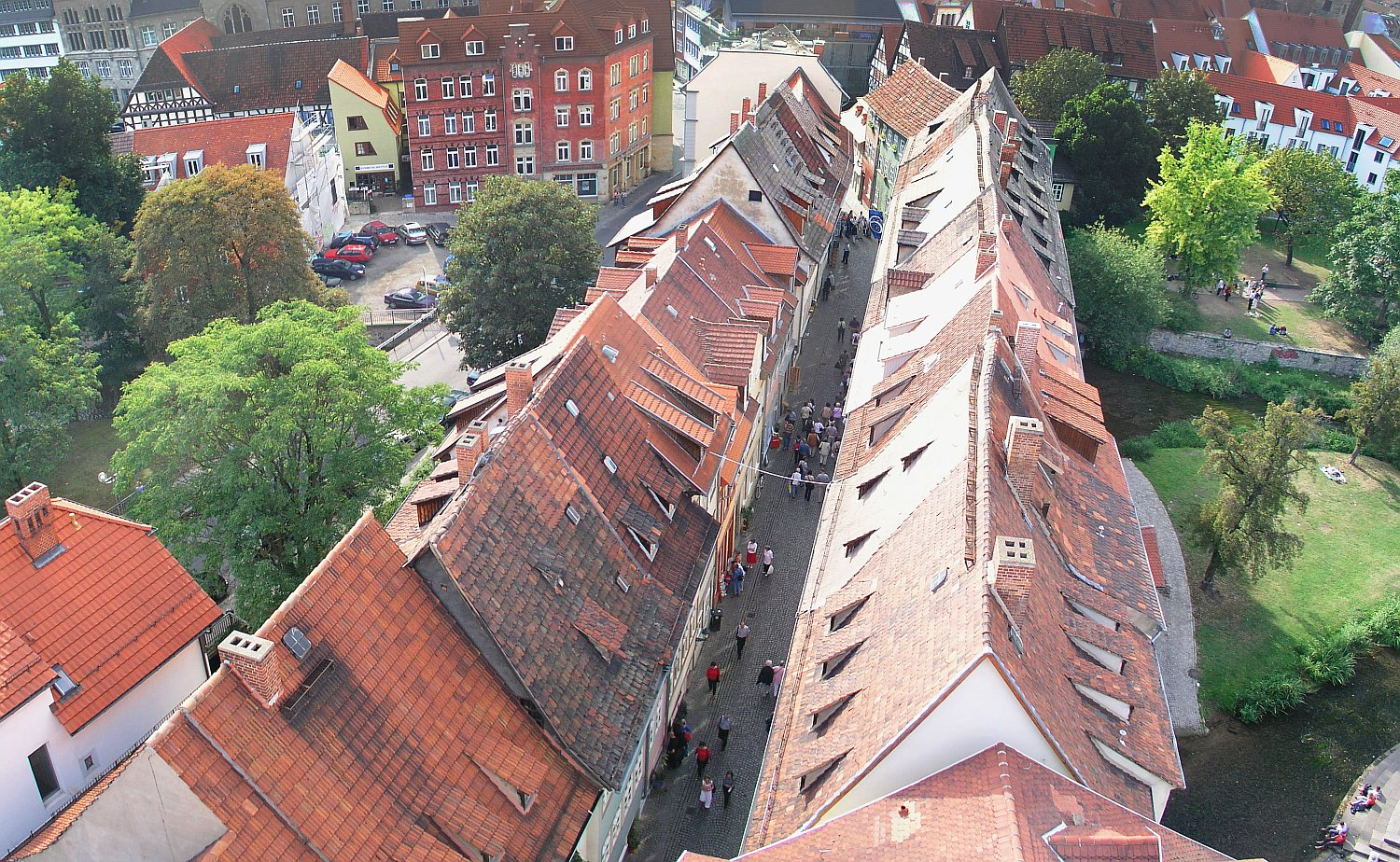
Ladenzeile der Krämerbrücke in Erfurt (heutige Form von 1472)

Die 1325 errichtete originelle Krämerbrücke in Erfurt über die Gera gehört ebenso wie die Alte Nahebrücke in Bad Kreuznach und die Innere Brücke in Esslingen am Neckar zu den noch existierenden, mit Wohnhäusern und Läden „überbauten“ Brücken.
Auch das Alte Rathaus in Bamberg steht zwischen der Oberen Brücke und der Unteren Brücke in der Regnitz.
Dieses Konzept wurde zum ersten Mal in Paris beim Grand Pont im 12. Jh. (1141) verwirklicht, dem heutigen Pont au Change. Paris wies vom 12. Jh. bis zur französischen Revolution sechs mit Häusern überbaute Brücken auf. Die letzte überbaute Brücke, der Pont Saint-Michel wies eine Überbauung bis 1807 auf.
Auch die in Venedig zwischen 1588 und 1592 an Stelle einer hölzernen Brücke entstandene Rialtobrücke über den Canal Grande mit zwei Ladenzeilen sowie die High Bridge in Lincoln (Lincolnshire) und die 1773 fertiggestellte Pulteney Bridge in Bath sind Beispiele bebauter Brücken.

### Gedeckte Holzbrücken

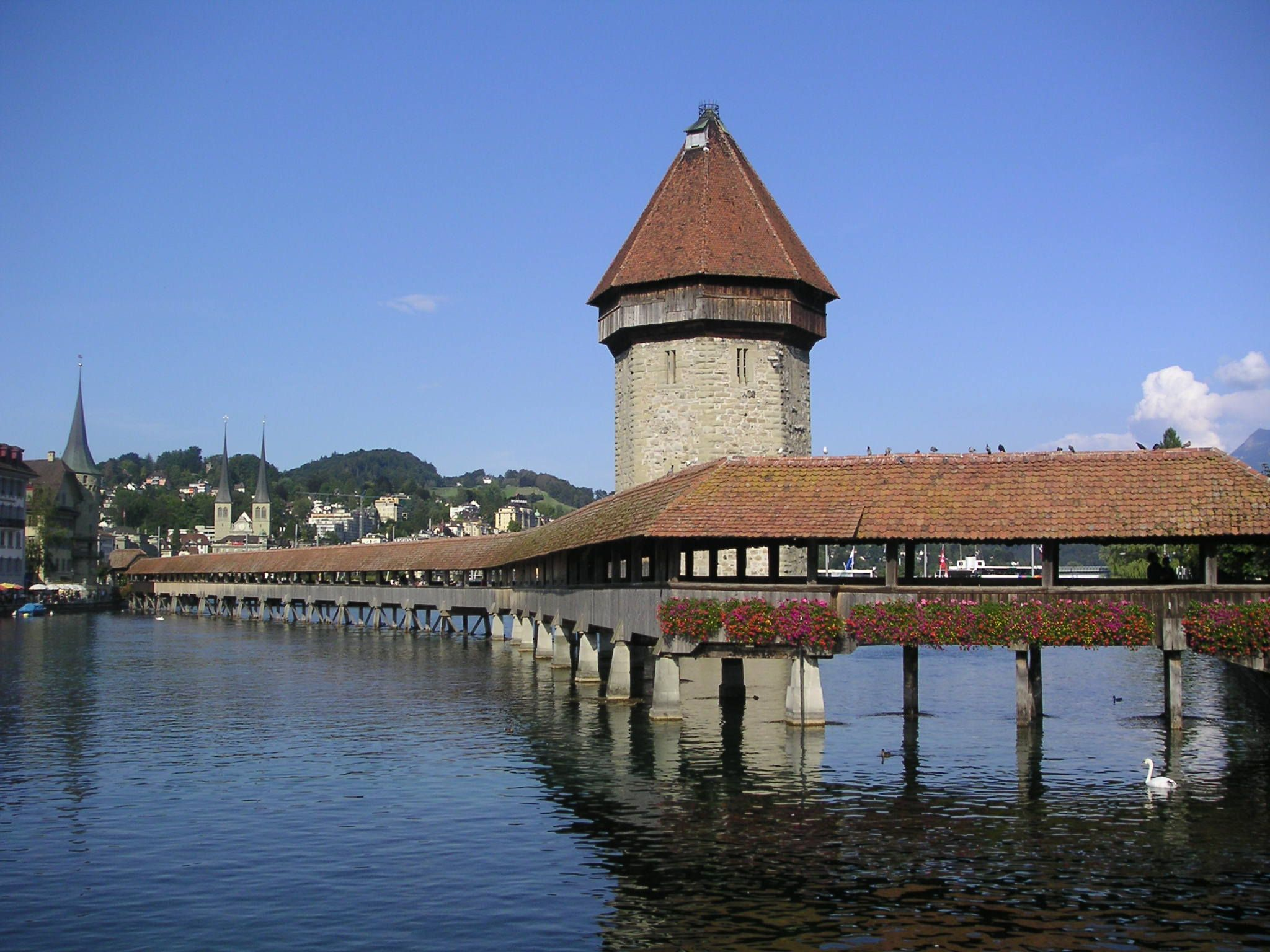
Kapellbrücke

Nachdem der Brückenzoll als Einnahmequelle und die Bedeutung von Verkehrswegen für den Handel auf Märkten erkannt worden war, ließen Fürsten, Bischöfe und Äbte an Straßen vielfach Holzbrücken errichten, die teilweise als gedeckte Brücken ausgeführt wurden. Die Holzbrücke über den Rhein in Bad Säckingen, die Ponts Couverts über die Ill in Straßburg sowie die 1365 erbaute Kapellbrücke und die Spreuerbrücke über die Reuss in Luzern sind Beispiele aus dieser Zeit.

### Kettenbrücke
Um den Gotthardpass zu überqueren, musste die Schöllenenschlucht mit ihren fast senkrechten Felswänden passiert werden. Dazu baute man um 1220 die Twärrenbrücke, einen hölzernen Steg, der mit geschmiedeten Ketten am Felsen aufgehängt war und somit als ein Vorläufer der in Europa erst Jahrhunderte später eingeführten Kettenbrücke gelten kann. Auf diesem schwindelerregenden Steg gelangte man dann zu der damals noch hölzernen Teufelsbrücke über die Reuss und schließlich zum oberen Ausgang der Schlucht.

## Von der Renaissance zum Industriezeitalter

### Erste theoretische Überlegungen
In der Renaissance begann man erstmals mit abstrakten Beschreibungen von Brücken und theoretischen Überlegungen. Leon Battista Alberti (1404–1472) verfasste De Re Aedificatoria in zehn Bänden, eine Beschreibung vor allem römischer Architektur. Andrea Palladio (1508–1580) veröffentlichte I Quattro libri dell’architettura mit eigenen Entwürfen, erstmals auch von gebogenen Holzfachwerken für Kirchendächer und Brücken. Fausto Veranzio (1551–1617) befasste sich in den Machinae Novae mit verschiedenen Brückentypen und Galileo Galilei (1564–1642) stellte in den Discorsi e dimostrazioni matematiche erste Überlegungen zur Elastizitätstheorie an.

### Praxis
Auch wenn Alberti und Palladio selbst Architekten waren und die architektonische Stilentwicklung beeinflussten, waren die weitgehend akademischen Überlegungen noch weit entfernt von anwendbaren Regeln und hatten in der Praxis keinen Einfluss auf den Brückenbau. Der Bau einer Brücke beruhte weiterhin auf der Erfahrung und dem Mut des Baumeisters, nicht aber auf theoretischen Überlegungen oder gar Berechnungen.
Der Brückenbau zeigte deshalb zunächst kaum Neuerungen. Neben den üblichen, aber wenig dauerhaften Holzbrücken verwendete man weiterhin Steinbögen ohne besonders große Spannweiten, allerdings mit der Tendenz, den vollständigen Kreisbogen zum Segmentbogen abzuflachen. Die Brücken wurden breiter und robuster ausgeführt, so dass sie oft heute noch verwendet werden, wie zum Beispiel die Neckarbrücke in Lauffen.

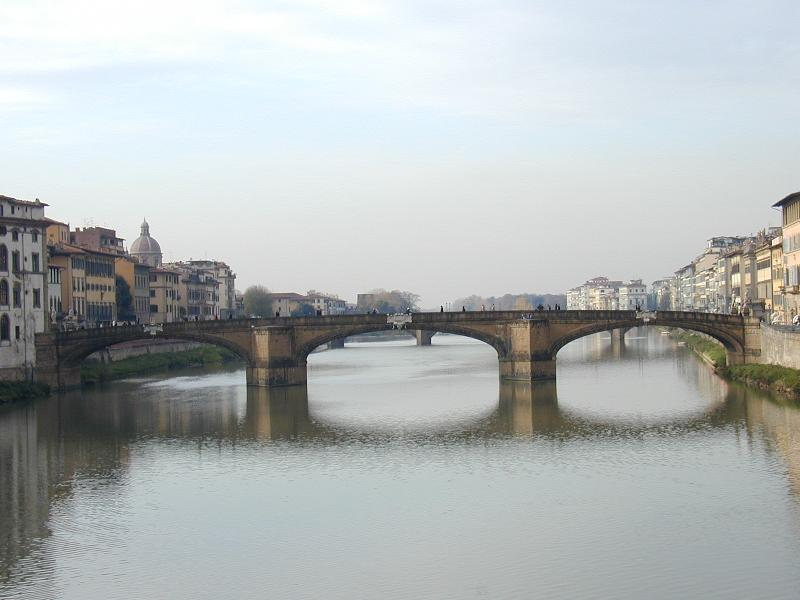
Ponte Santa Trinita in Florenz, mit den ersten Korbbögen der Welt (1571)

Einen Meilenstein stellt allerdings die zwischen 1567 und 1571 gebaute, elegante Renaissancebrücke Ponte Santa Trinita in Florenz dar, bei der erstmals Korbbögen verwendet wurden, die der Brücke ein bis dato unerreicht flaches Profil verleihen (Verhältnis von Spannweite zu Bogenhöhe von 7:1). Auch die zwischen 1588 und 1591 erbaute Rialtobrücke, die mit einem langen Bogen den Canal Grande in Venedig überspannt und dabei zwei Reihen von Läden trägt, erregte weithin Aufsehen, unter anderem, weil der Segmentbogen von zwei Widerlagern gestützt wird, die auf Pfahlrosten mit je 6000 gerammten Holzpfählen gegründet sind. Von dieser Brücke ließ sich wahrscheinlich der Nürnberger Ratsbaumeister Wolf Jacob Stromer anregen, die 27 Meter überspannende, sehr flache Fleischbrücke zu bauen, die bei ihrer Fertigstellung 1598 die größte Spannweite einer Steinbogenbrücke in Deutschland hatte. Sie ist ebenfalls auf Rammpfählen gegründet, darunter 400 Schrägpfählen, damals eine sehr seltene Bauweise. Nur zwei Jahre später begann man in Venedig mit dem Bau der Ponte dei Sospiri (Seufzerbrücke) am Dogenpalast. Sie hat zwar nur eine Spannweite von acht Meter, aber mit ihrem vollständig geschlossenen Brückenkörper aus Marmor, der von einem Korbbogen getragen und von einem Segmentbogen überdacht wird, wurde sie bald nach ihrer Fertigstellung 1602/1603 berühmt.

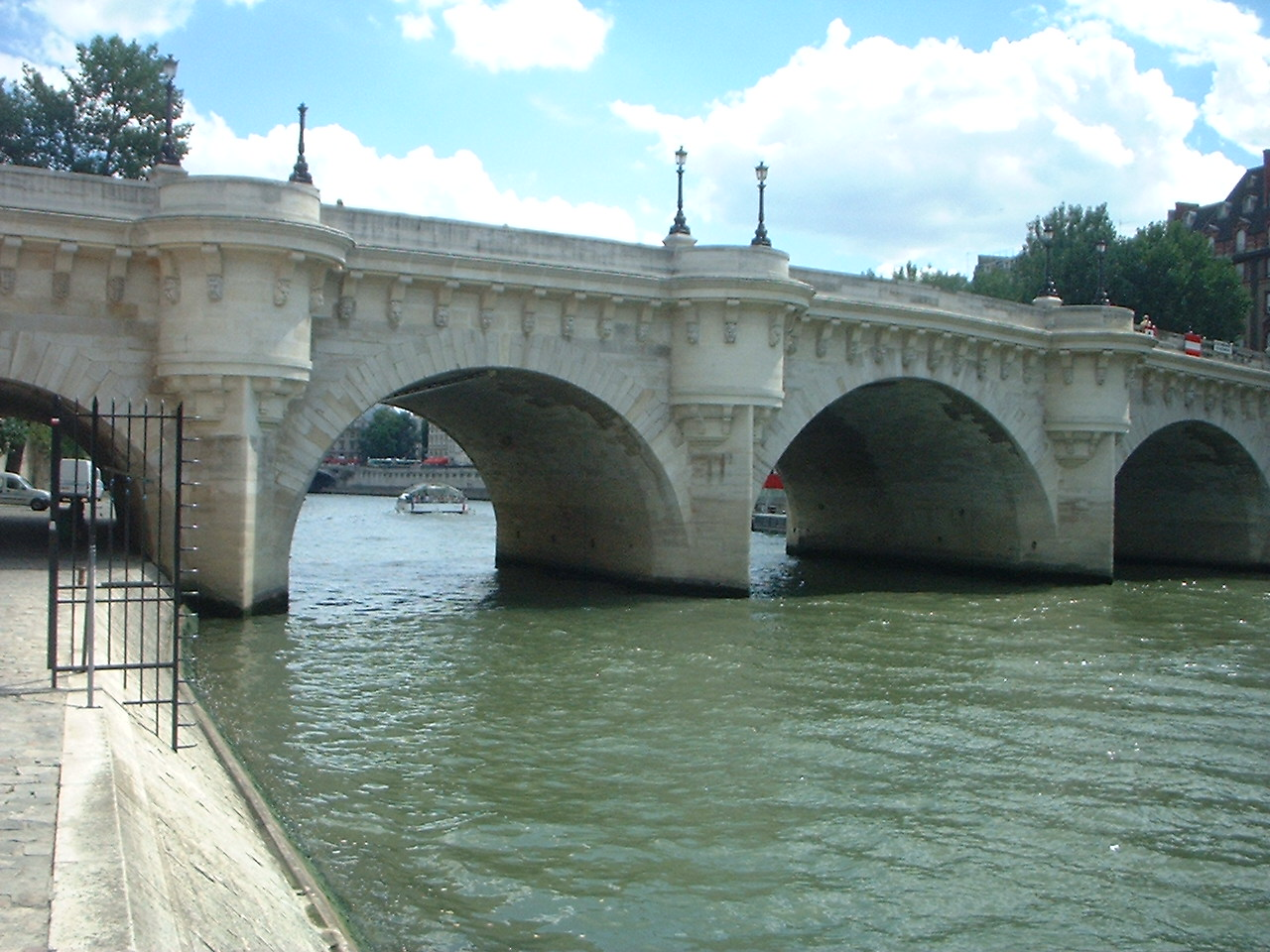
Pont Neuf, Paris

1607 wurde in Paris die Pont Neuf fertiggestellt, eine neue Bogenbrücke über die Seine, deren Grundstein schon 1578 von König Henri III gelegt worden war, deren Bau aber durch die Hugenottenkriege zehn Jahre unterbrochen wurde. Sie ist noch ganz nach römischem Vorbild gegliedert und heute die älteste Brücke von Paris. Auf Anordnung von König Henri IV wurde sie als erste Brücke ohne Überbauung mit Häusern und Geschäften fertiggestellt – sehr zum Unwillen der örtlichen Kaufleute. Auch der in etwa zur gleichen Zeit vollendete Pont Henri IV in Châtellerault und der zur gleichen Zeit gebaute, aber später fertig gewordene Pont Neuf in Toulouse mussten ohne Überbauung bleiben.

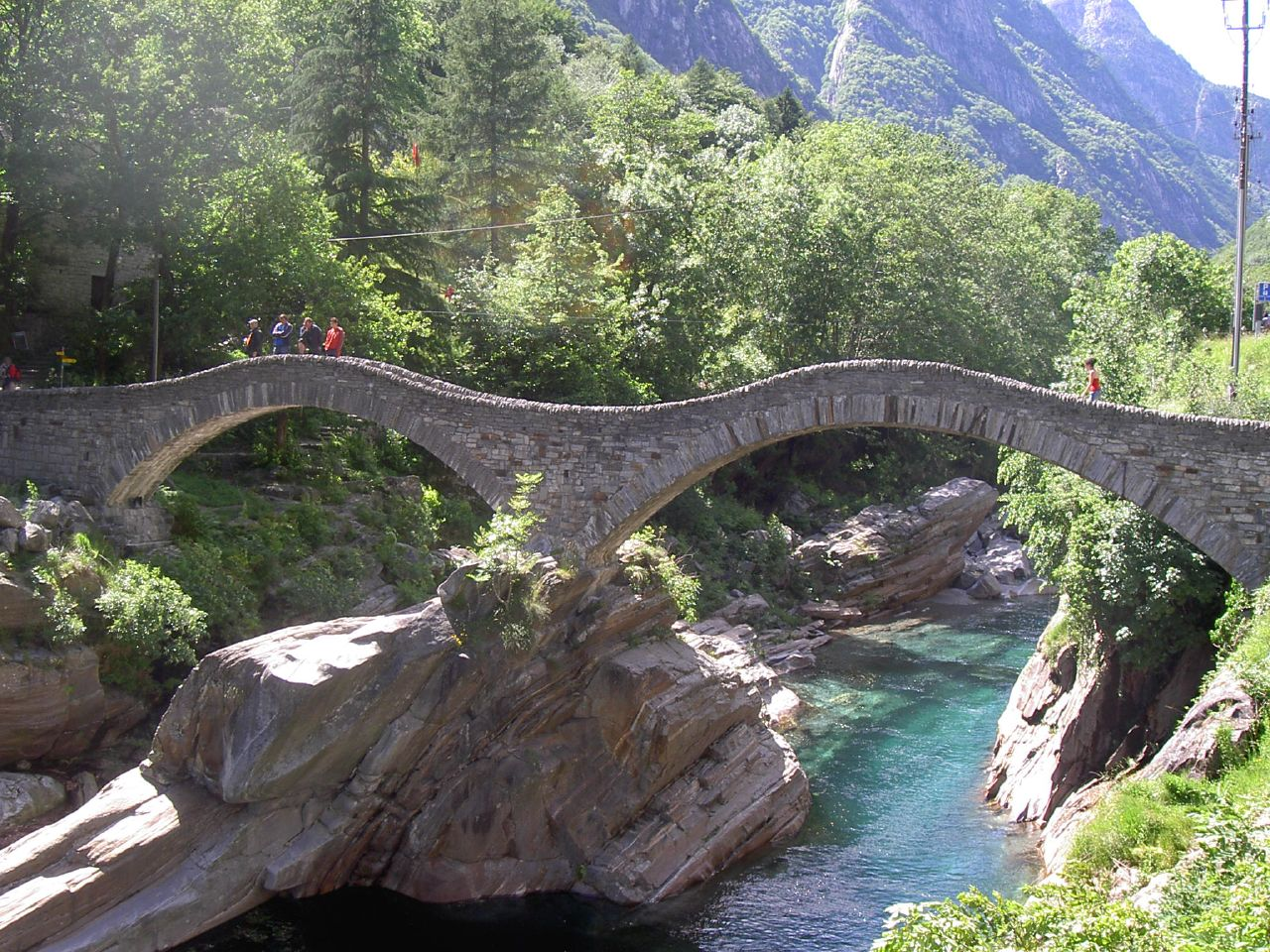
Ponte dei Salti, Verzascatal, Tessin

Aus der zunehmenden Zahl größerer und kleinerer Brücken können nur wenige genannt werden wie zum Beispiel der von 1476 bis 1703 erstelle Neubau der Alten Mainbrücke in Würzburg und die Augustusbrücke in Dresden, die Berwick Bridge an der Grenze zwischen Schottland und England, der Pont Royal in Paris, oder der sich in zwei eleganten Bögen über die Verzasca schwingende Ponte dei Salti in Lavertezzo im Kanton Tessin.
Während des 18. Jahrhunderts entwickelten Hans Ulrich und Johannes Grubenmann einige Innovationen in der Konstruktion von gedeckten Brücken aus Holz. Auf empirische Weise wurden Bogenkonstruktionen mit Spreng- und Hängewerk kombiniert, so dass Brücken mit Spannweiten bis zu sechzig Meter erreicht wurden. Diese Technik wurde von den Brüdern Grubenmann dann auch im Bau weitgespannter Kirchendächer eingesetzt. Als bekanntestes Beispiel ihrer Brückenbauwerke gilt die Rheinbrücke Schaffhausen, die 120 m lang war und nur einen Zwischenpfeiler hatte. In Europa bekannt wurde die 1778 von Johann Christian Adam Etzel (1743–1801; Onkel von Gottlieb Christian Eberhard von Etzel) gebaute Neckarbrücke Plochingen mit einer freitragenden Spannweite von 70 Meter, die 1905 völlig intakt der Erweiterung der Bahnhofanlagen weichen musste. Die 1955 original wieder aufgebaute gedeckte Holzbrücke Forbach (Nordschwarzwald) über die Murg, ursprünglich ab 1778 geplant und gebaut von Otto Lindemann, wird mit ihren 38 Metern Spannweite regional als die „längste freitragende, überdachte und aufgrund ihrer Stabilität befahrbare Holzbrücke in Europa“ bezeichnet.

### Zentralisierte staatliche Brückenbauverwaltung
Die für den europäischen Brückenbau möglicherweise bedeutendste Entwicklung wurde unter dem französischen König Ludwig XIV. von Jean-Baptiste Colbert eingeleitet, der 1669 die Position des staatlichen Commissaire des ponts et chaussées (etwa: Beauftragter für Brücken- und Straßenbau) schuf und während seiner Amtszeit bis 1683 das staatliche Budget für Infrastrukturmaßnahmen verdreißigfachte. 1716 wurde unter Ludwig XV. das Corps des ingénieurs des ponts et chaussées (etwa: Beamtenschaft der Brücken- und Straßenbauingenieure) eingerichtet und 1747 die École nationale des ponts et chaussées gegründet (die diesen Namen erst seit 1775 trägt). Ihr erster Leiter war Jean-Rodolphe Perronet, der maßgeblich ihre weitere Entwicklung bestimmte. Er verließ die bis dahin geltende Regel, dass die Pfeilerstärke etwa ein Fünftel der Spannweite des Brückenbogens betragen müsse. Mit der Pont de Neuilly und der Pont de la Concorde in Paris errichtete er Brücken mit weitgespannten, flachen Bögen und schlanken Pfeilern, deren Pfeilerstärke weniger als ein Neuntel der Spannweiten betrug und die damit zum Vorbild für den weiteren Brückenbau wurden.

### Weitere Entwicklung

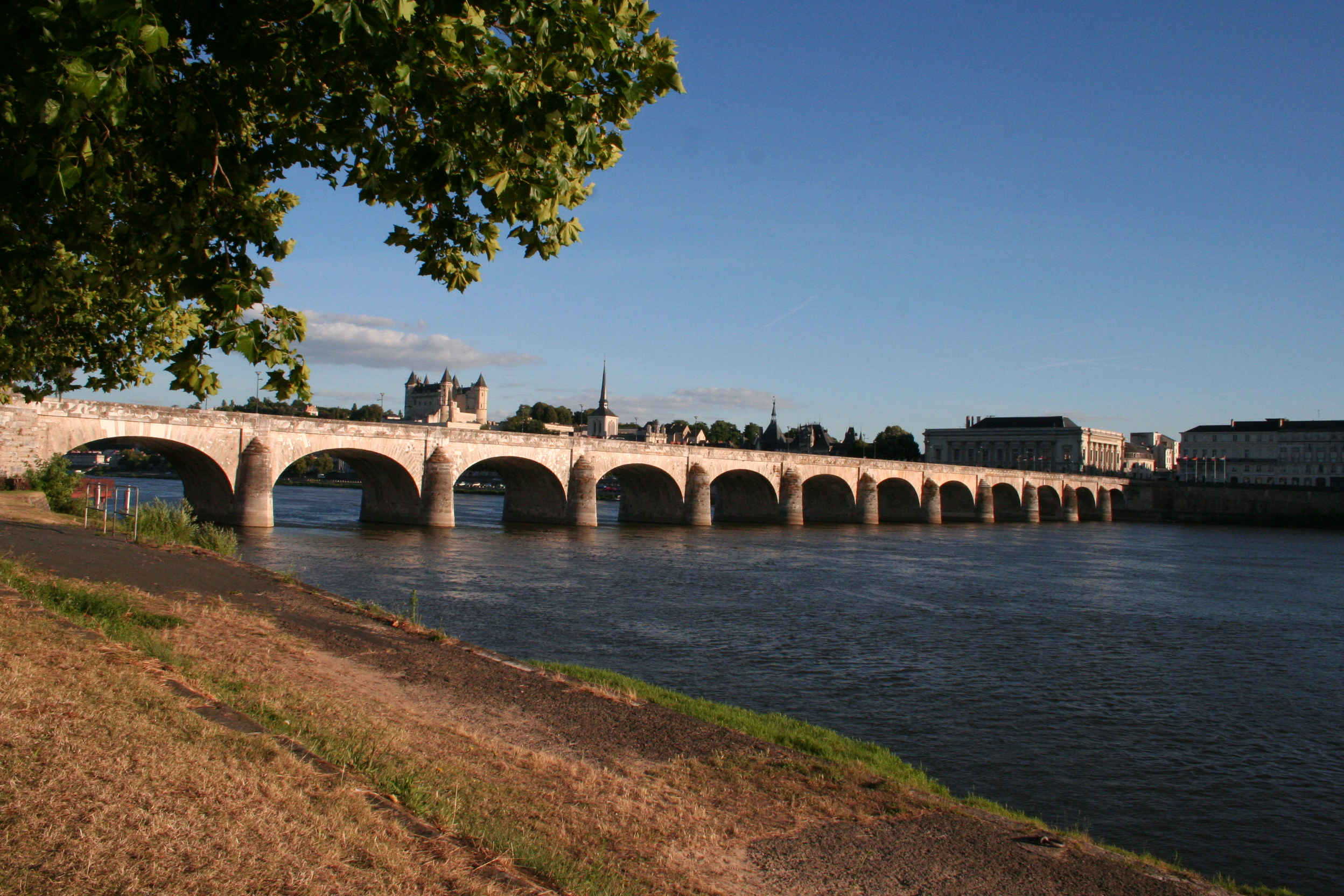
Pont Cessart, Saumur

Es werden immer häufiger große Brücken, in Frankreich insbesondere über die Loire, gebaut. Dabei ist die 1724 eröffnete Pont Jacques Gabriel in Blois die letzte große Brücke, bei der die Fahrbahn zur Spitze über dem großen Bogen in der Mitte ansteigt. Die Entwicklung geht zu ebenen Fahrbahnen, möglichst schmalen Pfeilern und gleichen, so weit wie möglich gespannten Brückenbogen in der Form von Segmentbögen und immer öfter Korbbögen, wie zum Beispiel bei der Pont George V (1763) in Orléans, bei der Pont Régemortes (ebenfalls 1763) in Moulins (Allier) oder bei der Pont Cessart (1770) in Saumur. In London werden beim Bau der Westminster Bridge (1750) erstmals Caissons eingesetzt. Die Skerton Bridge (1787) in Lancaster ist die erste Brücke Englands mit einer flachen Fahrbahndecke. Noch vergleichsweise konventionell ist die auf den Pfeilern der früheren Brücke errichtete Alte Brücke (1788) in Heidelberg oder die aus einem mächtigen Bogen bestehende Pont de Lavaur (1791) in Südfrankreich.

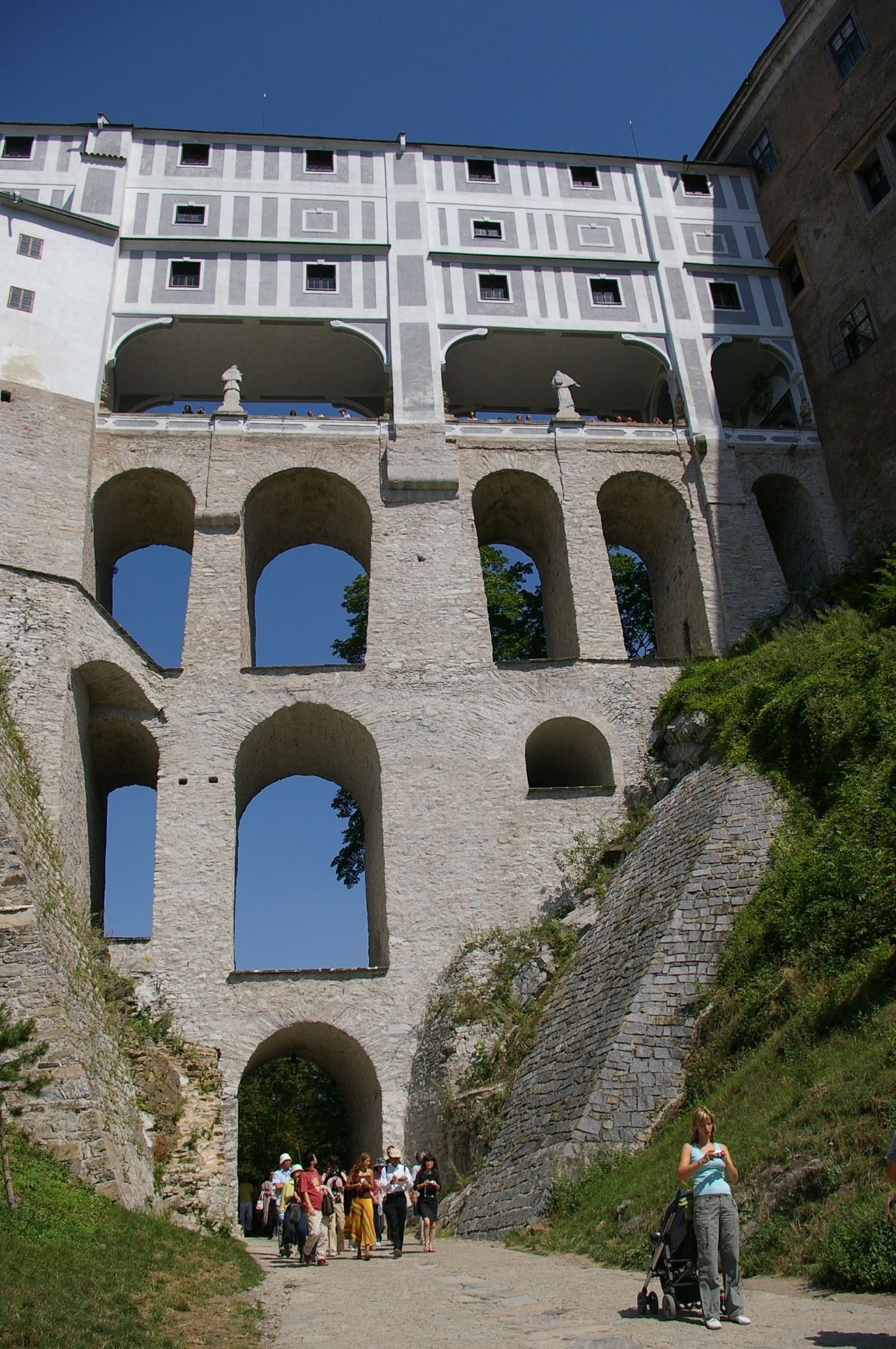
Mantelbrücke, Český Krumlov

Zu den Sonderfällen gehört die 1739 eröffnete Brücke in der Viamala, die rein technisch gesehen zwar eine schlichte Steinbogenbrücke ist, wegen ihrer Lage in der schlecht zugänglichen Via Mala zwischen fast senkrechten Felswänden und rund 70 m über dem Grund der Schlucht sicher bemerkenswert ist. Beachtlich ist auch die Old Bridge in Pontypridd, Wales, die mit einem schlanken Segmentbogen von 43 m zu der Zeit die größte Spannweite in Großbritannien hatte, aber wegen der schmalen und steil ansteigenden Fahrbahn für Fuhrwerke nur schwer benutzbar war. Die in ihrer heutigen Form 1777 fertiggestellte Mantelbrücke in Český Krumlov in Tschechien ist eine dreigeschossige Brücke über den Burggraben des dortigen Schlosses, über die ein offener Durchgang sowie zwei geschlossene Stockwerke führen. Im andalusischen Ronda wurde am Ende des 18. Jahrhunderts die Puente Nuevo über die ca. 100 m tiefe Tajo-Schlucht fertiggestellt, die zwei ältere und niedrigere Brücken in ihre Konstruktion einbezieht.

## Osmanisches Reich

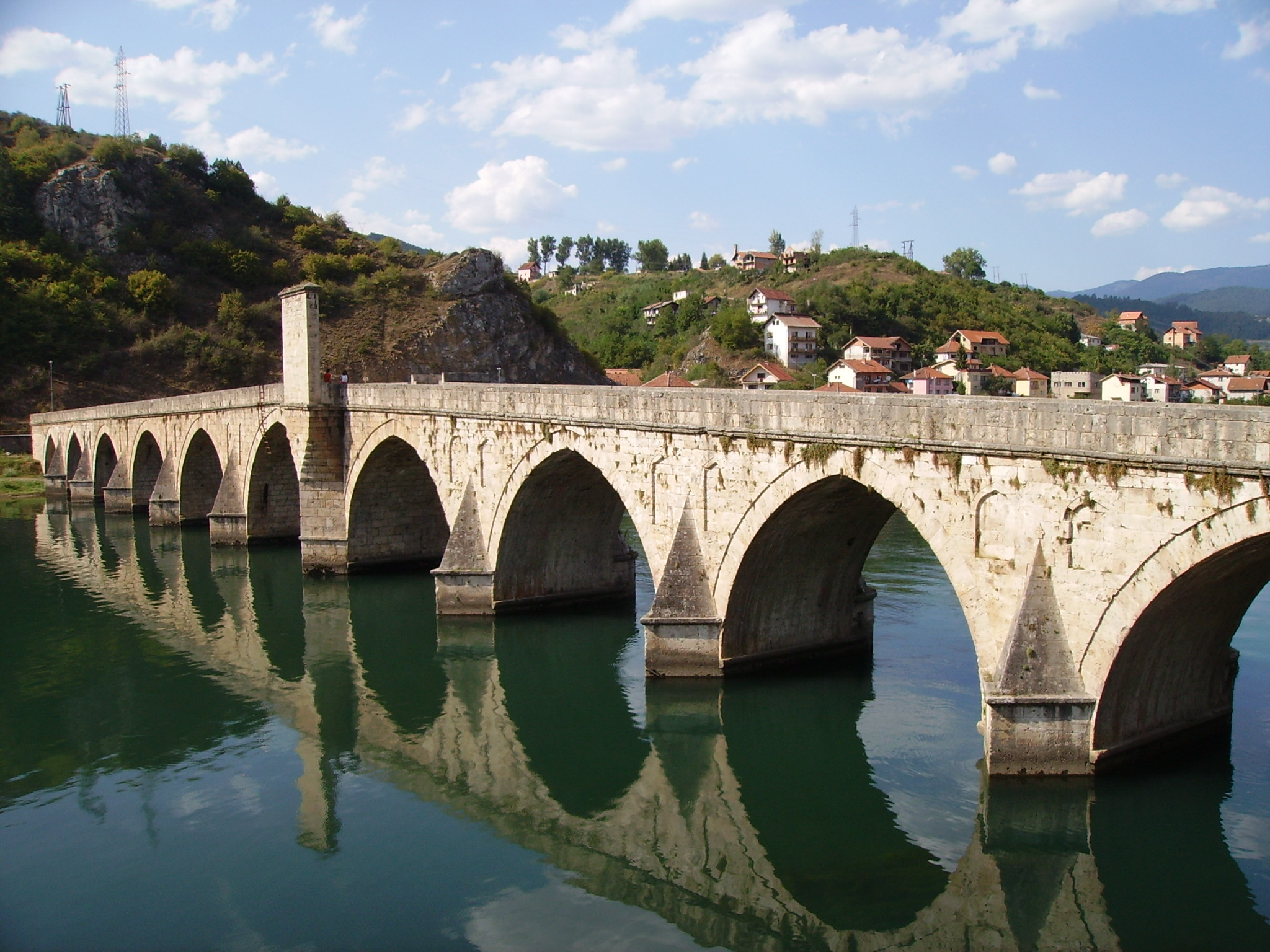
Brücke über die Drina, Višegrad

Am bekanntesten ist wohl die Stari most (alte Brücke) in Mostar über die Neretva. Der Architekt Mimar Hayreddin, ein Schüler des bedeutenden Architekten Sinan, baute 1566 bis 1567 diese aus einem einzigen, unregelmäßigen Bogen bestehende Brücke. Die Djawolski most im heutigen Bulgarien ist noch etwas älter. Die Brücke über die Drina in Višegrad, ebenfalls in Bosnien und Herzegowina, soll von dem Architekten Sinan geplant worden sein und wurde von 1571 bis 1578 errichtet. Sie hat 12 Spitzbögen, die im osmanischen Reich weit verbreitet waren, was zum Beispiel auch bei den Brücken von Edirne deutlich wird. Die Egri-Brücke, die mit 18 Bögen den Kızılırmak bei Sivas überquert, wurde im 16. oder 17. Jahrhundert gebaut. Die 1612 fertiggestellte Brücke von Arta in Griechenland besteht aus vier schlanken, unterschiedlich großen Bögen mit den bei den Römern häufig, später aber kaum noch verwendeten Durchlässen in den Pfeilern. Die bedeutendste ottomanische Brücke in Albanien ist die vermutlich im 18. Jahrhundert gebaute Brücke von Mes bei Shkodra, die mit 15 unterschiedlichen Bögen den Kir überquert. Erst 1842 wurde die 235 m lange Meriç-Brücke gebaut, die jüngste der Brücken von Edirne.

## Persien

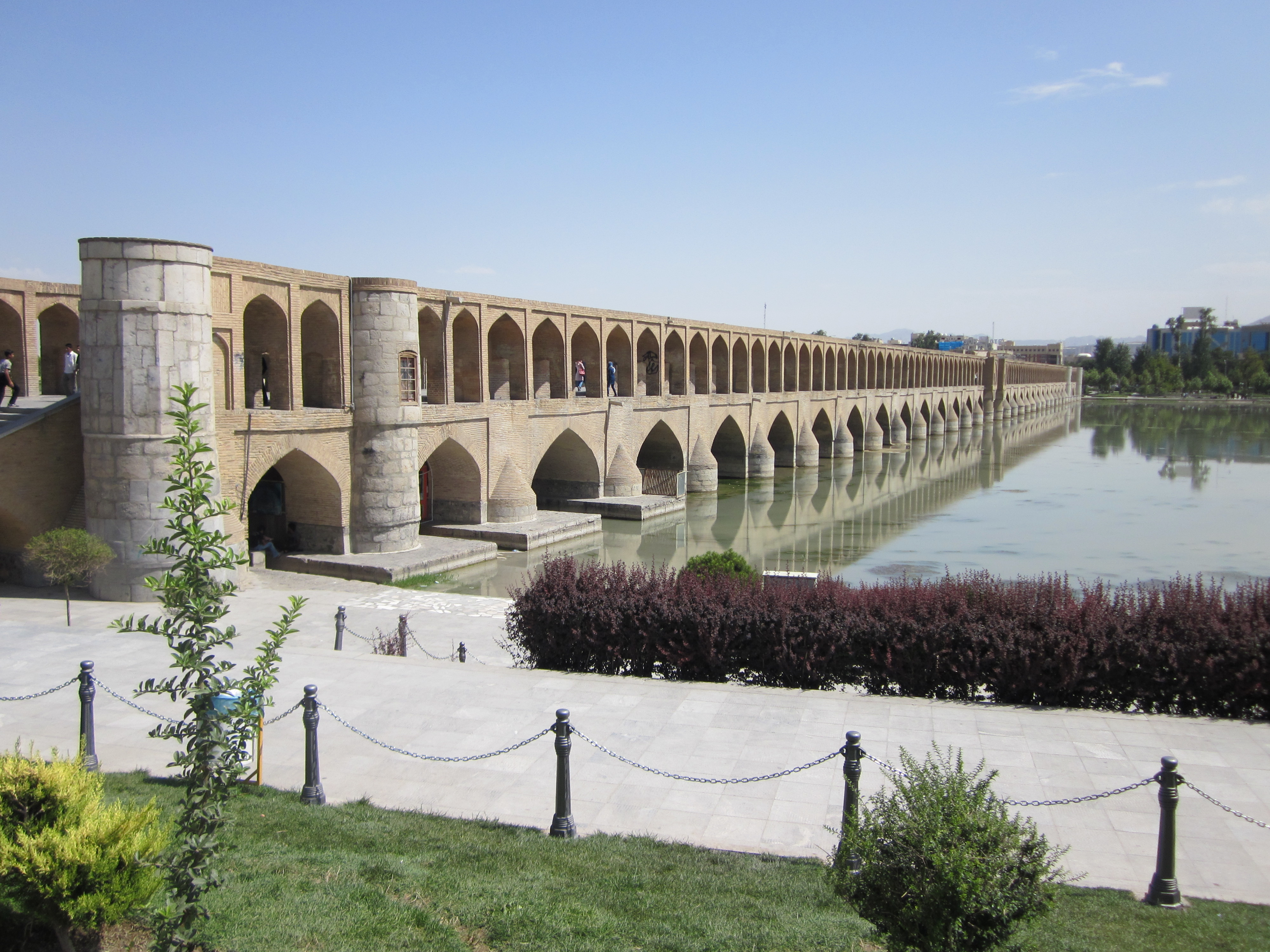
Si-o-se Pol

Der Zayandeh Rud hatte als wasserreichster Fluss Zentralirans durch die Jahrhunderte große Bedeutung für die Oase Isfahan. Über den Fluss führen einige wichtige Brücken, die zum Teil auch die Funktion von Dämmen zur Wasserregulierung haben. Die Pol-e Schahrestan ist die älteste dieser Brücken. Ihre Pfeiler stammen möglicherweise aus dem 3. Jahrhundert, die zwölf aus Ziegeln gemauerten Spitzbögen aus dem 11. Jahrhundert. Die Si-o-se Pol (33-Bogen-Brücke; auch als Allah-Verdi-Khan-Brücke bekannt) wurde 1602 durch Schah Abbas I. in Auftrag gegeben, der 1597 seinen Regierungssitz nach Isfahan verlegt hatte. Die 290 m lange und 13,5 m breite Brücke ist ein zweistöckiges Viadukt mit überdachten Arkaden und einem Teehaus an einem Ende. Die 1650 begonnene Pol-e Chādschu ist mit ihren 23 Bögen zwar nur 128 m lang und 11,7 m breit zwar kleiner, macht mit ihren zwei Stockwerken und dem achteckigen zentralen Gebäude aber einen noch geräumigeren Eindruck.

## China

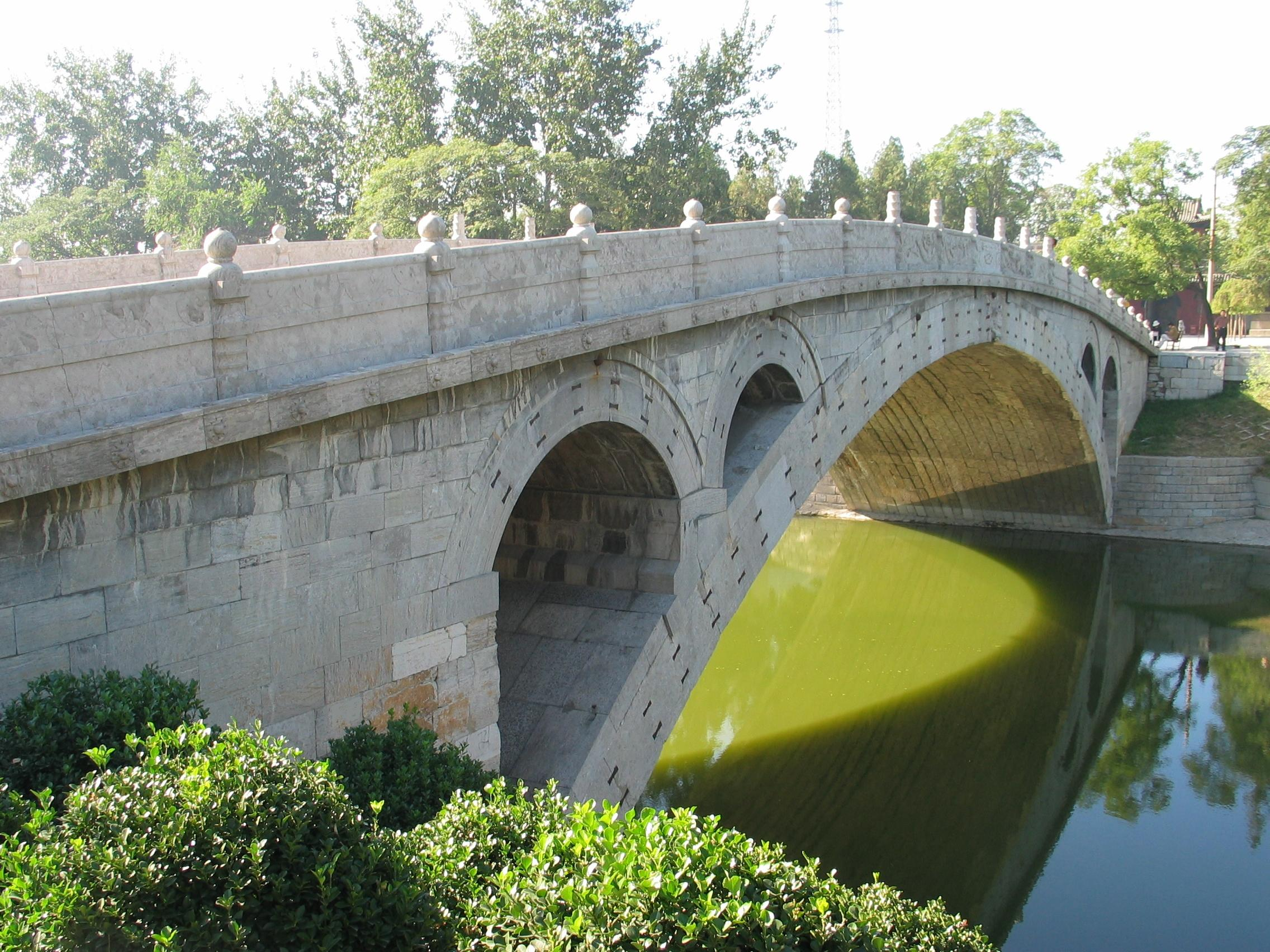
Zhaozhou-Brücke

Aus der großen Zahl historischer Brücken in China können nur wenige Beispiele genannt werden. Die 584 erbaute Xiaoshang-Brücke verwendete bereits einen Segmentbogen mit aufgesetzten Durchlässen, um den Wasserwiderstand zu vermindern. 605 n. Chr. wurde von Li Chun die bekannte Anji-Brücke (auch Zhaozhou-Brücke genannt) über den Chiao-Shui-Fluss im Süden der Provinz Hebei als flache Segmentbogenbrücke mit einer lichten Weite von 37,5 m bei einer Pfeilhöhe von sieben Meter gebaut. Diese deutlich weiter gespannte Brücke hat zwei Durchlässe an beiden Seiten. Das leicht gebogene Brückendeck gibt ihr ein elegantes Aussehen. Die Yongtong-Brücke (1190–1195) ähnelt der wesentlich älteren Anji-Brücke, wurde aber nach ihrer Fertigstellung mit einer Reihe von Basreliefs verziert.
Die Dongjin-Brücke in Ganzhou, Provinz Jiangxi ist eine der zahlreichen Pontonbrücken Chinas. 806 n. Chr. wurde die Baodai-Brücke in Suzhou (Jiangsu) erstmals errichtet, die mehrfach zerstört und wieder aufgebaut wurde und deren gegenwärtiger Bau mit zahlreichen Ziegelsteinbögen aus dem Jahr 1446 stammt. Die Luoyang-Brücke (1053–1059) ist die älteste, noch existierende Steinplattenbrücke Chinas. Die mit über 2000 m längste Steinplattenbrücke Chinas ist aber die zwischen 1138 und 1151 errichtete Anping-Brücke (auch Wuli-Brücke genannt) in Jinjiang (Quanzhou), Fujian. 1170 wurde die 518 m lange Guangji-Brücke (auch Xiangzi-Brücke) bei Chaozhou, Guangdong fertiggestellt, die zum Teil als Pontonbrücke ausgeführt wurde, um sie für den Schiffsverkehr öffnen zu können.

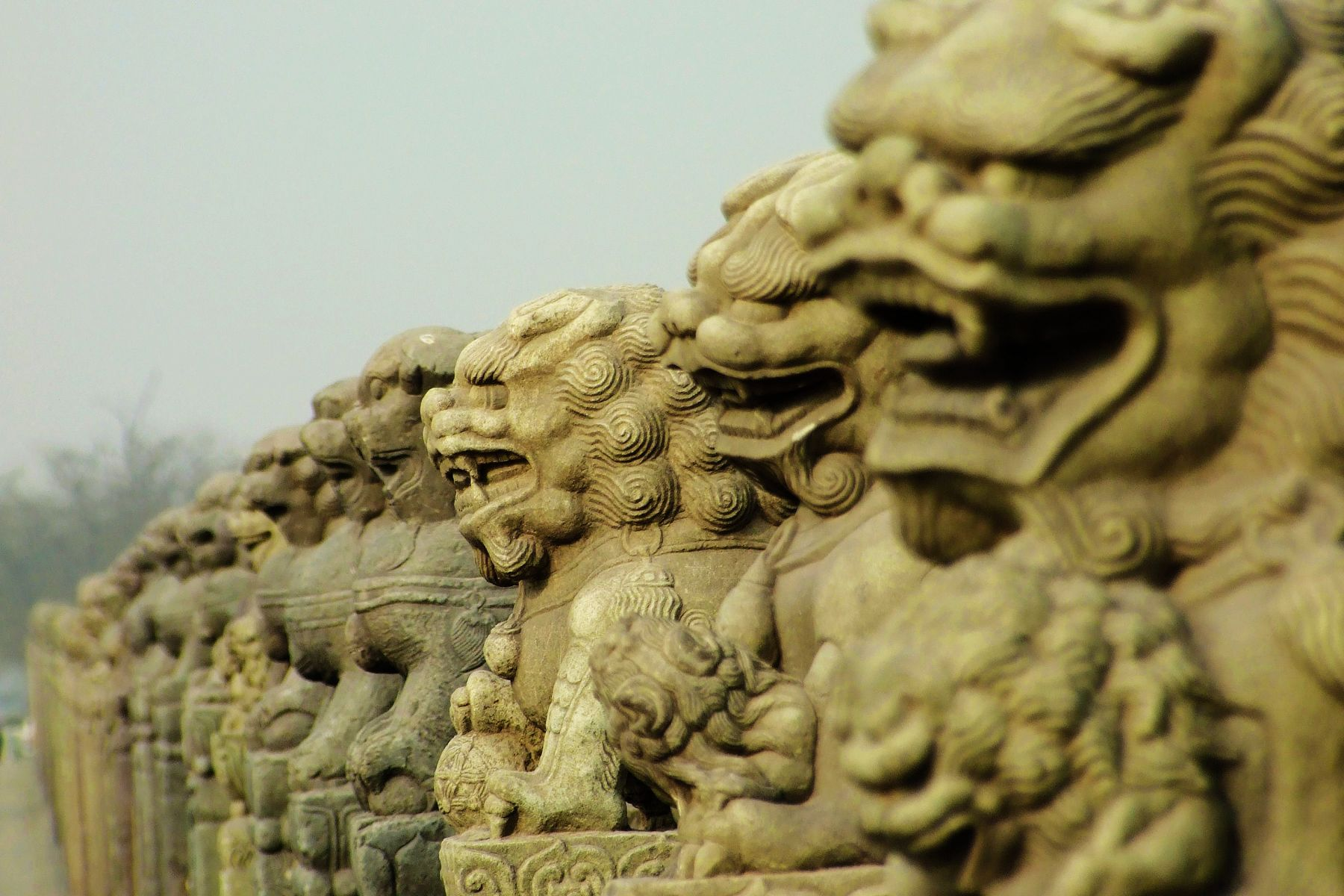
Löwen auf der Lugou-Brücke

Marco Polo berichtete von über zwölf Brücken über zahlreiche Kanäle allein in der Provinzhauptstadt Yangzhou. Arabische und persische Zeitgenossen bewunderten schon damals die 1192 vollendete, von vielen Steinlöwen geschmückte und heute noch existierende historische Bogenbrücke Lugou Qiao in der Nähe Pekings. Die Gaoliang-Brücke (Jadebandbrücke) im Neuen Sommerpalast in Peking ist eine der bekanntesten sogenannten Mondbrücken. Dort steht auch die ebenfalls 1764 fertiggestellte Siebzehn-Bogen-Brücke.

## Himalaya und benachbarte Gebirgsregionen
Die steilen, tiefen Schluchten im Himalaya und den benachbarten Gebirgsregionen mit reißenden, bei Regen stark anschwellenden Flüssen verlangten Brücken hoch über dem normalen Wasserstand, was zwangsläufig Brücken mit großen Spannweiten bedeutete. Hölzerne Jochbrücken und Steinbogenbrücken konnten diese Anforderungen nicht erfüllen. Man überquerte die Flüsse daher mit den verschiedensten Seilbrücken, im einfachsten Fall mit einem über den Fluss gespannten Seil, an dem man sich entlanghangeln konnte, bis zu Brücken mit mehreren Tragseilen, die mit Schlaufen und Querseilen verbunden waren, so dass Personen mit schweren Lasten sie aufrecht passieren konnten. Aus technischer Sicht waren dies immer Spannbandbrücken, bei denen der Weg über die Brücke der Kurve der durchhängenden Seile folgte.
Die ersten nachweisbaren Hängebrücken waren wohl die von dem buddhistischen Philosophen und Brückenbauer Thangtong Gyelpo in Tibet und Bhutan aus nichtrostendem Eisen erbauten Kettenbrücken. Deren wichtigste war die 1430 erbaute Chagsam-Brücke über den Yarlung Tsangpo (Brahmaputra) mit einer Spannweite von ca. 137 m, eine Spannweite, die erst von Thomas Telfords 1826 eröffneter Menai Suspension Bridge übertroffen wurde. Die Chagsam-Brücke war gleichzeitig wohl die erste echte Hängebrücke überhaupt, bei der der weitgehend horizontale Weg über die Brücke an gesonderten Tragseilen angehängt ist. Diese Brücken existierten bis in die Neuzeit und existieren zum Teil immer noch. Die 1706 errichtete Luding-Brücke über den Dadu-Fluss im chinesischen Sichuan ist ein weiteres Beispiel einer eisernen Kettenbrücke.

## Südamerika

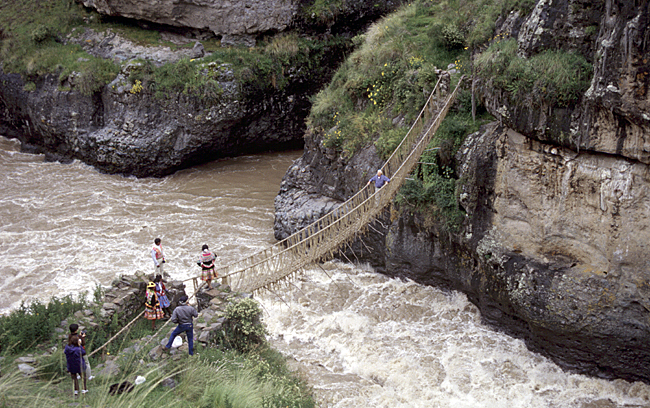
Brücke über den Río Apurímac

In Südamerika hatten die Inkas innerhalb von ca. 200 Jahren an einigen der unzugänglichsten Flecken unseres Planeten ein ausgedehntes Straßennetz entlang der pazifischen Küste und in den Anden gebaut, wobei sie teilweise schon bestehende Wege der Vorgängerkulturen ausbauten. Auch um die Tieflandindígenas nicht zu einer Invasion zu ermutigen, verlief eine 4800 km lange Inkastraße auf schwindelerregender Höhe über hohe Berggrate von bis zu 5000 m Höhe, überwand tiefe Schluchten teilweise mit Hängebrücken keshwa chacas (quechua = Brücken) aus 7000 m handgefertigter Seile, darunter die 60 m lange Hängebrücke Q’iswachaka über den Río Apurímac, an anderen werden Holz- und Steinbrücken auf steinernen Stützpfeilern errichtet. Ihre Hängebrücken bestanden aus Seilen und Schilfmatten, deren Spannbreite auch schon einmal 30 Meter betragen konnte. Einzelne waren eher für die Schnellläufer, die Chasquis gedacht und bestanden aus nur wenigen Seilen, andere mussten die Überquerung einer Lamaherde ermöglichen, was bei einer Brücke, durch die Tiere nach unten in die Schlucht sehen können, ausgeschlossen ist. In der Umgebung der legendären Inkastadt Machu Picchu ist an einem schmalen Inkatrail sogar noch eine Klappbrücke erhalten. Noch heute sind einzelne Inkastraßen in Gebrauch. Die Hängebrücken erfordern regelmäßige Instandhaltung und Erneuerung, da die handgefertigten Seile zwar erstaunlich gut den Belastungen täglicher Temperatur- und Feuchtigkeitsschwankungen standhalten, aber einem Alterungsprozess unterliegen.

## Brückenbau seit dem Beginn der Industrialisierung
Die Industrielle Revolution machte Eisen zunächst in der Form von Gusseisen, später als Schmiedeeisen und schließlich als Stahl in großen Mengen verfügbar. Kurz danach wurden Zement, Beton und Stahlbeton entwickelt. Diese Materialien eröffneten dem Brückenbau neue Wege und Dimensionen, die bisher nicht möglich waren. Deshalb wurden unterschiedliche Formen von Brücken entwickelt, deren Geschichte jeweils einzeln dargestellt werden muss.

### Entwicklung der Baustatik
Bei der stürmischen Entwicklung der Technik im 19. Jahrhundert muss jedoch berücksichtigt werden, dass die Baustatik wohl erst in der Mitte des Jahrhunderts praktisch anwendbare Methoden gefunden hatte. Louis-Joseph Vicat hatte an der 1824 fertiggestellten Dordognebrücke von Souillac als einer der ersten das periodische Öffnen und Schließen der Fugen an den eingespannten Bögen in Abhängigkeit von der Temperatur beobachtet und verfolgt und damit Anstöße zur weiteren Entwicklung der Statik der Brückenbogen gegeben. Der als Begründer der Baustatik geltende Henri Navier gab 1826 eine Zusammenfassung seiner Vorlesungen an der École nationale des ponts et chaussées heraus, die Arbeiten von Émile Clapeyron wurden 1857 veröffentlicht, Luigi Cremona entwickelte um 1865 den später nach ihm benannten Cremonaplan, das Hauptwerk von Karl Culmann erschien 1866 und Heinrich Gerber erhielt im gleichen Jahr das Patent für den später nach ihm benannten Gerberträger, um nur fünf unter den vielen bedeutenden Namen zu nennen. Trotz aller Fortschritte konnte Paul Séjourné noch Anfang des 20. Jahrhunderts sein großes Werk über Brückenbögen (Grandes Voûtes) mit dem Satz beginnen: Man baut Brückenbögen nach den gebauten Bögen: es ist eine Sache der Erfahrung.

### Eisen- und Stahlbrücken

#### Gusseiserne Brücken

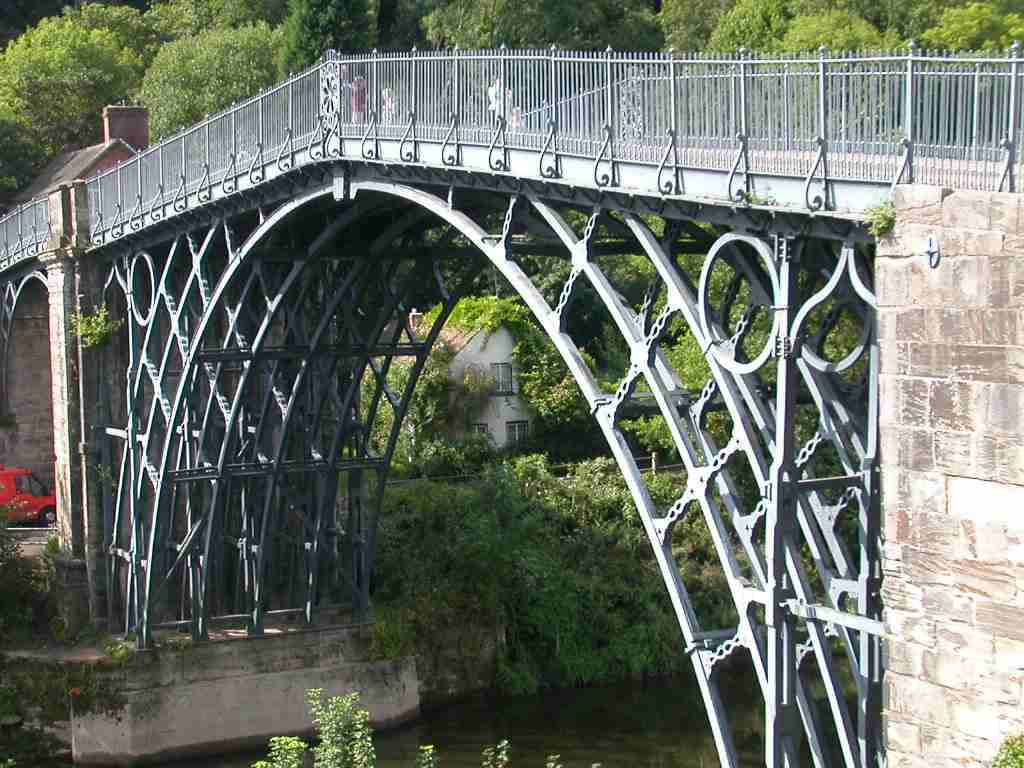
The Iron Bridge

Ein neues Zeitalter im Brückenbau wurde mit The Iron Bridge (ursprünglich Coalbrookdale Bridge genannt) über den Severn zwischen England und Wales in der Nähe von Shrewsbury markiert. Auf Betreiben von John Wilkinson wurde die Brücke mit einer Spannweite von 30 Metern 1779 von Abraham Darby III aus Gusseisenteilen errichtet, die aus seiner Gießerei im nahen Coalbrookdale geliefert wurden. Mangels Erfahrung mit dem neuen und spröden Material wurde sie nach Konstruktionsprinzipien des Holzbaus errichtet.
Gusseisen hat eine hohe Druckfestigkeit und üblicherweise eine um den Faktor vier geringere Zugfestigkeit. Während der ersten Jahrzehnte der Entwicklung dieser Technologie schwankten diese Werte aber stark, nicht nur von Gießerei zu Gießerei, sondern auch von Abstich zu Abstich. Die Schwankungen betrafen nicht nur die absoluten Werte, sondern auch das Verhältnis von Druck- und Zugfestigkeit mit Faktoren vom Drei- bis zum Siebenfachen. Der Bau gusseiserner Brücken hing somit erheblich von den Fortschritten der Gießtechnik, der sorgfältigen Materialauswahl und von vorsichtigen statischen Berechnungen ab, die ihrerseits aber noch nicht sehr fortgeschritten waren.
Auf die Brücke in Coalbrookdale folgten zunächst einige Brücken in Parkanlagen nur für Fußgänger, so 1782 bis 1786 die beiden chinesischen Brücken im Alexander Park von Zarskoje Selo und 1791 die Eiserne Brücke im Wörlitzer Park.
1793 begann der Bau der bereits 1796 fertiggestellten, ebenfalls gusseisernen Wearmouth-Brücke in Sunderland in Nordost-England, die mit einem schon sehr flachen Segmentbogen und einer Spannweite von 72 Metern den seinerzeit größten Brückenbogen der Welt hatte.
Die erste deutsche Gusseisenbrücke wurde 1796 im schlesischen Łażany/Laasan über das Striegauer Wasser errichtet, deren Teile in Malapane gegossen worden waren.
Zur gleichen Zeit baute der britische Ingenieur und Pionier der Brückenbaukunst Thomas Telford (1757–1834) in Longdon-on-Tern seine erste Kanalbrücke im Zuge des Shrewsbury Canal, die aus gusseisernen Platten und Teilen zusammengesetzt wurde. Kurz danach errichtete er das Pontcysyllte-Aquädukt, auf dem der Llangollen-Kanal ebenfalls in einem gusseisernen Trog verläuft und das seitdem das höchste und längste Aquädukt Großbritanniens ist. Die vielen Kanäle, die in dieser Zeit für den Transport großer Mengen an Gütern gebaut wurden, erforderten auch zahlreiche Brücken, auf denen die Treidelpferde Abzweigungen und Einmündungen von Stichkanälen überqueren konnten. In den englischen Industriegebieten wurden diese Roving Bridges häufig aus Gusseisen hergestellt.

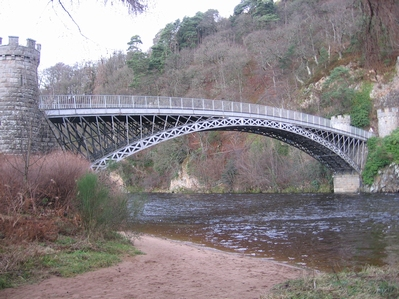
Craigellachie-Brücke

Zu Thomas Telfords bedeutenden Brücken gehört die Craigellachie-Brücke, eine Bogenbrücke mit Strebenfachwerk, die 1812 bis 1815 über den Spey gebaut wurde. Telford ließ ihr eine ganze Reihe von Bogenbrücken mit sehr schlanken Bögen und schmalen Streben folgen. Telford, der die Qualität der hergestellten Gussteile immer sorgfältig prüfte, hatte hier offensichtlich ein besonderes Gusseisen verlangt, das auch den bei dieser Brücke schon auftretenden Zugspannungen standhielt. Von besonderem historischem Interesse ist der Entwurf Telfords für die London Bridge von 1800 für eine einbogige gusseiserne Brücke mit einer Spannweite von ca. 183 m.

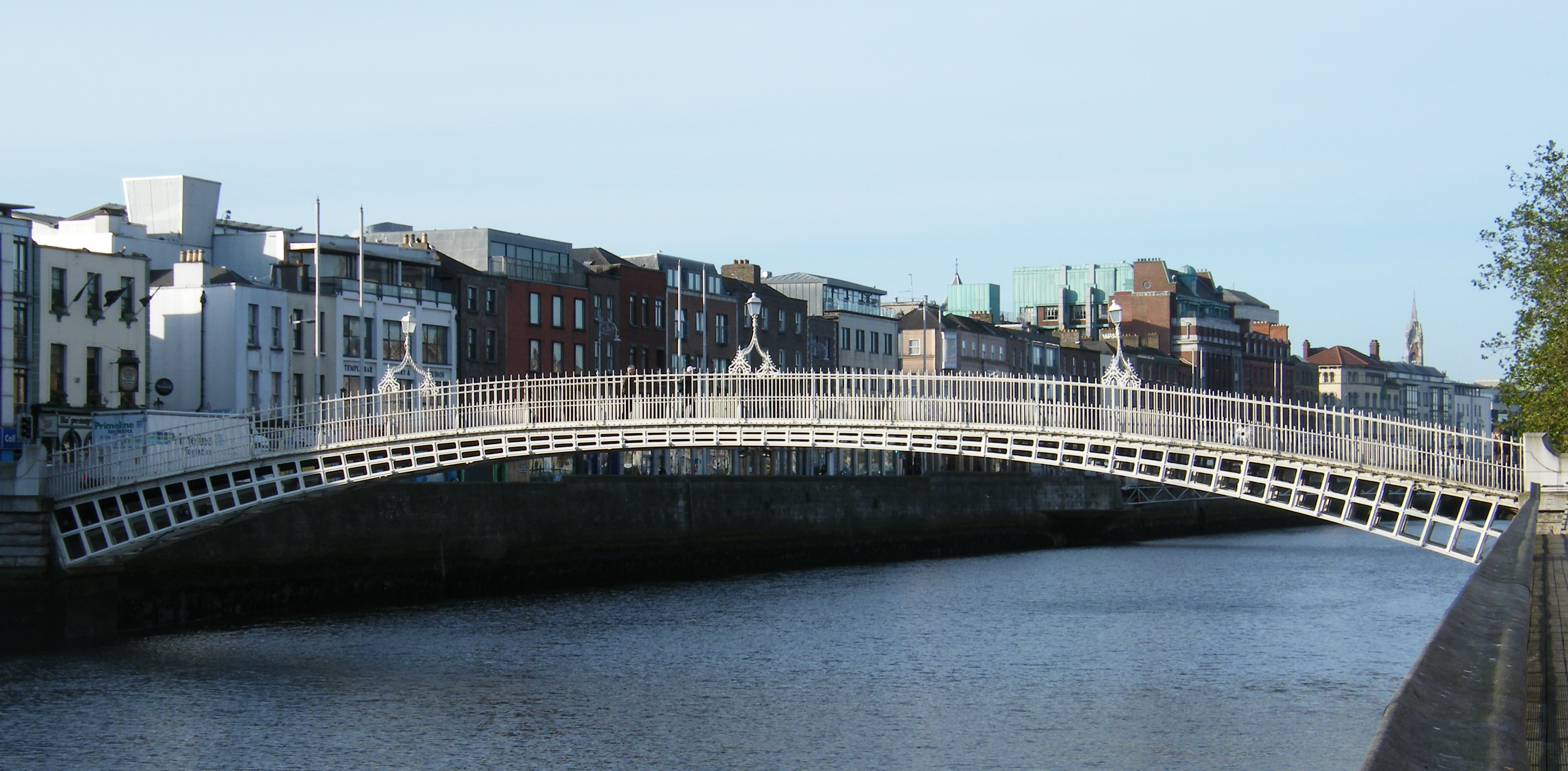
Ha’penny Bridge in Dublin

Beachtlich ist auch die 1816 errichtete Ha’penny Bridge in Dublin, die mit einem eleganten, flachen Bogen den an dieser Stelle 43 Meter breiten Liffey überspannt. Ihre Einzelteile stammten aus der gleichen Gießerei in Coalbrookdale wie die Iron Bridge. Die von John Rennie entworfene erste Southwark Bridge (1819) hatte mit 73 m die größte Spannweite aller je gebauten Gusseisenbogen-Brücken. Erwähnenswert sind auch die Alte Wyebrücke (Chepstow) und die Bigsweir Bridge über den River Wye.
Die von William Heste entworfene Grüne Brücke (1806) in Sankt Petersburg sowie seine Rote, Blaue und die Pozelujew-Brücke verwendeten eine neue Bauweise, indem die Brücke nicht aus einzelnen Streben, sondern aus hohlen Gusseisenblöcken zusammengesetzt wurden. 1840 wurden sie ergänzt durch die nach Plänen von Wassili Petrowitsch Stassow gebaute Gelbe Brücke.
Während in den USA nur wenige Gusseisenbrücken und die erste 1836 bis 1839 gebaut wurden, verdienen die zahlreichen, von Calvert Vaux zwischen 1858 und 1873 entworfenen Brücken im Central Park von New York City besondere Erwähnung.

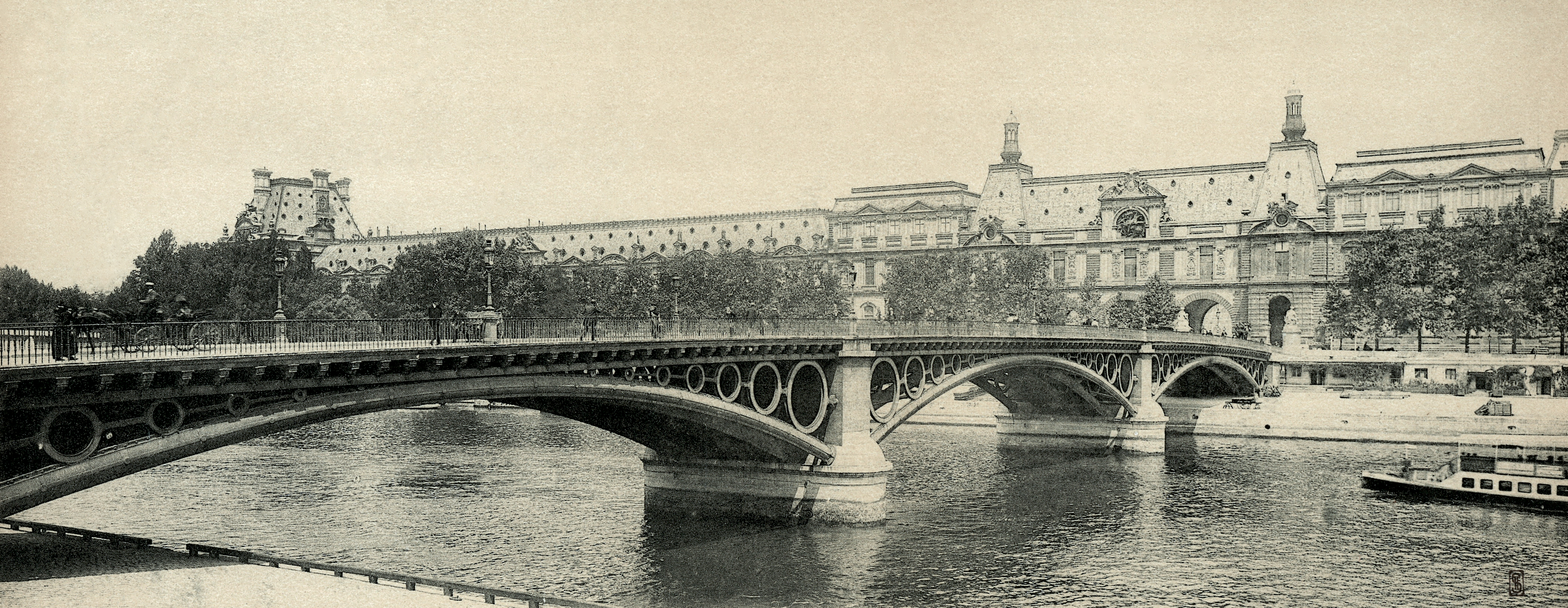
Pont du Carrousel

In Frankreich wurden zwischen 1802 und 1807 die Pont d’Austerlitz und die etwas früher fertig gewordene Pont des Arts in Paris als erste gusseiserne Brücken Frankreichs gebaut. Darauf folgte erst 1834 die von Antoine-Rémy Polonceau geplante Pont du Carrousel, der sich von Carl Friedrich von Wiebeking und Georg von Reichenbach zu einer Bogenbrücke aus gusseisernen Rohren mit gusseisernen Ringen zur Aufständerung des Fahrbahnträgers hatte anregen lassen. Polonceaus System wurde später unter anderem bei der Pont Saint-Thomas (1841) in Straßburg und der Lanternebrücke in Bourguignon-lès-Conflans (1849) verwendet, den beiden ältesten noch existierenden gusseisernen Brücken Frankreichs, sowie bei der Puente de Isabel II (1852) in Sevilla.

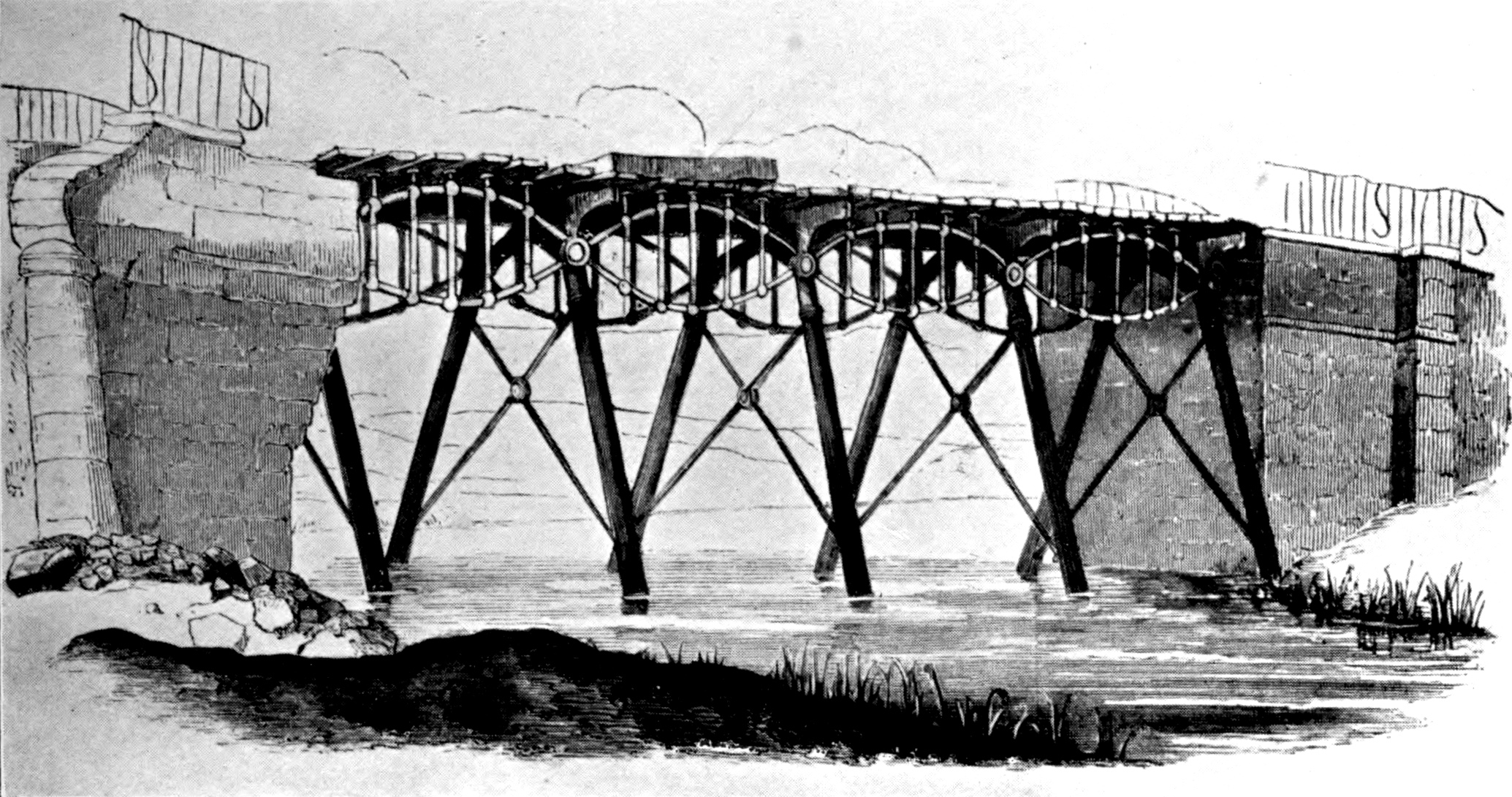
Gaunless Bridge

Eisenbahnbrücken wurden zwar meist noch als Steinbogenbrücken ausgeführt, bei dem schnell wachsenden englischen Eisenbahnnetz gab es jedoch auch eine Reihe von Brücken mit gusseisernen Konstruktionen. Die erste eiserne Eisenbahnbrücke war George Stephensons Gaunless Bridge von 1824 für die Stockton and Darlington Railway. Nach dem Einsturz verschiedener Brücken infolge des Bruchs gusseiserner Teile wurden weitere gusseiserne Eisenbahnbrücken in Großbritannien verboten.

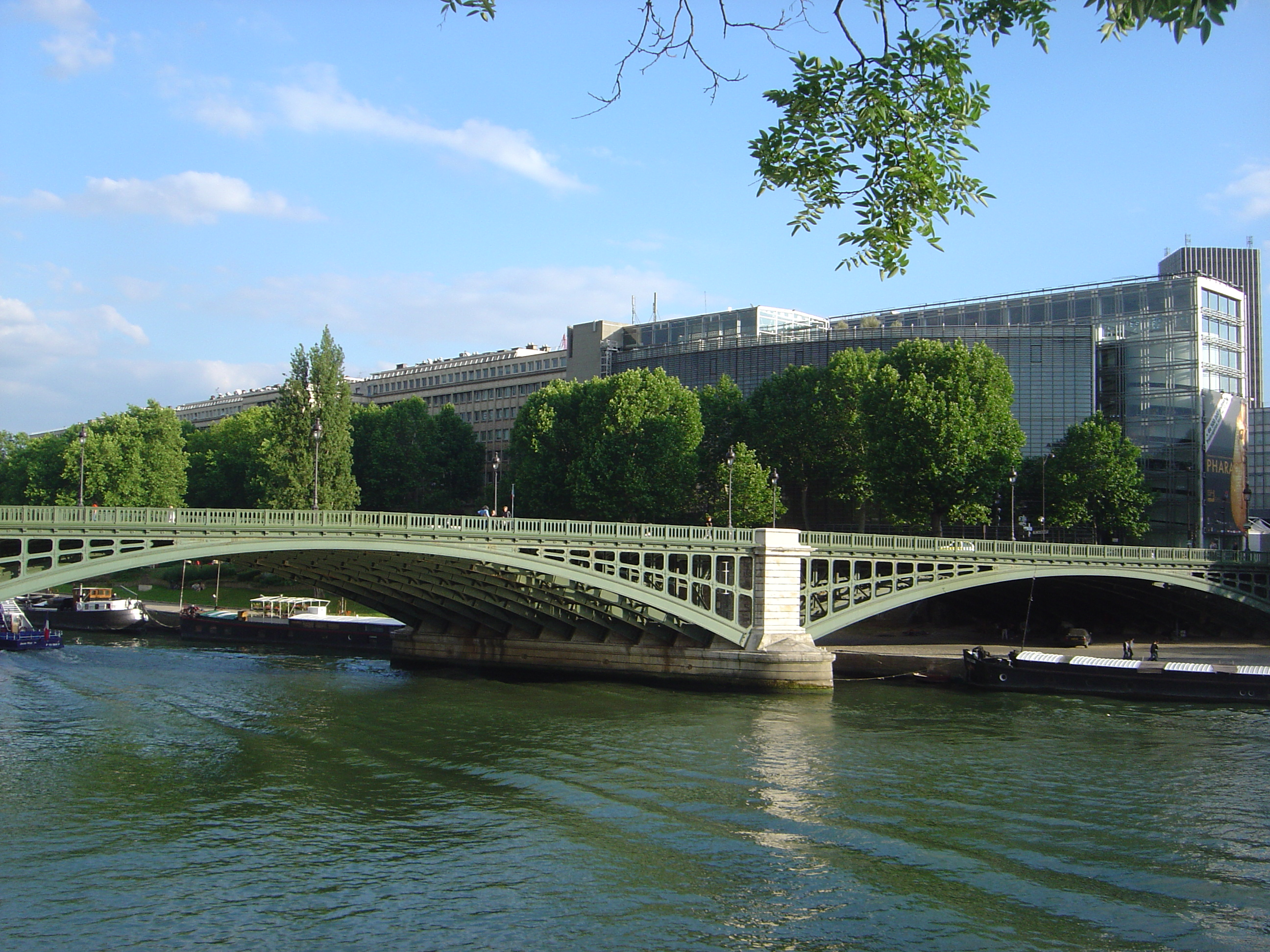
Pont de Sully

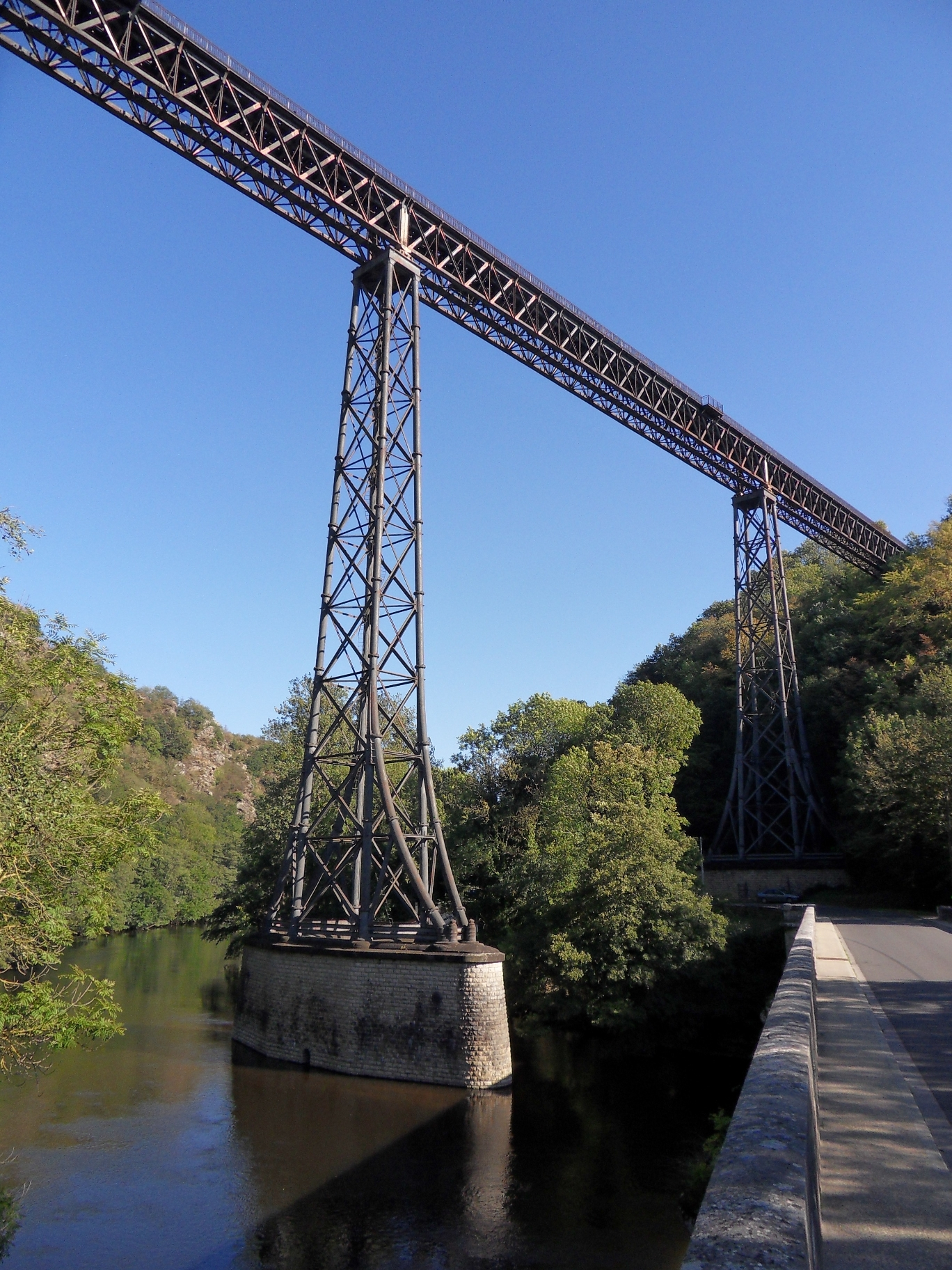
Viaduc de Rouzat

In Frankreich entstand ein Brückentyp mit weitgespannten Segmentbögen aus verschraubten gusseisernen Bogenabschnitten und Einbauteilen zur Aufständerung des Fahrbahnträgers. Beginnend mit der Eisenbahnbrücke Nevers (1850) und der etwa gleichzeitigen Eisenbahnbrücke Tarascon–Beaucaire wurden eine Reihe weiterer, häufig in derselben Gießerei in Fourchambault gefertigte Eisenbahn- und Straßenbrücken hergestellt, wie zum Beispiel die Pont d’El Kantara (1865) in Constantine (Algerien) und die Seinebrücken Pont de Clichy (1866), Pont de Sully (1877) und wahrscheinlich als letzte aus Gusseisen gebaute Brücke die Pont de l’Île Saint-Denis (1905).
Für Talbrücken über enge Schluchten entstand eine Mischform mit schmiedeeisernen Gitterträgern, später auch mit Fachwerkkonstruktionen als Fahrbahnträger und Pfeilern aus gusseisernen Rohren, die aber ebenfalls von schmiedeeisernen Fachwerken versteift wurden. Nach dem Beispiel des 62 m hohen Crumlin-Viadukts (1857) entstand das 82 m hohe Grandfey-Viadukt (1862), bei dem erstmals der Fahrbahnträger nach einem von Ferdinand Mathieu entwickelten Verfahren eingeschoben wurde. Wilhelm Nördling, der Chefingenieur der Eisenbahn Paris–Orléans entwickelte daraus das Viaduc de Busseau (1864) und schließlich zusammen mit zwei weiteren Brücken das Viaduc de la Bouble und das (von Gustave Eiffel errichtete) Viaduc de Rouzat, bei denen die hohen Pfeiler nur noch vier gusseiserne Rohre als tragende Elemente hatten. Diese Mischform wurde vor allem von der französischen Eisenindustrie bei zahlreichen Brücken in ganz Europa verwendet.

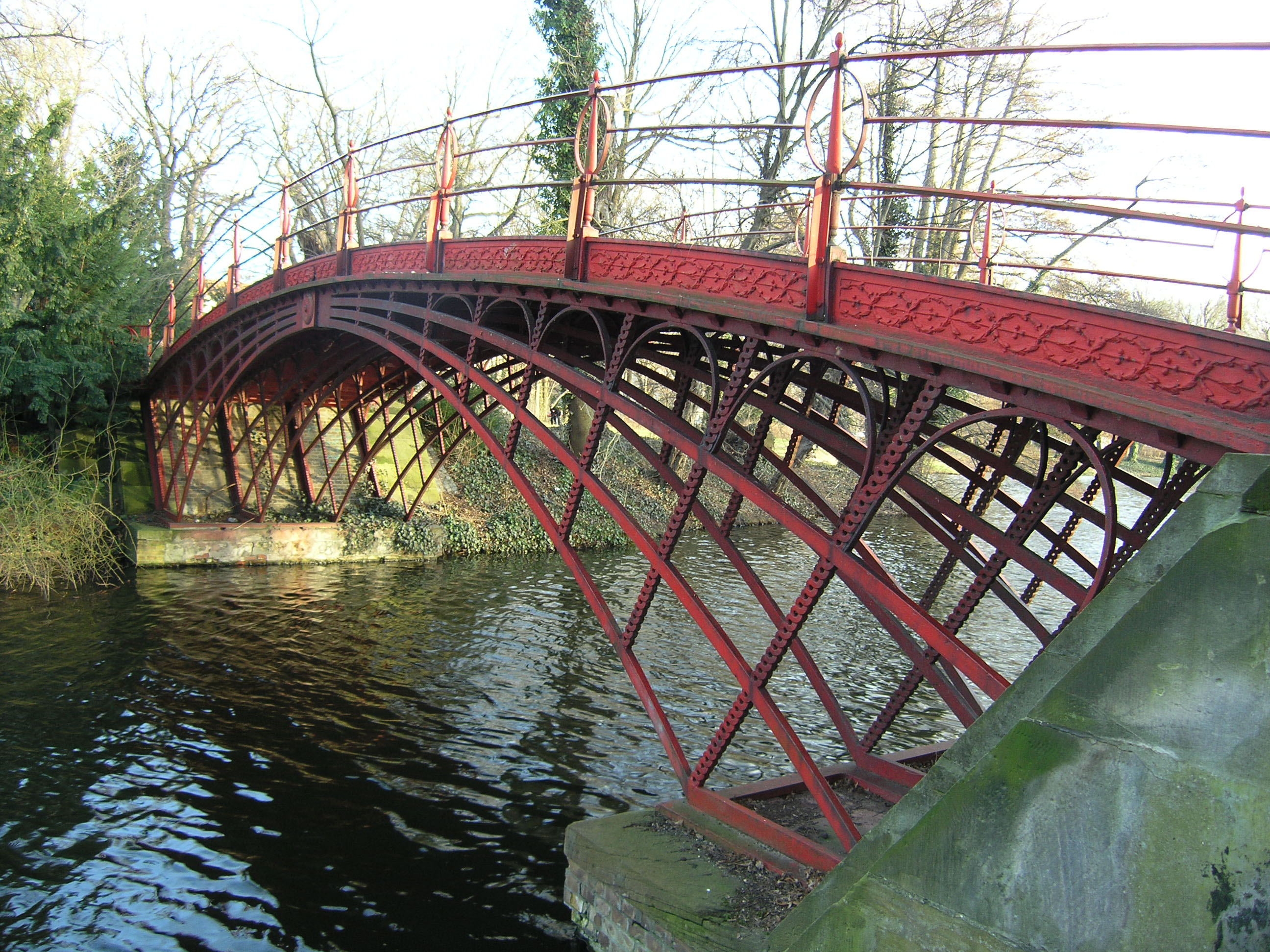
Hohe Brücke, Schlossgarten Charlottenburg

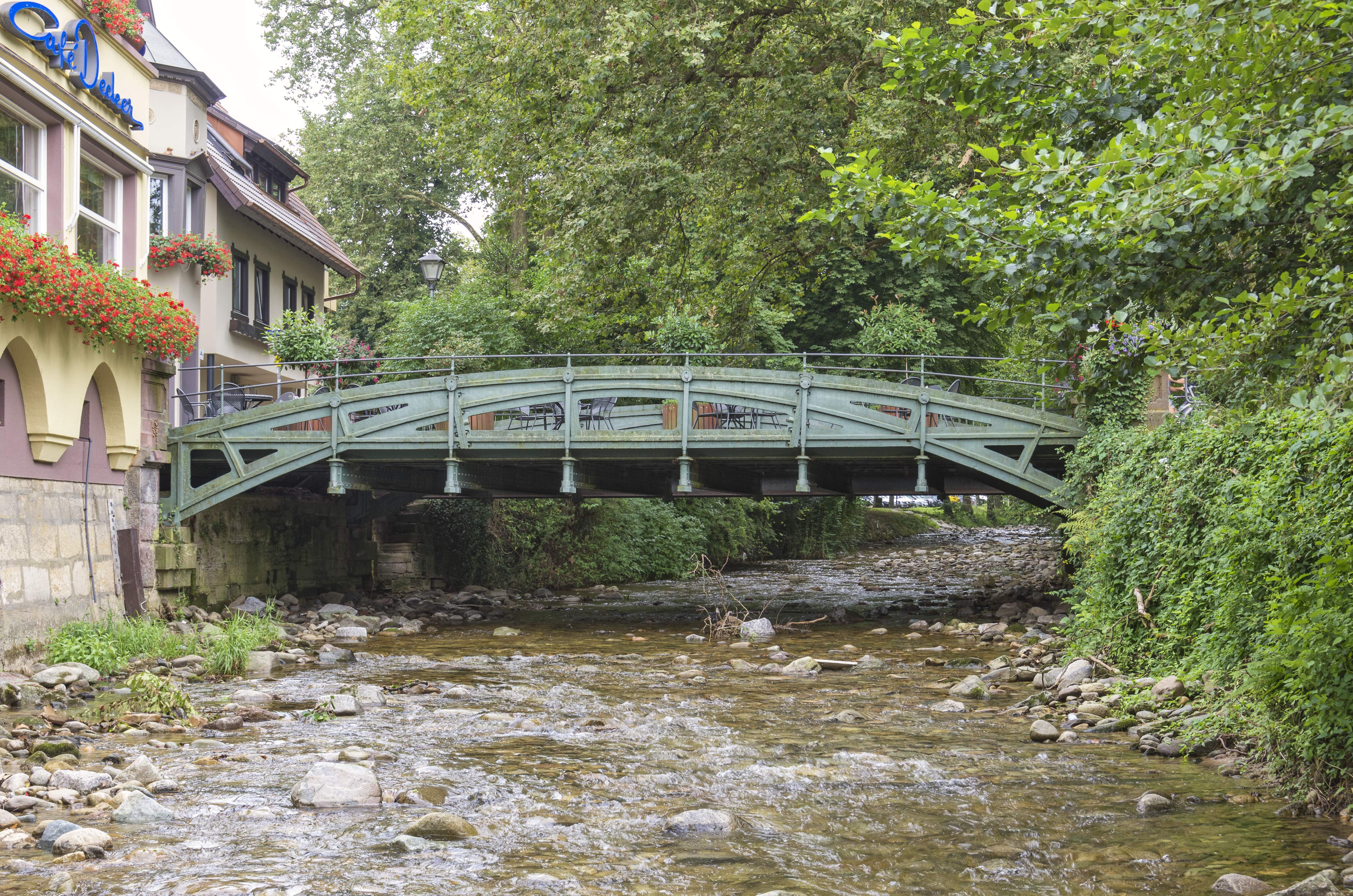
Neumagenbrücke in Staufen i.Br.

In Deutschland entstanden nach der oben erwähnten Brücke im schlesischen Łażany/Laasan zunächst zwei kleine Fußgängerbrücken im Park des Schlosses Charlottenburg in Berlin, die 1802 ebenfalls von der Königlichen Eisengießerei Malapane in Schlesien hergestellt wurden. Danach folgten vergleichsweise wenige gusseiserne Brücken, so 1823 die große Friedrichsbrücke und 1826 die Weidendammer Brücke über die Spree in Berlin, 1825 die Lange Brücke über die Havel in Potsdam sowie eine Reihe von Brücken der zwischen 1840 und 1863 gebauten Badischen Hauptbahn. Der Grund wurde darin gesehen, dass Deutschland vergleichsweise geringe Mengen an Eisen mit einer noch nicht ausgereiften Technik produzierte, während Großbritannien allein mehr als die Hälfte des in ganz Europa verhütteten Eisens herstellte. Daher gab es auch nur wenige leistungsfähige Unternehmen, die Gusseisen in größeren Mengen und in gleichbleibender Qualität herstellen und verarbeiten konnten, darunter Borsig in Berlin, E. Kessler in Karlsruhe, Maffei in München und die Maschinenfabrik der Wien-Gloggnitzer Bahn. Die Brücken der Badischen Hauptbahn wurden jedoch bald gegen weniger anfällige, schmiedeeiserne Brücken ausgetauscht. Eine dieser Brücken wurde später in Staufen im Breisgau als Straßenbrücke über den Neumagen wiederverwendet, wo sie inzwischen in eine Fußgängerzone integriert wurde.

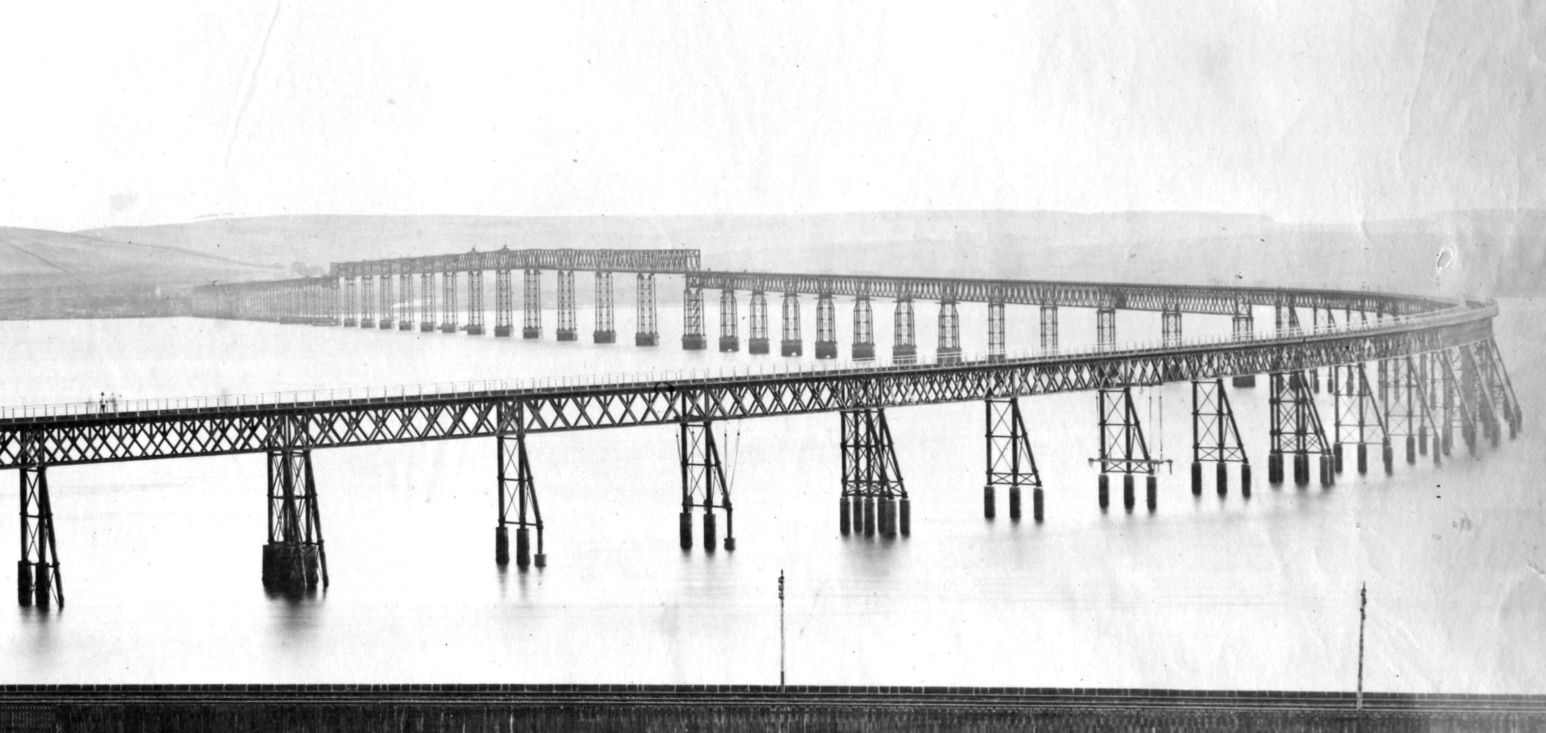
Firth-of-Tay-Brücke vor dem Einsturz 1879

Die zwischen 1871 und 1878 gebaute, über drei Kilometer lange Firth-of-Tay-Brücke zwischen Edinburgh und Dundee in Schottland war mit zu geringen Annahmen der auf ihre gusseisernen Pfeiler wirkenden Lasten gebaut worden. Schon Ende 1879 brach die Brücke in einem Sturm unter einem Zug zusammen und riss 75 Personen in den Tod. Mit dieser Katastrophe war die Epoche der Gusseisenbrücken bis auf wenige Nachzügler beendet.

#### Schmiedeeiserne Brücken
Die Einführung des im Puddelverfahren hergestellten Schmiedeeisens, das elastischer ist als Gusseisen, höhere Zugspannungen aushält und deutlich gleichmäßigere Verhältnisse von Druck- und Zugfestigkeit aufweist, erlaubte den Bau von Brücken mit größeren Spannweiten, auch wenn die dazu erforderlichen Berechnungsverfahren noch nicht ausgereift waren. Bestimmte wichtige Entwicklungen in der Eisenindustrie waren auch für den Brückenbau von Bedeutung, so die Herstellung des ersten, aus einem Stück gewalzten T-Trägers (1830), die Erfindung des Dampfhammers (1842) und des Universalwalzwerks (1848), mit dem Doppel-T-Träger erstmals aus einem Stück gewalzt werden konnten.

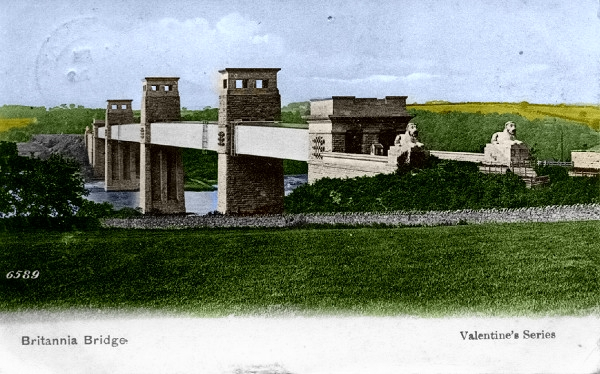
Britanniabrücke

Bei seiner 1850 fertiggestellten Britanniabrücke mit der damals außergewöhnlichen Spannweite von 140 m und ihrem kleineren Vorgänger Conwy Railway Bridge wählte Robert Stephenson als sicherstes System einen geschlossenen Hohlkasten, durch den der Zug wie durch einen Tunnel fuhr. Stephenson wiederholte diesen tunnelartigen Hohlkasten bei der 1859 fertiggestellten Pont Victoria in Montreal in Kanada, die 1898 durch eine stählerne Fachwerkbrücke ersetzt wurde.
In Frankreich verwendete Eugène Flachat das Prinzip für den 1852 vollendeten Wiederaufbau der Eisenbahnbrücke Asnières über die Seine, die gleichzeitig Frankreichs erste schmiedeeiserne Brücke war. Ihre Hohlkästen waren jedoch nur 2,28 m hoch und die vier Gleise lagen auf den fünf parallelen Hohlkästen. Diese Bauart wurde drei Jahre danach bei der Eisenbahnbrücke Langon (Gironde) über die Garonne abgewandelt, indem die Gleise zwischen hohen Vollwandträgern angeordnet wurden.
Weitgespannte Segmentbogenbrücken ohne oder nur mit wenigen Pfeilern wurden aus mehreren parallelen, schmiedeeisernen Bogenträgern und einer aufgeständerten Fahrbahn zusammengefügt. Beispiele sind die Pont d’Arcole (1856) in Paris, die Westminster Bridge (1862) in London, die Pfaffendorfer Brücke (1864) über den Rhein in Koblenz, die Duisburg-Hochfelder Eisenbahnbrücke (1873), die Theodor-Heuss-Brücke (1885) in Mainz, die Grünentaler Hochbrücke (1882) und die Levensauer Hochbrücke (1894), die Alte Rheinbrücke in Bonn (1898) und die Ernst-Ludwig-Brücke über den Rhein in Worms (1900).

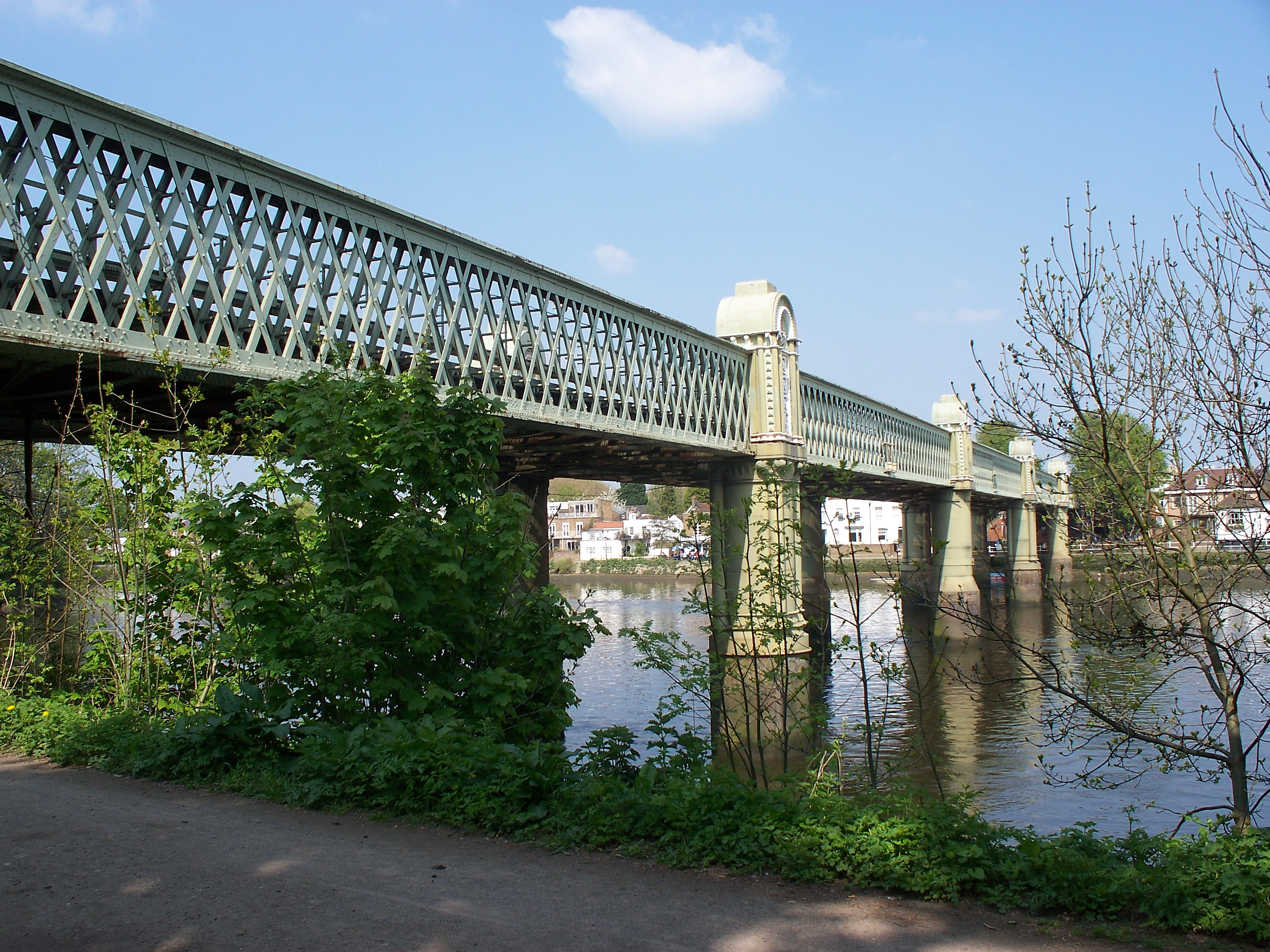
Kew Railway Bridge, London

Der vollverschlossene, aber sehr teure Hohlkasten wurde bei nachfolgenden Brücken wie der von Johann Carl Wilhelm Lentze geplanten Weichselbrücke Dirschau, der Kölner Dombrücke (1859), der Eisenbahnbrücke Argenteuil (1863) und zahlreichen anderen Brücken in Europa in einen Gitterträgerkasten mit einem engmaschigen Netz diagonaler Stäbe aufgelöst, der rund 30 Jahre zuvor von dem amerikanischen Architekten Ithiel Town für gedeckte Holzbrücken entwickelt worden war. Gitterträgerbrücken waren in Europa weit verbreitet, bis sie von Fachwerkbrücken abgelöst wurden. Dieses System wurde zum Beispiel auch bei der Rheinbrücke Waldshut–Koblenz, der Kew Railway Bridge (1869), der Stadlauer Ostbahnbrücke in Wien (1870) oder der Straßenbrücke von Cubzac bei Bordeaux (1883) noch angewandt.

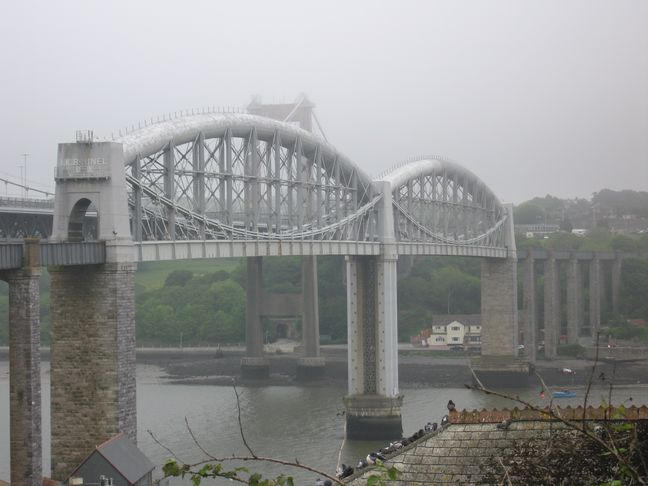
Royal Albert Bridge, Plymouth

Das sowohl druck- als auch zugfeste Material führte Georg Ludwig Friedrich Laves zur Entwicklung des Linsenträgers, den Friedrich August von Pauli weiterentwickelte (Pauli-Träger) und bei der 1857 eröffneten Großhesseloher Brücke im Süden Münchens einsetzte. Von 1860 bis 1862 führte Heinrich Gerber mit der Mainzer Rheinbrücke die größte Pauliträgerbrücke aus. Dasselbe Prinzip wurde von Isambard Kingdom Brunel bei der Royal Albert Bridge in Plymouth angewandt, einer einzigartigen Konstruktion aus einem mächtigen Rohrbogen als Obergurt und einem Kettenpaar als Untergurt. Das System des Pauli-Trägers wurde durch den in Brünn geborenen, später ausgewanderten Gustav Lindenthal in den Vereinigten Staaten bei der 1883 eröffneten Smithfield Street Bridge in Pittsburgh, Pennsylvania verwendet, heute eine der ältesten Stahlbrücken der USA. In Mitteleuropa wurde der Linsenträger bald zum Fischbauchträger vereinfacht, der bis ca. 1930 bei zahlreichen Eisenbahnbrücken eingesetzt wurde.
Fachwerkträger waren in den USA für Holzbrücken verwendet und weiterentwickelt worden, da sie einfacher als die aus Europa bekannten Bogenkonstruktionen zu bauen waren. Das ab 1850 rapide wachsende Eisenbahnnetz erforderte zahlreiche Brücken. Täler wurden in dem damals noch waldreichen Land meist mit hölzernen, später mit schmiedeeisernen und zuletzt stählernen Trestle-Brücken überwunden. Das amerikanische Portageville Viaduct (1852) war die höchste hölzerne Trestle-Brücke ihrer Zeit. Sie beeinflusste das Crumlin-Viadukt (1857) in Südwales, das eine ähnliche, jedoch aus Schmiedeeisen gefertigte Fachwerkkonstruktion des Fahrbahnträgers aufwies.
Karl Culmann hatte von einer Amerikareise seine „Fachwerktheorie“ mitgebracht. Die von ihm und anderen weiterentwickelten statischen Berechnungsmethoden erlaubten einfachere Berechnungen von Fachwerkkonstruktionen als bei den Gitterträgern. Da die Fachwerkträger aus deutlich weniger Teilen bestanden, wurden die Gitterträgerbrücken nach und nach durch Fachwerkträgerbrücken abgelöst.
Zunächst wurden sie in Balkenbrücken mit parallelen Ober- und Untergurten verwendet wie bei der Passerelle Eiffel (1860), einer Eisenbahnbrücke über die Garonne bei Bordeaux, oder bei der Griethausener Eisenbahnbrücke (1865). Kurz darauf folgte der erstmals bei der Eisenbahnbrücke Culemborg (1868) verwendete Halbparabelträger und der bald weit verbreitete Schwedlerträger, zum Beispiel bei der Herrenkrug-Eisenbahnbrücke über die Elbe.

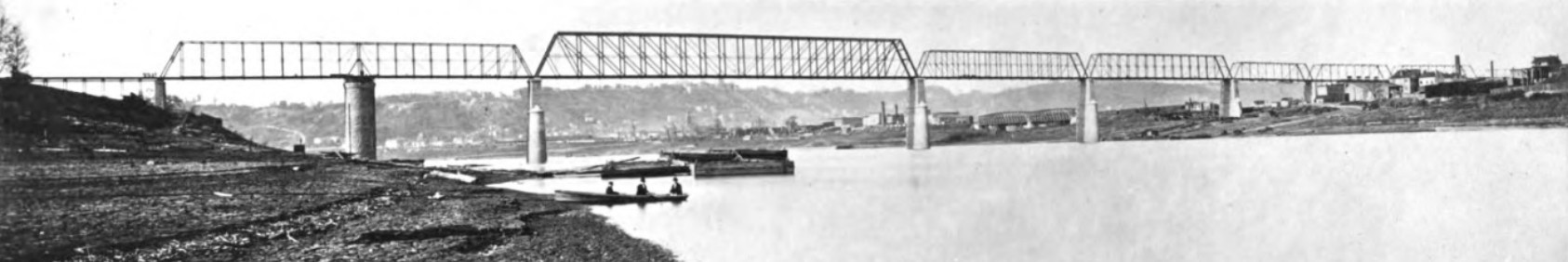
Cincinnati Southern Bridge

In den USA stellten die großen Ströme des Ohio, Mississippi und Missouri ernsthafte Hindernisse für die Ausdehnung der Eisenbahnnetze dar. Die von Albert Fink konstruierte Ohio Falls Bridge (1870) in Louisville war ein Beispiel für die vielen Brücken mit den von ihm entwickelten Finkträgern und gleichzeitig die erste der großen Eisenbahnbrücken über den Ohio. Die etwa zur gleichen Zeit gebaute Puente de Fierro in Peru ist eine der letzten, noch erhaltenen Brücken mit Finkträgern, die erste Verrugas-Brücke (1873) ein weiteres Beispiel. Es folgten Fachwerkträgerbrücken wie die Cincinnati Southern Bridge (1877). George S. Morison baute mehr als zwanzig große Eisenbahnbrücken über diese Ströme. Die großen amerikanischen Fachwerkbrücken hatten meist parallele Ober- und Untergurte mit geneigt stehenden Endpfosten und zunächst durchwegs gelenkige Knotenverbindungen durch Bolzen im Gegensatz zu den in Europa üblichen starren Verbindungen durch genietete Knotenbleche. Aus Gründen der Betriebssicherheit hat die Zahl genieteter Brücken gegen Ende des Jahrhunderts aber zugenommen.
Heinrich Gerber entwickelte den Gerberträger, indem er Gelenke in längere Träger einfügte und damit eine wesentlich vereinfachte statische Berechnung von Balkenträgern erreichte. Die beiden ersten Gerberträger wurden zwar in Deutschland gebaut, fanden aber nach dem Bau der High Bridge und der Niagara Cantilever Bridge zunächst vor allem in den USA verbreitete Anwendung.

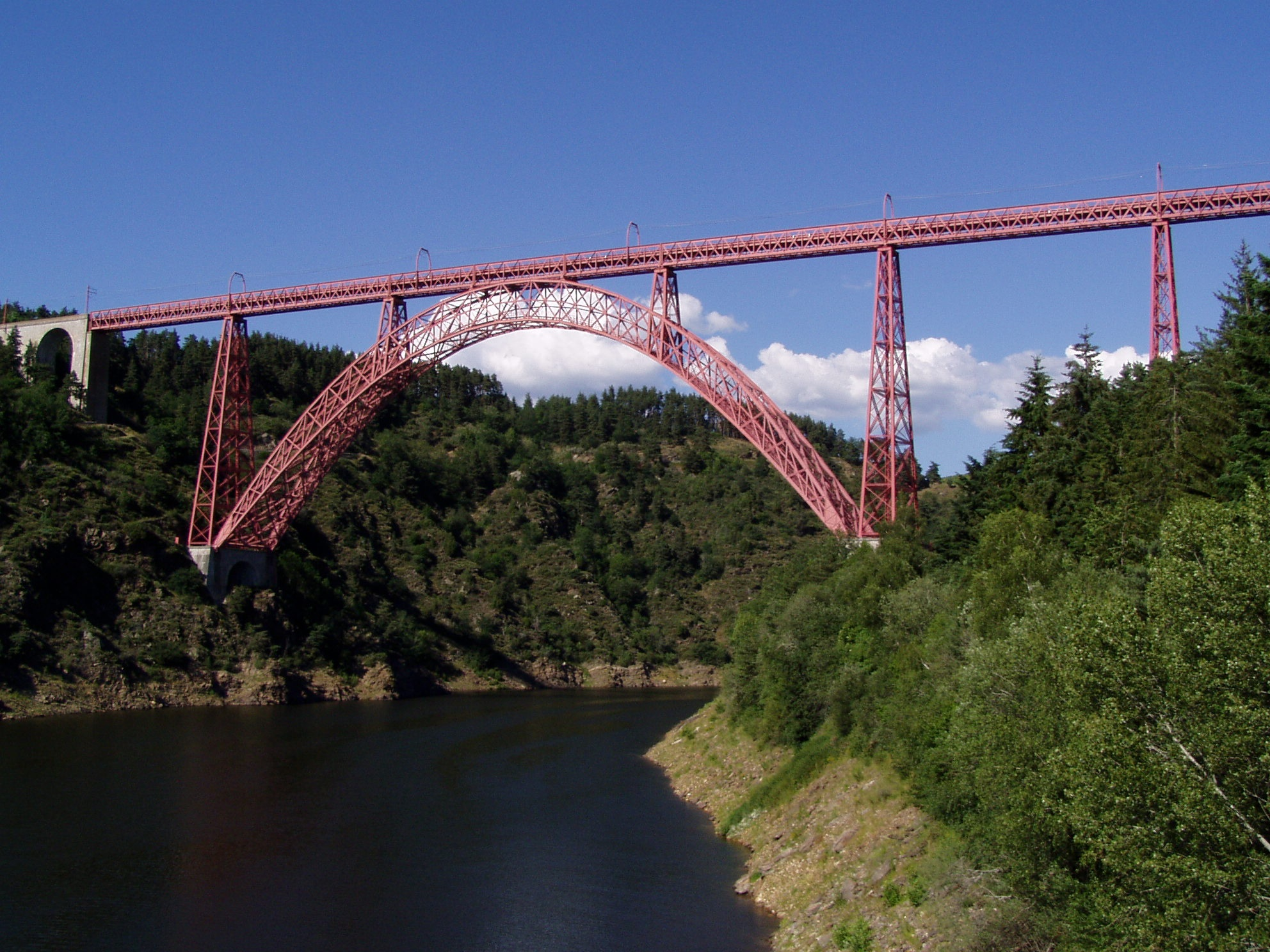
Viaduc de Garabit

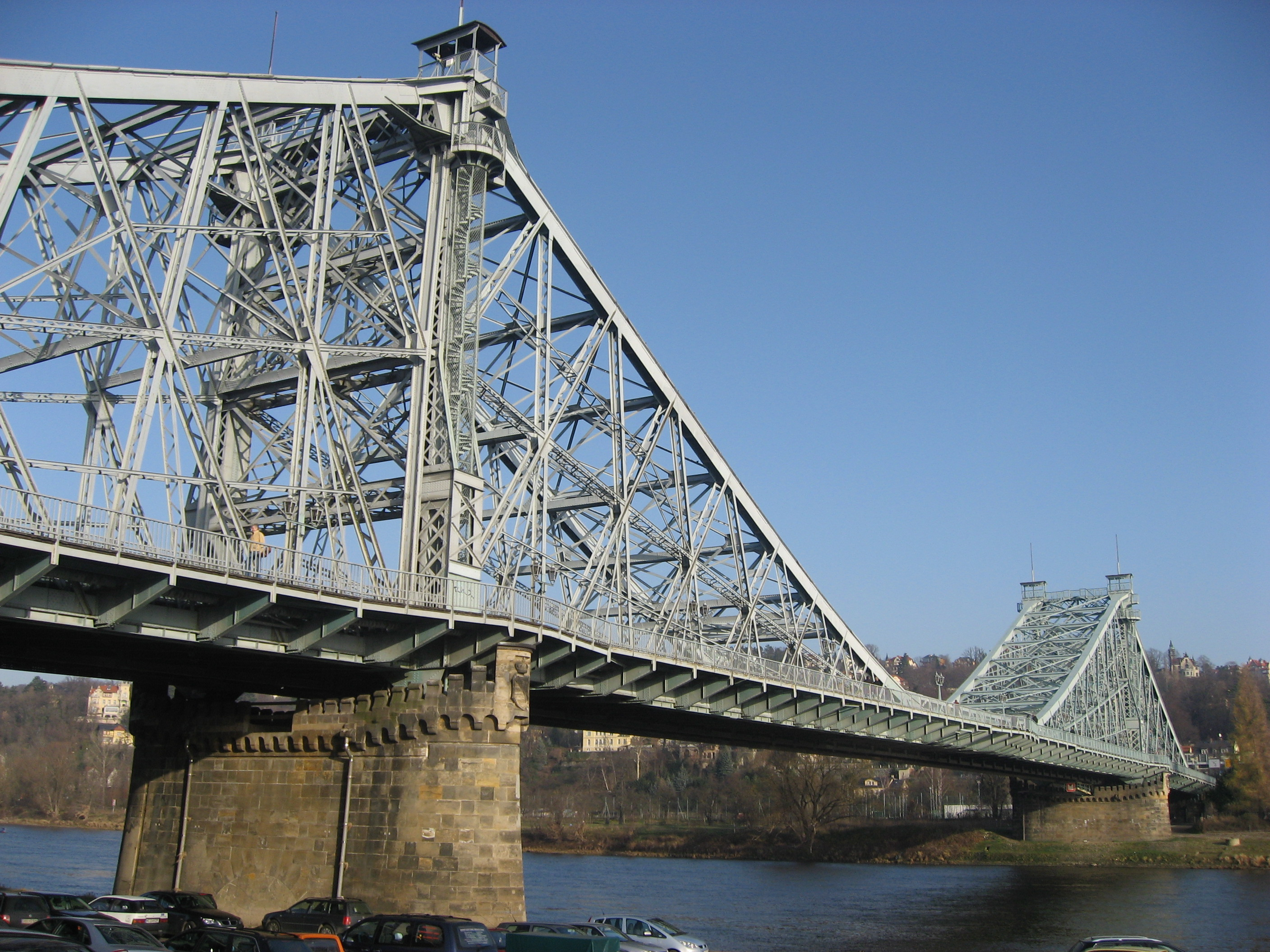
Blaues Wunder, Dresden

Gustave Eiffel, der mit seinem eigenen Unternehmen schon einige Metallbauten und -brücken ausgeführt hatte, wurde bekannt durch die 1877 eröffnete Ponte Maria Pia, die mit einem großen Bogen den tief eingeschnittenen Douro in Porto überquert. Der auf seinen Partner Théophile Seyrig zurückgehende große, erstmals parabelförmige Fachwerkbogen mit einer Spannweite von 160 m setzte Maßstäbe für den Brückenbau, ebenso der Freivorbau, der erst kurz zuvor in den USA von J. Eads bei der später nach ihm benannten Eads Bridge von St. Louis eingeführt worden war. Wenige Jahre später begann Gustave Eiffel mit dem Bau des ähnlichen, aber deutlich größeren Garabit-Viadukts, das nach seiner Trennung von Seyrig nun von Maurice Koechlin und Émile Nouguier berechnet wurde und 1884 in Betrieb ging. Währenddessen hatte der mittlerweile für ein belgisches Unternehmen tätige Seyrig den Auftrag für die Ponte Dom Luís I erhalten, die die Altstadt Portos mit dem gegenüberliegenden Vila Nova de Gaia verbindet, wieder mit einem großen parabelförmigen Bogen mit einer Bogenstützweite von 172 m, der eine Eisenbahn (heute eine Straßenbahn) trägt, in den aber zusätzlich eine Straßenbrücke auf der unteren Ebene eingehängt ist.
Jules Röthlisberger ließ sich von der Ponte Maria Pia beim Bau der Kirchenfeldbrücke in Bern und der Ponte San Michele in der italienischen Region Lombardei beeinflussen, die 1883 bzw. 1889 eröffnet wurden.
Ein Sonderfall ist die 1893 fertiggestellte König-Albert-Brücke über die Elbe in Dresden, die bald als Blaues Wunder bezeichnet wurde. Der von Claus Koepcke veranlasste Entwurf wurde von ihm als „versteifte 3-gelenkige Hängebrücke“ bezeichnet, entspricht tatsächlich aber einer Auslegerbrücke oder einer umgekehrten Dreigelenkbogenbrücke. Das Blaue Wunder blieb einmalig, das System Koepcke wurde nicht wiederholt.
Viel beachtet wurde auch der von Heinrich Müller-Breslau entworfene filigrane Kaisersteg (1898) in Berlin, eine von ihm selbst als Auslegerbrücke mit einem Mittelgelenk und eingefügtem Spannbogen bezeichnete Fußgängerbrücke mit einer Spannweite von 86 m.

#### Stahlbrücken
Das Bessemer-Verfahren wurde 1856 patentiert, der erste Siemens-Martin-Ofen in Deutschland wurde um 1869 in Betrieb genommen und das Thomas-Gilchrist-Verfahren 1878 veröffentlicht. Danach vergingen aber noch einige Jahre, bis einerseits die Hüttenwerke Stahl in großen Mengen und in zuverlässig gleichbleibender Qualität produzieren konnten und andererseits die Bauherren – meist Eisenbahngesellschaften – Vertrauen in den neuen Baustoff fassten und die Behörden nach umfangreichen Versuchen die Zulassung des Materials (meist Siemens-Martin-Stahl) auch für den Brückenbau erteilten.

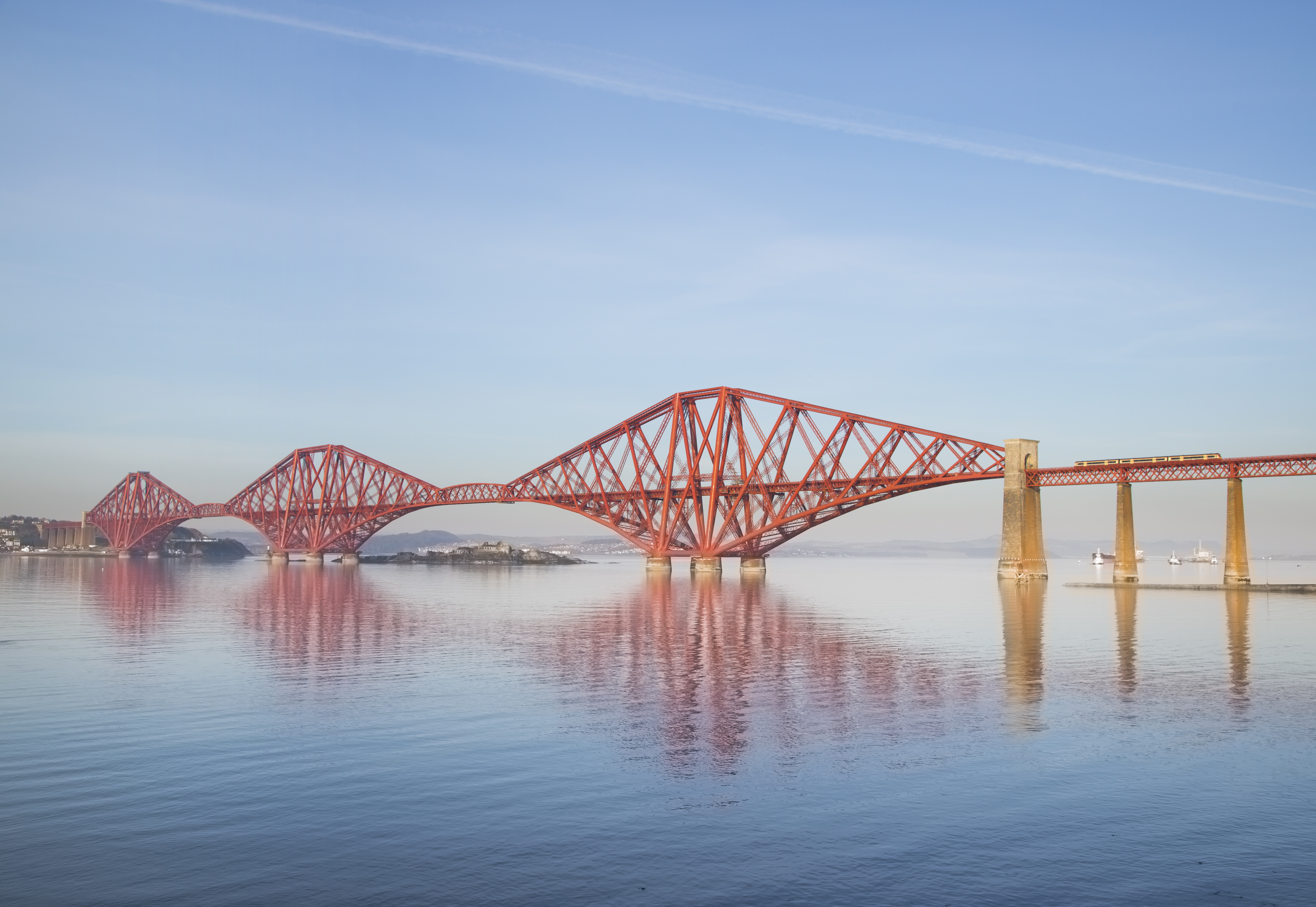
Forth Bridge

Die Niederländer gingen voran, als sie zwischen 1863 und 1868 die Eisenbahnbrücke Culemborg von der Harkort’schen Fabrik bauen ließen, bei der erstmals Bessemer-Stahl bei Brücken eingesetzt und außerdem auch die ersten Halbparabelträger über der damals größten Spannweite verwendet wurden. Die Eisenbahnbrücke Nijmegen (1879) folgte kurz danach. Bei der Eads Bridge (1874) in St. Louis, Missouri wurde erstmals Chromstahl verwendet, bei der Smithfield Street Bridge (1883) in Pittsburgh, Pennsylvania wurde ebenfalls teilweise Stahl eingebaut. Die Poughkeepsie Bridge (1888) über den Hudson River bestand aus mehreren Gerberträgern aus Stahl, lediglich die Verbindung zum Ufer wurde aus Schmiedeeisen erstellt. Die Forth Bridge (1890) in Schottland war die erste Brücke, deren Überbau vollständig aus Siemens-Martin Stahl erstellt wurde.

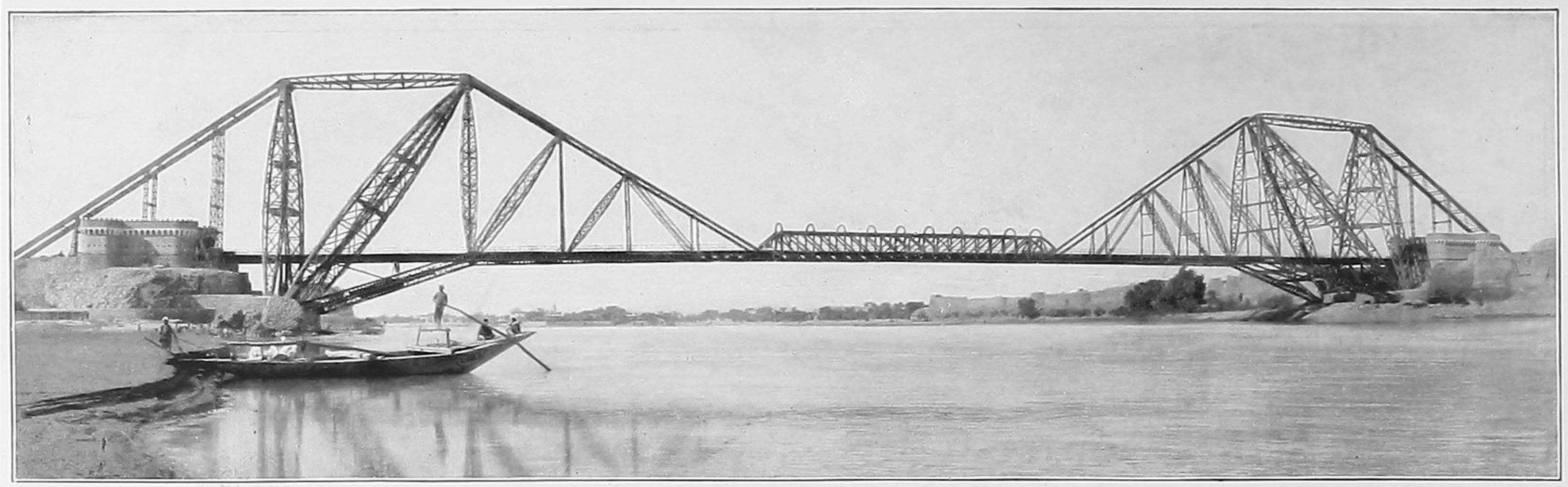
Lansdowne Bridge

Damit hatte das Zeitalter der Stahlbrücken begonnen, in dem vor allem im Zuge des Eisenbahnbaus in schneller Folge immer größere Brücken gebaut wurden, von denen hier nur wenige genannt werden können. Die Lansdowne Bridge (1889) wurde in England gefertigt, nach Britisch-Indien verschifft und dort zu einer Brücke über den Indus zusammengebaut. In ähnlicher Weise wurde das in Frankreich hergestellte Malleco-Viadukt (1890) in Chile aufgebaut.
In den USA war die von George S. Morison geplante Frisco Bridge (1892) in Memphis (Tennessee) der erste feste Übergang über den Mississippi River unterhalb von St. Louis. Ralph Modjeski wurde danach führend bei dem Brückenbau über die großen Ströme, dem später Frank M. Masters mit einer Reihe von weiteren bedeutenden Brückenbauten folgte. Am Unterlauf des Mississippi wurden eine ganze Reihe von Fachwerk-Auslegerbrücken gebaut, bis hinunter zur Crescent City Connection (1958/1988) in New Orleans und bis zur Gramercy Bridge (1995), der wohl letzten großen Brücke dieser Bauart.
In Frankreich wurde mit der Pont Lafayette (1890) in Lyon die erste stählerne Straßenbrücke mit flachem Segmentbogen gebaut, gefolgt von der Pont Mirabeau (1896) und der Pont Alexandre III (1900) in Paris, sowie der Pont de l’Université (1903), wiederum in Lyon.

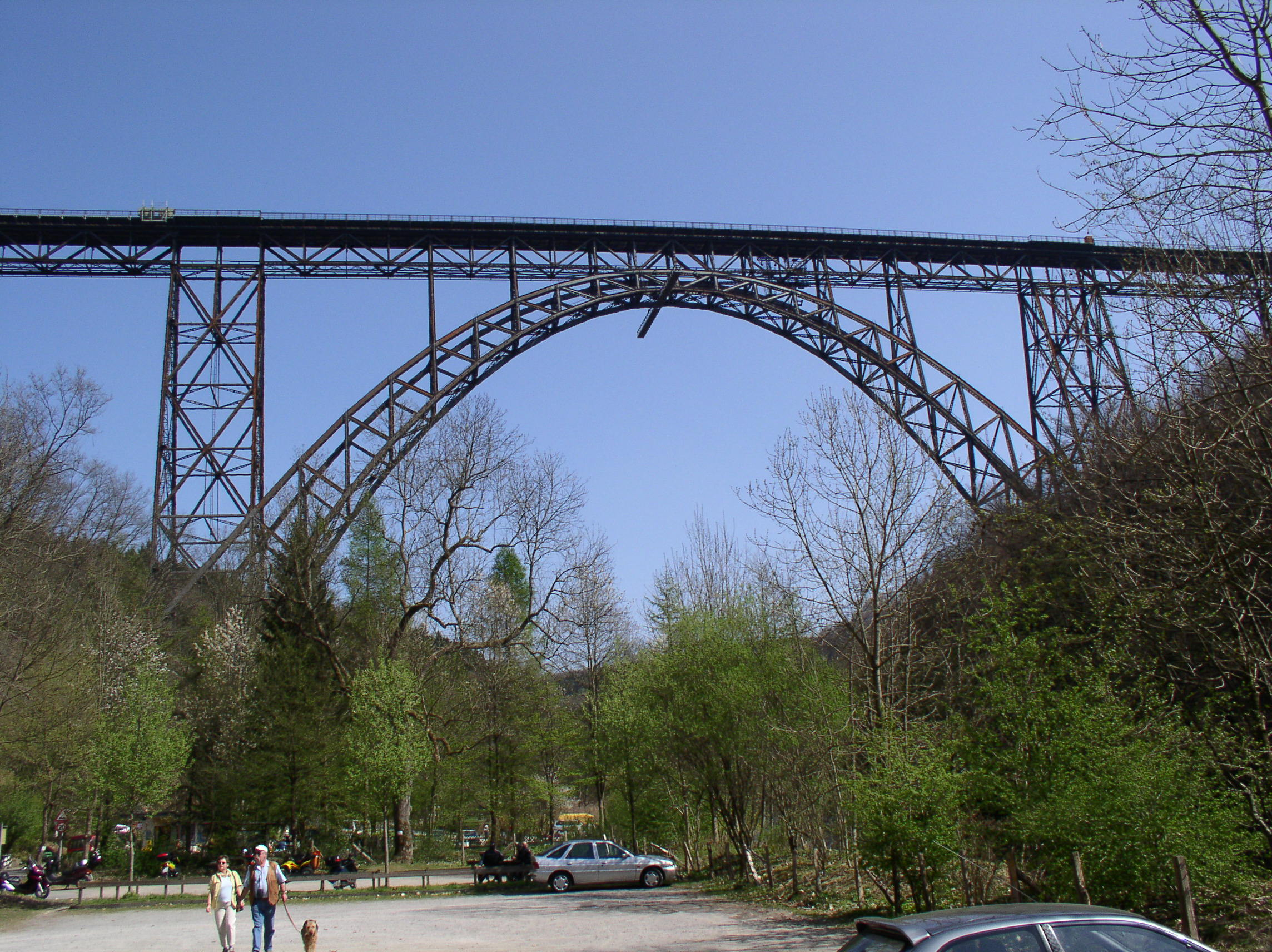
Müngstener Brücke

In Deutschland war die von 1891 bis 1893 gebaute große Eisenbahnbrücke über die Weichsel bei Fordon (heute Rudolf-Modrzejewski-Brücke in Bydgoszcz) die erste vollständig aus Stahl gebaute Brücke, wobei neben dem Siemens-Martin-Stahl erstmals auch Thomas-Stahl verwendet wurde. Das 1903 vollendete Gerüst der Wuppertaler Schwebebahn galt mit 13,3 Kilometern Länge einige Jahrzehnte als größte Brückenkonstruktion der Welt. In Österreich wurde 1892 zunächst nur der Siemens-Martin-Stahl, 1904 dann auch Thomas-Stahl für Brücken zugelassen. Die Müngstener Brücke (1897) wurde zur vielbeachteten großen Eisenbahn-Bogenbrücke, die mit einer Stützweite von 170 m den Garabit-Viadukt übertraf.

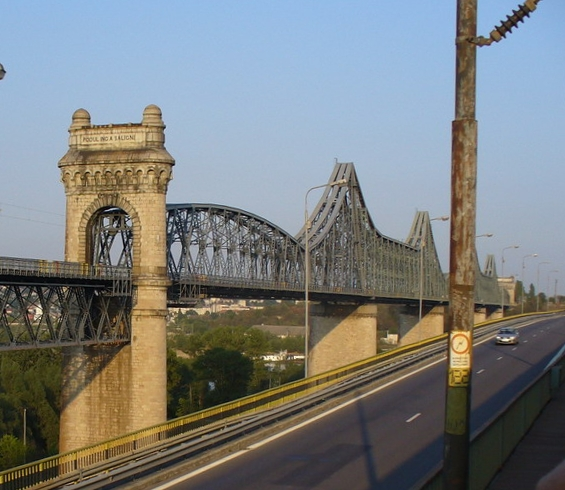
Anghel-Saligny-Brücke

Eine der größten Brücken Europas war zu dieser Zeit die über die Donau führende Anghel-Saligny-Brücke (1895) bei Cernavodă in Rumänien. Im Zuge des Baus der Transsibirischen Eisenbahn wurden zahlreiche große Brücken notwendig, so die in Nowosibirsk (1897) über den Ob und die in Krasnojarsk (1899) über den Jenissei. In Afrika ließ die französische Kolonialverwaltung von Saint-Louis (Senegal) mit der Pont Faidherbe (1897) eine Verbindung zum Festland herstellen. In den USA stellte die Upper Steel Arch Bridge (1898) über den Niagara River mit einer Stützweite von 256 m einen neuen Rekord für Bogenbrücken auf.
In Nordamerika wurden die anfänglich hölzernen, später schmiedeeisernen Trestle-Brücken oft durch stählerne Konstruktionen ersetzt, wie zum Beispiel die Kinzua Bridge (1900). Das Goteik-Viadukt (1900) wurde von einem amerikanischen Unternehmen unter britischer Leitung für die Burma Railroad Co. im heutigen Myanmar errichtet. Wenige Jahre danach wurde in Kanada das Lethbridge Viaduct (1907) gebaut, die bis heute größte Trestle-Brücke der Welt.

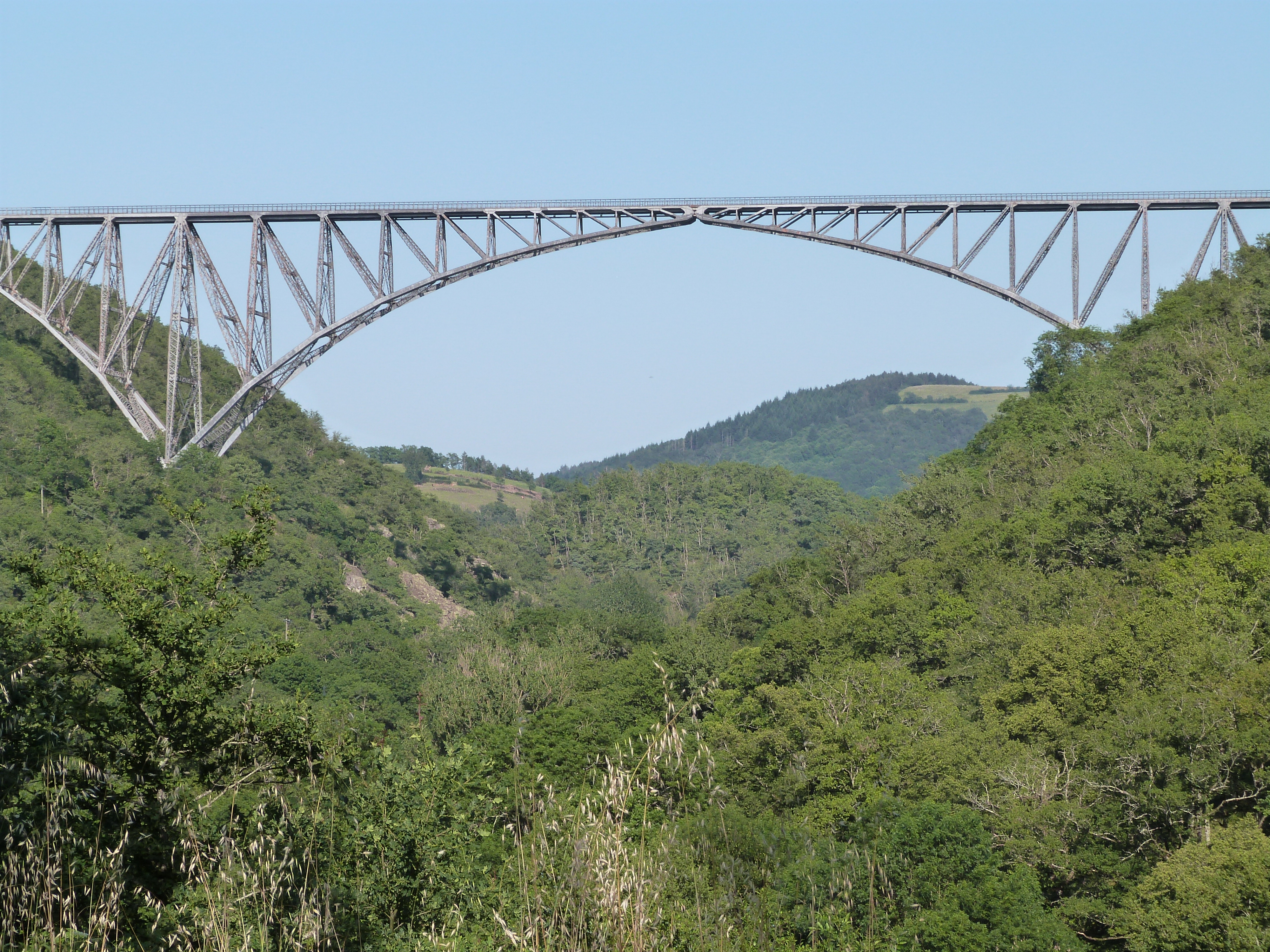
Viaur-Viadukt

Für eine Eisenbahnstrecke im südwestlichen Massif Central entstand das außergewöhnliche Viaur-Viadukt (1902), eine der wenigen Auslegerbrücken ohne Einhängeträger, deren Kragträger sich in 116 m Höhe über dem Viaur in einem Gelenk treffen.
Wenig später wurde in Afrika die Victoria Falls Bridge (1905) aus den in England produzierten Teilen zu einer Fachwerk-Bogenbrücke über den Sambesi montiert, die einen spektakulären Blick auf die Fälle bietet.
Am Rhein entstanden große Fachwerk-Bogenbrücken, wie die Ernst-Ludwig-Brücke (1900) in Worms, die nahe Rheinbrücke Worms (1900) und die Hohenzollernbrücke (1911) in Köln. In Wilhelmshaven wurde die größte Drehbrücke Deutschlands, die Kaiser-Wilhelm-Brücke (1907) in Betrieb genommen.

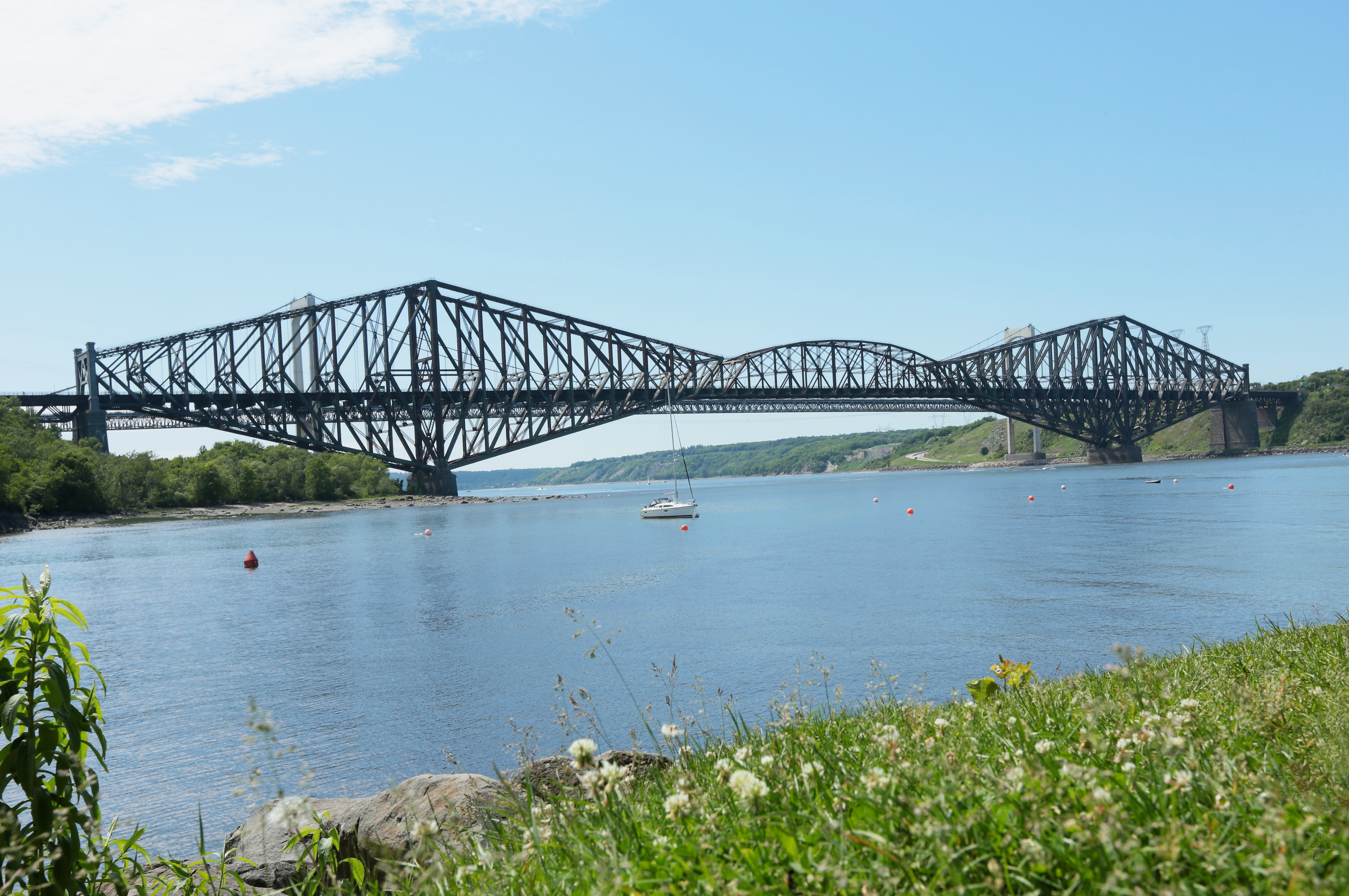
Québec-Brücke

Die 1903 begonnene Québec-Brücke über den Sankt-Lorenz-Strom in Kanada sollte die Forth Bridge übertreffen und die größte Brücke der Welt werden, mit einer Spannweite von 549 m größer als die damaligen New Yorker Hängebrücken. Als 1907 der fast fertige südliche Teil der Ausleger-Fachwerkbrücke einstürzte, wurde sich die Fachwelt bewusst, dass ihr noch wesentliche Kenntnisse für den Bau so großer Konstruktionen fehlten, u. a. über die Knickfestigkeit von Stahlträgern. Der Neubau auf der Basis eines wesentlich verbesserten Entwurfs führte – nachdem der eingeschwommene Einhängeträger abstürzte und erst sein Neubau montiert werden konnte – 1919 schließlich zur bis heute größten Gerberträgerbrücke der Welt.
Die halbfertige Queensboro Bridge (1909) in New York City wurde nach dem Einsturz der Québec-Brücke überprüft, konnte dann aber fertiggestellt werden. Sie ist ebenfalls eine Auslegerbrücke ohne Einhängeträger.

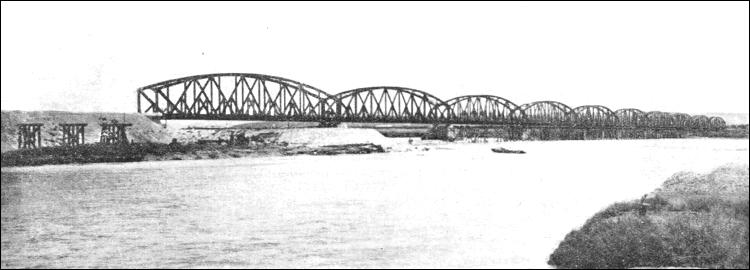
Euphratbrücke der Bagdadbahn

Die Haus-Knipp-Eisenbahnbrücke (1912) über den Rhein und die Rendsburger Hochbrücke (1913) über den Nord-Ostsee-Kanal waren weitere bedeutende Brückenbauten jener Zeit, im Ausland baute die deutsche Industrie u. a. die Brücke von Edea in Kamerun (1911), die Luokou-Eisenbahnbrücke (1912) in China und die Euphratbrücke der Bagdadbahn (1913).
Die Hardinge-Brücke (1915) über die Padma im heutigen Bangladesch, mit 15 Öffnungen à 105 m eine der bedeutendsten Brücken Britisch-Indiens, wurde aus in England produzierten Teilen gebaut, obwohl der Seetransport zu Beginn des Ersten Weltkriegs insbesondere durch die im Indischen Ozean eingesetzte Emden beeinträchtigt wurde.

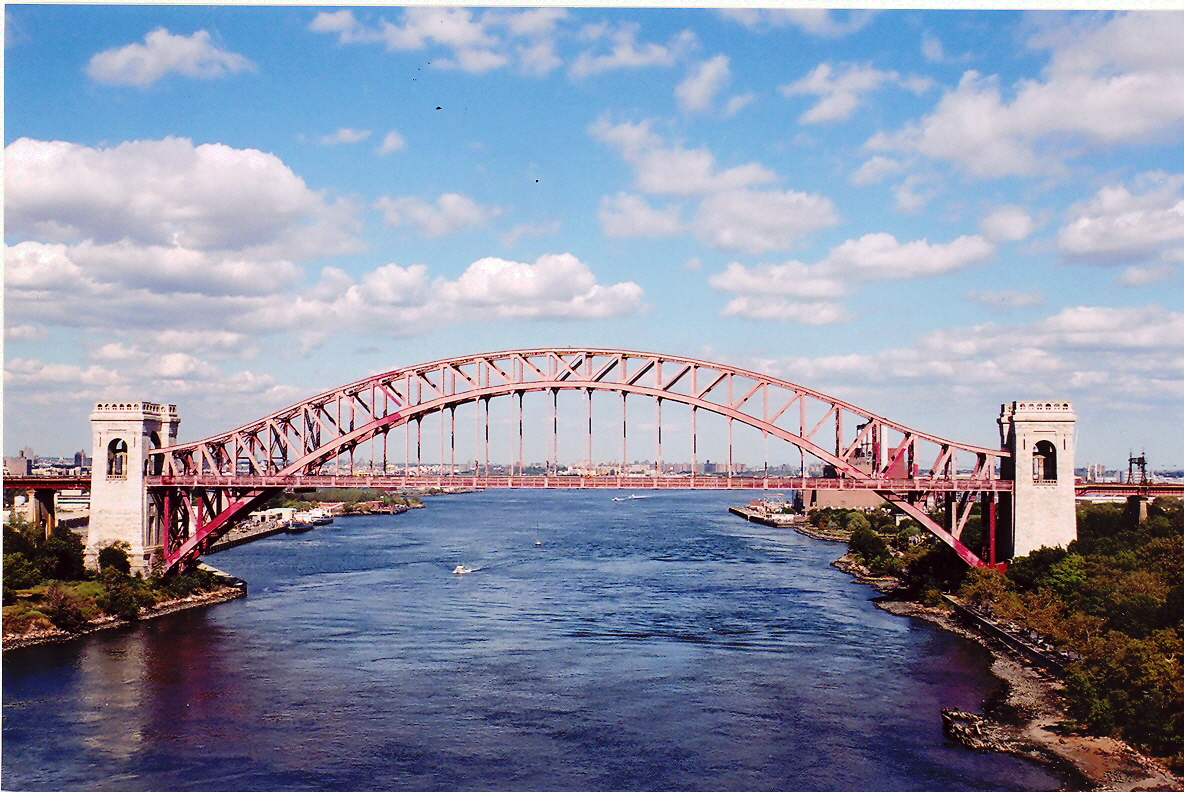
Hell Gate Bridge

Die Sciotoville Bridge (1917) über den Ohio River war die weltweit längste Durchlaufträgerkonstruktion. In New York City wurde die Hell Gate Bridge (1917) als wichtigster Teil einer 5 km langen Brückenfolge eröffnet. Sie hatte eine Stützweite von 298 m und damit den größten Fachwerkbogen der Welt. Sie wurde zum Vorbild der Sydney Harbour Bridge (1932), die mit 503 m Stützweite einen neuen Rekord aufstellen sollte, aber von der später begonnenen, jedoch wenige Monate früher fertig gewordenen Bayonne Bridge (1931) mit einer Stützweite von 510 m überholt.
Die von GHH in Argentinien gebaute Puente Carretero (1927) war eine Entschädigung für Kriegsschäden im Ersten Weltkrieg. Die Carquinez-Brücke (1927) in der San Francisco Bay Area war die größte westlich des Mississippi.
Die ersten geschweißten Brücken entstanden 1928: eine kurze Eisenbahnbrücke zum Werk der Westinghouse Electric Corporation im Ort Turtle Creek, Pennsylvania und die Maurzyce-Brücke, eine 27 m lange Straßenbrücke in Polen. Gutehoffnungshütte (GHH) errichtete 1929 ihre erste vollständig geschweißte Eisenbahnbrücke mit Vollwandträgern und 10 m Feldweite. Sie erregten zwar Aufsehen in der Fachwelt, dennoch wurden geschweißte Brücken erst nach dem Zweiten Weltkrieg üblich. Die von G. Leinekugel Le Cocq et Fils von 1931 bis 1934 nach Madagaskar gelieferten und geschweißten drei Brücken blieben ebenfalls weitgehend unbeachtet.

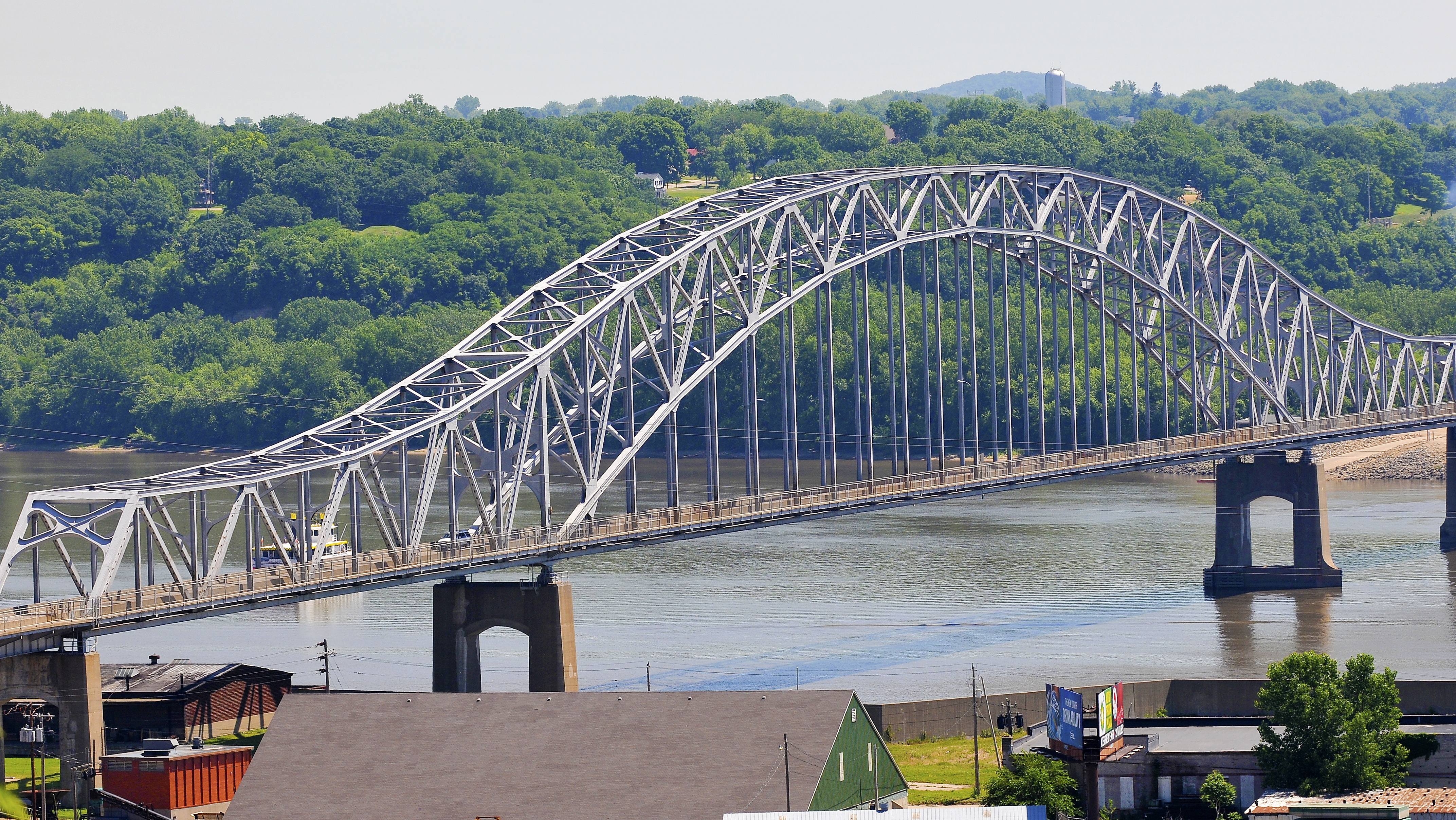
Julien Dubuque Bridge

Die Lake Champlain Bridge (1929) war die erste über drei Felder durchlaufende Fachwerk-Bogenbrücke, eine später zu Brücken mit abgehängter Fahrbahn weiterentwickelte Bauform (continuous through truss arch bridge), die in USA häufig gebaut wurde. Die Julien Dubuque Bridge (1943), die Delaware River–Turnpike Toll Bridge (1956) und die Francis Scott Key Bridge (1977) in Baltimore sind weitere Beispiele.
Von den zwischen den beiden Weltkriegen in Europa gebauten Stahlbrücken sind insbesondere die Lillebæltsbroen (1935) und die Storstrømsbroen (1937) in Dänemark sowie die Waalbrücke Nijmegen und die Rijnbrug (1936), die heutige John-Frost-Brücke in Arnhem zu nennen, die erste Stabbogenbrücke der Niederlande.

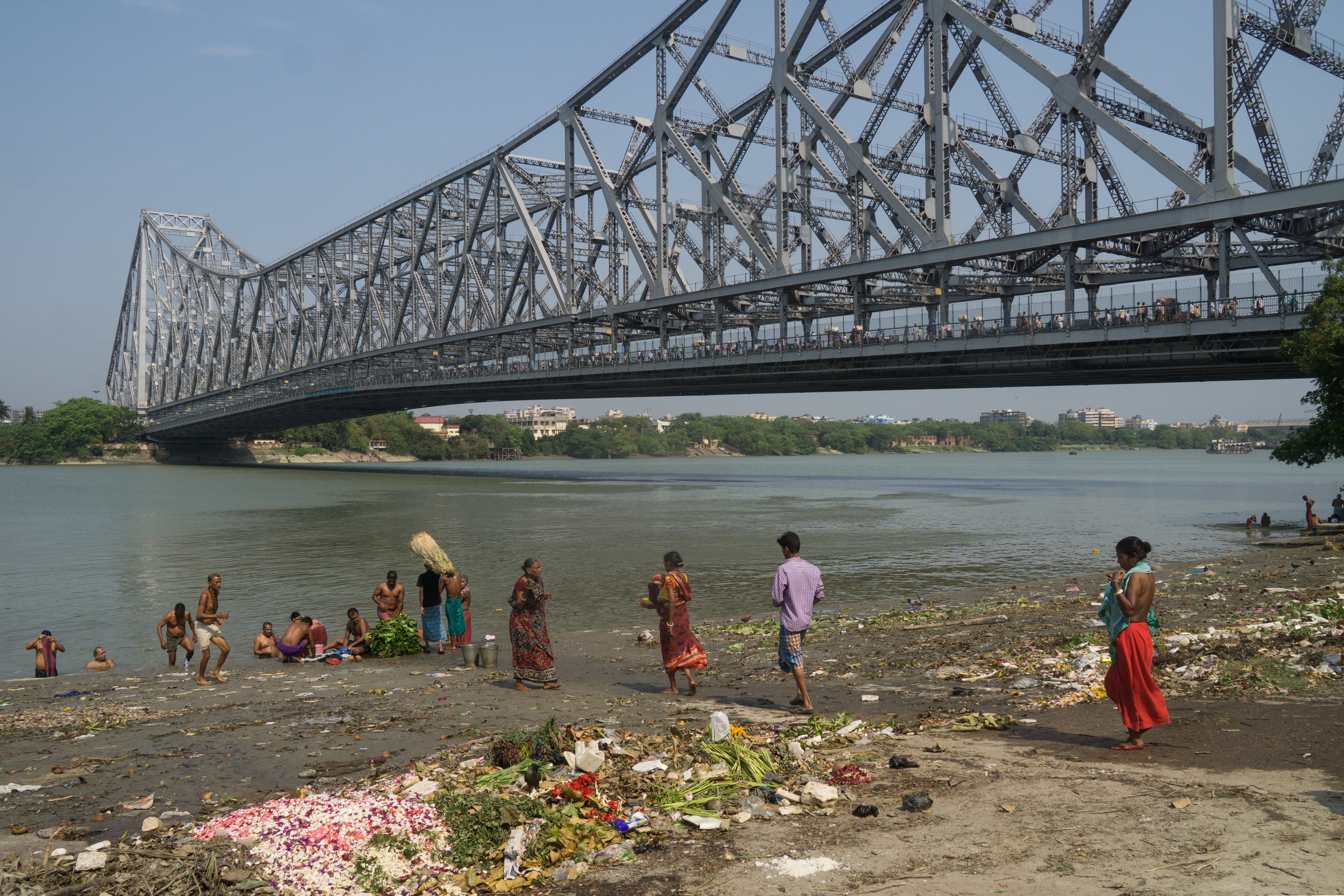
Howrah Bridge

Außerhalb Europas sind die Ponte Dona Ana (1935) zu erwähnen, die den Sambesi in Mosambik mit 40 Fachwerkträgern überquert und die größte Eisenbahnbrücke Afrikas ist. In einem abgelegenen Teil Simbabwes steht die Birchenough Bridge (1935), die vom Beit Trust zur Verbesserung der Straßenverbindungen im südlichen Afrika in Auftrag gegeben wurde. Ebenfalls auf britische Initiative geht die Howrah Bridge (1943) zwischen Kalkutta und Howrah zurück, die immer noch zu den weltweit größten Auslegerbrücken gehört.

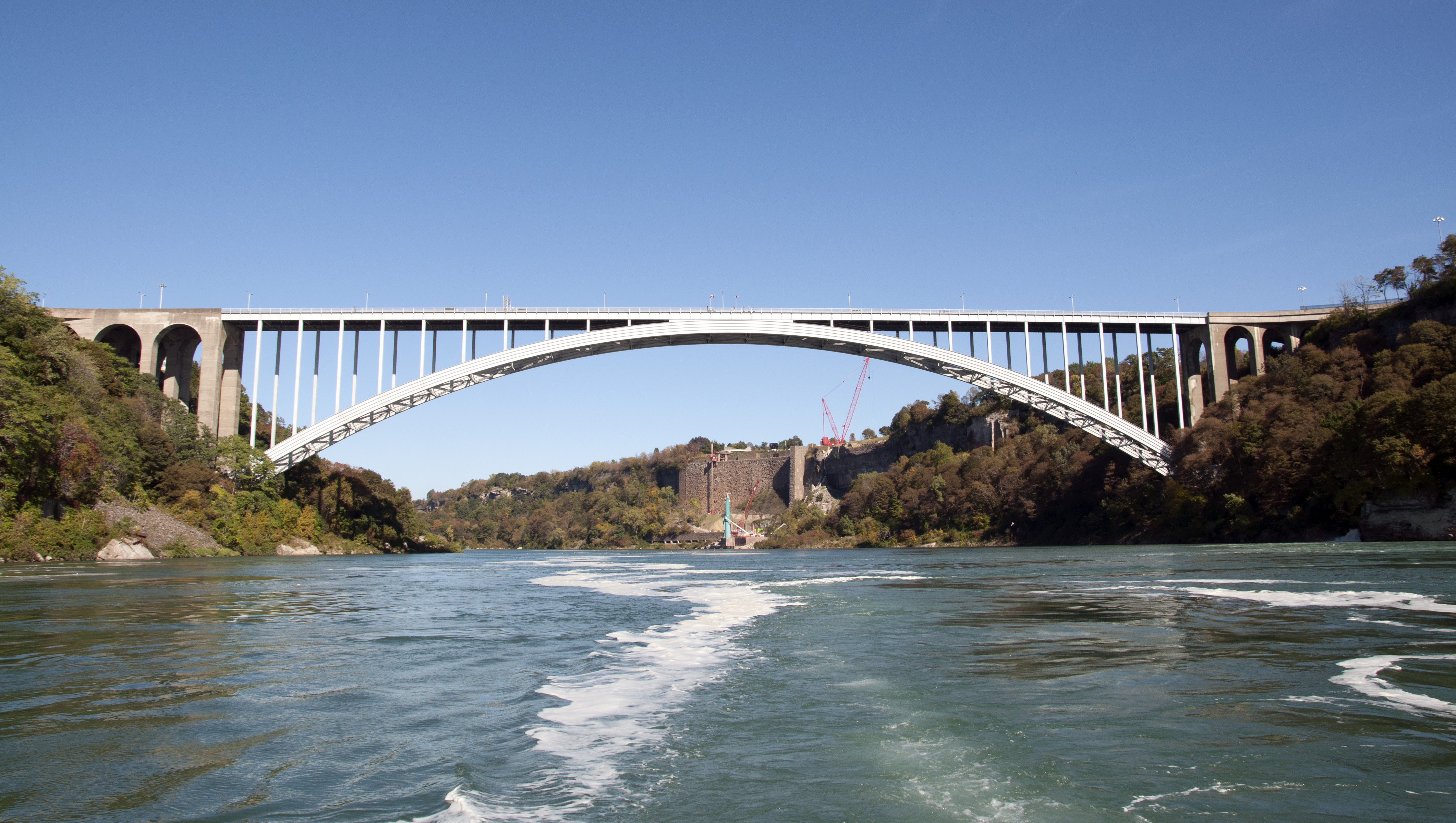
Rainbow Bridge

Die Rainbow Bridge (1941) unterhalb der Niagarafälle ist eine der ersten Brücken mit Bogenrippen aus Hohlkästen.
Die im Zweiten Weltkrieg zerstörten Brücken wurden rasch durch Pontonbrücken oder Behelfsbrücken ersetzt, aber auf Dauer mussten sie durch Neubauten ersetzt werden.
In Polen wurden vor allem die Brücken über die Weichsel erneuert, namentlich die Most Poniatowskiego (1946) in Warschau, die Eisenbahnbrücke Toruń (1948) in Thorn, die Most Śląsko-Dąbrowski (1949) in Warschau, die Weichselbrücke Grudziądz (1951) in Graudenz, die Rudolf-Modrzejewski-Brücke (1956) an der Stelle der Weichselbrücke bei Fordon (1893) und die Weichselbrücke Dirschau (1958). In Jugoslawien erstellte Kruno Tonković mit dem Wiederaufbau der Alten-Krka-Brücke 1955 einen Vorläufer der CFST-Brücken.

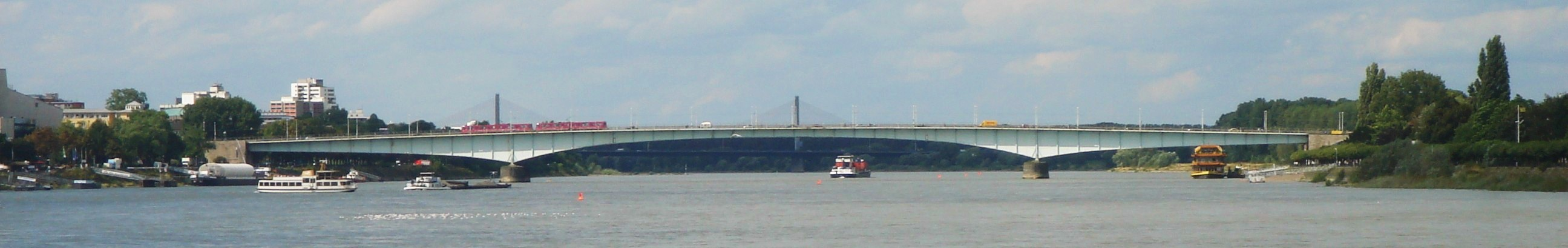
Kennedybrücke in Bonn

Die von Fritz Leonhardt entworfene Deutzer Brücke (1948) war die erste Stahlkastenträgerbrücke der Welt, bei der auch erstmals eine orthotrope Platte eingesetzt wurde. Die Kennedybrücke (1949) in Bonn war die weitestgespannte Vollwandträgerbrücke ihrer Zeit und die Brücke der Solidarität (1950) die größte Stabbogenbrücke in Deutschland.
Die von E. O. Paton entworfene und 1941 begonnene Paton-Brücke über den Dnepr in Kiew, die als weltweit erste große geschweißte Balkenbrücke gilt, konnte kriegsbedingt erst 1953 fertiggestellt werden. Inzwischen war mit der Josef-Kardinal-Frings-Brücke (1951) über den Rhein in Düsseldorf die erste geschweißte Hohlkastenbrücke eröffnet worden.

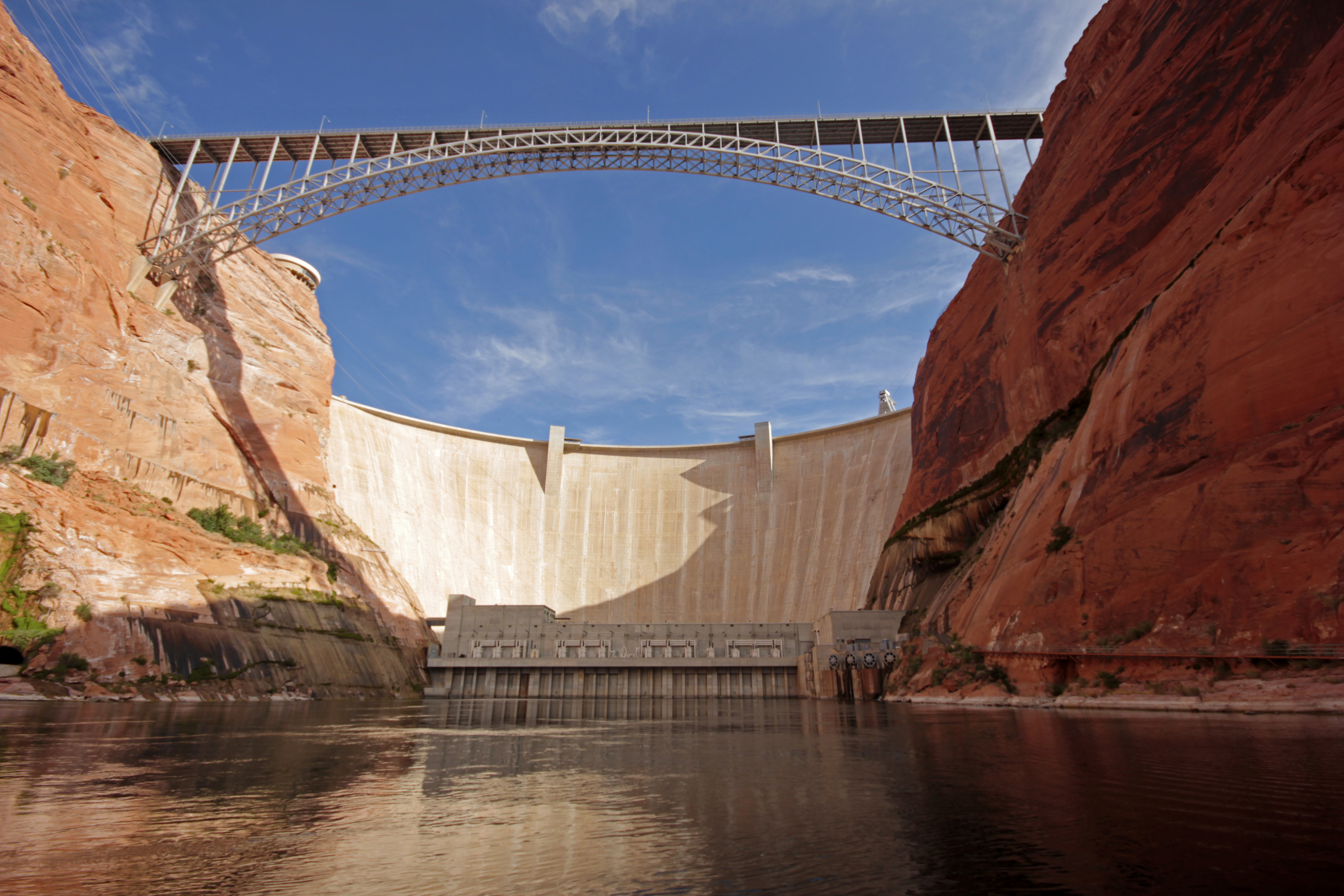
Glen-Canyon-Brücke

MAN baute 1957 in Belgrad die Brankov most über die Save, die seinerzeit mit einer Stützweite von 261 m die weitestgepannte Balkenbrücke der Welt war. Im chinesischen Wuhan wurde im gleichen Jahr die mit sowjetischer Hilfe gebaute Jangtse-Brücke eröffnet, die erste Brücke über den Jangtsekiang überhaupt. In New Orleans wurde 1958 die erste der beiden 480 m überspannenden Brücke der Crescent City Connection in der ungebrochenen Tradition amerikanischer stählerner Fachwerkbrücken eröffnet. Die Glen-Canyon-Brücke (1959) über den Colorado River war die höchste und ist immer noch die dritthöchste Stahlbogenbrücke der USA.
Die Eisenbahnbrücke Mannheim-Ludwigshafen (1955) und die Rheinbrücke Worms (1960) sind Beispiele moderner pfostenloser Strebenfachwerkbrücken.

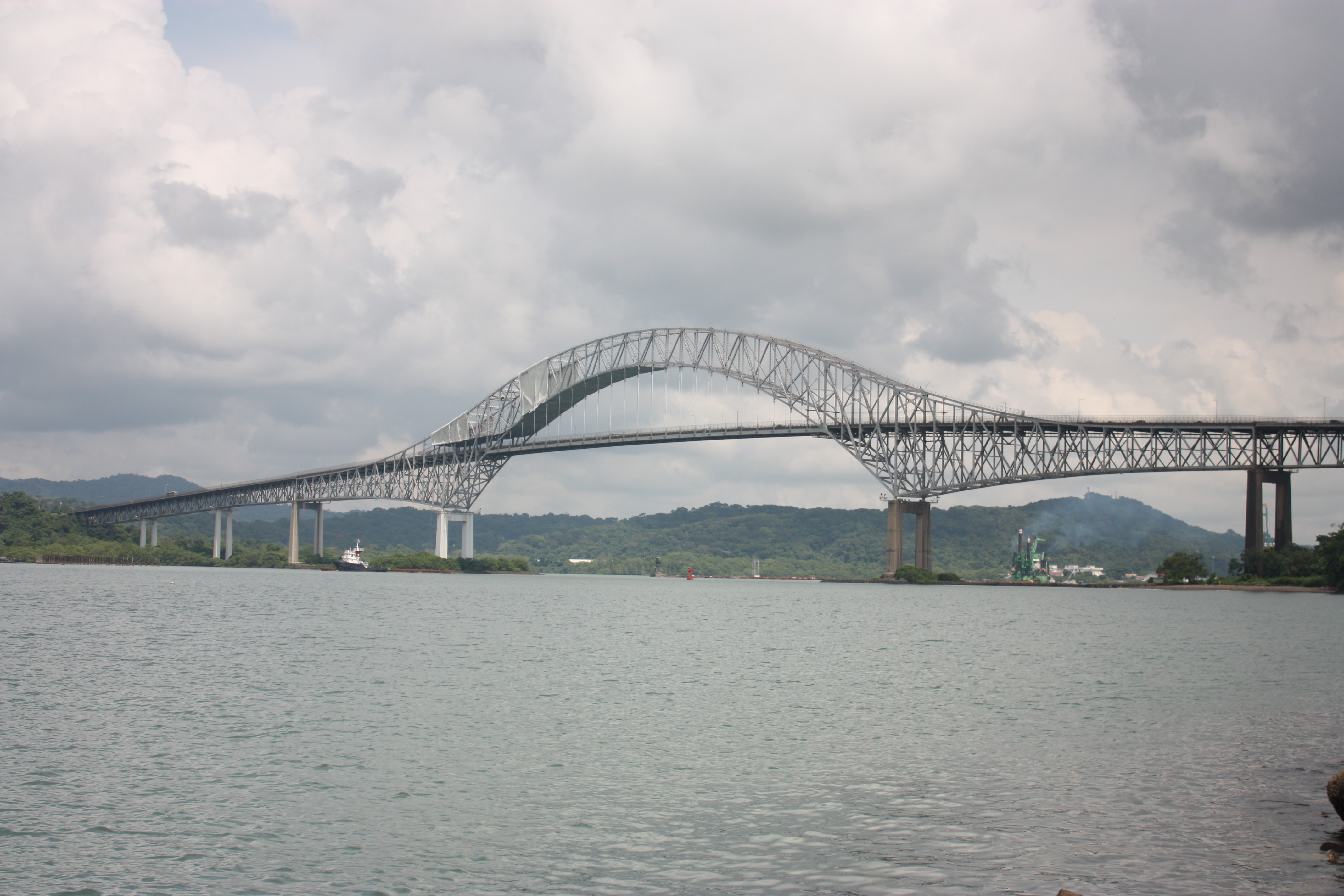
Puente de las Américas

1962 wurde die Puente de las Américas (vormals Thatcher-Ferry-Brücke) als Gerberträgerbrücke über den Panamakanal errichtet, die aufgrund ihrer enormen Höhe Ozean-Riesen die Unterquerung der Brücke ermöglicht.
Die Europabrücke (1963) an der Brenner Autobahn war die höchste Brücke Europas und hatte den höchsten Pfeiler der Welt. Die Fehmarnsundbrücke (1963) war die erste Netzwerkbogenbrücke.
In Rotterdam wurde 1965 die erste Van Brienenoordbrug über die Nieuwe Maas eröffnet. Mit der Mintarder Ruhrtalbrücke (1966) wurde Deutschlands längste Straßenbrücke aus Stahl gebaut.

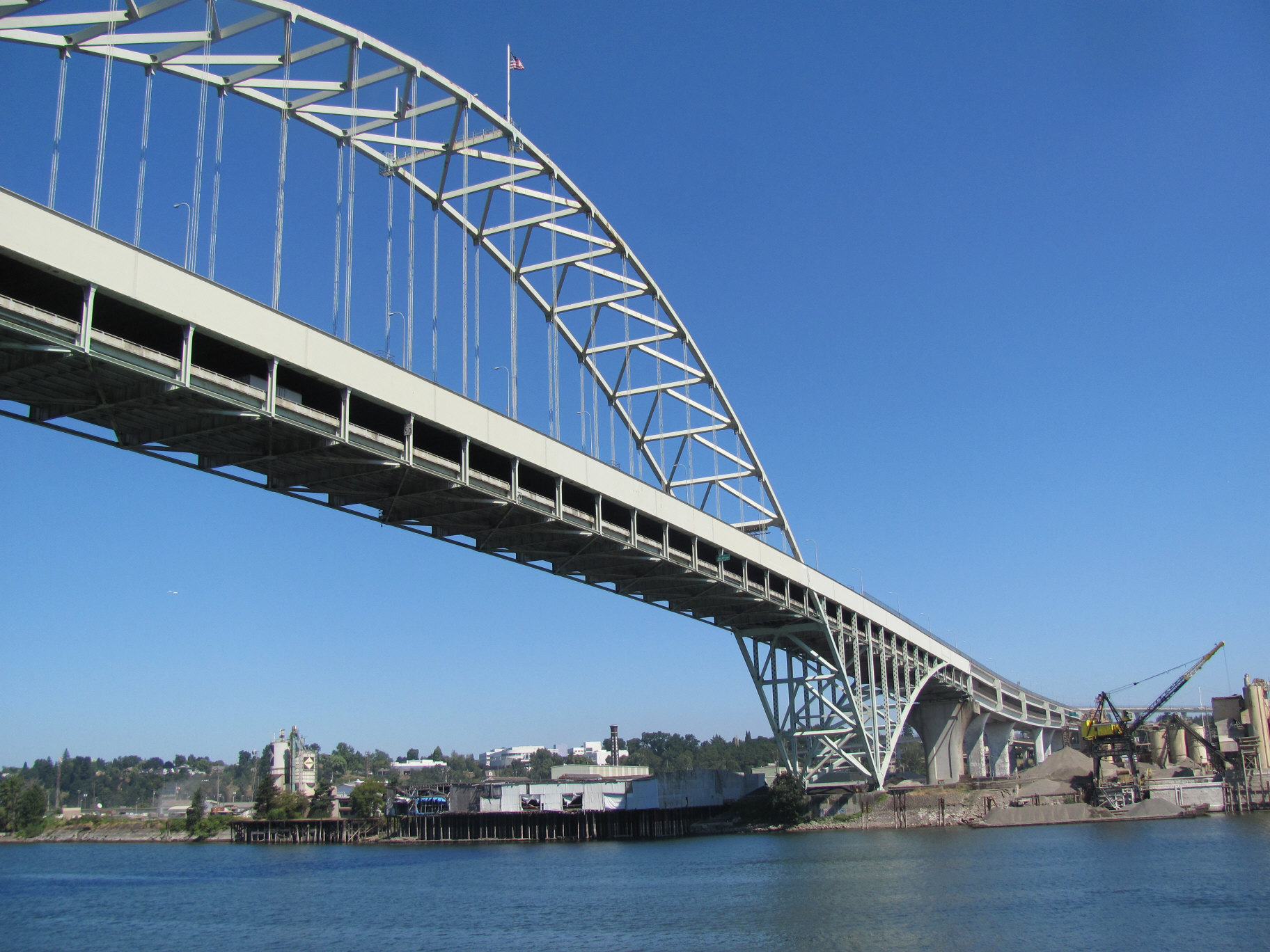
Fremont Bridge in Portland, Oregon

Die Pont de Cornouaille (1972) in der Bretagne war die weitestgespannte Balkenbrücke Frankreichs. Das Mala-Rijeka-Viadukt (1973) in Montenegro ist Europas höchste Eisenbahnbrücke. Im selben Jahr wurde in Portland, Oregon, die zweistöckige Fremont Bridge eröffnet, eine der längsten Stabbogenbrücken der Welt.

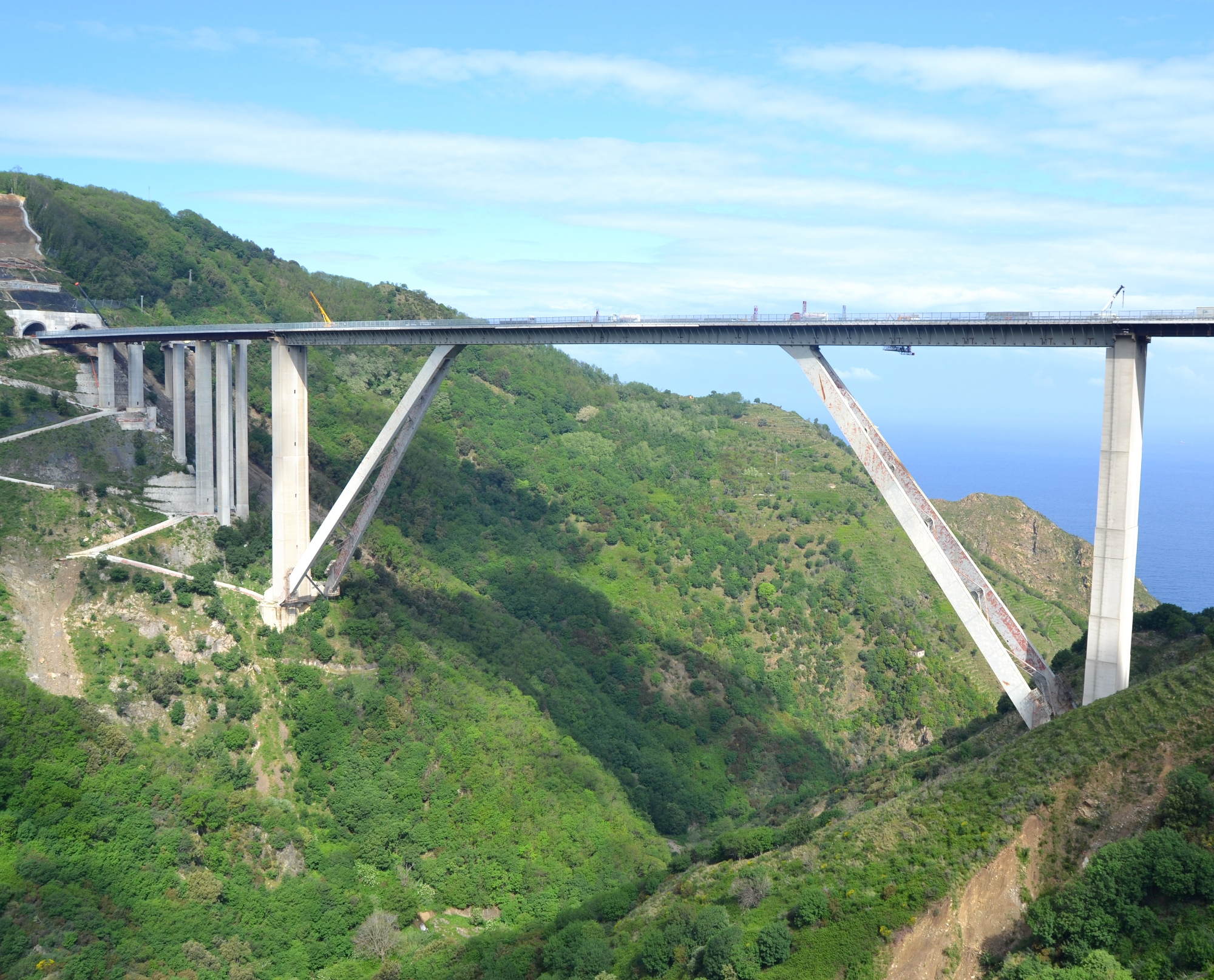
Viadotto Sfalassà

In Italien wurde mit dem Viadotto Sfalassà im Zuge der Autostrada A2 die größte Sprengwerkbrücke der Welt errichtet und das Viadotto Italia (1974) in dieser Strecke war die höchste Brücke der Welt, bis sie vom Viaduc de Millau auf den zweiten Platz verwiesen wurde.
In Indien wurde mit der Godavari Bridge (1974) eine doppelstöckige Fachwerkbrücke als zweite der drei Brücken über den drei Kilometer breiten gleichnamigen Fluss gebaut.
Die Commodore Barry Bridge (1974) über den Delaware River ist die längste Auslegerbrücke der USA und hat den längsten Einhängeträger aller Gerberträgerbrücken. Die New River Gorge Bridge (1977) war lange die größte Bogenbrücke der Welt.
Wegen schwieriger Gründungsverhältnisse wurde die Neckartalbrücke Weitingen (1978) mit zwei Luftstützen gebaut, bzw. mit zwei mit Seilen unterspannten Feldern.
Die Metrobrücke Nowosibirsk (1986) führt die Metro wegen der klimatischen Verhältnisse in einem verschlossenen Kasten über den Ob. Die Ikitsuki-Brücke in Japan hat der Welt längsten Fachwerk-Durchlaufträger.

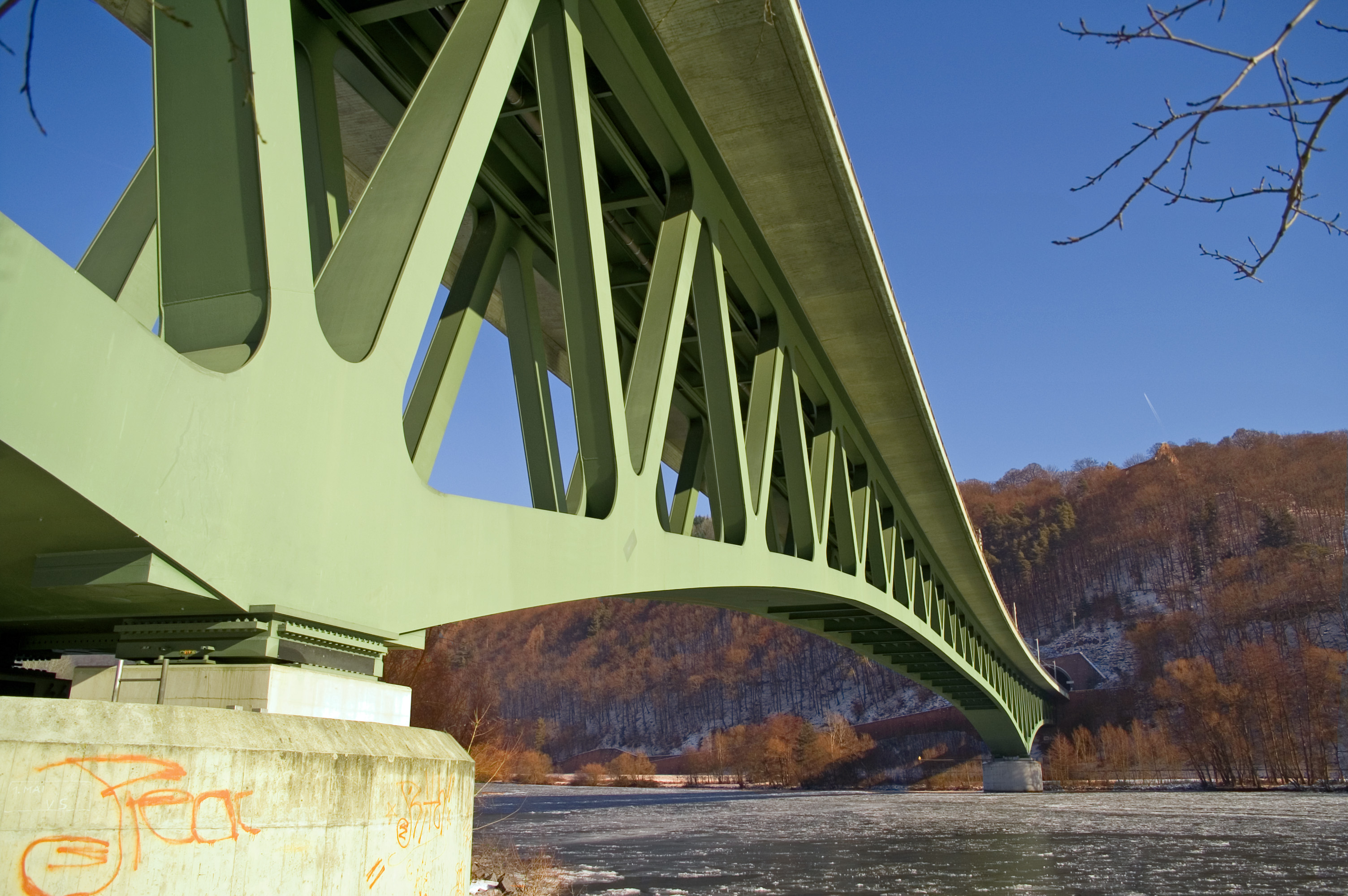
Maintalbrücke Nantenbach

Die Maintalbrücke Nantenbach (1994) war weitestgespannte Eisenbahnbalkenbrücke der Welt und ist immer noch die längste in Deutschland.
Mit der Gramercy Bridge (1995) über den Mississippi River ging wohl die Epoche der großen stählernen Fachwerk-Auslegerbrücken mit Gerberträgern zu Ende.

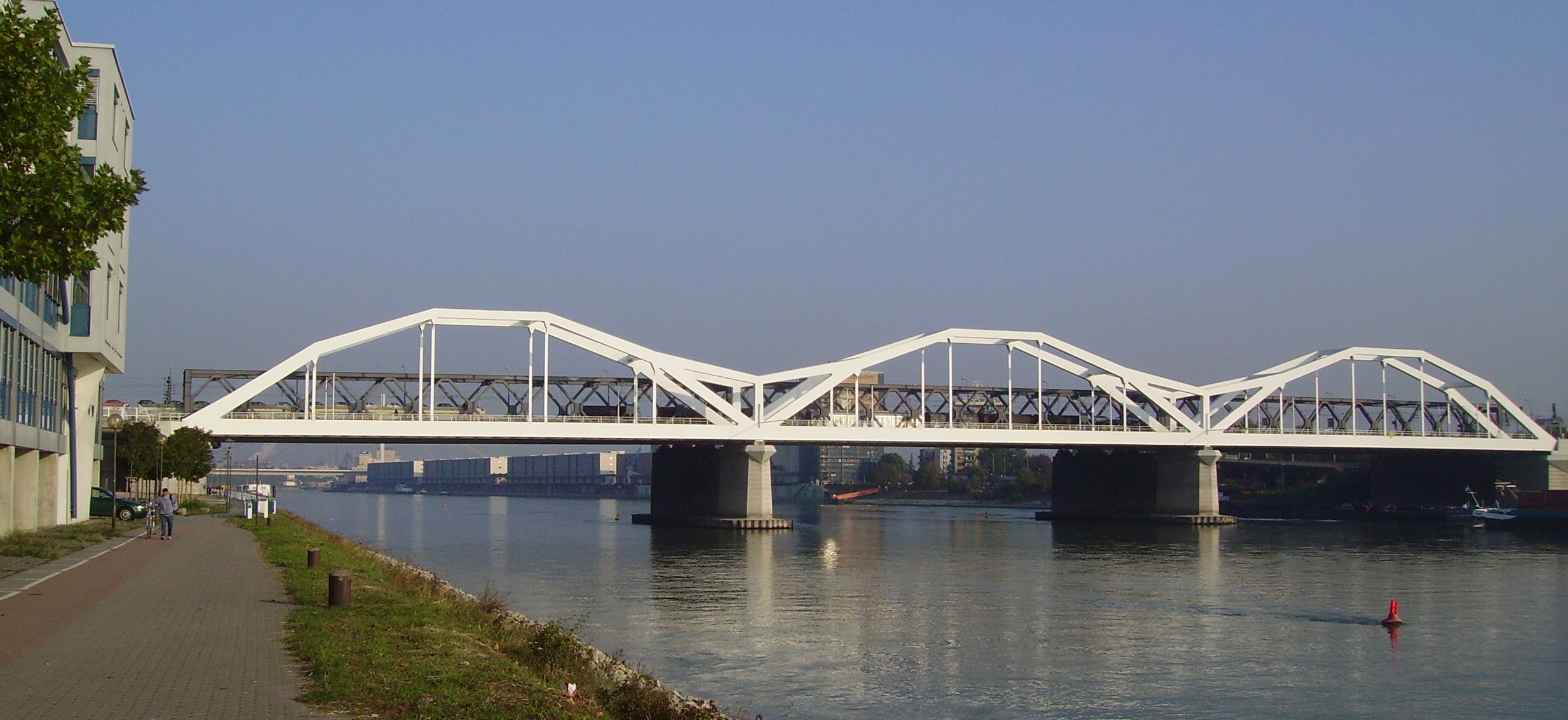
Eisenbahn-Bogenbrücke Mannheim-Ludwigshafen

Die Eisenbahn-Bogenbrücke Mannheim-Ludwigshafen (2000) ergänzte die dortigen Rheinbrücken um eine dreifeldrige Stabbogenbrücke mit untenliegender Fahrbahn.
Die Humboldthafenbrücke (2002) am Berliner Hauptbahnhof ist eine komplexe Stabbogenkonstruktion mit oben liegenden, im Grundriss gekrümmten Gleisen.
Mit der Kanalbrücke Magdeburg (2003) wird der Mittellandkanal in der längsten Trogbrücke Europas über die Elbe geführt.
Die Beipanjiang-Eisenbahnbrücke (2001) ist ein Beispiel der in China häufig gebauten CFST-Brücken (concrete filled steel tube); sie ist höher als die New River Gorge Bridge und das Mala-Rijeka-Viadukt. Die Lupu-Brücke (2003) in Shanghai war mit einer Stützweite von 550 m die größte Bogenbrücke der Welt, bis sie von der Chaotianmen-Yangtse-Brücke (2009) in Chongqing mit einer Stützweite von 552 m und von der Dritten Pingnan-Brücke (2020) mit einer Stützweite von 575 m abgelöst wurde. Die Mingzhou-Brücke (2011) ist ein weiteres Beispiel großer chinesischer Bogenbrücken.
Die Drachenbrücke (2013) in Đà Nẵng hat einen feuerspeienden Drachen. De Oversteek (2013) ist eine Netzwerkbogenbrücke in Nijmegen über die Waal und die Bugrinski-Brücke (2014) über den Ob in Nowosibirsk ist die größte. Das AVE-Viadukt über den Río Ulla (Eje Atlántico) (2015) in Spanien ist die weitestgespannte Eisenbahnbalkenbrücke.

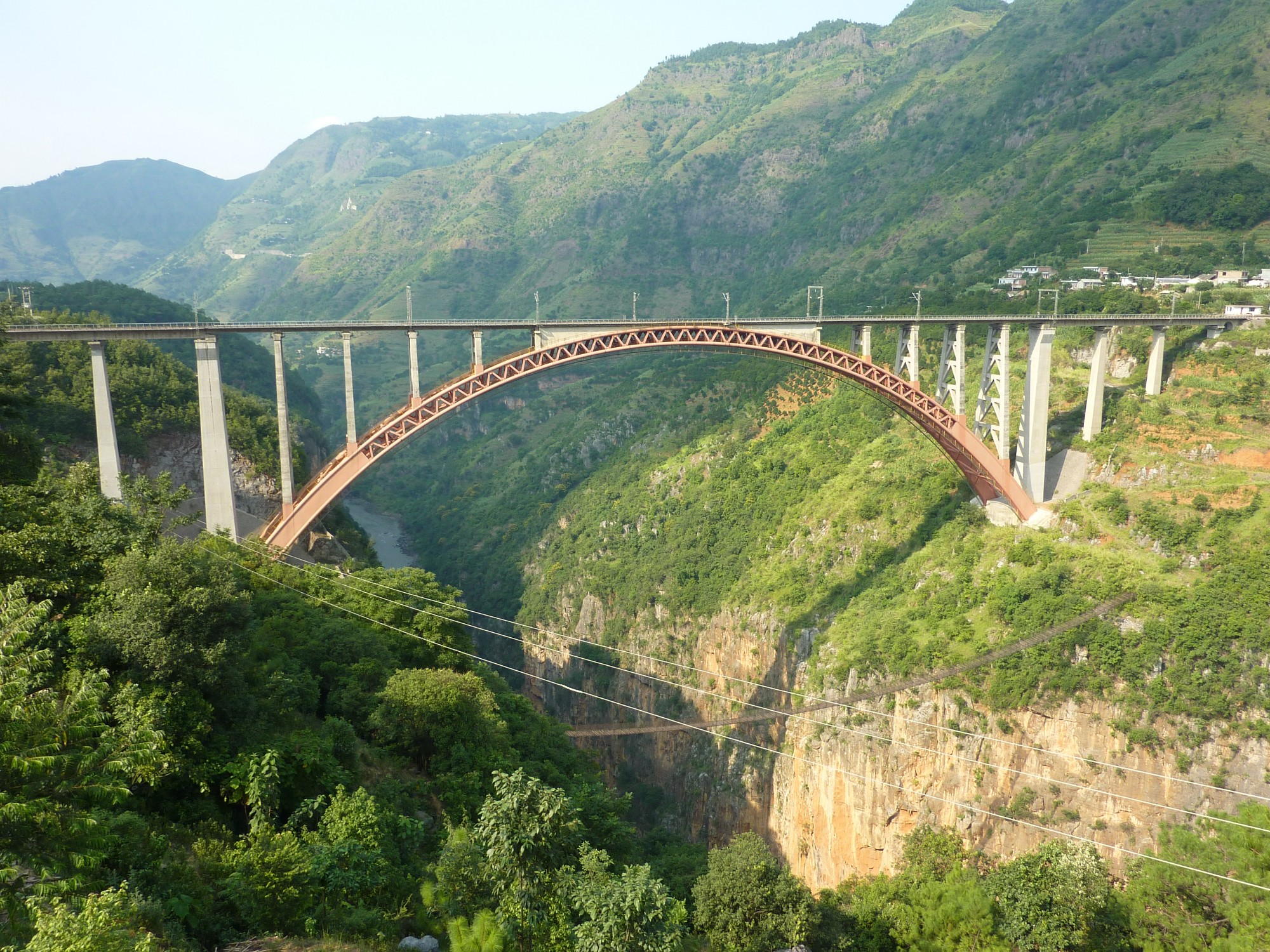
Beipanjiang-Eisenbahnbrücke
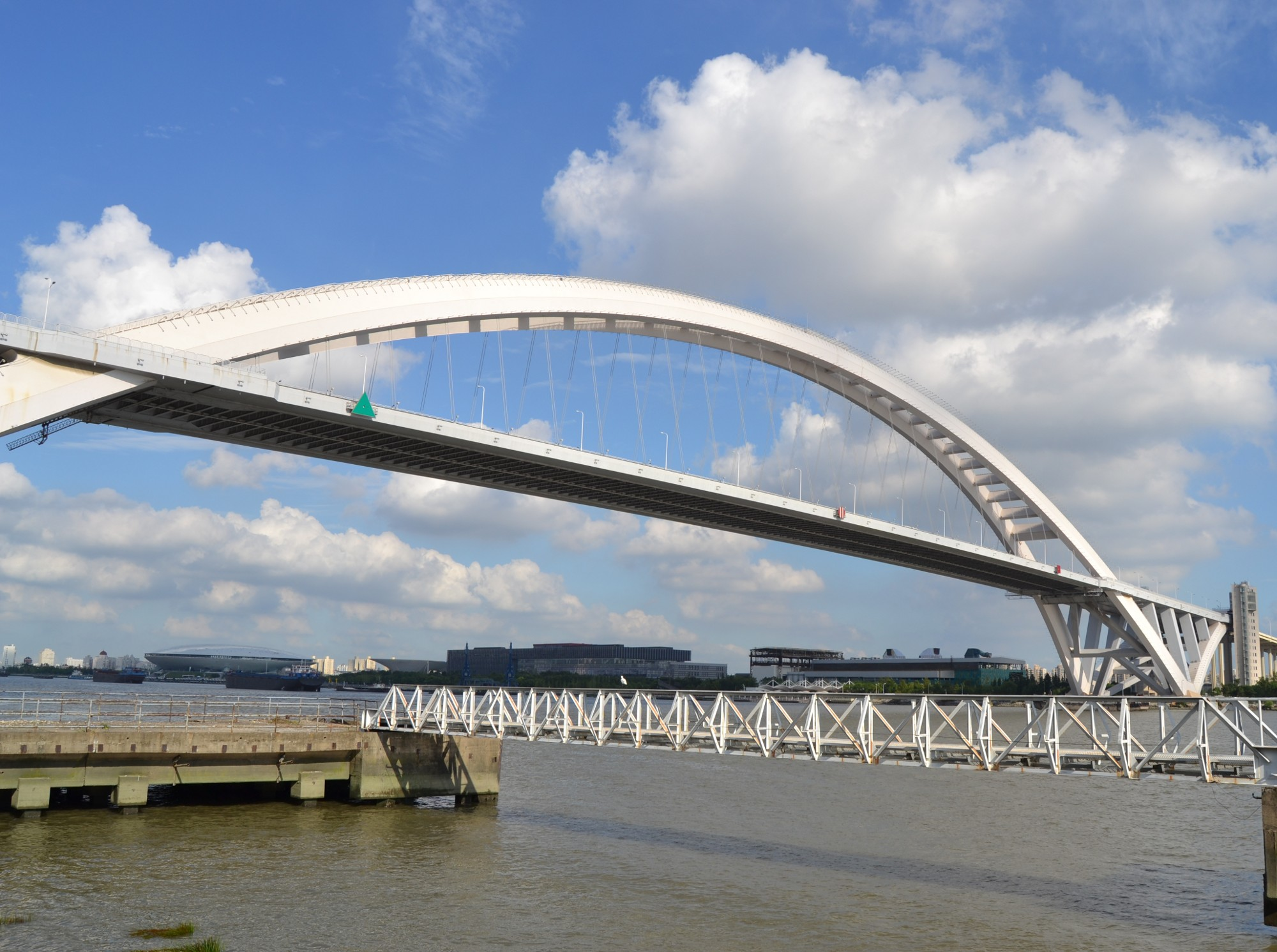
Lupu-Brücke
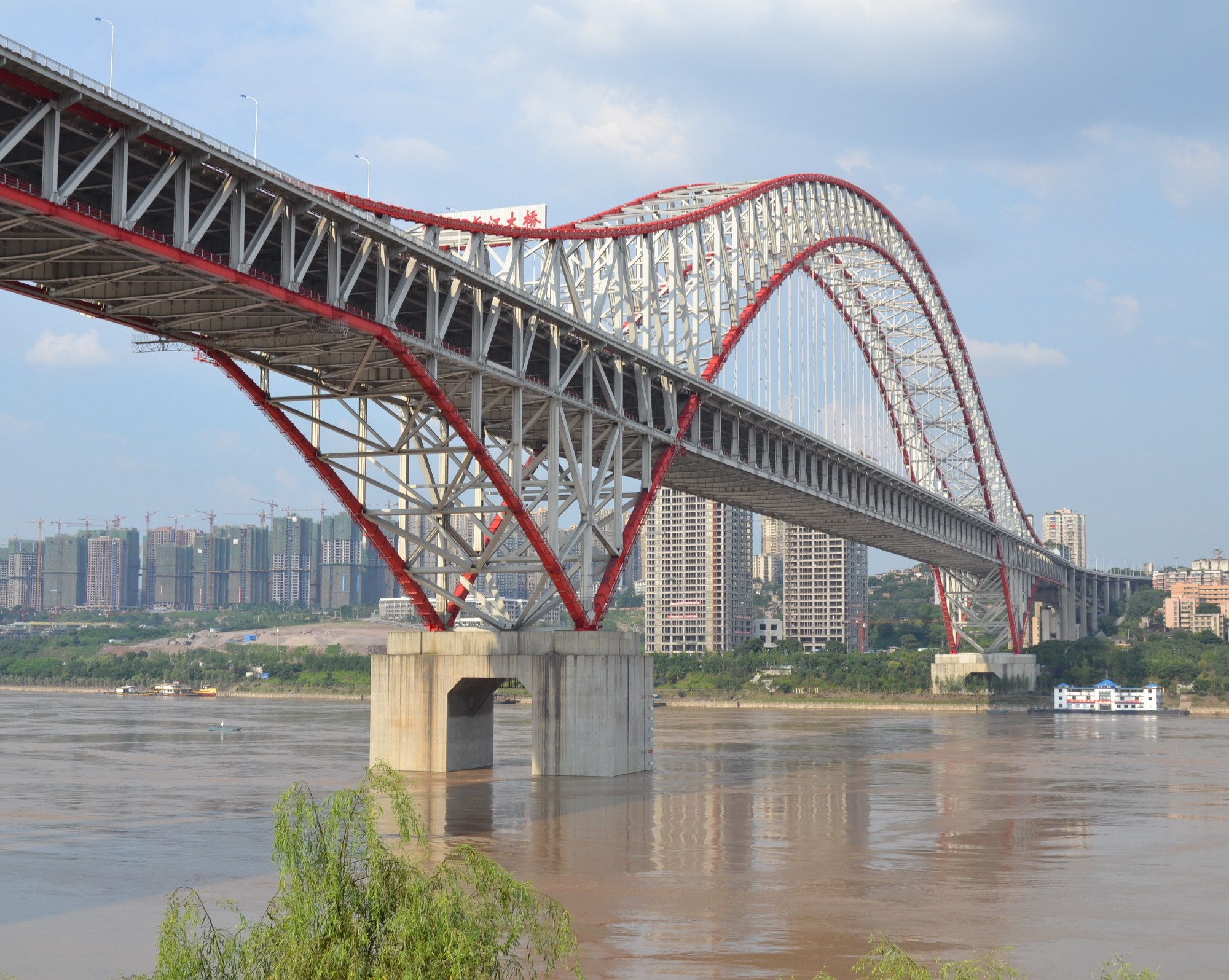
Chaotianmen-Yangtse-Brücke
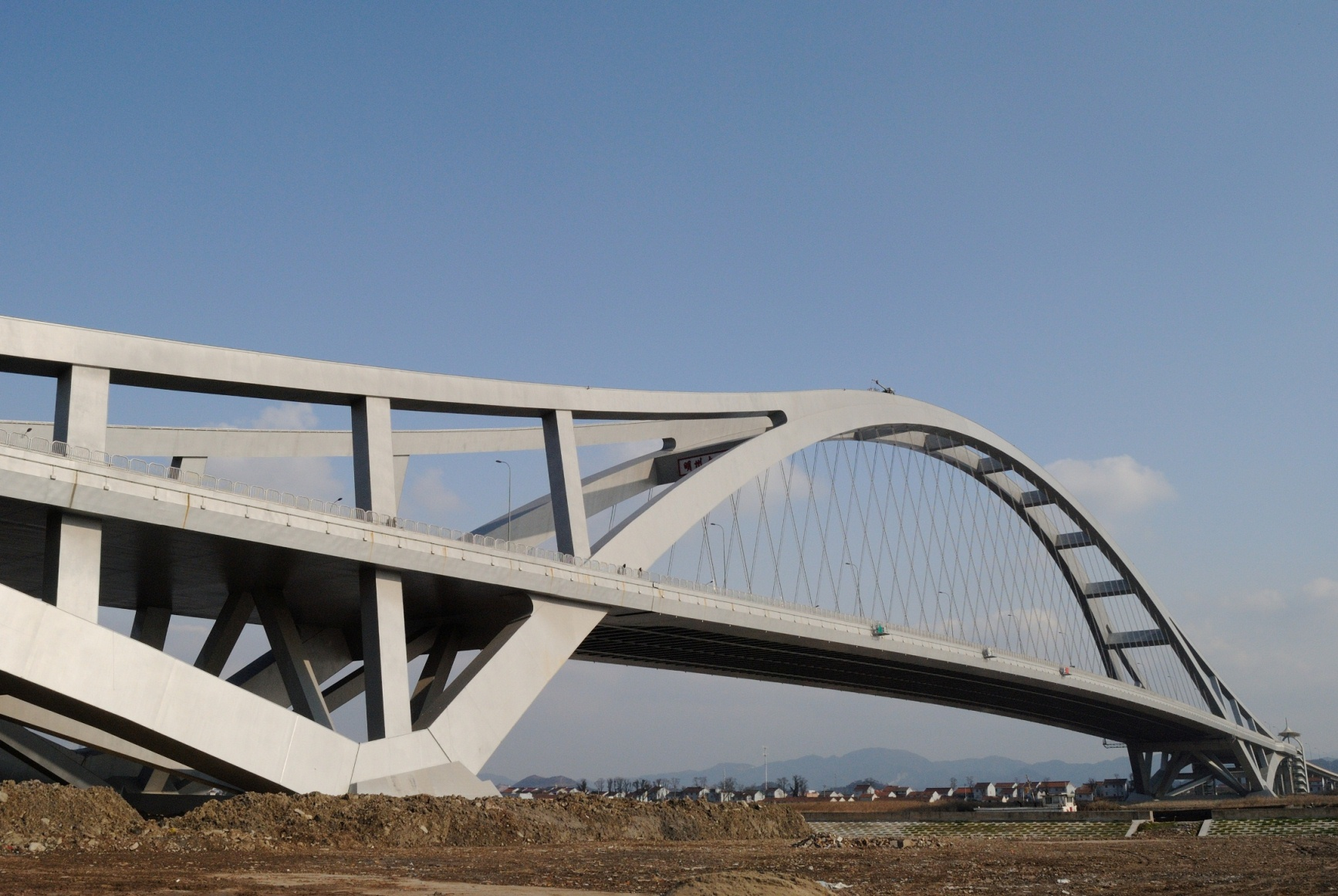
Mingzhou-Brücke
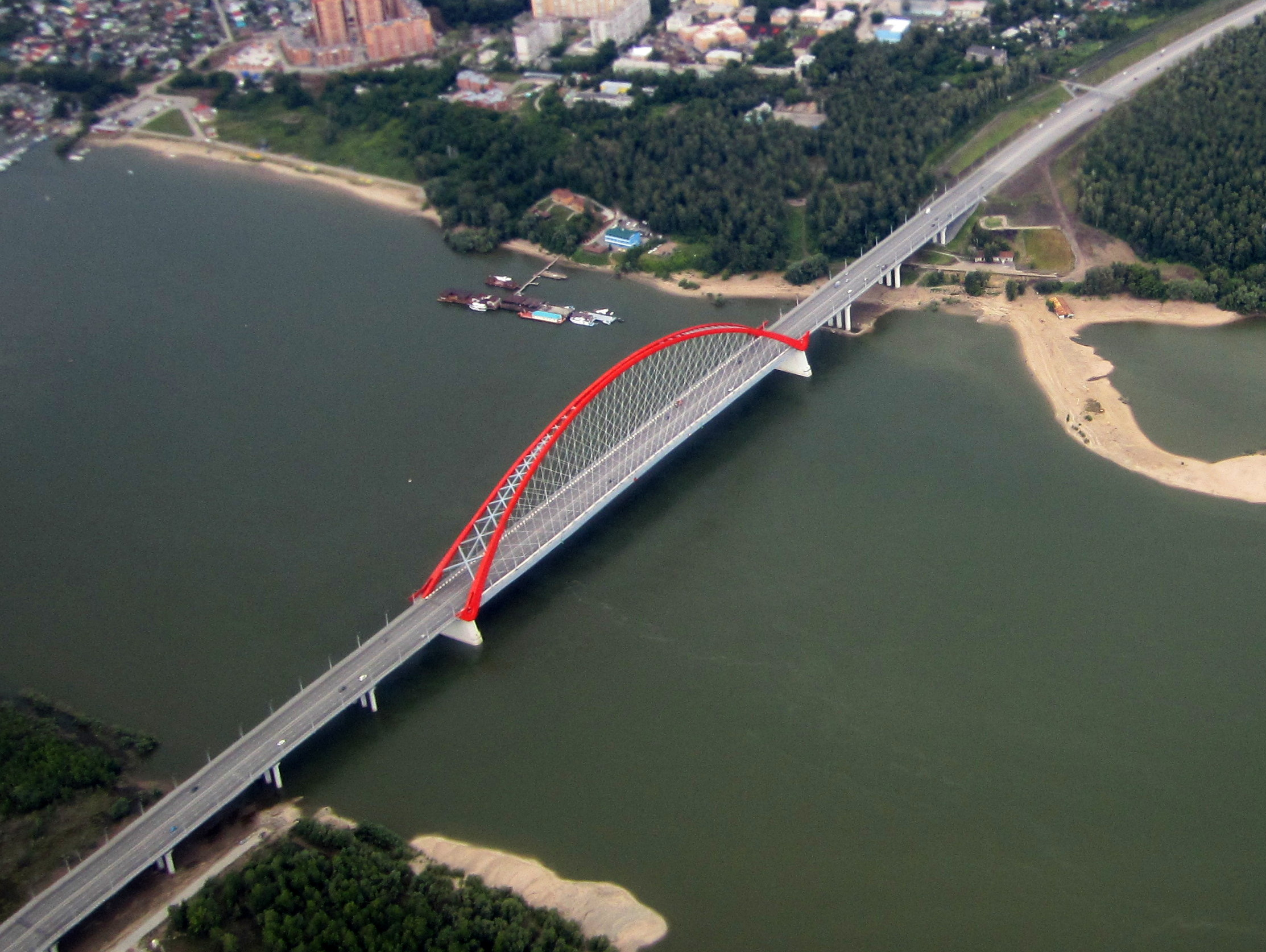
Bugrinski-Brücke

### Steinbogenbrücken

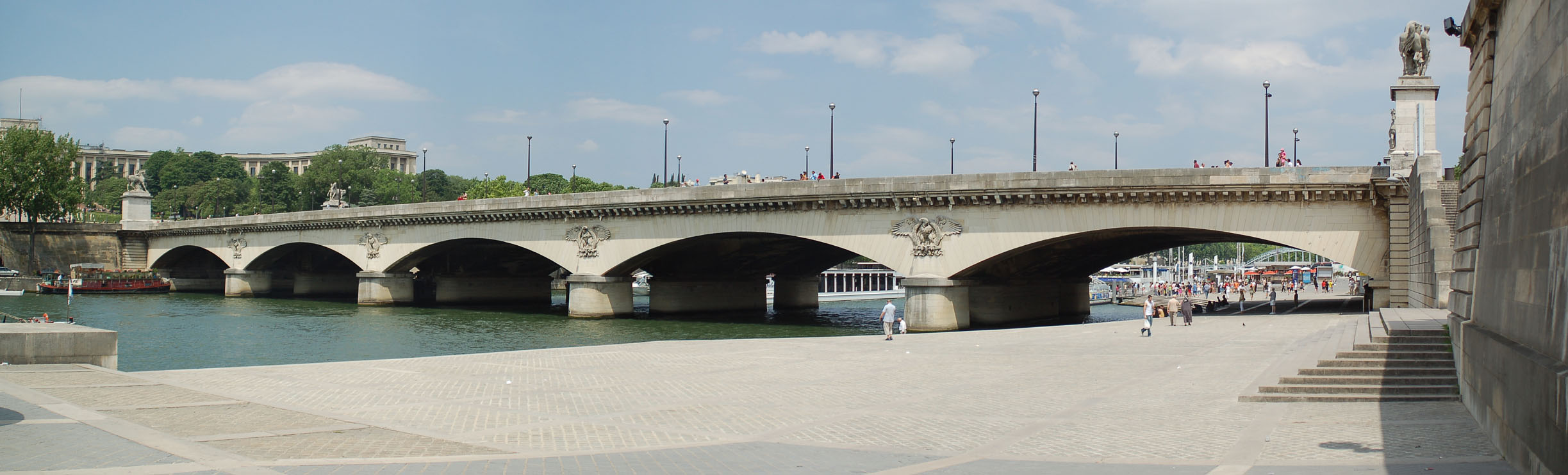
Pont d’Iéna

Der Bau von Steinbogenbrücken über Flüsse blieb von der Industrialisierung zunächst weitgehend unbeeinflusst. Flussbrücken hatten mehr oder weniger flache Bögen, wobei die Spannweiten sehr vorsichtig ausgedehnt wurden. Als Beispiele der immer zahlreicher werdenden Brückenbauten mögen die Hohebacher Jagstbrücke (1810) genannt werden oder der Pont d’Iéna (1814) in Paris, die Stadtbrücke Pirna (1875) über die Elbe oder die Anna-Ebert-Brücke (1882) in Magdeburg. Die Grosvenor Bridge (1833) in Chester mit 61 m Spannweite überschritt zum ersten Mal deutlich die seit dem Mittelalter üblichen, unter 50 m bleibenden Spannweiten. Diese Grosvenor Bridge in Chester nahm sich Alfred L. Rives zum Vorbild, der erste Amerikaner, der die École nationale des ponts et chaussées absolviert hatte, als er die von 1857 bis 1864 gebaute Union Arch Bridge bei Washington, D.C. mit einer neuen Rekordspannweite von 67 m plante. Er führte damit zwar Berechnungs- und Baumethoden aus Frankreich und England in die USA ein, da sich aber die Zeit der großen Steinbrücken dort dem Ende näherte, blieb dies ohne weitreichende Bedeutung. Beide Brücken waren, wenn nicht die ersten, so doch unter den ersten, bei denen der Raum über den Hüften großer Bögen nicht massiv mit Material verfüllt war, sondern aus Bogenkonstruktionen bestanden, um das auf dem Hauptbogen lastende Gewicht zu reduzieren.

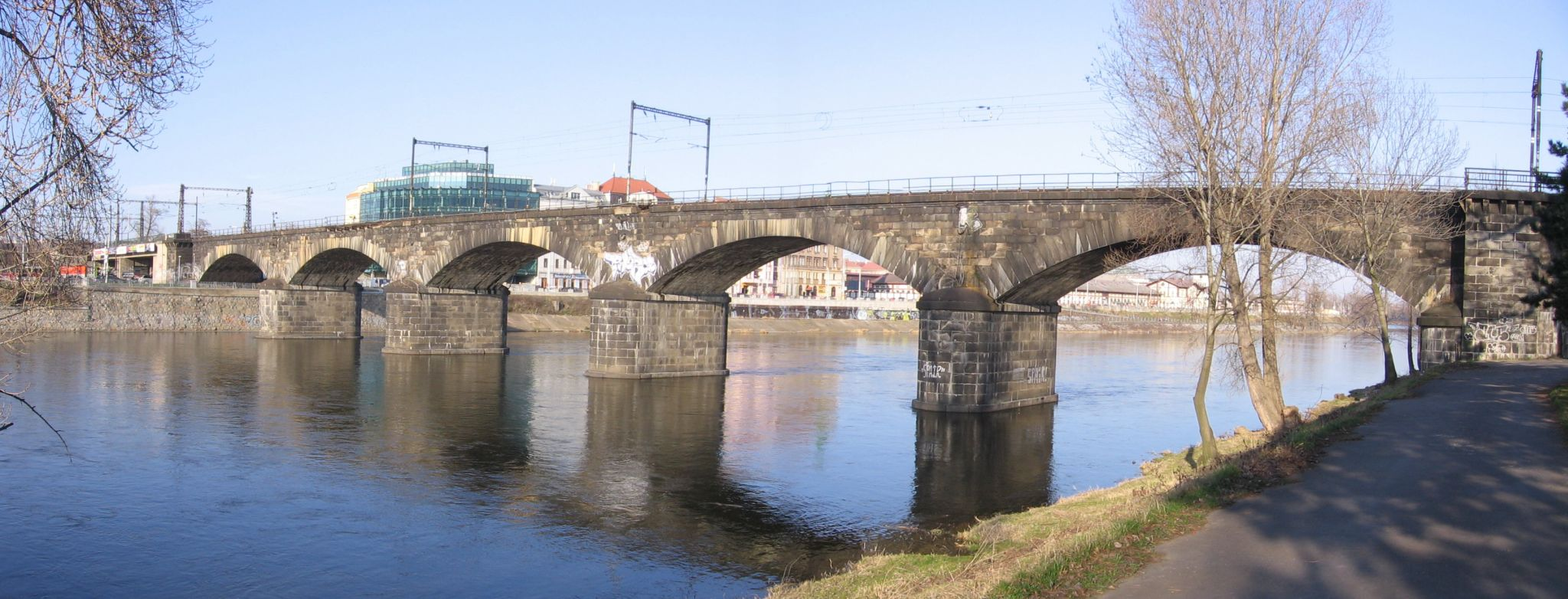
Negrelli-Viadukt, Prag

Die sich rasch ausdehnenden Eisenbahnnetze benötigten Brücken, die das hohe Gewicht der Züge und deren Brems- und Anfahrlasten aushalten, sowie möglichst steif und schwingungsfrei sein mussten, so dass zahlreiche konservativ angelegte, besonders massive Steinbogenbrücken gebaut wurden. Besondere Beachtung fand dabei Alois Negrelli mit dem Negrelliho viadukt, einer Eisenbahnbrücke in Prag mit 85 flachen, bis zu 25 m weiten Segmentbögen über eine Länge von 1111 m, der damals längsten Eisenbahnbrücke Europas. Eisenbahnen benötigen außerdem Strecken mit großen Bogenradien und geringen Steigungen, die oft nicht dem örtlichen Gelände angepasst werden können, so dass hohe und lange Brücken über ganze Täler notwendig wurden, die trotzdem den Lasten des Eisenbahnverkehrs standhielten. Man baute deshalb in Europa mit wenigen Ausnahmen fast überall aus Steinen gemauerte Viadukte mit hohen Pfeilern und langen Folgen traditioneller Rundbögen, wobei man sich meist mit Spannweiten um die zehn Meter begnügte.

Göltzschtalbrücke

Aus der kaum überschaubaren Anzahl von Viadukten seien hier nur wenige Beispiele genannt wie das Burtscheider Viadukt (1840), das Starrucca Viaduct (1848) in den USA, das Bietigheimer Eisenbahnviadukt (1853), das Viadukt von Chaumont (1857) und schließlich die Elstertalbrücke (1851) als zweitgrößte sowie die Göltzschtalbrücke (1851) als größte Ziegelsteinbrücke der Welt.
Die größer werdenden Bogenbrücken erforderten auch größere Lehrgerüste, die damit zu eigenen, komplexen Konstruktionen und zu einem erheblichen Kostenfaktor wurden. Paul Séjourné begann mit seinem Viaduc de Lavaur (1884) und dem seiner Frau gewidmeten Pont Antoinette (ebenfalls 1884) dieser Entwicklung entgegenzuwirken, indem er die schon den Römern bekannten, aber in Vergessenheit geratenen doppellagigen Bögen einführte, bei denen zunächst nur die erste, vergleichsweise leichte Lage auf dem Lehrgerüst gemauert wurde. Dieser Bogen bildete anschließend das Lehrgerüst für die nächste Lage und den weiteren Bau der Brücke. Außerdem verfüllte er nicht mehr den Raum über den Hüften der Bögen zu einer massiven Brücke, sondern stellte Sparbögen auf den Hauptbogen, eine Reihe kleinerer, offener Bögen, die die Brückentafel tragen und das auf dem Hauptbogen lastende Gewicht reduzieren.
Bei der von 1899 bis 1903 in Luxemburg gebauten Adolphe-Brücke mit der Rekordspannweite von 84 m löste er den Hauptbogen auf in zwei schmale, parallel nebeneinander stehende Bögen, auf denen die aufgeständerten kleineren Bogenreihen die aus Stahlbeton bestehende Brückentafel trugen. Damit konnte das schmale Lehrgerüst für den einen Bogen anschließend auch für den anderen verwendet werden. Schließlich gelangen ihm erhebliche Materialeinsparungen, indem er die Lehrgerüste nicht auf dem Boden, sondern seitlich auf den Pfeilern abstützte und sie mit Draht verspannte. Séjouné wiederholte diese Konzeption wenige Jahre darauf bei dem Pont des Catalans (1907) in Toulouse und bei dem Pont Sidi Rached (1912) in Constantine, Algerien.
Séjourné schuf damit einen Typus des Brückenbogens, der sich schnell verbreitete, bald auch im Bereich der Betonbrücken verwendet wurde und heute zu den Standardformen der Betonbogenbrücken gehört.
In Deutschland waren das Gutachtal-Viadukt (1900) im Schwarzwald und die Max-Joseph-Brücke (1902) in München, beide mit Spannweiten von 64 m, unter den ersten Steinbogenbrücken, die diesen Typus ohne irgendwelche Verzierungen zeigten.
Wegen der sich rasch verbreitenden Betonbrücken näherte sich das Zeitalter der Steinbogenbrücken langsam seinem Ende. Die Friedensbrücke (1905) in Plauen (auch Syratalviadukt) hatte mit 90 m die größte Spannweite aller Steinbrücken, allerdings stellte das Bruchstein-Zementmörtel-Mauerwerk schon den Übergang zu einem Betonbogen dar.
Mit der Rockville Bridge (1902) in Pennsylvania, einer mit Stampfbeton aufgefüllten Steinbogenbrücke, wandte sich die Pennsylvania Railroad auf der Suche nach einer dauerhaften Brücke mit geringen Unterhaltskosten wieder von eisernen Brücken ab. Der mit einer Länge von 1164 m immer noch längsten Steinbogenbrücke der Welt folgten zahlreiche kürzere Brücken vergleichbarer Bauart. Aus ähnlichen Motiven baute die Rhätische Bahn in den ersten drei Jahrzehnten des zwanzigsten Jahrhunderts noch eine Reihe von steinernen Viadukten für Eisenbahnstrecken im Gebirge, wie zum Beispiel das Soliser Viadukt, das Landwasserviadukt, das Wiesener Viadukt. Das k.k. Eisenbahnministerium ließ im Zuge der Wocheiner Bahn nach Triest die Salcanobrücke (1906) mit einer 85 m weiten Öffnung über den Isonzo bauen, die immer noch größte Eisenbahn-Steinbogenbrücke. Mit der zweiten Ravennabrücke (1927) der Höllentalbahn im Schwarzwald und der 1938 begonnenen gewaltigen Elstertal-Autobahnbrücke hatte das Zeitalter sein vorläufiges Ende erreicht.
1960 begann jedoch China mit dem Bau größerer Steinbogenbrücken mit Brückentafeln aus Beton, die mit der 2000 fertiggestellten und 146 m überspannenden Danhe-Brücke in Shanxi wohl ihren Abschluss fanden.

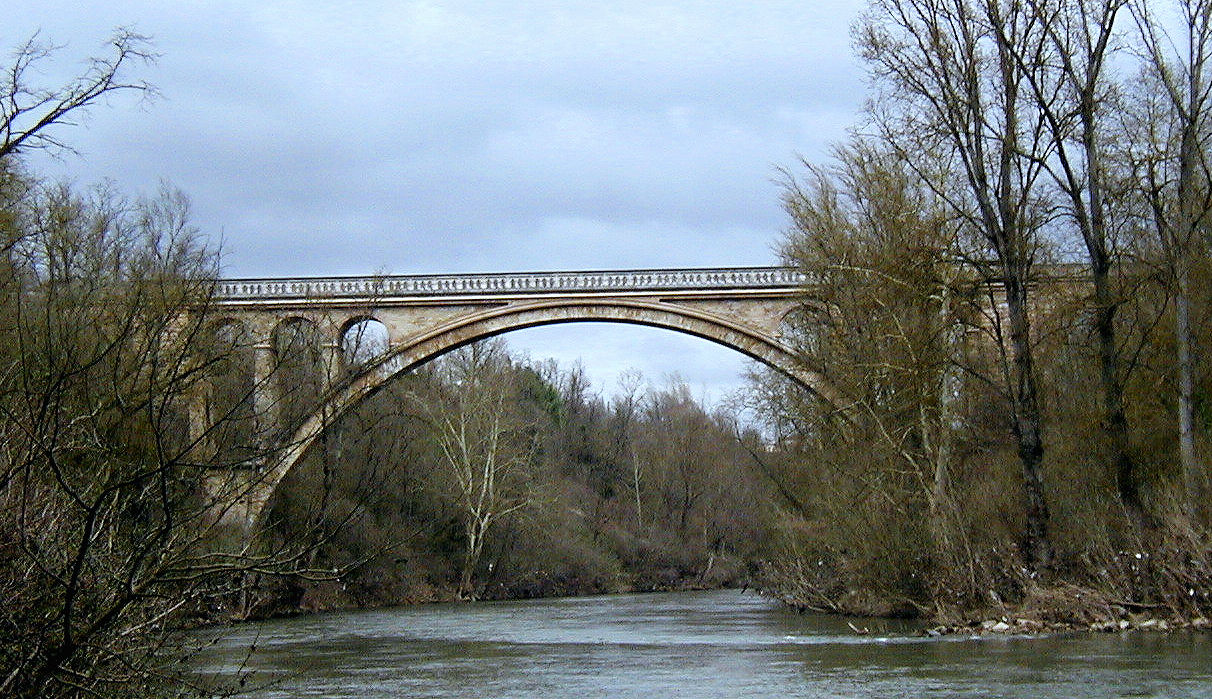
Viaduc de Lavaur
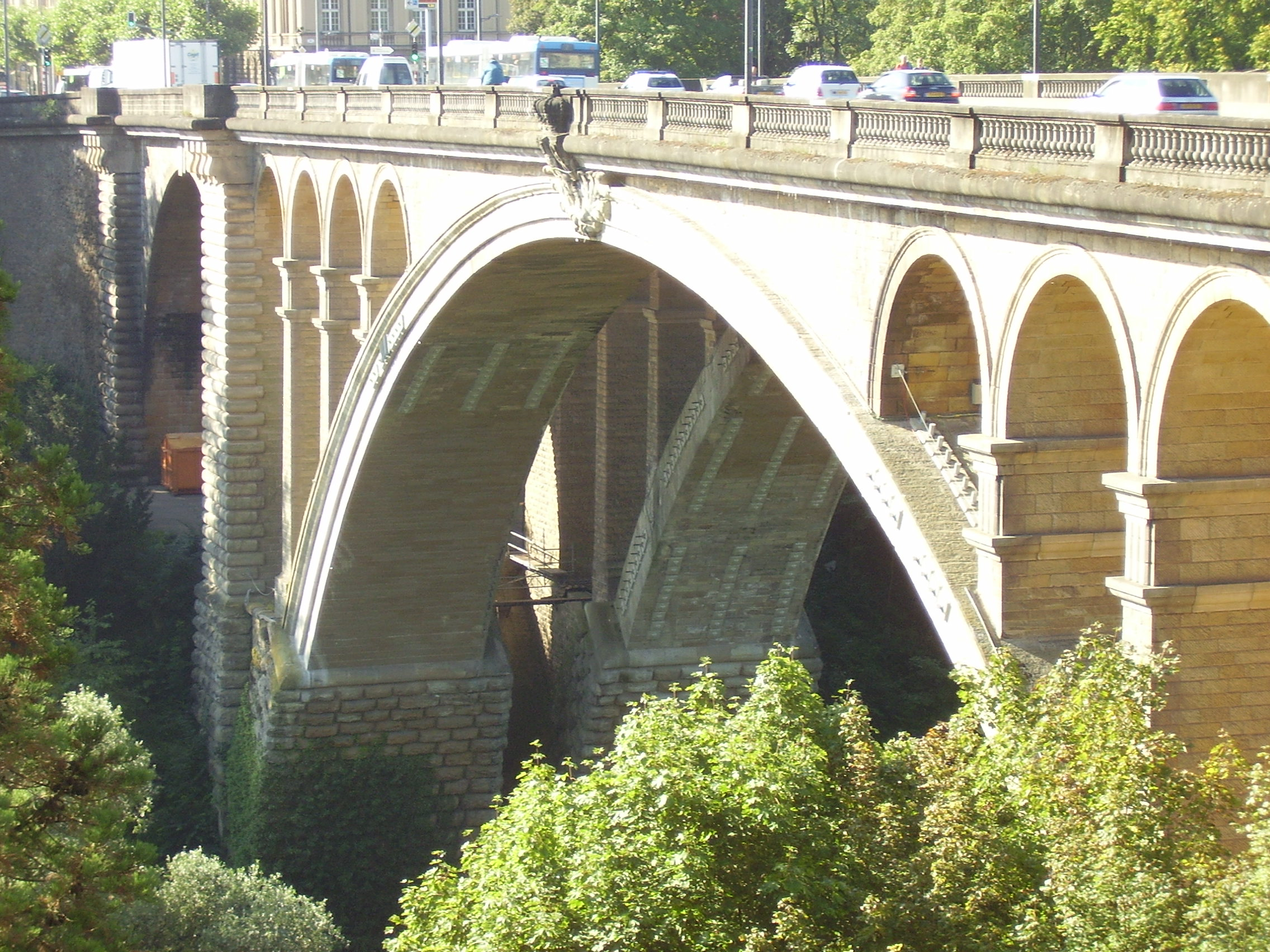
Pont Adolphe, Luxemburg
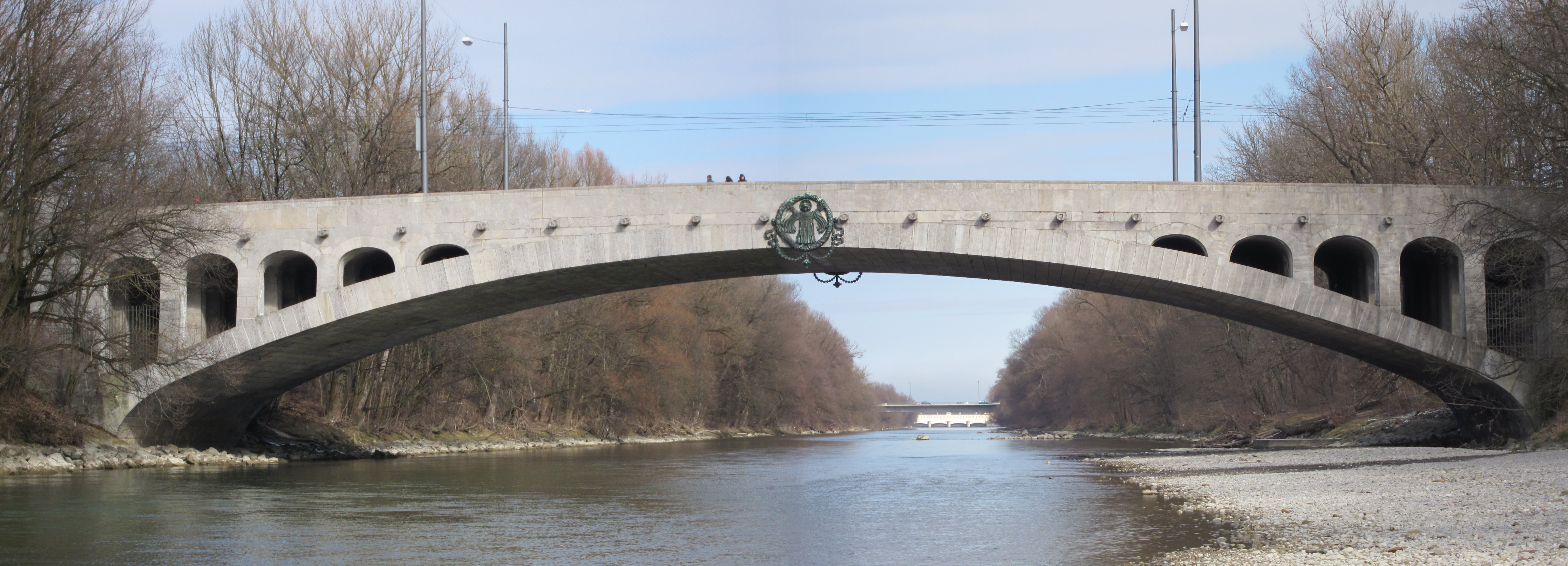
Max-Joseph-Brücke, München
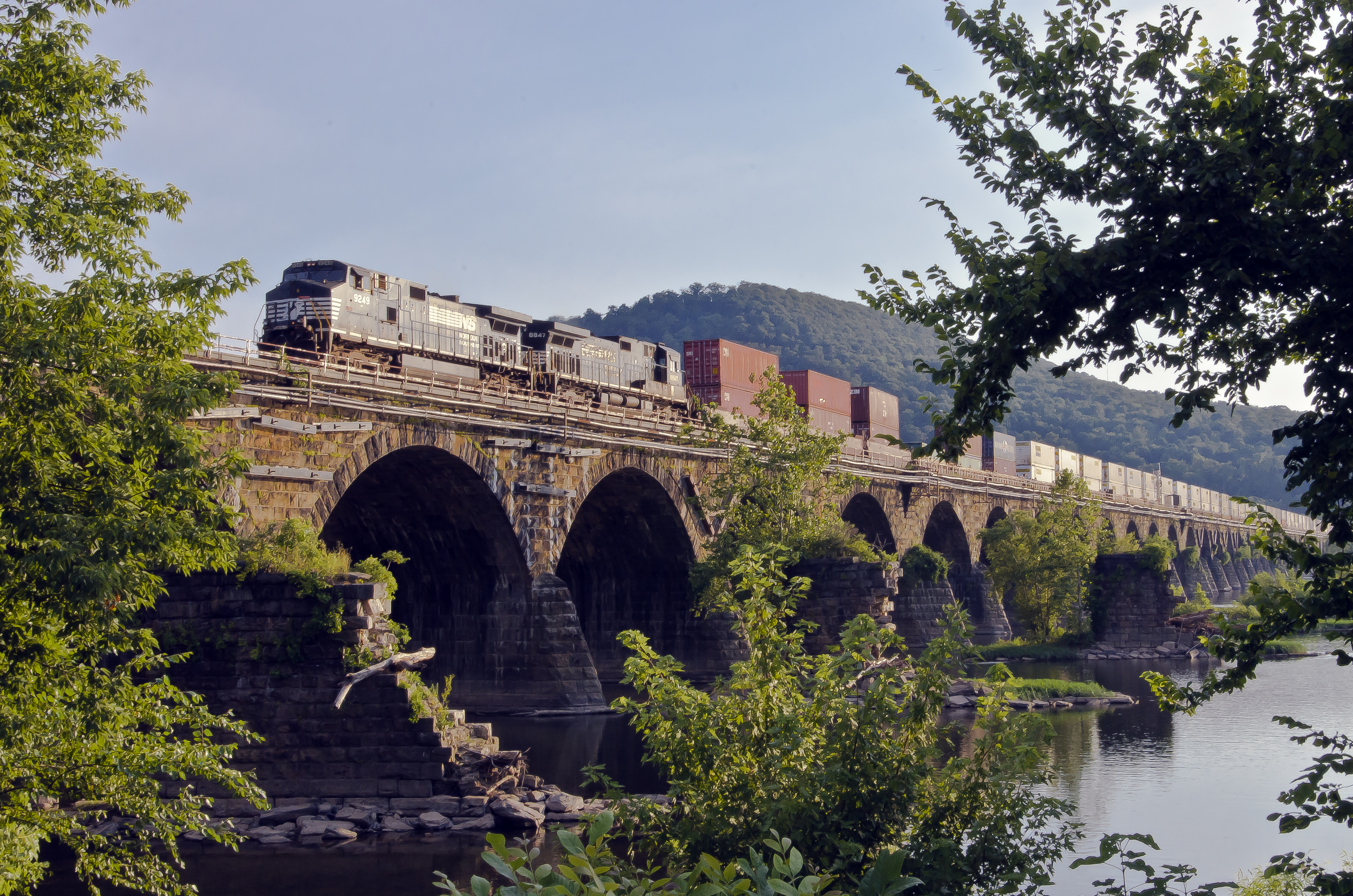
Rockville Bridge über den Susquehanna River
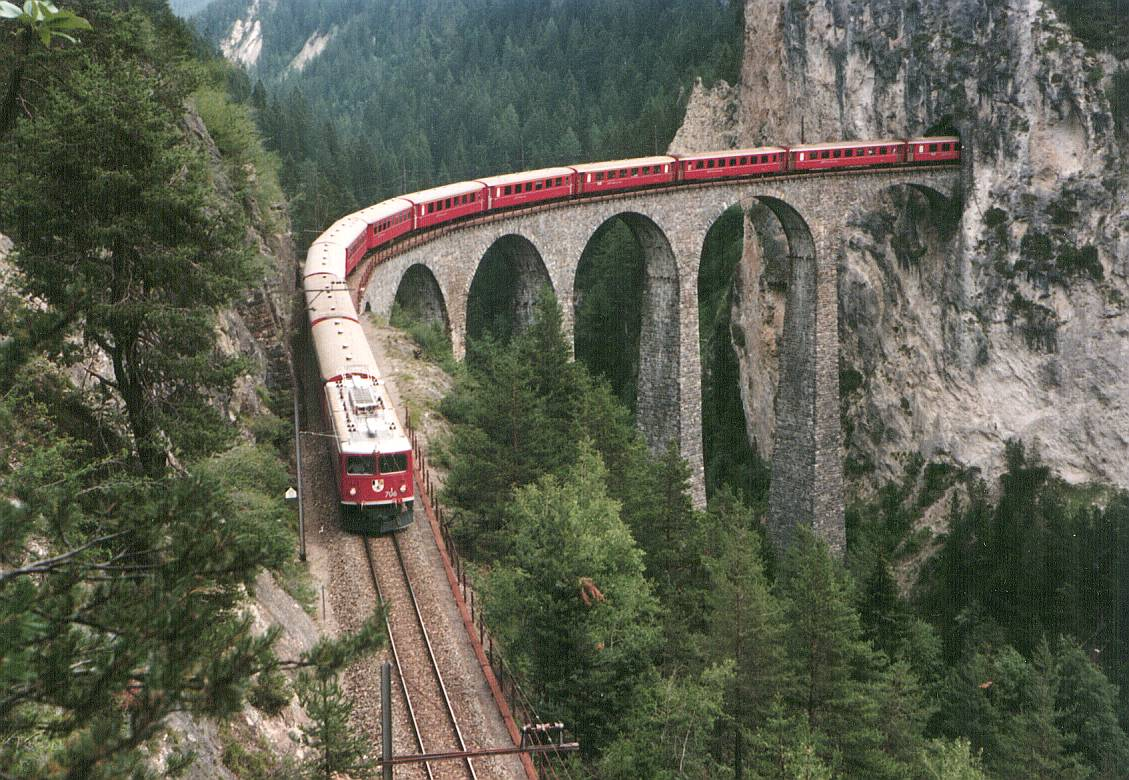
Landwasserviadukt

### Betonbrücken
Die Anfänge von Betonbrücken können bis zu Louis-Joseph Vicat zurückverfolgt werden, der den künstlichen hydraulischen Kalk erfand, ohne je ein Patent dafür zu beantragen, und ihn beim Bau der Pfeiler der 1812–1824 errichteten Dordognebrücke von Souillac einsetzten durfte. 1824 erhielt Joseph Aspdin ein Patent für künstlichen Romanzement, den er zwar Portlandzement nannte, der aber erst nach der Entdeckung der Bedeutung des Sinterns 1840/1844 durch Vicat und Isaac Charles Johnson und mit dessen verbessertem Verfahren zu einem Portlandzement im heutigen Sinn wurde.

#### Brücken aus unbewehrtem Beton

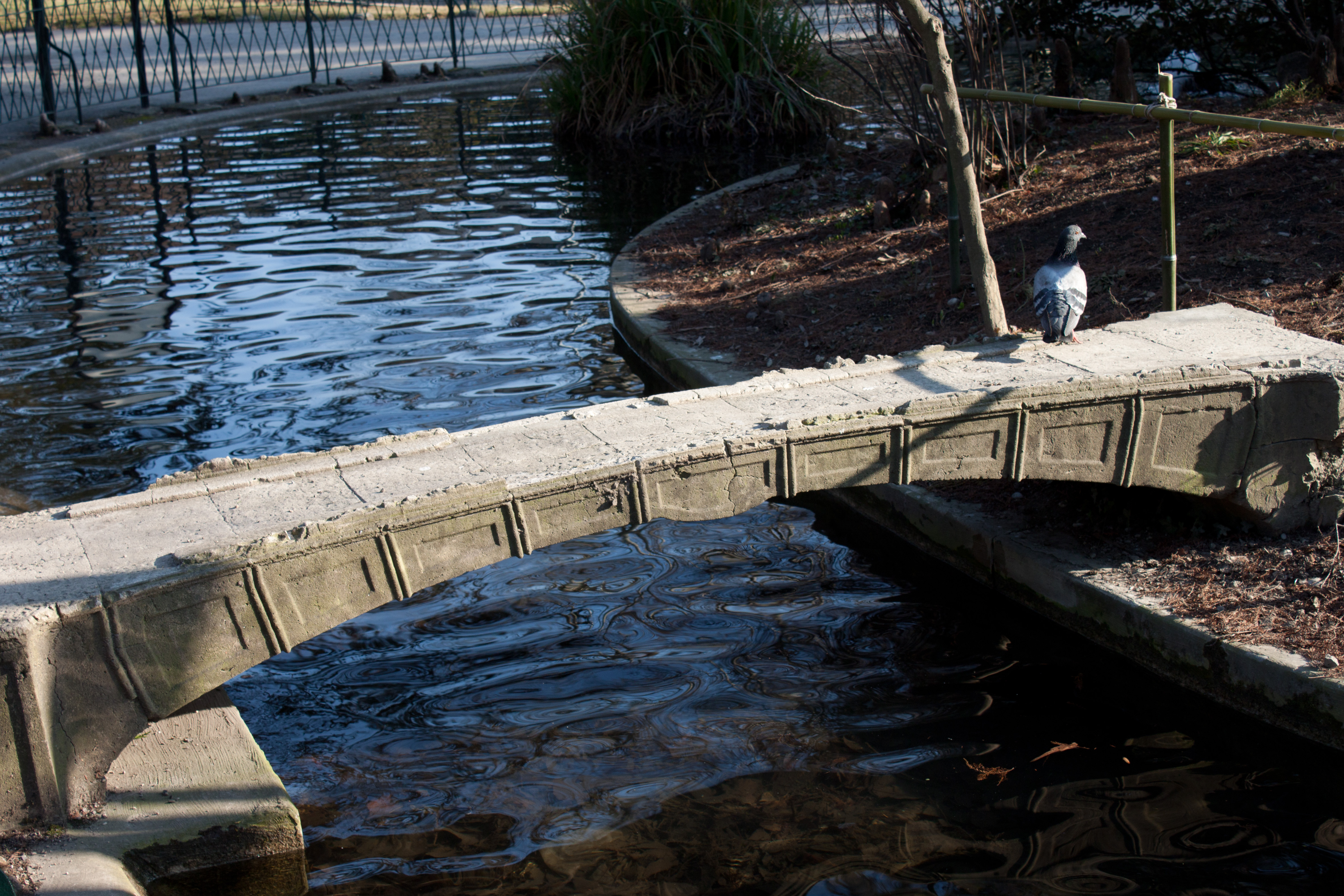
Betonsteg von Louis-Joseph und Joseph Vicat

Trotz Vicats Veröffentlichungen und der ihm erwiesenen Ehrungen fand der neue Baustoff aber so gut wie kein Interesse bei den etablierten Praktikern des Corps des ingénieurs des ponts et chaussées (dem Vicat bis zu seinem Ruhestand 1852 selbst angehört hatte). Dies galt auch für den von François Martin Lebrun und François Coignet entwickelten Stampfbeton. Die drei kleinen Brücken, die der Architekt Lebrun zwischen 1835 und 1841 für das Département Tarn-et-Garonne im Süden Frankreichs baute, waren die ersten Betonbrücken der Welt und sind von der Fachwelt positiv beurteilt, aber auch bald darauf wieder vergessen worden. Der 1855 von Louis-Joseph Vicat und seinem Sohn Joseph Vicat im Jardin des Plantes in Grenoble gebaute kleine Steg, der häufig als die erste Betonbrücke angesehen wird, wurde ebenfalls kaum beachtet.

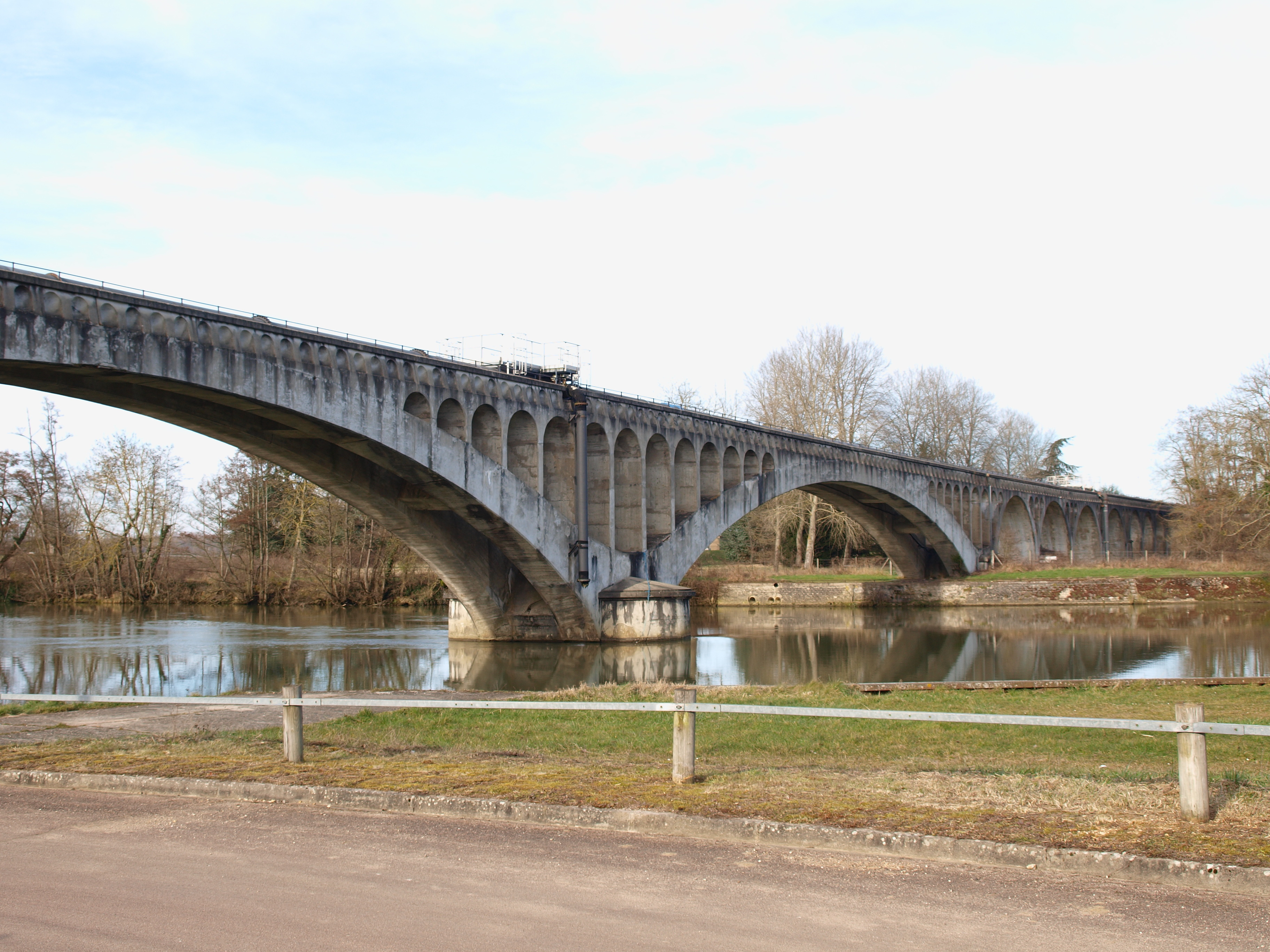
Aquäduktbrücken über die Yonne

Die weltweit ersten großen Brückenbauwerke aus Beton waren die Aquäduktbrücken über die Yonne und über den Loing, die Eugène Belgrand zwischen 1866 und 1874 im Zuge des von ihm angelegten Aqueduc de la Vanne zur Wasserversorgung von Paris errichten ließ. Diese Brücken sind umso beachtlicher, als der neue Werkstoff Stampfbeton ohne kleinere Vorläufer sofort im großen Stil eingesetzt wurde. Dabei muss man berücksichtigen, dass Eugène Belgrand zwar Absolvent der École nationale des ponts et chaussées war, unter Georges-Eugène Haussmann aber weitreichende Befugnisse hatte und nicht an die Regularien des offiziellen Brückenbaus gebunden war.
Aber auch diese Brücken fanden keine unmittelbaren Nachfolger. Erst 1880 begann man in Schottland Eisenbahnviadukte aus Stampfbeton zu bauen, so das Falls of Cruachan Railway Viaduct (1880), die erste Stampfbeton-Eisenbahnbrücke in Großbritannien, das Dochart Viaduct, das Killin Rail Viaduct (1886) und das Glenfinnan-Viadukt (1898).
Der Durchbruch kam wohl, als Karl von Leibbrand 1893 mit der Munderkinger Donaubrücke und 1895 mit der Donaubrücke Inzigkofen erstmals massive Betonbogenbrücken aus Stampfbeton mit einem Dreigelenkbogen baute, eine Bauweise, die in den darauffolgenden Jahren mehrfach angewandt wurde, so zum Beispiel bei der 1896 in Genf eröffneten Pont de la Coulouvrenière, der von Robert Maillart entworfenen Stauffacherbrücke (1899) in Zürich, der Reichenbachbrücke (1903) und der Wittelsbacherbrücke (1904) in München, den Oberen Illerbrücken (1906) in Kempten und der Augustusbrücke (1910) in Dresden.

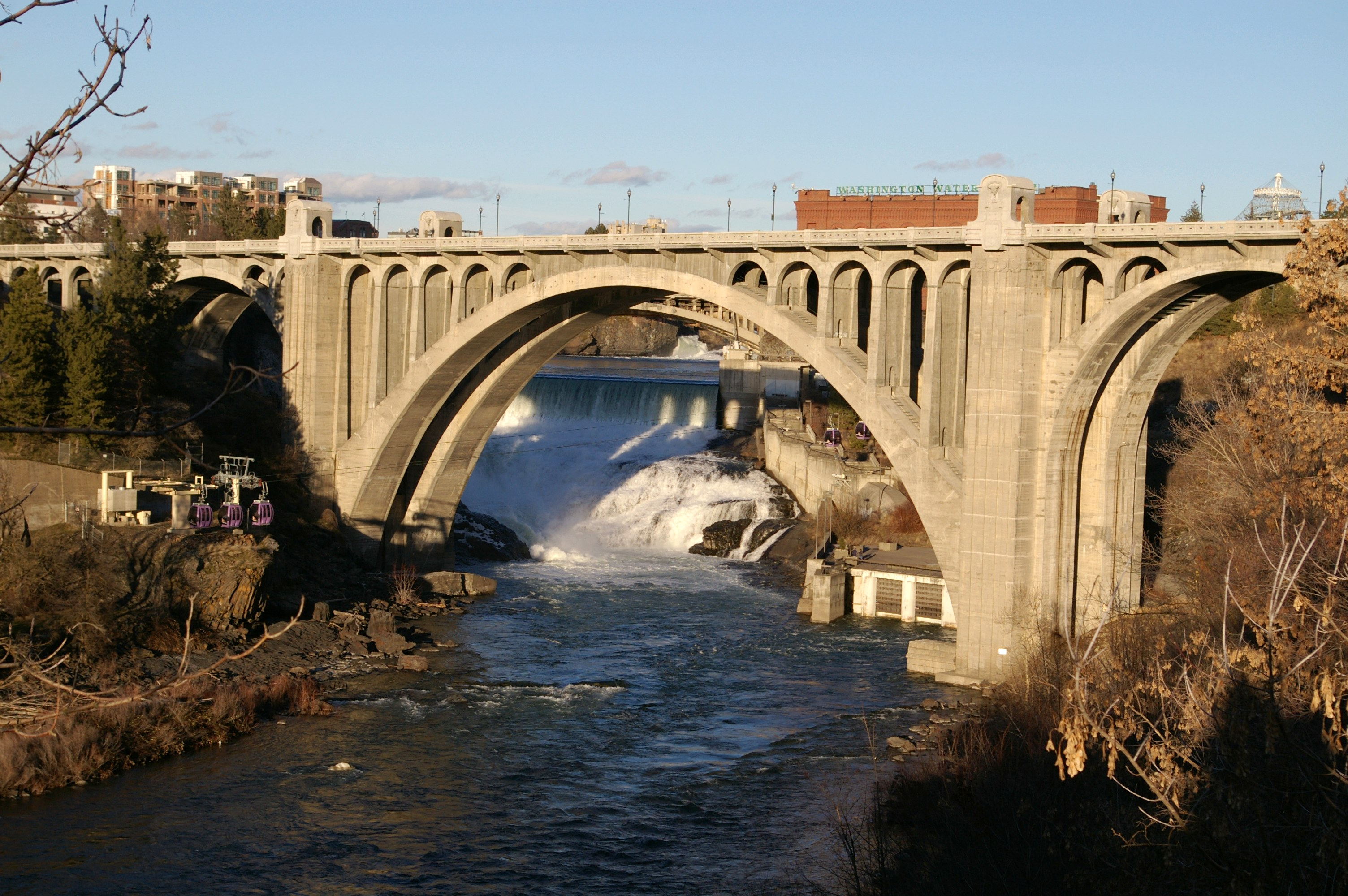
Monroe Street Bridge, Spokane

Zu nennen sind außerdem die drei gelenklosen Stampfbetonbrücken jener Jahre: die Walnut Lane Bridge (1908) in Philadelphia, Pennsylvania, USA mit einer Spannweite von 71 m, die Detroit Avenue Bridge (1910) über den Rocky River im Cuyahoga County, Ohio mit einer Spannweite von 85,4 m und die Monroe Street Bridge (1911) in Spokane, Washington mit einer Spannweite von 85,6 m. Die von Eugène Freyssinet entworfene Pont de la Libération (1919) in Villeneuve-sur-Lot hatte damals mit 96 m die größte Spannweite aller Brücken aus Stein oder unbewehrtem Beton. Die 137,5 m überspannende Bogen der Pont Caquot (1928) neben der alten Hängebrücke Pont de la Caille dürfte der letzte große Bogen aus unbewehrtem Beton gewesen sein.

#### Brücken aus bewehrtem Beton

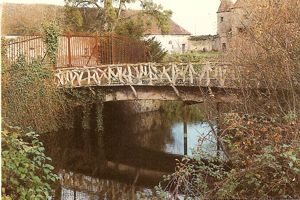
Brücke am Schloss Chazelet, 1875 von Joseph Monier gebaut

Coignet, Joseph-Louis Lambot und Thaddeus Hyatt hatten Eisenbeton im Hochbau verwendet, ohne allerdings das Interesse der Brückenbauer zu wecken. Der gelernte Gärtner und Unternehmer Joseph Monier, der seine aus dem damaligen Zement gefertigten Pflanzkästen für Orangenbäume mit einer Einlage aus Drahtgewebe verstärkt hatte, entwickelte die Idee weiter zum Bau von Wassertanks, kleineren Brücken und Betonträgern, vorwiegend aber im Garten- und Landschaftsbau, wofür er eine Reihe von Patenten erhielt. Im Rahmen anderer Arbeiten erhielt Joseph Monier 1875 auch den Auftrag zum Bau einer 13,80 m langen und 4,25 m breiten Brücke über den Schlossgraben von Chazelet bei Saint-Benoît-du-Sault, Département Indre, der ersten Eisenbetonbrücke der Welt, die aber den Eindruck erweckte, aus Holz gebaut zu sein. 1878 erhielt Monier ein weiteres Patent für Betonschwellen und -balken mit Eisenbewehrung, in dem erstmals die klare Aussage enthalten war, dass der Zement das Eisen vor Rost schützt. Dieses Patent gilt als das grundlegende Patent des Eisenbetonbaus.
Da Joseph Monier aber weder Ingenieur noch Mitglied des Corps des ingénieurs des ponts et chaussées war, konnte er in Frankreich keine Brücken bauen. Das Desinteresse der staatlichen Bauverwaltung hielt an, auch als Monier Patente in Österreich und Deutschland beantragte. 1884 erhielt Monier den Besuch von Conrad Freytag, der Lizenzrechte für Deutschland erwarb. Kurz darauf wurden die Rechte an Gustav Adolf Wayss übertragen, einen Unternehmer aus Frankfurt am Main, der sein Unternehmen zur besseren Vermarktung nach Berlin verlegte. Dort gründete Wayss in den folgenden Jahren zusammen mit dem Berliner Regierungsbaumeister Mathias Koenen die Actien-Gesellschaft für Monierbauten vormals G. A. Wayss & Co., die spätere Beton- und Monierbau A-G. Zusammen mit Freytag gründete er die Wayss & Freytag.

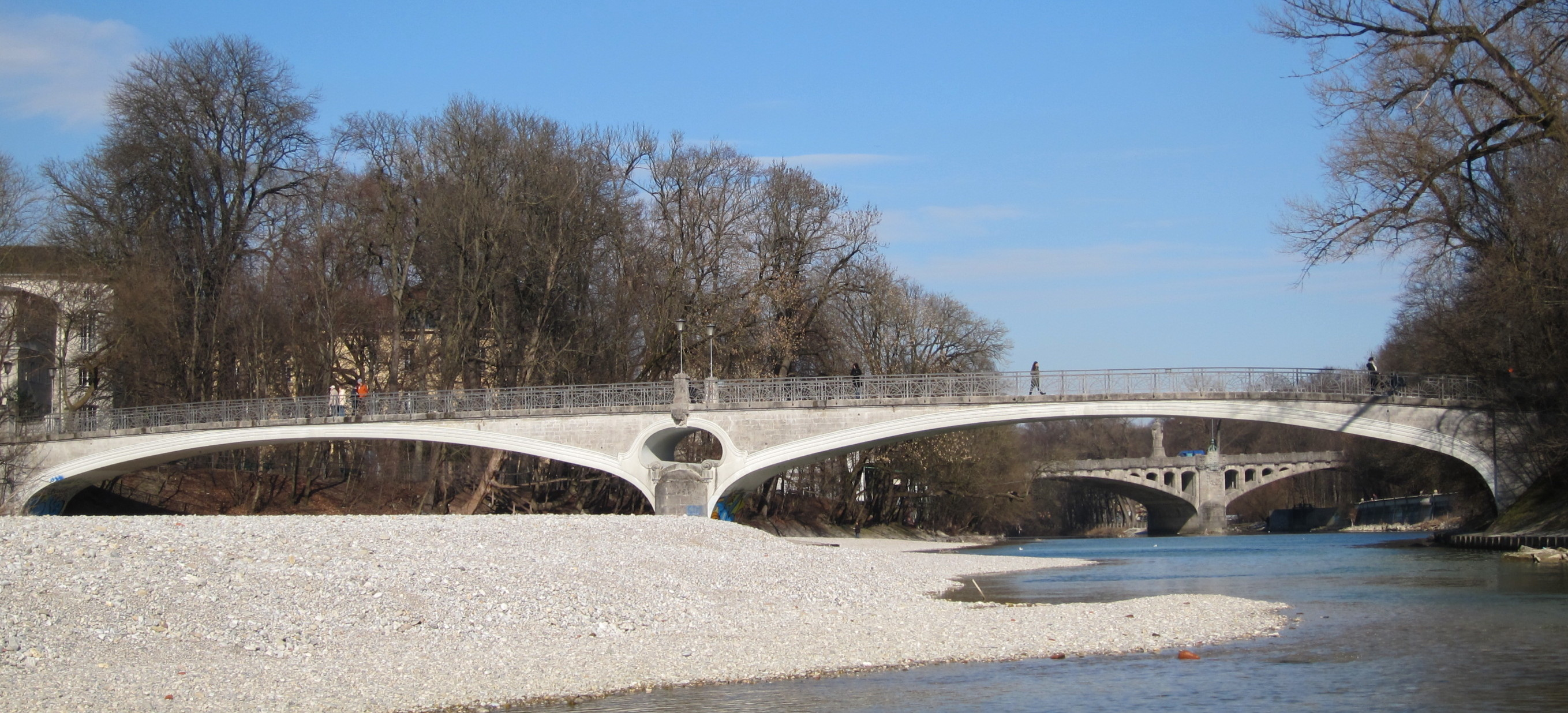
Kabelsteg in München

Während Monier seine Bauten allein auf empirischer Grundlage erstellt hatte, begannen Wayss und Koenen mit Versuchen an zwei 4,5 m langen Bögen mit einer Pfeilhöhe von 45 cm. Koenen war wohl der Erste, der erkannte, dass Stahl und Beton praktisch gleiche Ausdehnungskoeffizienten haben; er verfasste eine erste theoretische Studie Druck und Zug in Eisenbeton. 1887 veröffentlichte Wayss die wohl auch auf Koenen zurückgehende Abhandlung Das System Monier (Eisengerippe mit Zementumhüllung) in seiner Anwendung auf das gesamte Bauwesen, das zur Grundlage der weiteren Entwicklung des Eisenbetons wurde. In den folgenden vier Jahren sollen in Deutschland und Österreich insgesamt 320 Eisenbetonbrücken gebaut worden sein. Dazu gehörten die Ludwig-Ferdinand-Brücke (1892) und die Gerner Brücke (1897) über den Nymphenburger Schlosskanal und der Kabelsteg (1898) über die Isar in München.

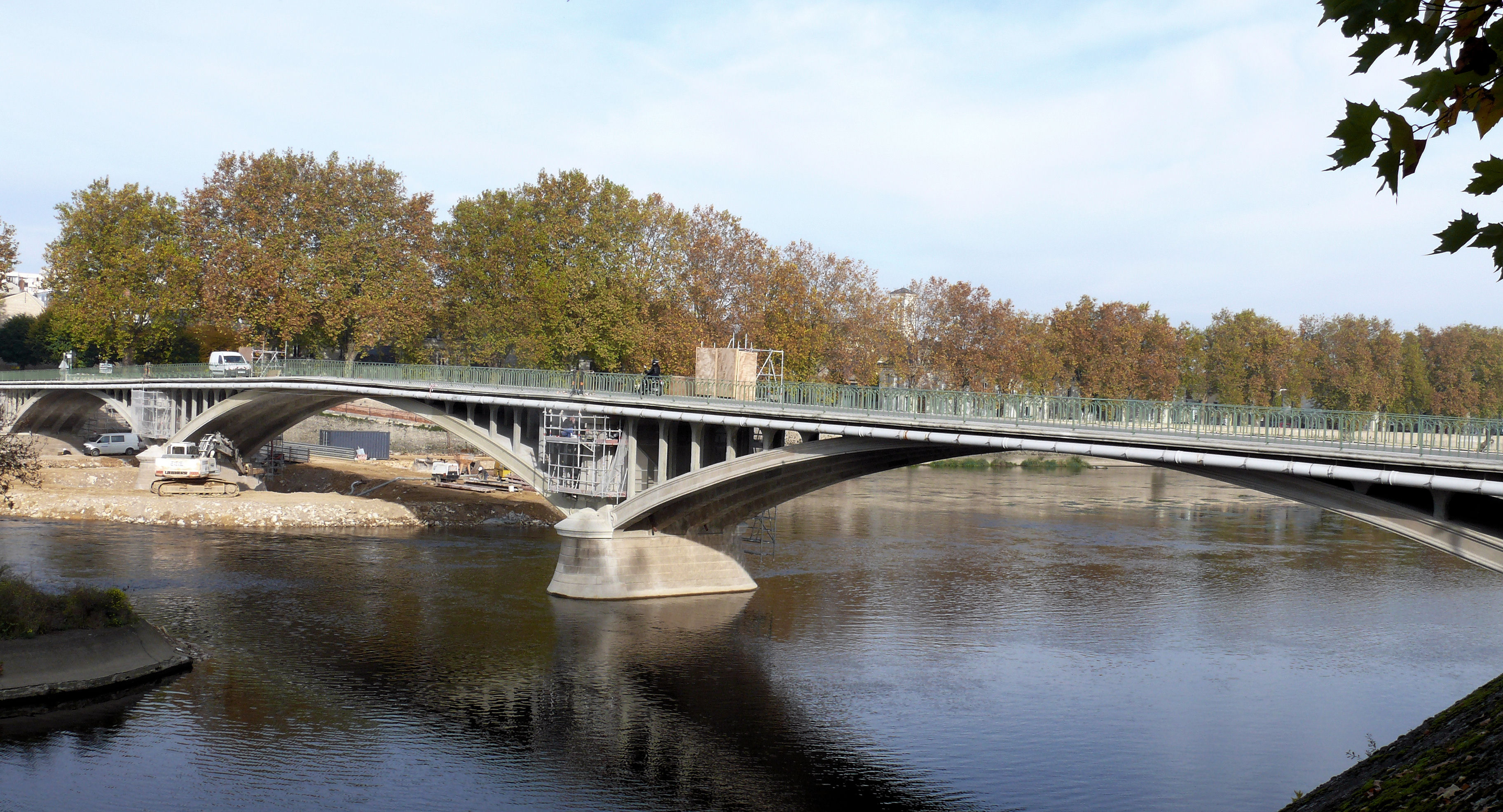
Pont Camille-de-Hogues

Währenddessen hatte François Hennebique mit seinem 1892 angemeldeten Patent versucht, die Erfindung des Eisenbetons für sich zu reklamieren, wurde 1903 aber zugunsten der Patente von Joseph Monier zurückgewiesen. Davon unabhängig errichtete er mit dem Pont Camille-de-Hogues in Châtellerault 1899 die erste große Eisenbetonbogenbrücke mit einer Spannweite des mittleren Bogens von 50 m.
In dieser Zeit führten später berühmt gewordene Brückeningenieure ihre ersten großen Bauten aus.
Der Österreicher Joseph Melan baute mehrere Brücken in seiner Melanbauweise, darunter 1898 die nicht mehr existierende Schwimmschulbrücke in Steyr und 1901 die Drachenbrücke in Ljubljana/Laibach. Die Georgsbrücke (1899) in Meiningen ist die älteste der nach seinem System in Deutschland gebauten und erhaltenen Brücken. In Lausanne wurde 1905 die nach seinem System erbaute Chauderon-Brücke eröffnet und 1906 in Italien die Ponte di Pinzano über den Tagliamento. Die Melanbauweise hat sich insbesondere in den USA und in Spanien verbreitet. Die Echelsbacher Brücke (1930) und die Ludwigsbrücke (1935) sind bekannte Beispiele der Melanbauweise in Deutschland. Der Viaducto Martín Gil (1942) in Spanien war die größte Betonbogenbrücke der Welt.

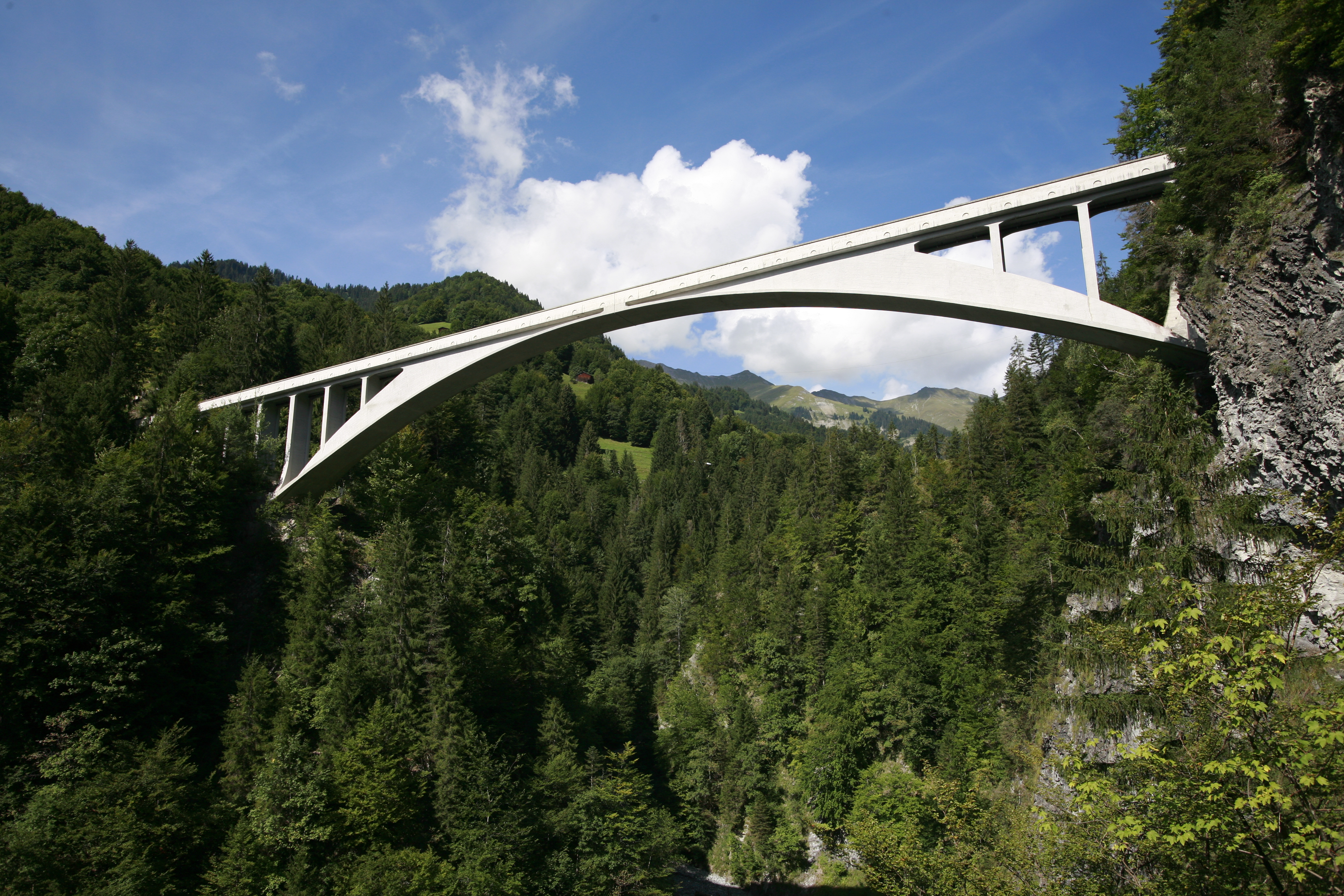
Salginatobelbrücke

Der Schweizer Robert Maillart entwarf 1901 sein erstes wegweisendes Werk, die Innbrücke in Zuoz. Seine später durch einen Murgang zerstörte Tavanasa-Brücke (1905) über den Vorderrhein war die erste einer großen Zahl von Stahlbeton-Bogenbrücken, die als Dreigelenk-Kastenträger mit offenen Wangen konstruiert waren und große Beachtung in der Fachwelt fanden. Die Salginatobelbrücke (1930) ist wohl sein bekanntestes Werk.
Der junge Emil Mörsch verfasste eine Abhandlung über die theoretischen Grundlagen des Eisenbetonbaus, die in sechs Auflagen zum Standardwerk wurde. Kurz darauf erstellte er den statisch-konstruktiven Entwurf der 1904 fertiggestellten Grünwalder Isarbrücke, die mit zwei Dreigelenkbögen mit 70 m Spannweite für einige Jahre den Weltrekord hielt, bis sie 1909 durch die Grafton Bridge in Auckland, Neuseeland, abgelöst wurde, deren Entwurf Mörsch zur Überprüfung vorgelegt wurde. Mit der Gmündertobelbrücke (1908) baute Mörsch einen eingespannten, elastischen Bogen ohne Gelenke, ein erstes Beispiel für die bis heute häufig erstellten integralen Betonbrücken.

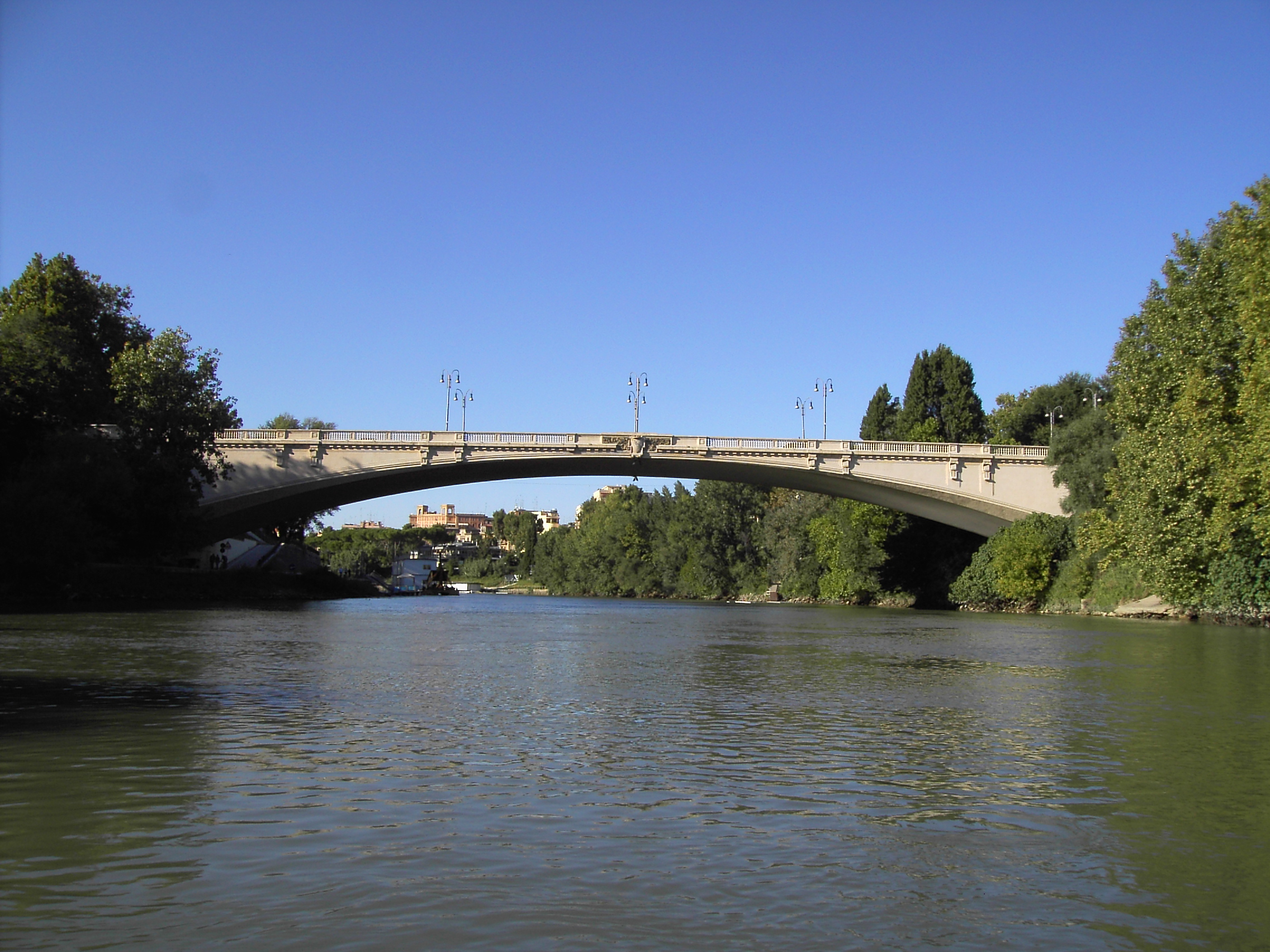
Ponte del Risorgimento

François Hennebique entwarf die Ponte del Risorgimento in Rom (gebaut 1909–1911), eine der ersten Eisenbetonbogenbrücke Italiens. Ihre längste Stützweite ist 100 m (damals Weltrekord); sie hat eine Pfeilhöhe von nur zehn Meter. Konstruktiv enthält sie Elemente einer Hohlkastenbrücke.

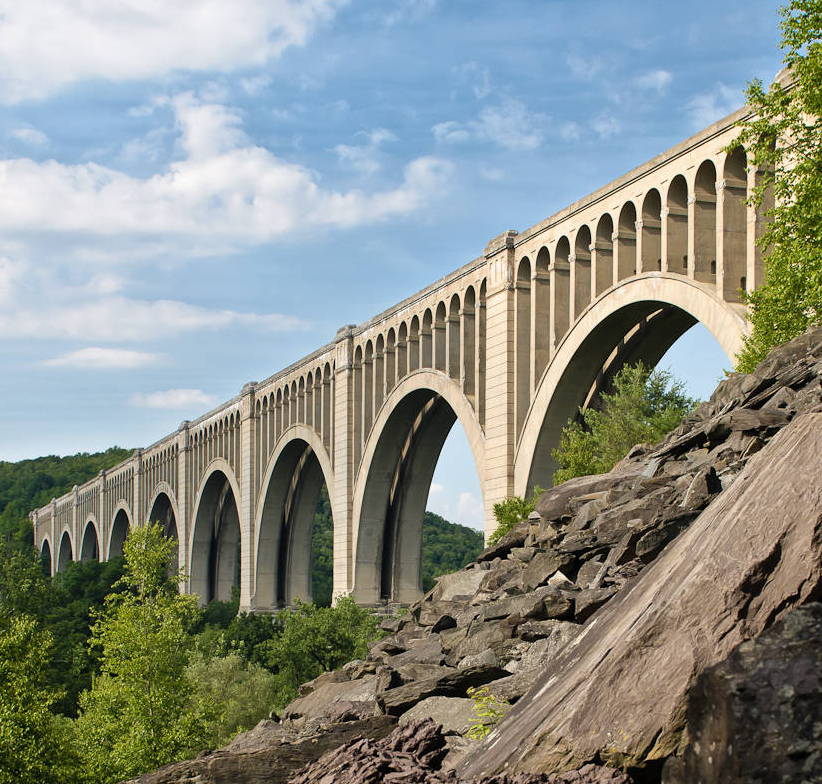
Tunkhannock Viaduct

In den USA war Ernest L. Ransome 1889 mit der kleinen Alvord Lake Bridge in San Francisco, der ersten Stahlbetonbrücke des Landes, noch auf Desinteresse gestoßen. Wenige Jahre später baute die Delaware, Lackawanna and Western Railroad das Paulinskill Viaduct (1910) und das Delaware River Viaduct (1910) im Lackawanna Cut-Off sowie das Tunkhannock Viaduct (1915) im Nicholson Cut-Off, die sich als die jeweils größte und längste Eisenbahnbrücke ablösten, während die abgelegene Fernbridge (1911) in Kalifornien durch die Albertus L. Meyers Bridge (Eighth Street Bridge) (1913) in Allentown, Pennsylvania, als längste Straßenbrücke aus Beton abgelöst wurde. Zur gleichen Zeit wurde in Pasadena, Kalifornien, die Colorado Street Bridge (1913) eingeweiht, eine Serie von filigraner Art-déco-Bögen. Wenig später entstand in Cleveland, Ohio, die Detroit–Superior Bridge (1917), die längste Doppelstockbrücke ihrer Zeit.
Eugène Freyssinet baute die Pont du Veurdre (1910), die Pont Boutiron (1913) und die Pont de Châtel-de-Neuvre (1923, nach kriegsbedingter Unterbrechung), bei denen er erste Erfahrungen mit dem damals weitgehend unbekannten Kriechen und Schwinden von Beton machte. Sein zunächst angefertigter Probebogen mit einem Zugstab aus Beton mit vorgespannten Drähten gilt als Vorläufer des Spannbetons.

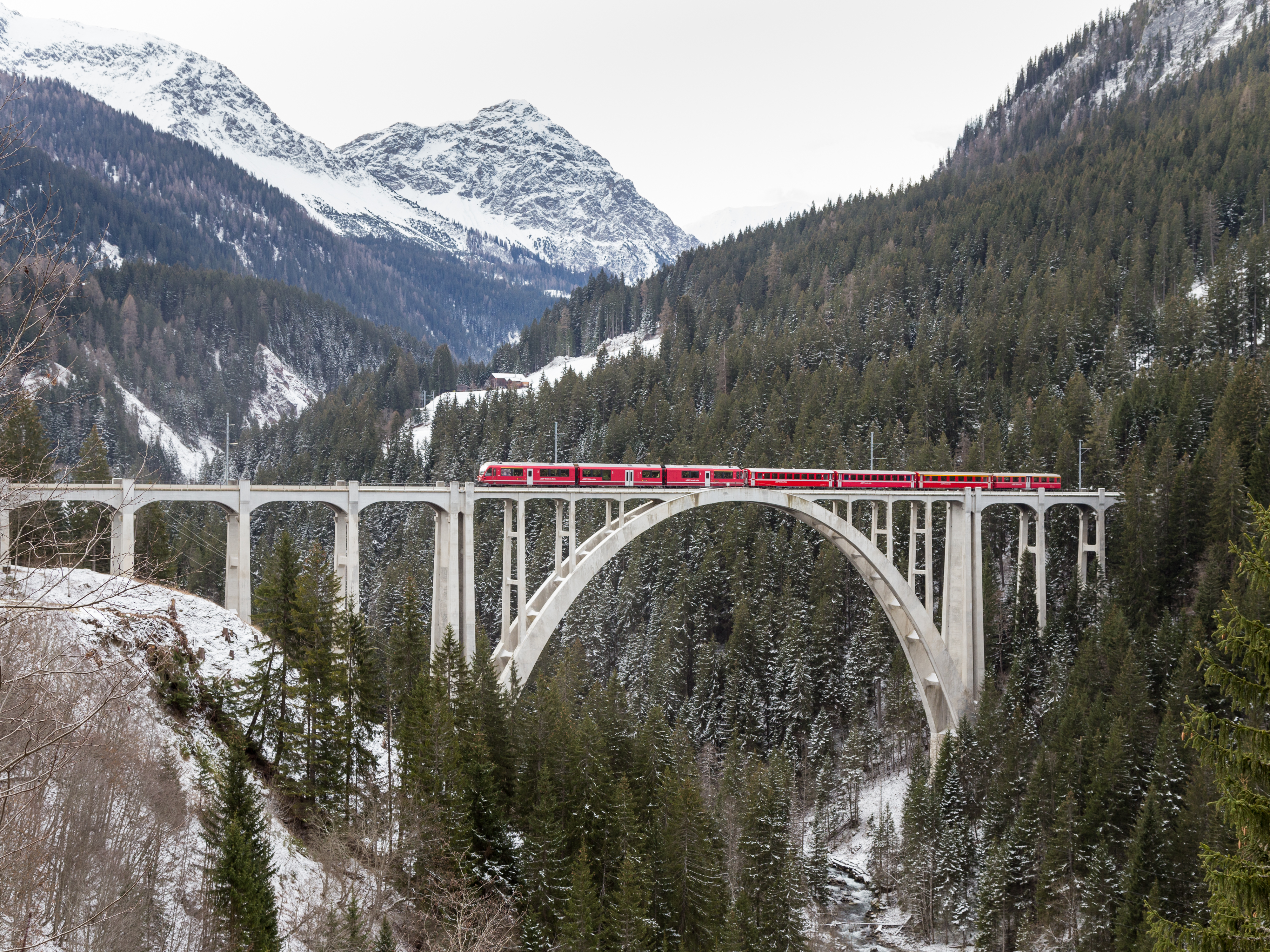
Langwieser Viadukt

In der Schweiz wurden zwei große Bogenbrücken, die Eisenbahnbrücke Bremgarten (1912) und die Halenbrücke (1913) gebaut. Nur wenig später stellte die Rhätische Bahn das Langwieser Viadukt (1914) und das Gründjitobel-Viadukt (1914) auf der Strecke nach Arosa fertig, die ähnlich aussehen, sich konstruktiv aber unterscheiden. Das Langwieser Viadukt ist eine integrale, elastische Konstruktion mit zwei schmalen Bogenrippen, das Gründjitobel-Viadukt hat einen massiven Hauptbogen in der Tradition Robert Maillarts.

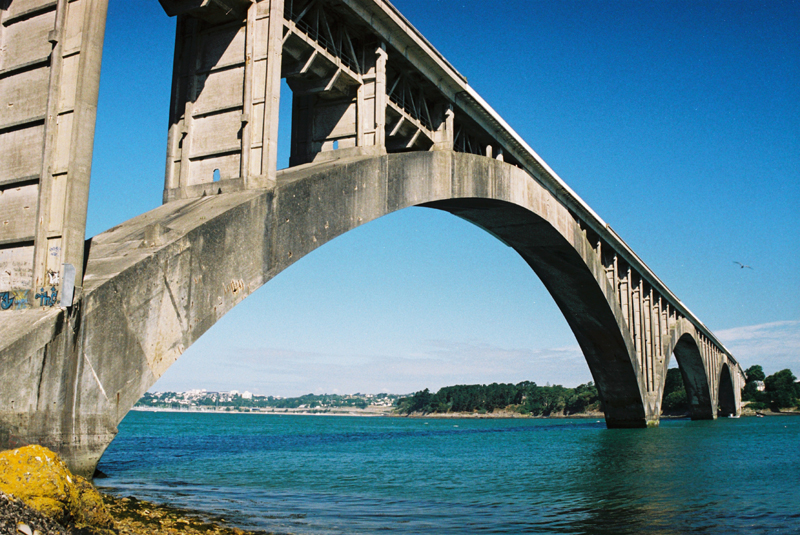
Pont de Plougastel / Pont Albert-Louppe

Nach dem Ersten Weltkrieg entstand in Minneapolis, MN, die Franklin Avenue Bridge (1923) mit einem 122 m weiten Bogen in Melanbauweise. Zur gleichen Zeit baute Freyssinet die Pont de Saint-Pierre-du-Vauvray (1923) mit Betonbögen aus Hohlkästen und damals der größten Stützweite. Er selbst stellte den Rekord wenig später mit der Pont de Plougastel (1930) (später Pont Albert-Louppe) ein, für deren drei Bögen er das größte bis dahin gebaute, 160 m lange Lehrgerüst herstellen und nacheinander für alle drei Bögen einschwimmen ließ. Die Royal Tweed Bridge (1928) wurde Englands längste Betonbogenbrücke. In Paris löste Albert Caquot mit den ungewöhnlichen Stahlbeton-Fachwerkträgern der Pont La Fayette (1928) die Aufgabe, die Brücke in die vorhandene Bebauung der schräg über die Gleise des Gare de l’Est führenden Straße und gleichzeitig in den beengten Platz zwischen den Gleisen einzufügen.
Die Industriebrücke Ivry–Charenton (1930) mit einer Fachwerk-Gerberträgerkonstruktion gilt nicht als schön, aber überspannt 135 m. Bei der Lorrainebrücke (1930) in Bern baute Robert Maillart den zentralen Bogen aus vorgefertigten Kästen aus unbewehrtem Beton. Die erste im Freivorbau errichtete Betonbrücke war die Ponte Emílio Baumgart (1930) in Brasilien. Alexandre Sarrasin baute die Pont de Gueuroz (1934), eine 99 m weite Bogenbrücke in 187 m Höhe über der Gorge du Trient, die damit für 29 Jahre die höchste Straßenbrücke in Europa war. Ihr Beton wurde erstmals mit einem Innenrüttler verdichtet.

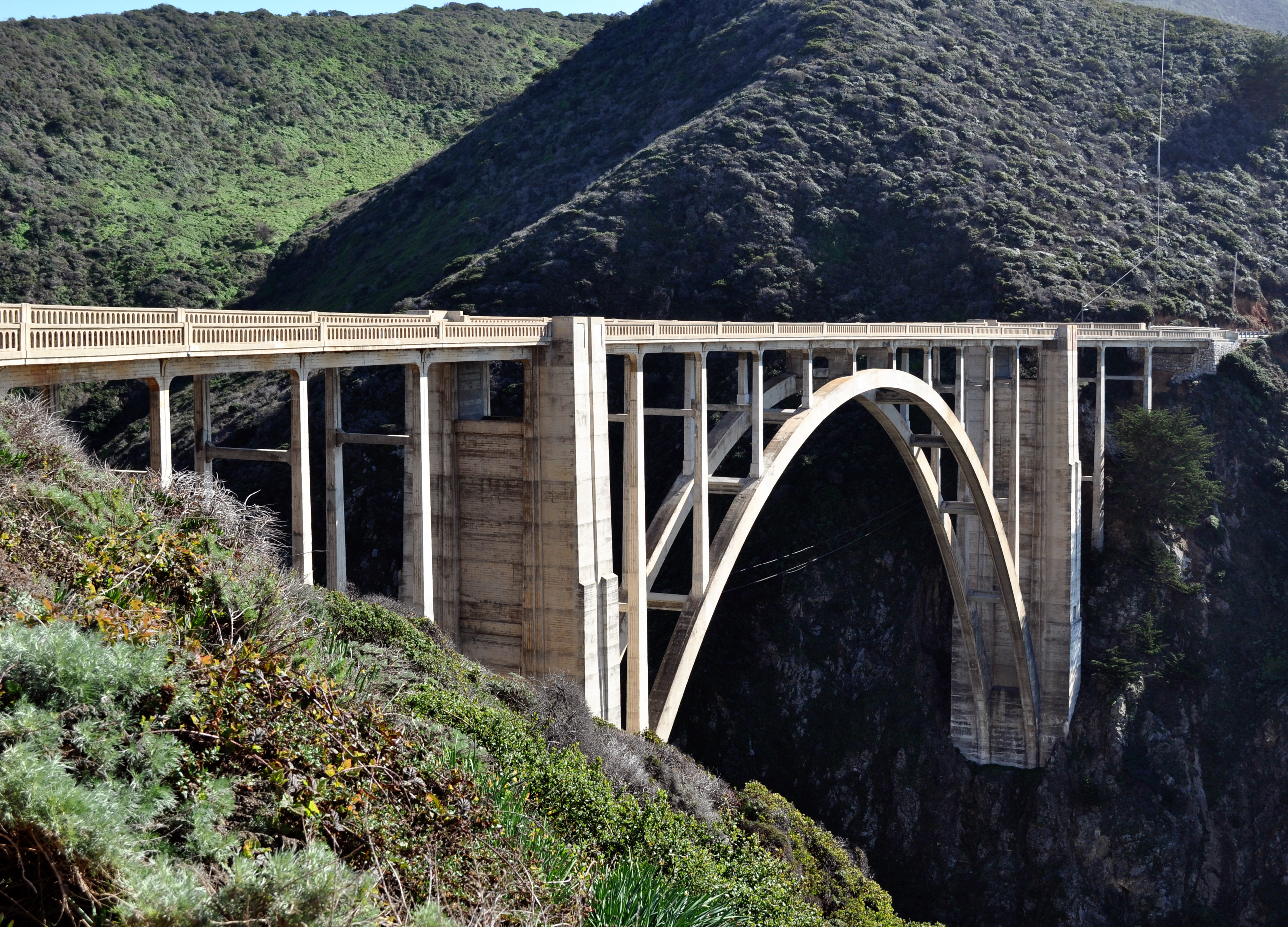
Bixby Creek Bridge

In den USA ersetzte die Pennsylvania Railroad ältere eiserne Fachwerkbrücken anfänglich durch steinerne, nun durch Stahlbetonbogenbrücken, wie zum Beispiel die Cumberland Valley Railroad Bridge (1916) oder die Philadelphia and Reading Railroad Bridge (1924). Häufig gebaut wurden Brücken mit zwei oder mehr Bogenrippen und aufgeständerter Fahrbahnplatte. Die Columbia–Wrightsville Bridge (1930) in Pennsylvania mit 28 Bögen, die Rogue River Bridge (1931) in Oregon, die den U.S. Highway 101 mit sieben Bögen über den gleichnamigen Fluss führt, die George Westinghouse Bridge (1932) bei Pittsburgh, PA, mit einem 140 m weiten Bogen sowie die Bixby Creek Bridge (1932) und die Rocky Creek Bridge (1932) in Big Sur, Kalifornien, dienen als Beispiele.

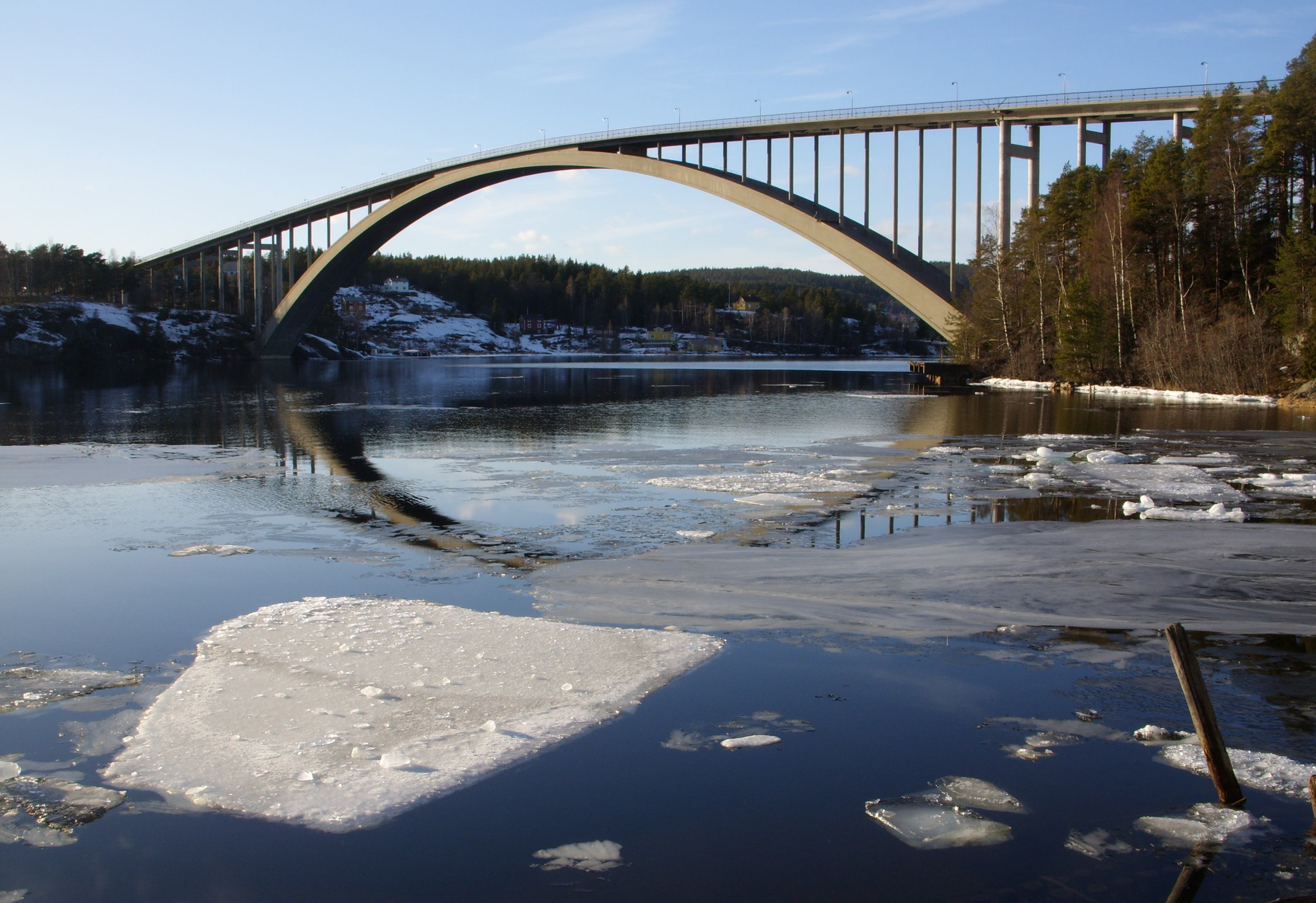
Sandöbron

In Europa entstand die Tranebergsbron (1934) in Stockholm, damals die längste Beton-Bogenbrücke der Welt, ein Rekord, der schon wenige Jahre später durch die Sandöbron (1943) mit einer Spannweite von 264 m übertroffen wurde.
In Koblenz wurde die von Franz Dischinger geplante zweite Moselbrücke 1934 fertig, eine Dreigelenkbogenbrücke aus Stahlbeton, die zu den am weitesten spannenden Betonbogenbrücken in Deutschland gehörte, aber wie fast alle größeren Brücken kurz vor Ende des Zweiten Weltkriegs gesprengt wurde. Das gleich Schicksal hatten die vier Bögen der Donaubrücke Leipheim (1937), auf deren Gestaltung Paul Bonatz maßgeblichen Einfluss nahm.
Als weitgespannte, gevoutete Balkenbrücken wurden die Pont de Villeneuve-le-Roi (1939) über die Seine und die zweite Waterloo Bridge (1945) in London ausgeführt. Ebenfalls während des Krieges wurde das zerstörte Viaduc de Longeray mit drei Hohlkasten-Parabeln wiederaufgebaut.

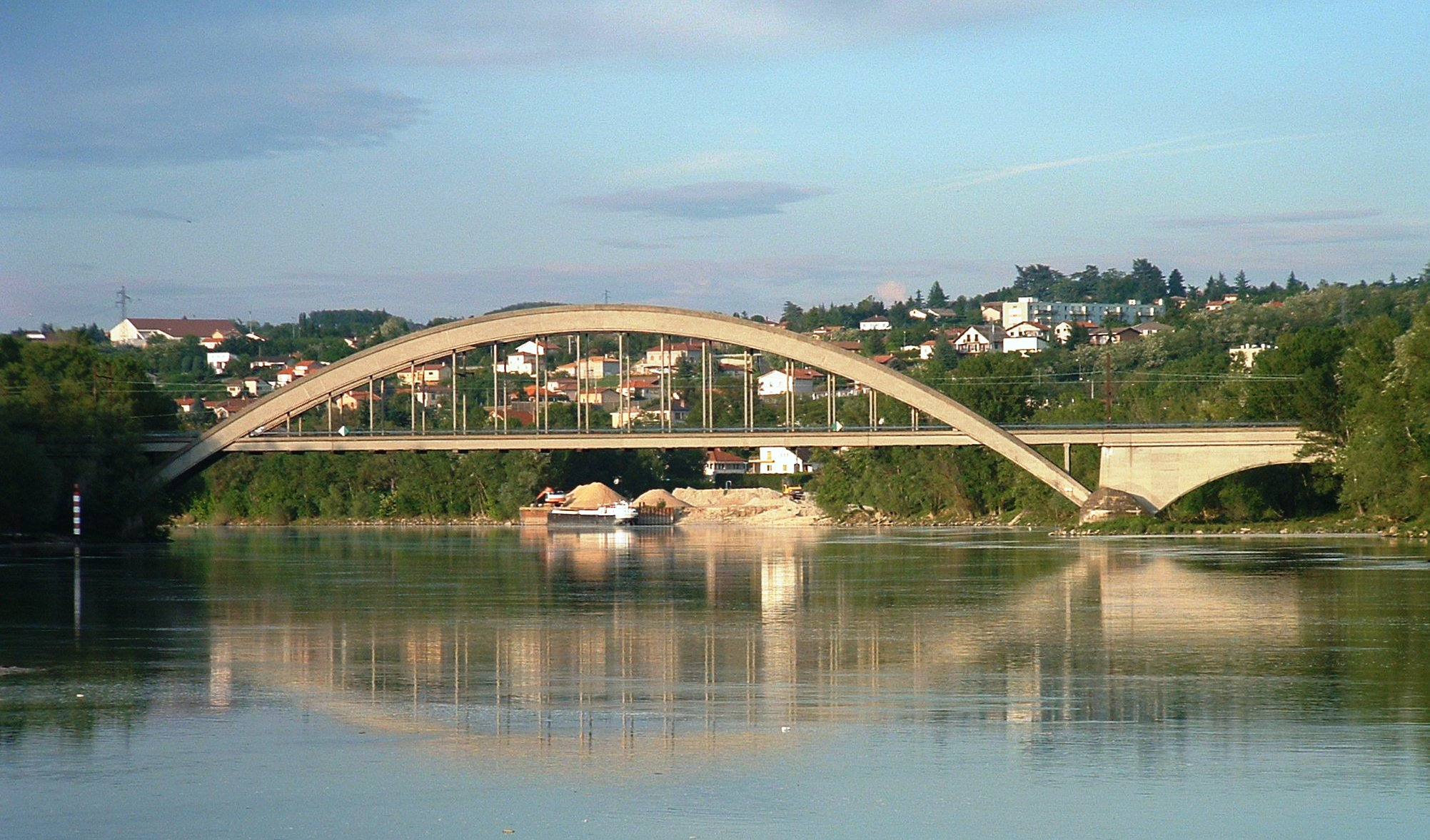
Viaduc de la Méditerranée

Nach dem Zweiten Weltkrieg wurde der Viaduc de la Méditerranée (1950), eine südlich von Lyon die Rhone querende Eisenbahnbrücke, als Bogenbrücke mit einer Stützweite von 124 m wieder aufgebaut. Sie galt damals als weitestgespannte aller Eisenbahnbrücken mit einem Betonbogen mit abgehängter Fahrbahn. Bei Paris baute Albert Caquot die Pont de Bezons (1953), eine sechsspurige Balkenbrücke.
Wenig später entwarfen Eugène Freyssinet und sein damaliger Mitarbeiter Jean Muller die von dem französischen Unternehmen Campenon Bernard ausgeführten drei Autobahnbrücken Caracas – La Guaira (1953) in Venezuela, für die Freyssinet seine erstmals an den Luftschiffhallen von Orly eingesetzte Methode weiterentwickelte, zunächst nur die unteren Segmente der großen Stahlbeton-Bogenrippen auf Lehrgerüsten zu betonieren, die sich lediglich an den Kämpfern abstützten und von den seitlichen Brückenpfeilern aus abgespannt wurden. Die Lehrgerüste der fehlenden Mittelstücke wurden am Boden hergestellt und anschließend zu ihrer vorgesehenen Position gehoben.
Riccardo Morandi ließ die beiden Hälften des Dreigelenkbogens der Ponte Morandi (1955) in der Toskana in annähernd senkrechter Position auf den Kämpferfundamenten betonieren und danach auf einen provisorischen Turm in der Mitte der Brücke absenken. Bei der wesentlich größeren Storms River Bridge (Paul Sauer Bridge) (1956) in Südafrika wiederholte er das Verfahren, verzichtete jedoch auf den provisorischen Turm in der Brückenmitte. Dreißig Jahre später wurde die Argentobelbrücke (1986) bei Lindau auf ähnliche Weise gebaut. In China wird das Verfahren inzwischen häufig angewendet.

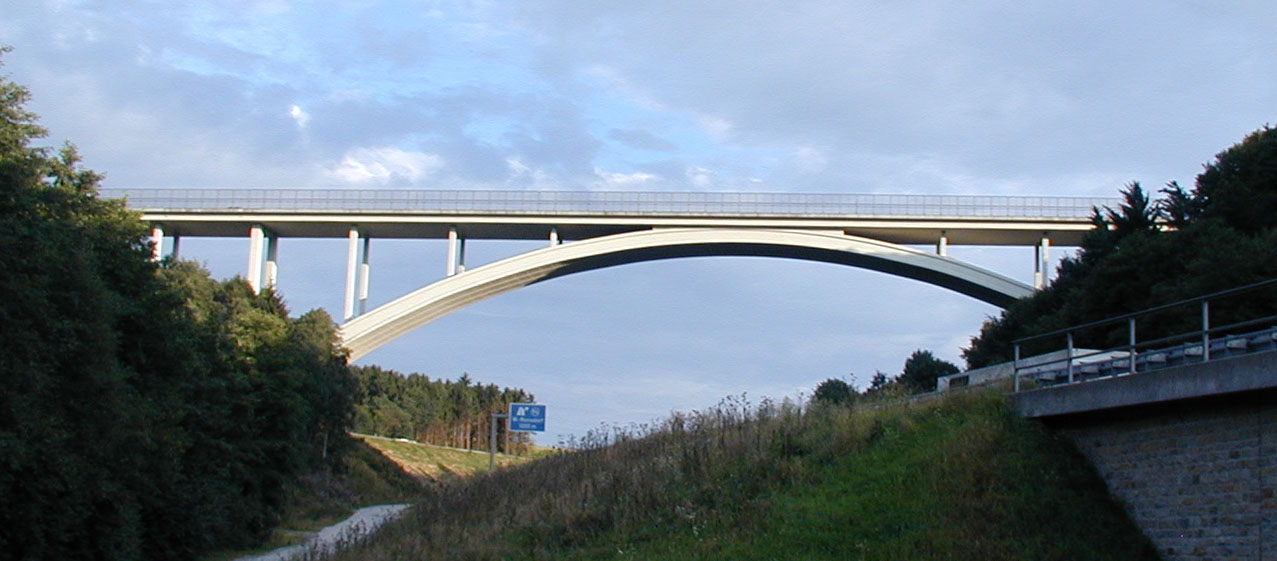
Blombachtalbrücke

Die von Hellmut Homberg entworfene Blombachtalbrücke (1959) bei Wuppertal war lange die Stahlbetonbogenbrücke mit der größten Stützweite (150 m) in Deutschland. Riccardo Morandis Ponte Bisantis (1962) in Catanzaro ist mit einer Stützweite von 231 m immer noch die größte Bogenbrücke Italiens. Kurz darauf wurde die Ponte da Arrábida (1963) von Edgar Cardoso in Porto mit einer Stützweite von 270 m eröffnet.

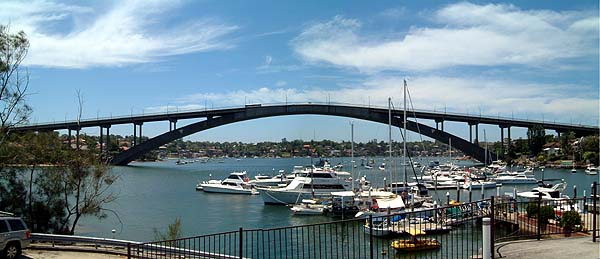
Gladesville-Brücke

Die Gladesville-Brücke (1964) in Sydney war mit einer Spannweite von 305 m während 16 Jahren der Rekordhalter der Betonbogenbrücken. Ihre vier Bogenrippen wurden aus hohlen vorgespannten Betonblöcken gebaut.
Weitere große Bogenbrücken dieser Zeit sind die Freundschaftsbrücke (1965) zwischen Paraguay und Brasilien, die Šibenik-Brücke (1966), die Lingenauer Hochbrücke (1968) und die Pag-Brücke (1968) auf die kroatische Insel Pag.
Die Pfaffenbergbrücke (1971) an der Tauernbahn hatte mit 200 m Europas größten Betonbogen aller Eisenbahnbrücken. Er wurde auf einem freitragenden Bogenlehrgerüst Bauart Cruciani hergestellt.
Mit der Ponte Musmeci (1975) in Potenza wurde eine Brücke in Schalenbauweise geschaffen.

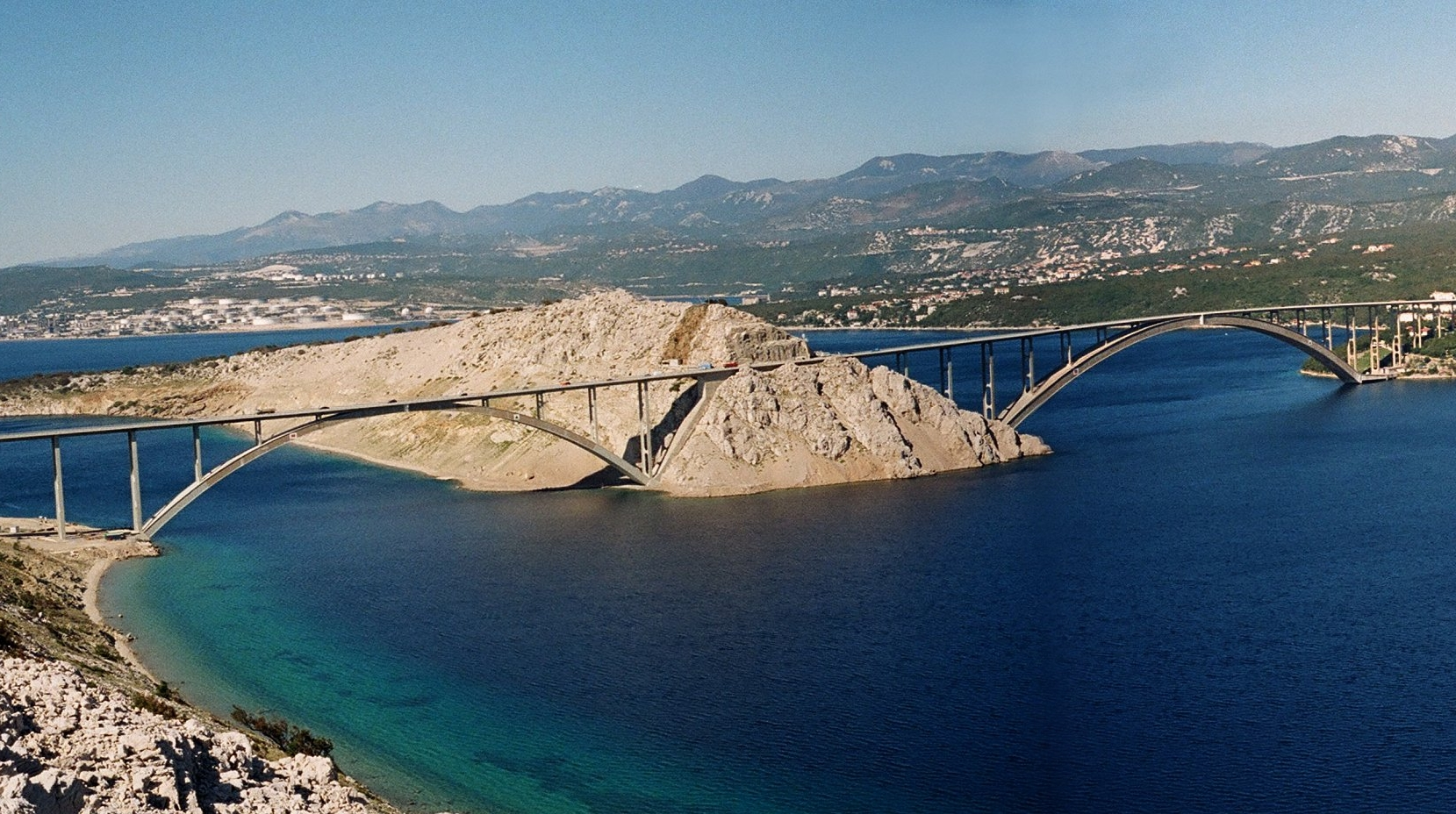
Krk-Brücke

Erst die Krk-Brücke (1980), deren Bogen aus vorfabrizierten Kastensegmenten im freien Vorbau mit einer Hilfsabspannung hergestellt wurde, stellte mit einer Stützweite von 390 m (bzw. 416 m ab den unter Wasser liegenden Kämpferfundamenten) einen neuen Rekord auf.
In China wurden seit 1990 CFST-Brücken häufig und in verschiedenen Variationen gebaut. Bei der Wanxian-Brücke (1997) über den Jangtsekiang diente eine CFST-Bogen als Gerippe und Schalungsträger für die Stahlbeton-Bogenbrücke mit 420 m Stützweite.
In Europa wurden mit der Kylltalbrücke (1999), der Talbrücke Wilde Gera (2000), der Ponte do Infante (2002), der Krka-Brücke (2004) und der Svinesundbrücke (2005) weitere bedeutende Bogenbrücken gebaut. Die Mike O’Callaghan-Pat Tillman Memorial Bridge (2010), besser bekannt als Hoover Dam Bypass Bridge, wurde die Betonbrücke mit der größten Stützweite der USA.

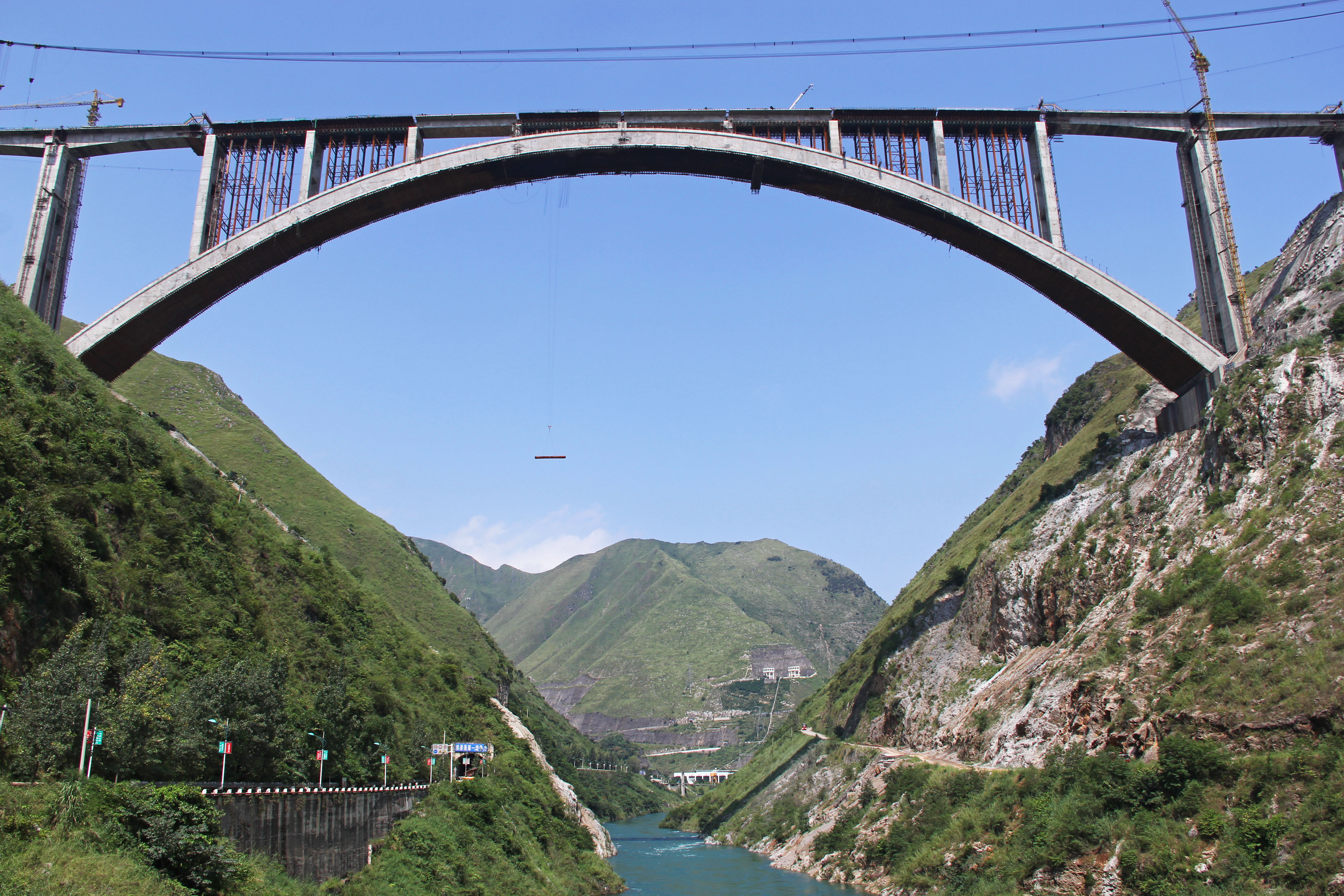
Qinglong-Eisenbahnbrücke

Die Talbrücke Froschgrundsee (2011), die Grümpentalbrücke (2011) und die Almonte-Eisenbahnbrücke (2016) wurden Europas größte Eisenbahnbrücken aus Beton. Die Qinglong-Eisenbahnbrücke (2016) in China, eine 445 m weite Bogenbrücke mit CFST-Gerippe, ist derzeit die größte Eisenbahn-Betonbogenbrücke der Welt.

#### Spannbetonbrücken
Die Grundlagen für die Verwendung des Spannbetons im Brückenbau wurden von Eugène Freyssinet und Franz Dischinger in langjährigen Vorarbeiten gelegt. Eine hohe Vorspannung des Betons, die auch nach seiner Verkürzung durch Kriechen und Schwinden genügend Vorspannkraft aufweist, erlaubt kleinere Querschnittsabmessungen. Durch die damit verbundene Einsparung an Eigengewicht werden größere Spannweiten möglich.

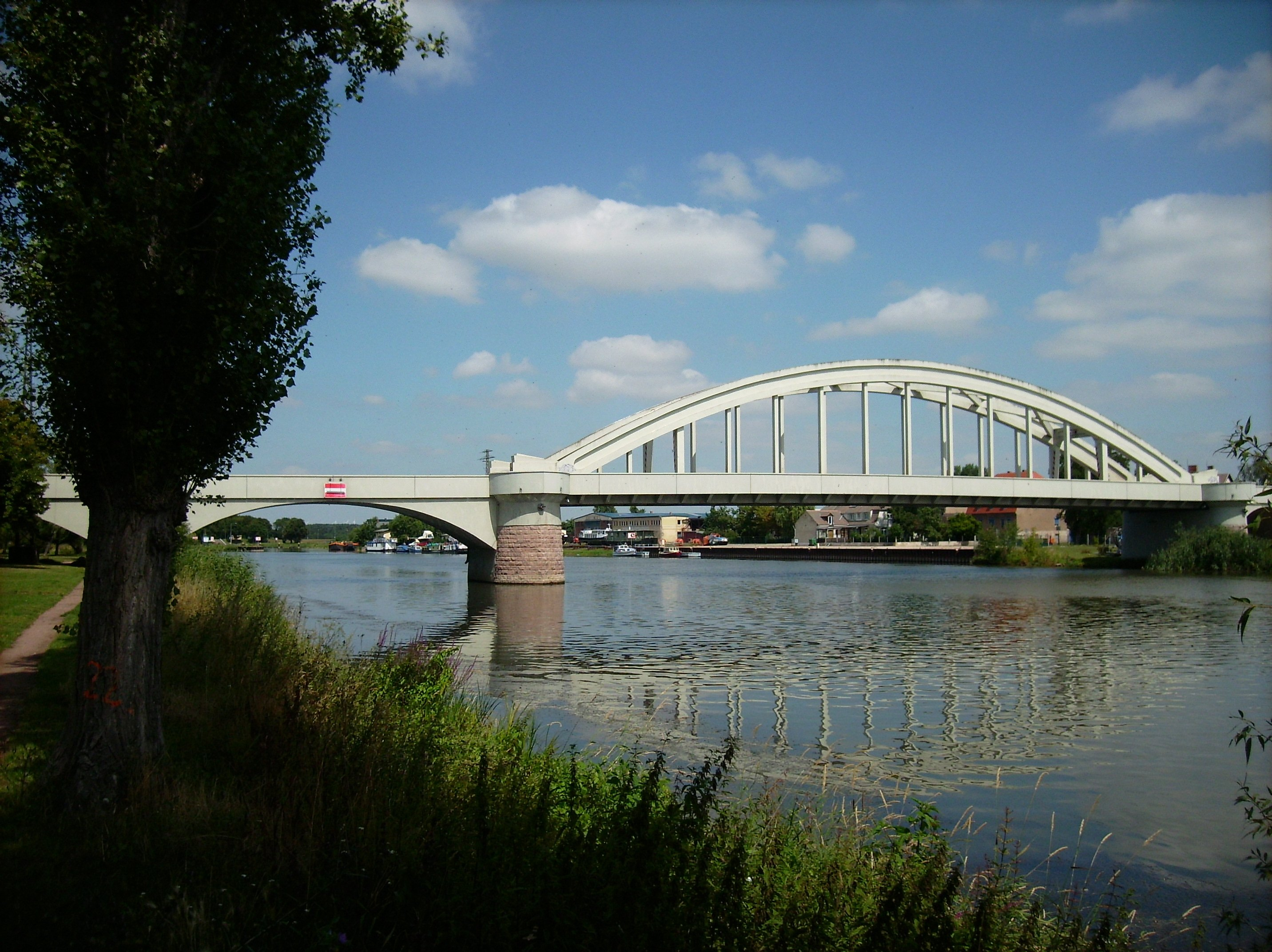
Saalebrücke Alsleben

Freyssinet meldete 1928 das grundlegende Patent zum Spannbeton mit Verbund im Spannbett an und baute 1936 für Campenon Bernard in Algerien eine kleine Brücke aus vorgefertigten Spannbetonträgern. Franz Dischinger entwarf für Dyckerhoff & Widmann AG die 1937 fertiggestellte Bahnhofsbrücke in Aue (Sachsen), die erste Spannbetonbrücke mit externer Vorspannung. Die Neue Baugesellschaft Wayss & Freytag, die eine Lizenz von Freyssinet erworben hatte, baute 1938 die erste deutsche Spannbetonbrücke mit Vorspannung mit sofortigem Verbund, die Überführung Weg Hesseler.

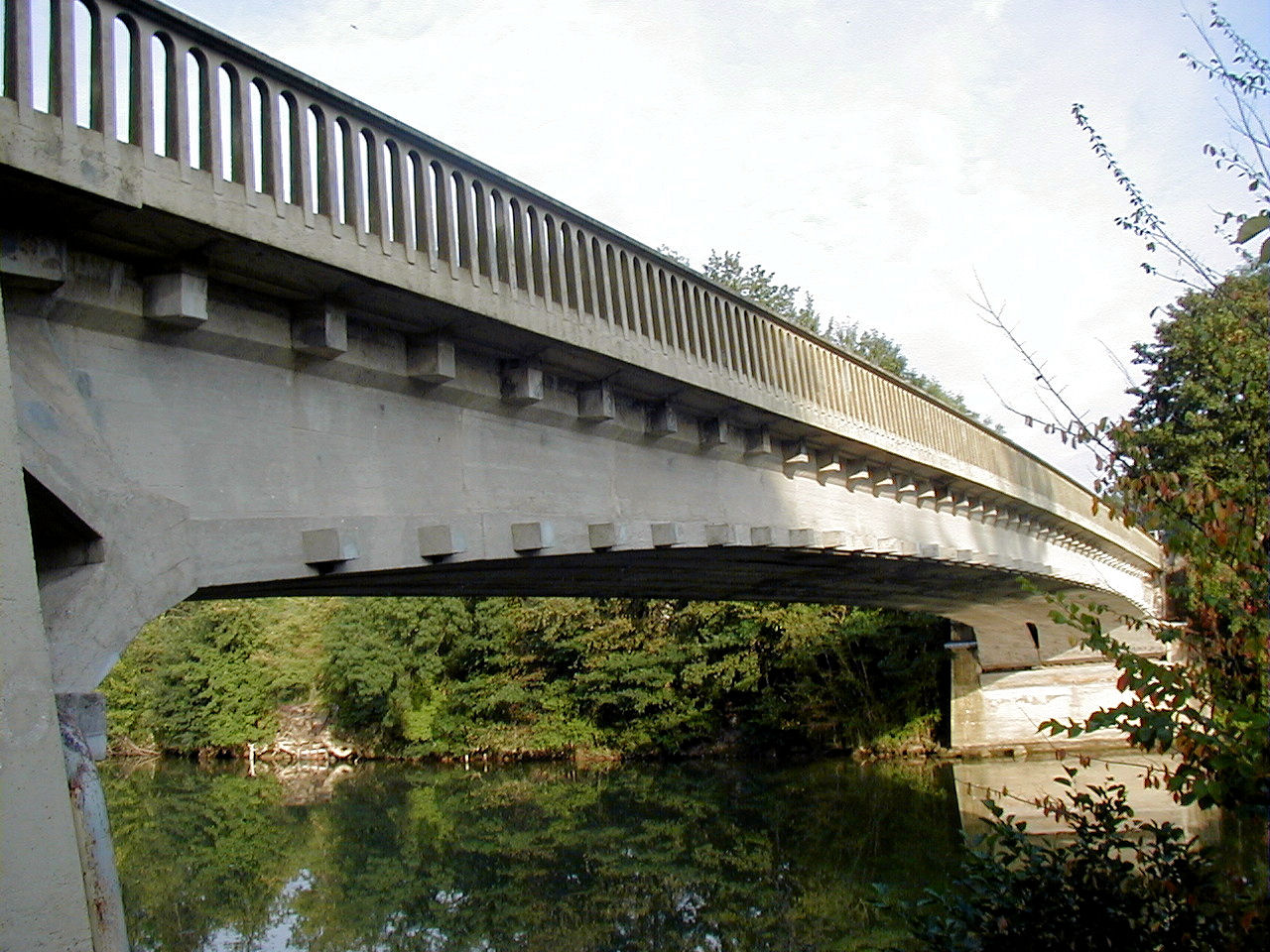
Pont de Luzancy

Freyssinets Pont de Luzancy und seine weiteren fünf Marnebrücken bildeten den Anfang vieler außerhalb der Baustelle vorfabrizierter Spannbetonbrücken.
Nach dem Zweiten Weltkrieg mussten die zahllosen zerstörten Brücken wieder aufgebaut werden. Es gab daher großes Interesse an einer raschen und kostengünstigen Bauweise. Die Reduzierung des knappen Betonstahls sorgte für den Erfolg der Spannbetonbrücken.
Die Maasbrücke Sclayn in Belgien wurde 1949 nach einem von Gustave Magnel konzipierten System externer Vorspannung ohne Verbund als erste Spannbetonbrücke mit einem Durchlaufträger wiederaufgebaut.
Fritz Leonhardt und Willi Baur entwickelten ab 1949 ihr Verfahren Baur–Leonhardt, bei dem Litzen paarweise schlaufenförmig an den Enden des Überbaus verankert und gespannt wurden. Die Elzbrücke Emmendingen (1949), die Böckinger Brücke (mit Willy Stöhr) und die Eisenbahnbrücke über den Neckarkanal (1950) in Heilbronn als erste große Eisenbahnbrücke aus Spannbeton waren frühe Beispiele.
Ab 1949 entwickelte Ulrich Finsterwalder das Dywidag-Spannverfahren mit Einzelstäben, die in einem Hüllrohr verlegt und mit ihren Gewinden durch Muffenverbindungen verlängert oder direkt verankert werden können und damit der Herstellung von Spannbeton mit nachträglichem Verbund dienen. Anders als Freyssinet wählte Finsterwalder dabei die beschränkte Vorspannung, die sich mit der Zeit weltweit durchsetzte. 1953 wurde sie in Deutschland offiziell zugelassen.

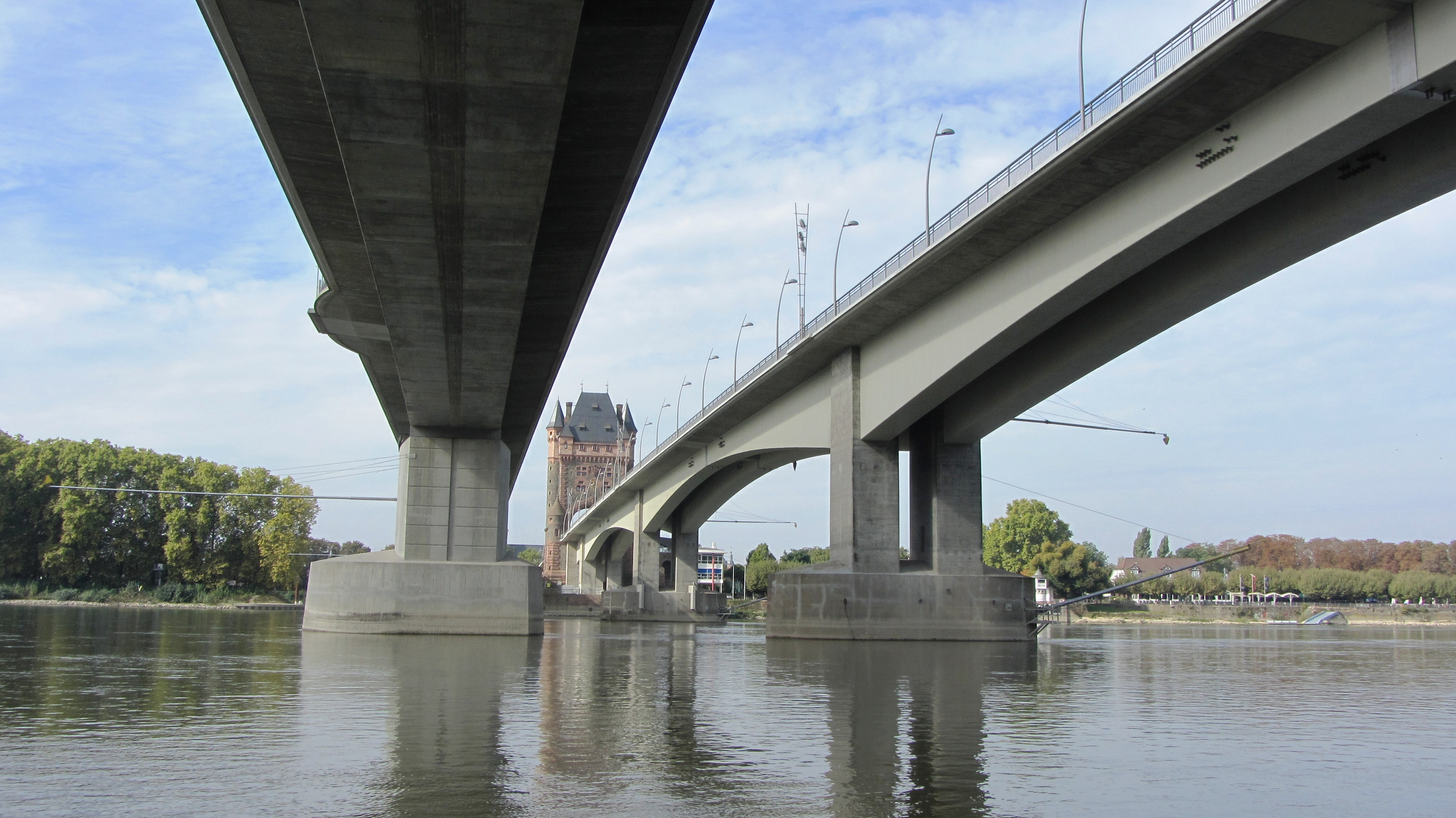
Nibelungenbrücke Worms

Man erkannte schnell, dass das Spannverfahren geeignet war, um Brücken im Freivorbau in Abschnitten von ca. 4 m Länge herzustellen. Die 1951 nach einem Entwurf von Finsterwalder gebaute Lahnbrücke in Balduinstein war die erste im Freivorbau gebaute Spannbetonbrücke.
Leonhardts Eisenbahnbrücke über den Kocher in Kochendorf (1952), die Rosensteinbrücke (1952) und die Donautalbrücke Untermarchtal (1953) waren Beispiele mehrfeldriger, nach dem Verfahren Baur–Leonhardt ausgeführter Brücken.
1953 erschien Fritz Leonhardts Abhandlung Spannbeton für die Praxis, das in den nicht Französisch sprechenden Ländern überragende Bedeutung erlangte.

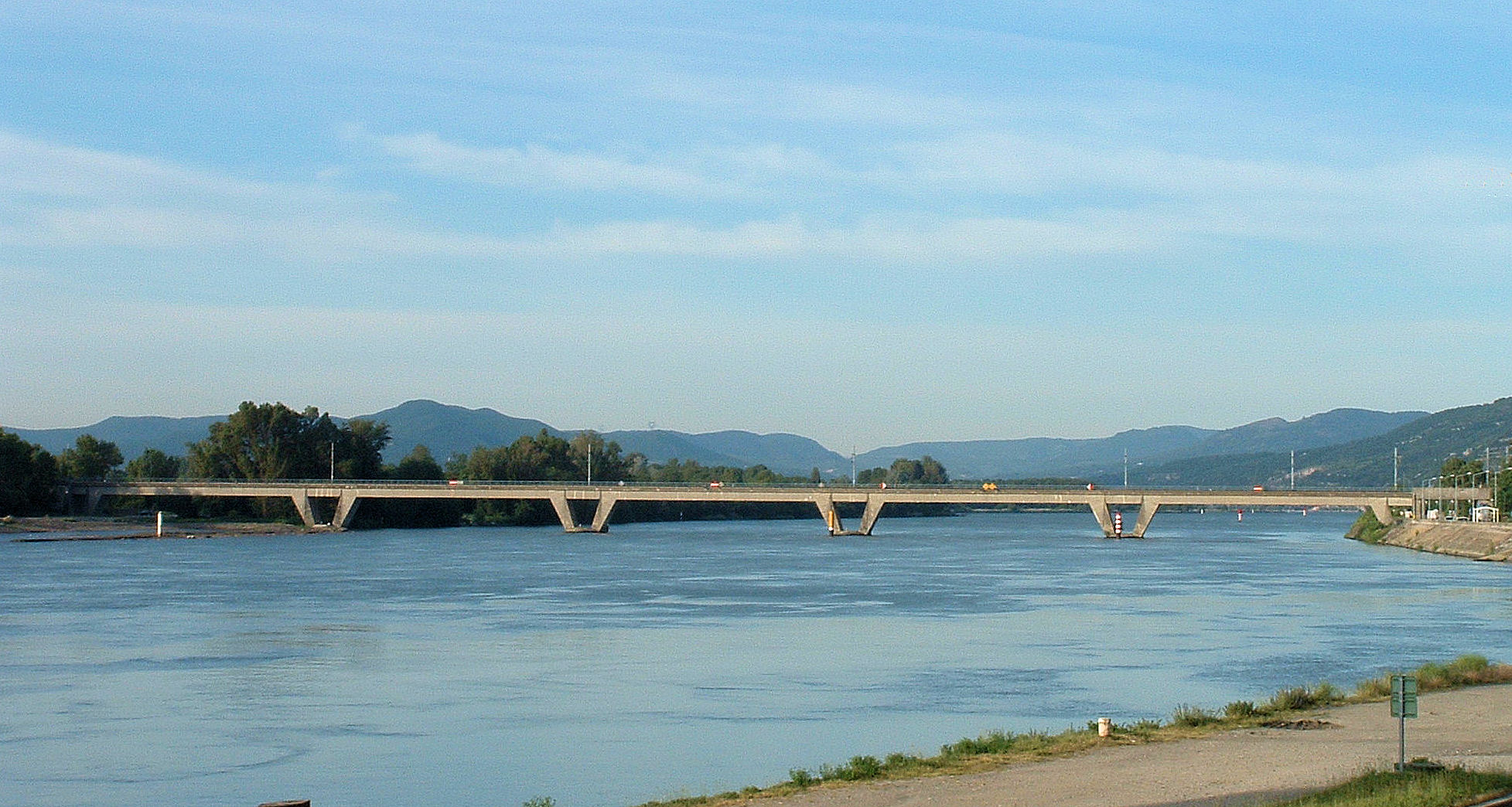
Eisenbahnbrücke La Voulte über der Rhone

Von 1952 bis 1955 wurde die Eisenbahnbrücke La Voulte über die Rhone nach Plänen von Nicolas Esquillan gebaut, die erste französische Eisenbahnbrücke aus Spannbeton. Sein Viaduc de Moret-sur-Loing (1956) war wohl die erste, konsequent aus Fertigteilen errichtete Spannbetonbrücke.
In den USA wurde in dieser Zeit die erste Brücke des Lake Pontchartrain Causeway aus Spannbeton-Fertigteilen errichtet, damals die längste Brücke der Welt. An der Planung war Jean Muller beteiligt, der zu der Zeit in New York das dortige Büro von Eugène Freyssinet leitete.
Mit der 1958 eröffneten Weinlandbrücke erreichte das von Max Birkenmaier, Antonio Brandestini und Mirko Roš seit 1948 und 1950 mit dem Metallurgen Kurt Vogt in der Schweiz entwickelte und von der Firma Stahlton vermarktete BBRV Spannsystem den Durchbruch.

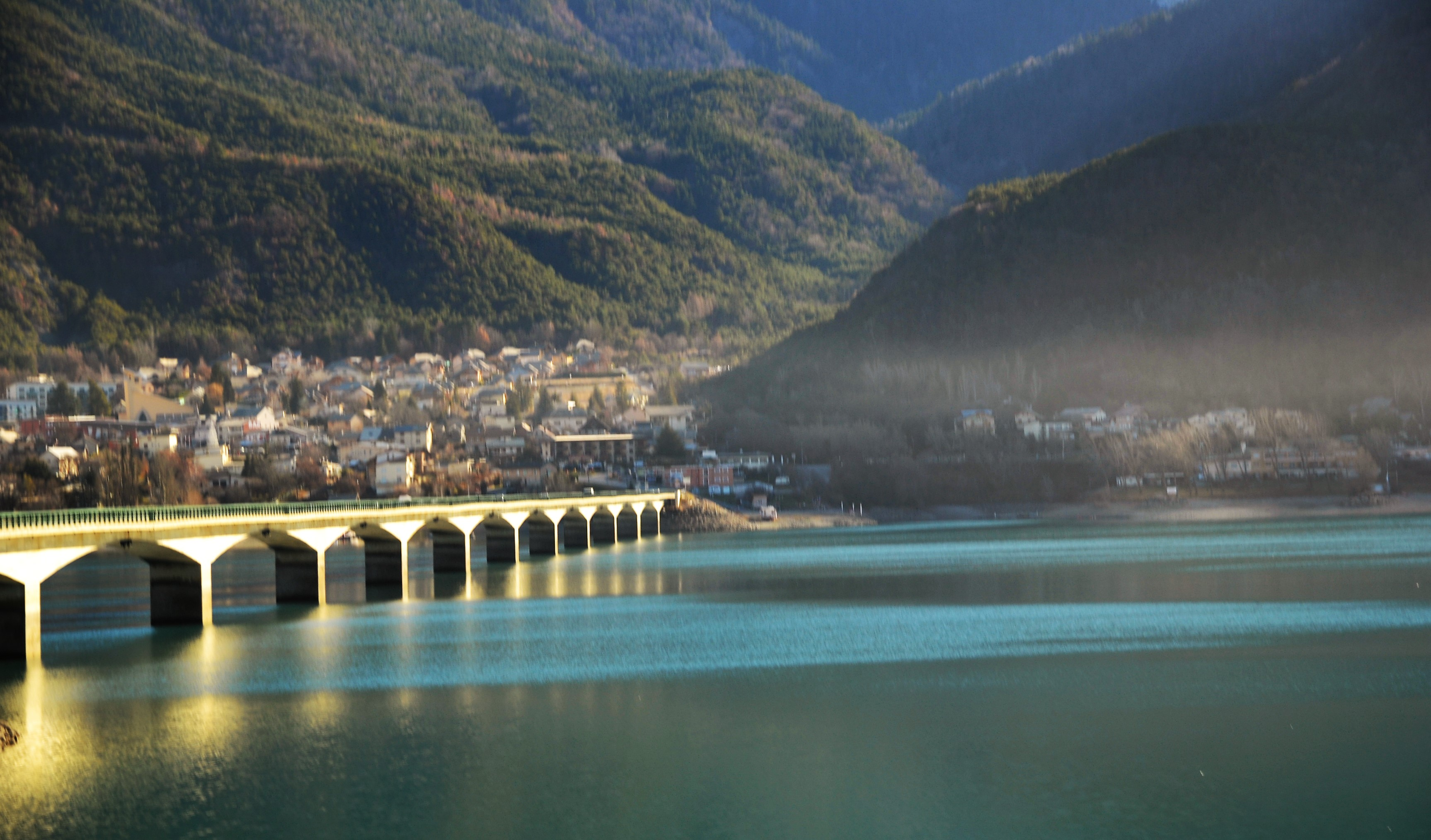
Pont de Savines

Beim Bau der über einen noch nicht gefüllten Stausee führenden Pont de Savines (1960) wurde Finsterwalders Idee, den Überbau in Form eines Waagebalkens auf beiden Seiten des Pfeilers symmetrisch im Freivorbau herzustellen, erstmals an einer Serie von 12 Pfeilern ausgeführt.

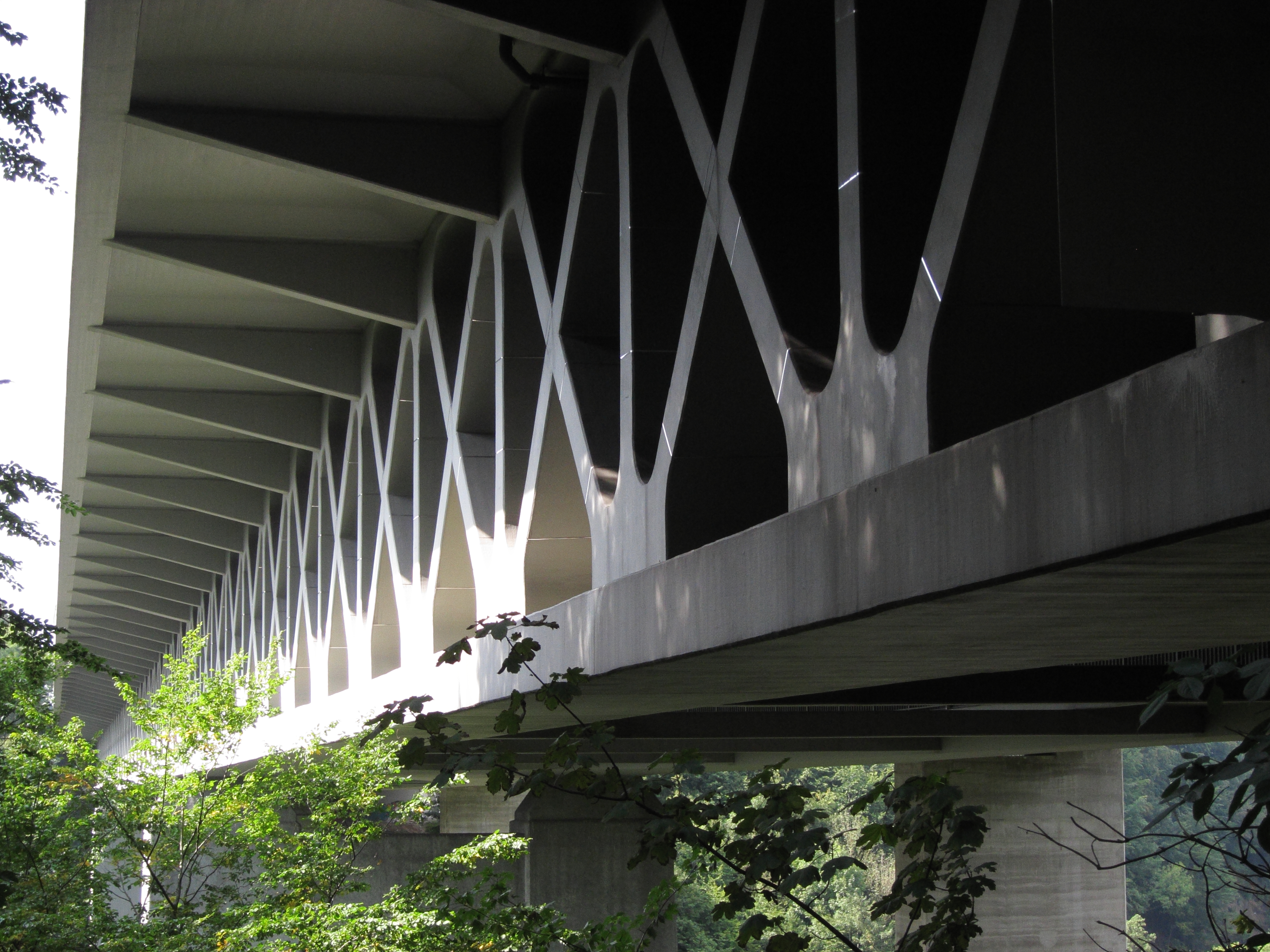
Mangfallbrücke

Mit der Mangfallbrücke (1960) zeigte Finsterwalder, dass auch eine Fachwerk-Hohlkastenbrücke in Spannbeton im Freivorbau errichtet werden kann.
In Brasilien baute Sergio Marqués de Souza die Ponte Rodoviária do Estreito (1960) in der Tradition der Ponte Emílio Baumgart im Freivorbau über den Rio Tocantins. Mit 140 m hatte sie die größte Spannweite der Welt bis zur Eröffnung der Bendorfer Rheinbrücke.
Mit dem Dywidag-Spannverfahren wurden zahlreiche Brücken im Freivorbau ausgeführt, auch im Ausland.
Bald hatte aber jedes namhafte Brückenbauunternehmen sein eigenes Spannverfahren entwickelt.
Die Unkelsteinbrücke (1957) war die erste von zahllosen langen Hochstraßen. Bei der zwischen 1959 und 1961 von Strabag gebauten Kettiger Hangbrücke wurde erstmals eine lange Spannbetonbrücke mit einer Vorschubrüstung ausgeführt, bei der nicht wie beim Freivorbau kurze Abschnitte betoniert werden mussten, sondern jeweils ein ganzes Feld betoniert und vorgespannt werden konnte und der Vorschub immer in eine Richtung und ungehindert über die Pfeiler und Stützen fortschreiten konnte. Bei der nicht weit entfernten, von 1961 bis 1964 von Hans Wittfoht und Polensky & Zöllner geplanten Krahnenbergbrücke wurde die Konstruktion zu einem Einphasen-Vorschubgerüst ohne besondere Vorbauträger weiterentwickelt, das für zahlreiche weitere Varianten als Vorbild diente.
Die von Riccardo Morandi geplante General-Rafael-Urdaneta-Brücke (1962) über den Maracaibo-See war die erste Schrägseilbrücke aus Beton mit einem Fahrbahnträger aus Spannbeton-Hohlkästen.

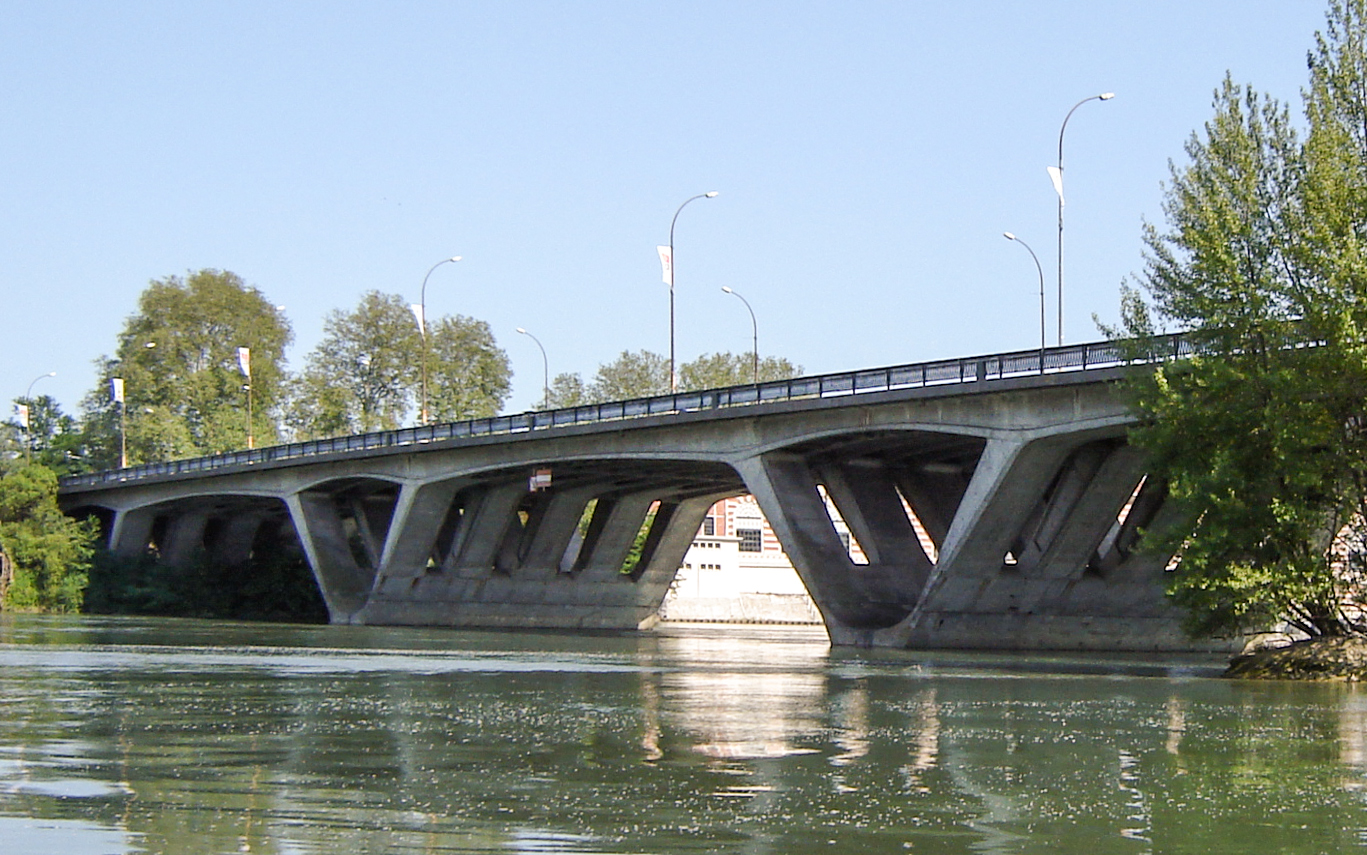
Pont Saint-Michel in Toulouse

In Toulouse wurde eine Trapezrahmenbrücke nach dem Entwurf von Freyssinet gebaut, die Pont Saint-Michel (1962).
Die Gladesville-Brücke (1964) in Sydney, damals die größte Betonbogenbrücke, wurde aus hohlen vorgespannten Betonblöcken zusammengesetzt.
Die 142 m hohe und 1042 m lange Alnöbron (1964) in der Provinz Västernorrlands län war die längste Brücke Schwedens.
Die von Fritz Leonhardt entworfene Brücke über den Río Caroní (1964) in Venezuela war die erste im Taktschiebeverfahren hergestellte Spannbetonbrücke. Das weiterentwickelte Verfahren wurde in Europa erstmals bei der Wildbichler Brücke (1969) über den Inn und bei der Taubertalbrücke (1973) angewendet.

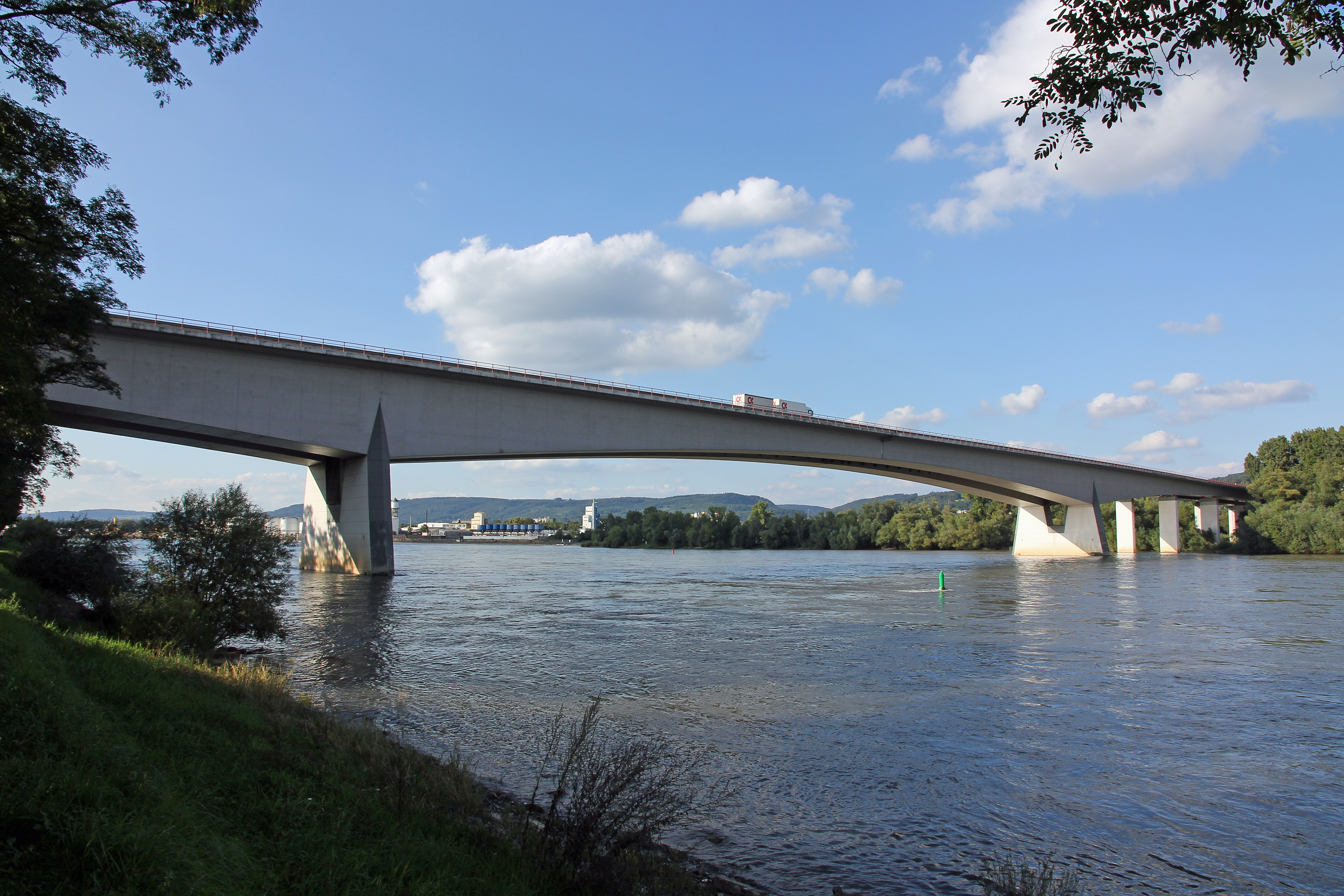
Bendorfer Brücke

1965 wurde mit der Bendorfer Rheinbrücke eine Spannbeton-Balkenbrücke mit einer Stützweite von 208 m im Freivorbau errichtet, der damals größten der Welt.
In Russland wurde in den frühen 1960er Jahren begonnen, Betonbrücken aus Fertigteilen zu bauen. Dabei wurden Brücken aus Spannbeton-Fachwerk in großen, bis zu 5000 t schweren Teilen an Land vorgefertigt und anschließend an ihren Bestimmungsort eingeschwommen. Die Brücke von Saratow (1965) über die Wolga war kurze Zeit die längste Brücke Europas, bis sie von der 5 km langen, ebenfalls aus Fertigteilen gebauten niederländischen Zeelandbrug (1965; ursprünglich Oosterscheldebrug genannt) übertroffen wurde.
Mit dem Sori-Viadukt (1966) und weiteren Viadukten (Viadotto Veilino, Bisagno und Nervi) im Zuge der Autostrada A12 (Autostrada Azzurra) östlich von Genua führte Silvano Zorzi das Dywidag-System in Italien ein. Ihnen folgten 1969 die Viadukte an der Autostrada A10 (Autostrada dei Fiori) (Viadotto Borghetto, Sasso und San Lorenzo).

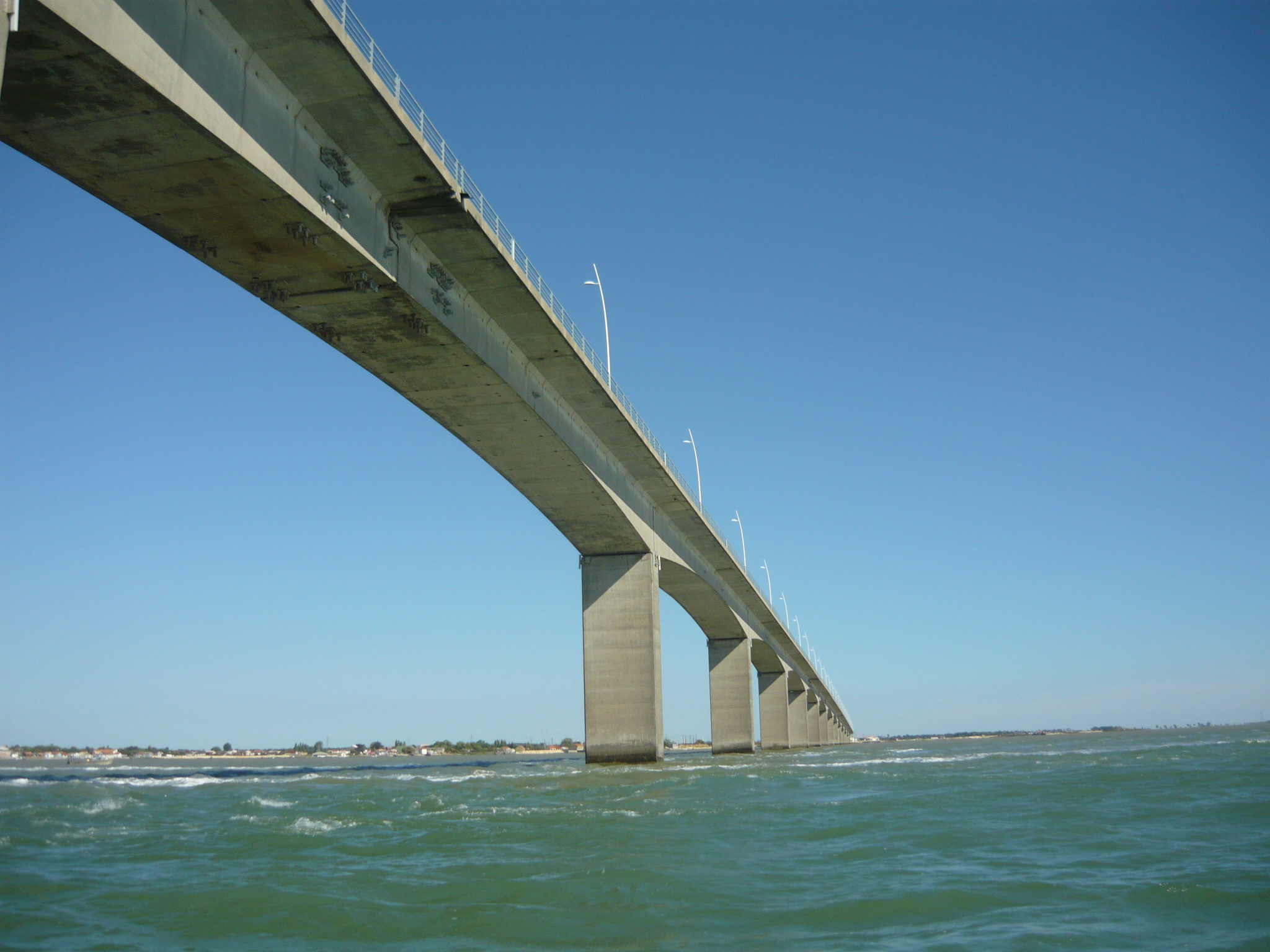
Viaduc d’Oléron

Jean Muller und das Unternehmen Campenon Bernard entwickelten den Fertigteilbau weiter. Sie bauten mit der Pont de Choisy (1965) über die Seine erstmals eine Spannbeton-Hohlkastenbrücke im Freivorbau aus Fertigteilsegmenten, die im Kontaktverfahren hergestellt und verklebt wurden. Das Verfahren wurde weiterentwickelt und schon im folgenden Jahr wurde das Viaduc d’Oléron (1966) mit einem großen Vorbaugerüst (poutre de lancement) erstellt. Damit war die Grundlage für eine lange Entwicklung des Baus von Spannbetonbrücken im Freivorbau mit vorgefertigten Segmenten gelegt. Das Chillon-Viadukt (1969) wurde wenig später nach einem ähnlichen Verfahren gebaut. Die Pont de Noirmoutier (1971), die Rio-Niterói-Brücke (1974) und die einige Jahre danach ausgeführte Pont de l’île de Ré (1988) sind weitere bekannte Beispiele.

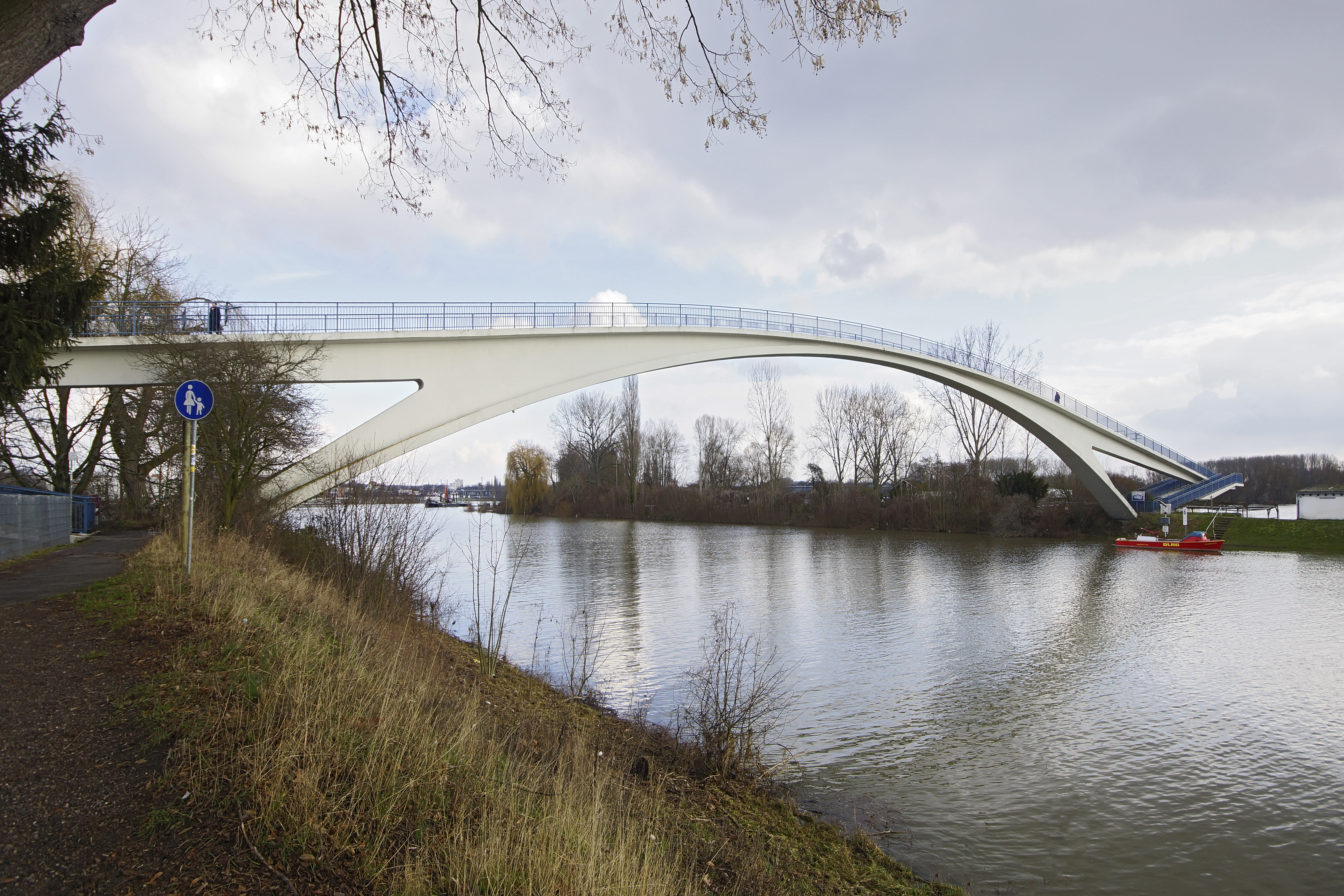
Dyckerhoff-Brücke

Die 539 m lange Donaubrücke Pfaffenstein (1967) im Zuge der A 93 hat zwei Überbauten mit Durchlaufträgern. Die von Ulrich Finsterwalder und Herbert Schambeck entworfene Elztalbrücke (1967) hat eine Dehnfuge über der Talmitte, während die beiden Abschnitte der Fahrbahnplatte mit den pilzkopfartigen Pfeilern und den Widerlagern monolithisch verbunden sind. Die Elztalbrücke wird als Vorläufer der semi-integralen Brücken angesehen. Die Dyckerhoff-Brücke (1967) ist eine 96 m überspannende, erstmals in Leichtbeton ausgeführte Fußgängerbrücke.
Die Donaubrücke Grein (1967) war die erste im Freivorbau über die Donau gebaute Spannbetonbrücke Österreichs. Im oberen Abschnitt der Brenner Autobahn wurden 1968 die Luegbrücke, der Talübergang Obernberg und die baugleiche Felperbrücke eröffnet.
In Spanien wurde die Doppelstockbrücken Puente de Tajo und Puente Almonte (1968) nach einem Entwurf von Finsterwalder ausgeführt, die mit Stützweiten von 85 m damals den Rekord für Eisenbahnbrücken aus Spannbeton hielten. Die Siegtalbrücke (1969) war mit fast 106 m die höchste Autobahn-Talbrücke. Die Carolabrücke (1971) in Dresden war die Spannbetonbrücke mit der größten Stützweite der DDR. 1972 wurde die Autostrada A22 fertig, der italienische Teil der Brennerautobahn mit 30 km Brücken bis Modena, darunter das Gossensaß-Viadukt.

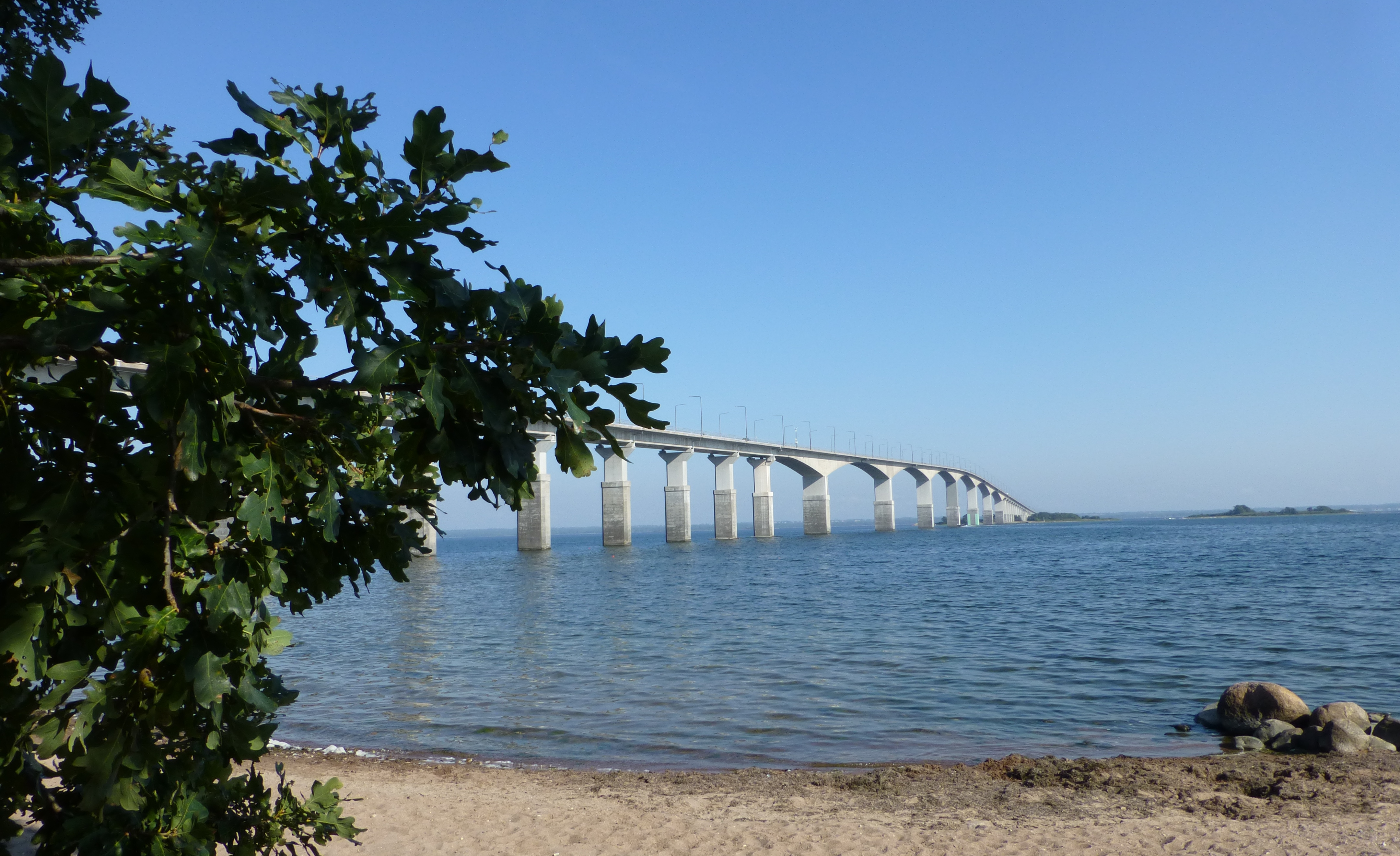
Ölandbrücke

Die Ölandbrücke (1972) war Europas und ist immer noch Schwedens längste Brücke. Japan hatte schon 1958 begonnen, Spannbetonbrücken nach dem Dywidag-Verfahren zu bauen. Die Urado-Brücke (1972) mit einer Spannweite von 230 m und die Hamana-Brücke (1976) mit 240 m Spannweite sind Beispiele für große japanischen Spannbeton-Hohlkastenbrücken. In Serbien wurde die Beška-Brücke (1975) gebaut, damals die längste der Donaubrücken, die den Autoput A1 über die Donau führt und die 2011 durch eine zweite Brücke verdoppelt wurde. Die erste Spannbetonbrücke der USA war die Pine Valley Creek Bridge (1975) in Kalifornien.
Die Autobahnbrücke Gennevilliers (1976) bei Paris war damals die größte im Freivorbau errichtete Spannbetonbrücke Frankreichs.
Die 1521 m lange Ahrtalbrücke (1976) der A 61 hat Durchlaufträger mit je 11 Feldern und einer Dehnfuge auf einem Trennpfeiler in der Mitte des Tals.

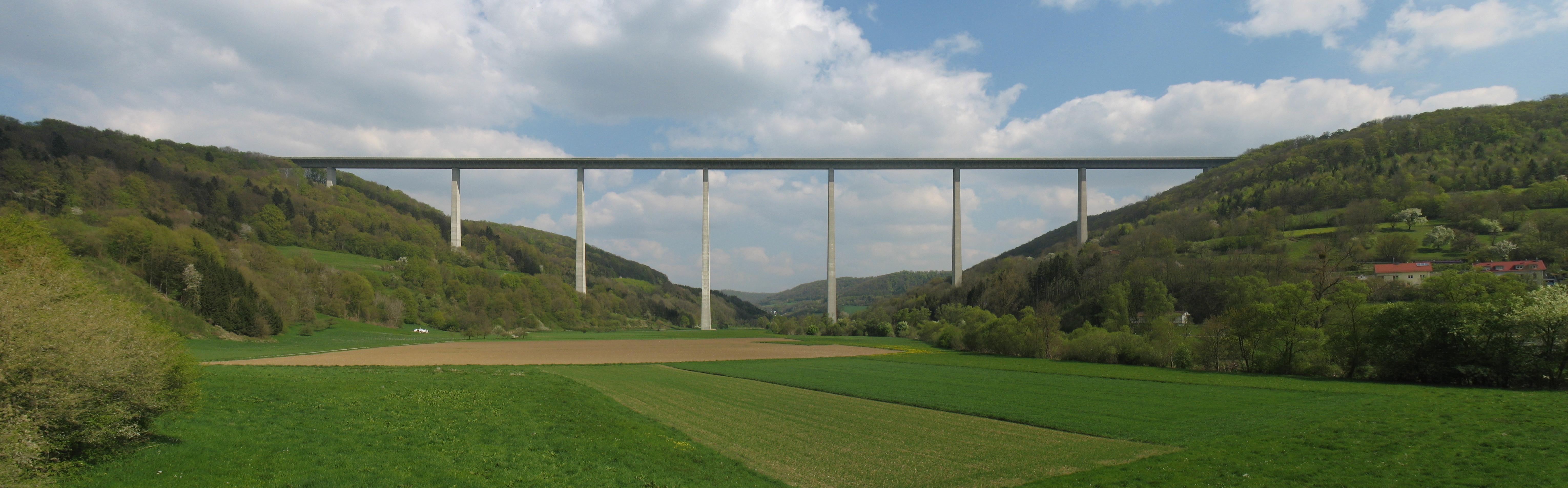
Kochertalbrücke

Die Koror–Babeldaob Bridge (1978) in Palau in der Südsee war die größte Spannbetonbrücke der Welt. 1996 stürzte sie aus nicht geklärten Gründen ein.
Die 185 m hohe Kochertalbrücke (1979) der A 6 ist die höchste Talbrücke in Deutschland; ihre 178 m hohen Brückenpfeiler waren die höchsten weltweit, bis sie 2004 vom Viaduc de Millau abgelöst wurden.

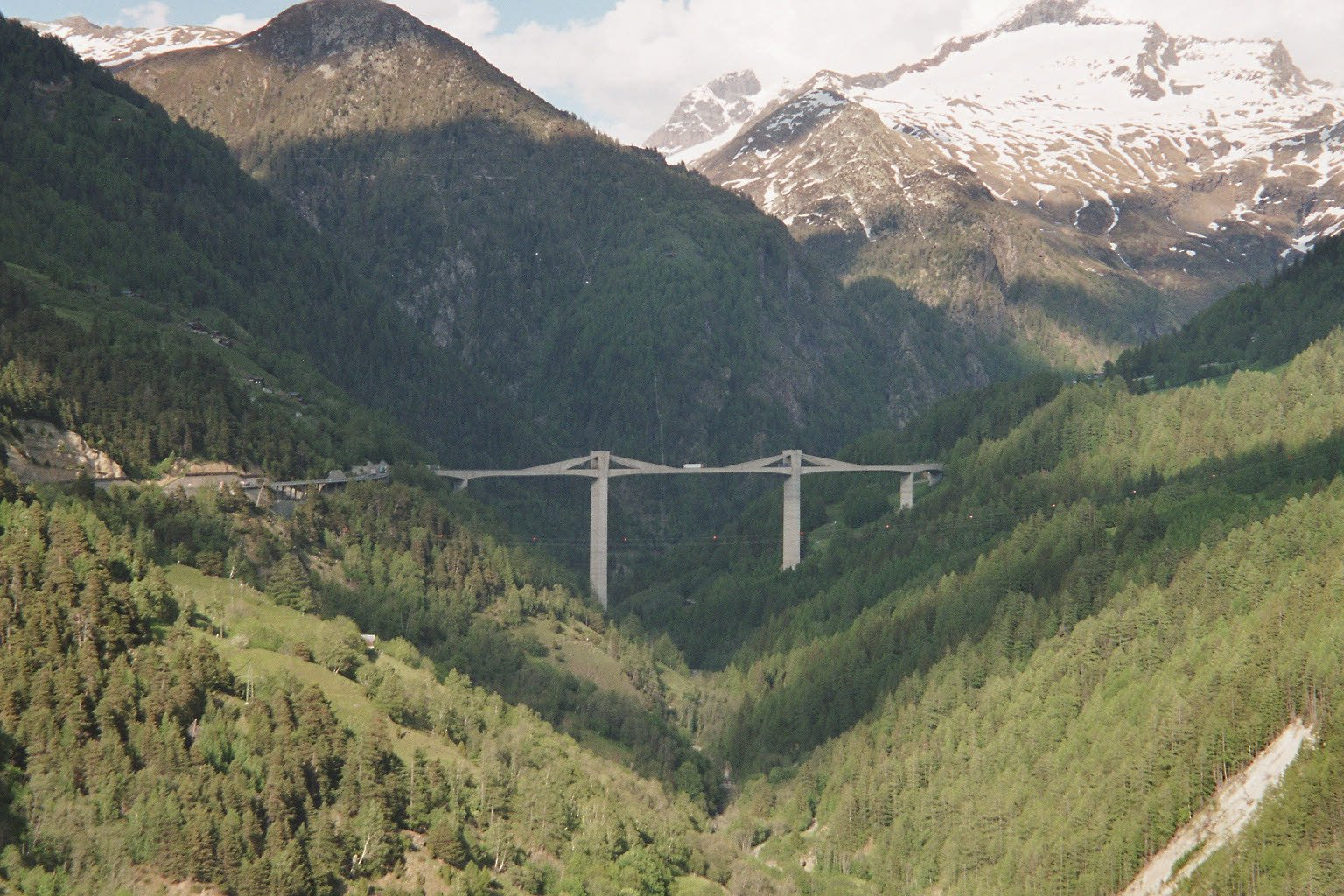
Ganterbrücke

Die von Christian Menn entworfene Ganterbrücke (1980) auf der Simplonstrasse gilt als erste Extradosed-Brücke. Das im gleichen Jahr eröffnete Lehnenviadukt Beckenried am Vierwaldstättersee war bis zur Eröffnung des Viaduc d’Yverdon (1984) das längste Viadukt der Schweiz. Das Biaschina-Viadukt (1983) im Tessin ist die höchste Brücke der Autobahn A2.
In Indien wurde 1982 nach zehnjähriger Bauzeit die 5,6 km lange Mahatma Gandhi Setu über den Ganges fertiggestellt. In Texas wurde die Sam Houston Ship Channel Bridge (1982) eröffnet. 1985 ging die Puente Internacional Tancredo Neves zwischen Brasilien und Argentinien in Betrieb.
Die Mitte der 1980er Jahre gebauten Brücken der Schnellfahrstrecke Hannover–Würzburg haben eine Gesamtlänge von 30 km. Unter ihnen galt die Maintalbrücke Gemünden (1984) bei ihrer Eröffnung als weitgespannteste Eisenbahn-Spannbetonbrücke der Welt und hat immer noch die größte Stützweite einer Spannbetonbalkenbrücke für Eisenbahnüberführungen in Deutschland. Die mit 95 m höchste Brücke ist die Rombachtalbrücke (1986). An der Maintalbrücke Veitshöchheim (1987) wurde mit einer geschobenen Länge von 1262,8 m ein neuer Weltrekord für ein einseitiges Taktschiebeverfahren aufgestellt.

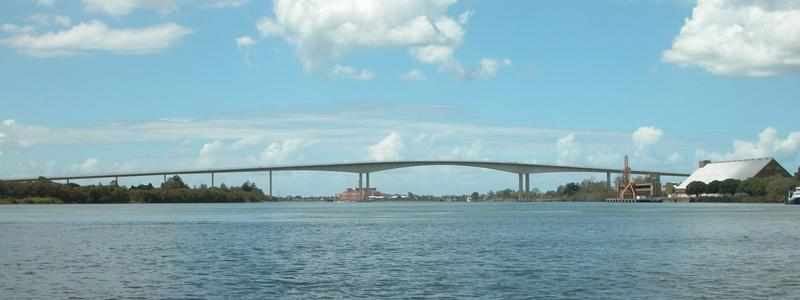
Gateway Bridge

Die Gateway Bridge (1986) bei Brisbane, Australien war mit einer Spannweite von 260 m für über 15 Jahre die größte ihrer Art.
Der Talübergang Schottwien (1989) wurde ein wichtiges Teil der neuen Semmering Schnellstraße.
In Porto schuf Edgar Cardoso mit der Eisenbahnbrücke Ponte de São João (1991) eine wegen ihrer klaren Linien auch architektonisch viel beachtete Spannbeton-Rahmenbrücke. In Norwegen wurde von der Nye Varoddbrua (1994) mit einer Spannweite von 260 m der Rekord der Gateway Bridge eingestellt. Die Skye Bridge verbindet seit 1995 eine Insel der Inneren Hebriden mit dem schottischen Hauptland.
Die 12,9 km lange Confederation Bridge (1997) zwischen Prince Edward Island und dem kanadischen Festland wurde komplett an Land vorgefertigt und mit einem Schwimmkran eingeschwommen. Der 6,6 km lange westliche Teil der Storebæltsbroen (Brücke über den Großen Belt) (1997/1998) besteht ebenfalls aus Fertigteilen, die von einem Schwimmkran auf die Pfeiler gehoben wurden.
Die 4,8 km lange Bangabandhu-Brücke (1998) wurde mit 83 m langen Stahlrohren im Bett der Jamuna in Bangladesch gegründet.
Mit der Sunnibergbrücke (1998) haben Christian Menn und Dialma Jakob Bänziger eine viel beachtete Extradosed-Brücke geschaffen.
Die Raftsundet bru (1998) zwischen zwei Lofoteninseln und die Sundøybrua (2003) sind Beispiele für den umfangreichen Bau von Brücken und Straßen in Norwegen. Sie belegen mit Stützweiten von 298 m gemeinsam den zweiten Rang aller Spannbetonbrücken weltweit. Nur die Stolmabrua (1998) ist mit 301 m Stützweite noch etwas weiter. Ihr Hohlkasten hat ein 184 m langes Mittelstück aus Leichtbeton. Die zweite Shibanpo-Jangtse-Brücke (2006) hat zwar derzeit mit 330 m die größte Stützweite, ihr Hohlkasten enthält aber ein 108 m langes stählernes Mittelstück.
2002 wurde die Pierre-Pflimlin-Brücke über den Rhein bei Straßburg eröffnet, die zweite neue Rheinbrücke an der deutsch-französischen Grenze, die nach dem Zweiten Weltkrieg für den überregionalen Straßenverkehr errichtet wurde und keinen Vorgänger hatte.
Die dritte Benicia–Martinez Bridge (2007) in der San Francisco Bay Area ist ein Beispiel der immer noch seltenen US-amerikanischen Spannbetonbrücken. Die Puente San Marcos (2013) mit dem zweithöchsten Pfeiler der Welt ist ein Beispiel der zahlreichen mexikanischen Spannbetonbrücken.
Die ganz überwiegende Zahl von Spannbeton- und vielen anderen großen Brücken wurde anfangs dieses Jahrhundert in China gebaut. Die längste Brücke der Welt, die von 2010 bis 2011 errichtete Große Brücke Danyang–Kunshan auf der Schnellfahrstrecke Peking–Shanghai ist nur ein Beispiel.

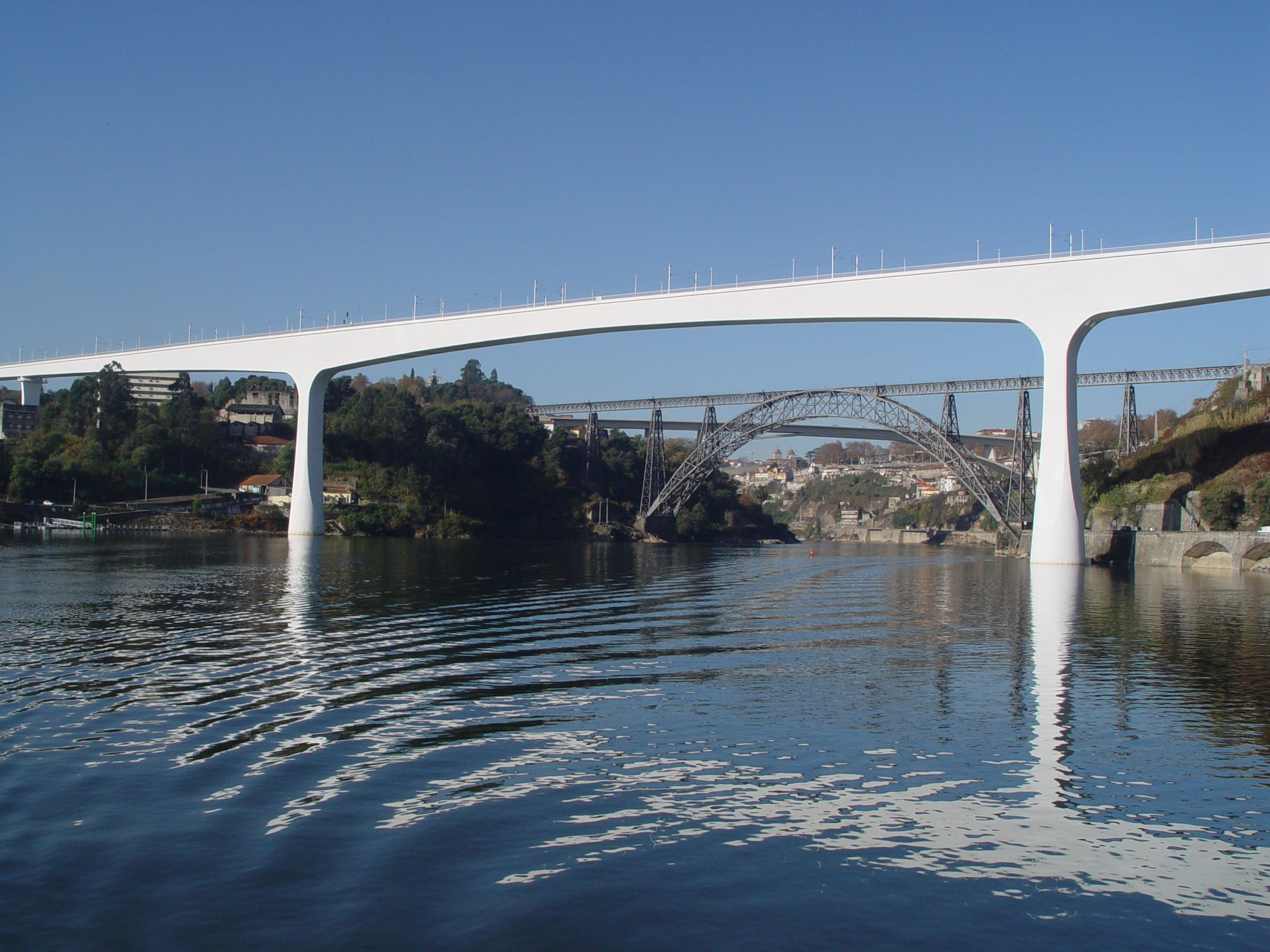
Ponte de São João
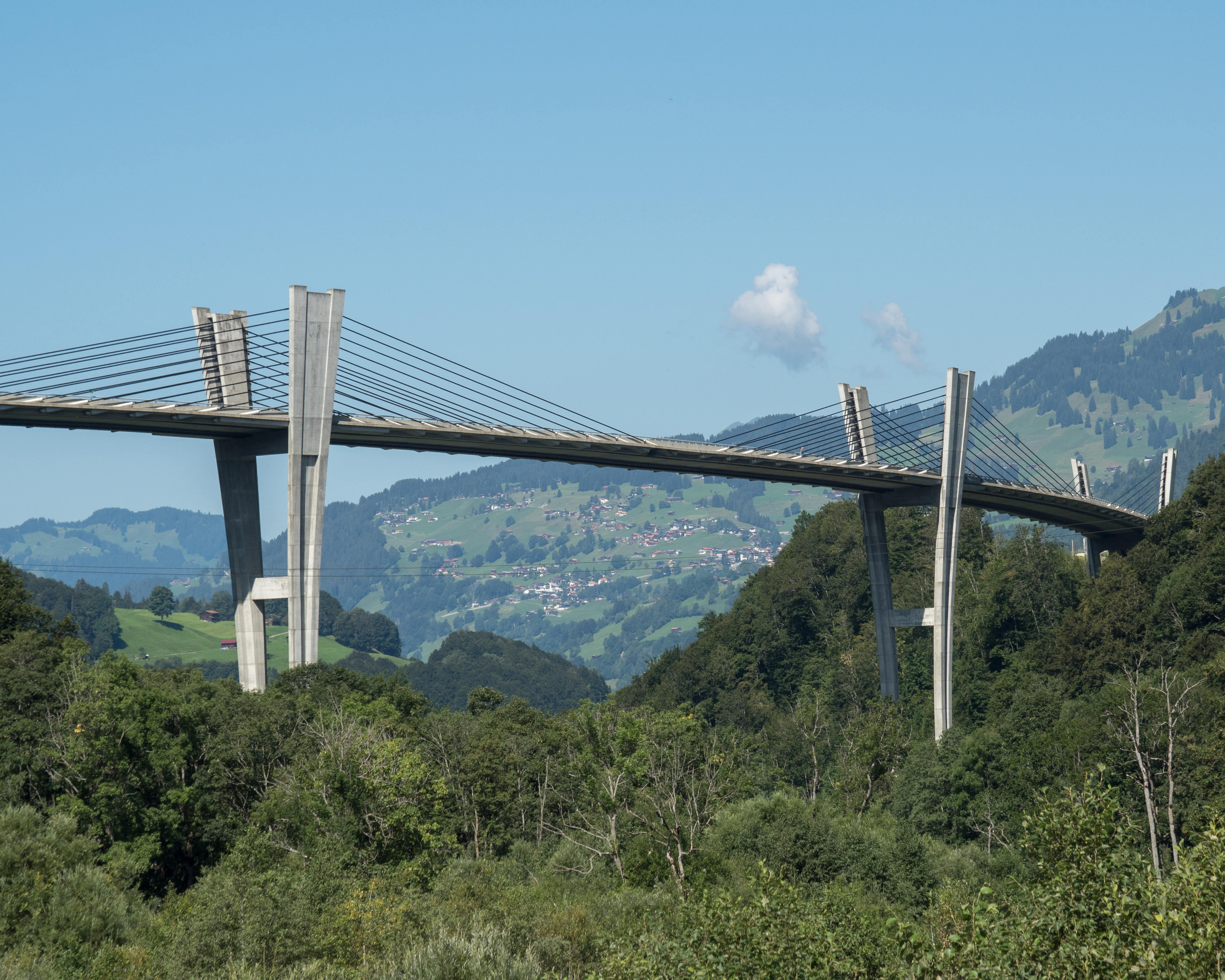
Sunnibergbrücke
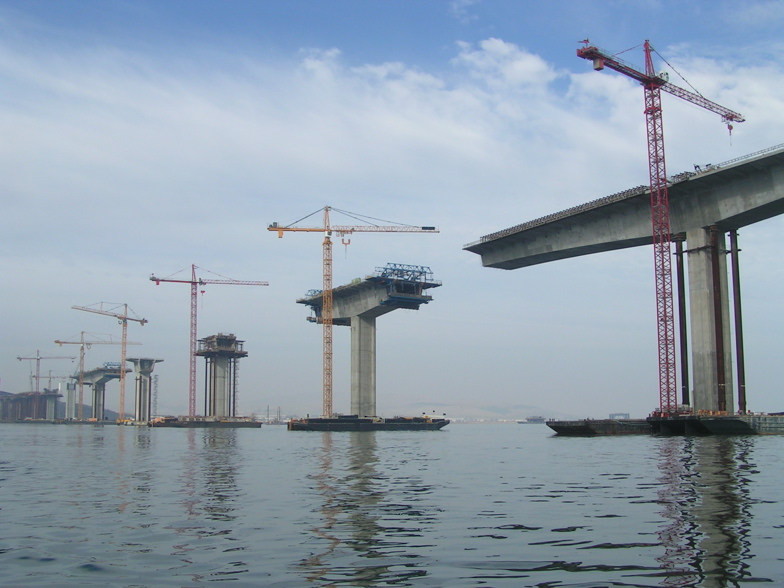
Bau der Benicia–Martinez Bridge
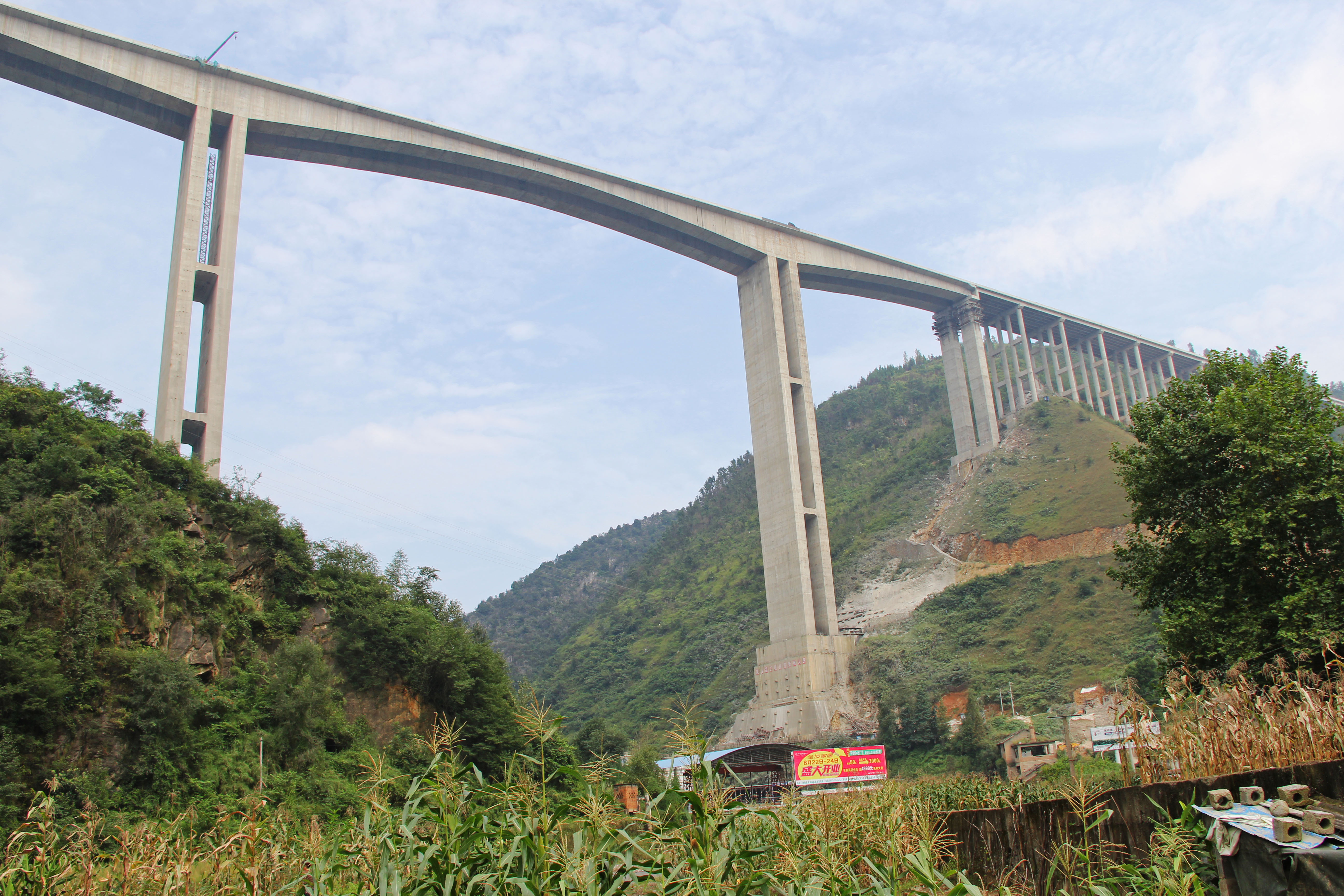
Nayong Brücke der G76, Guizhou, China

### Kettenbrücken, Hängebrücken

#### Kettenbrücken
Die in Tibet und Bhutan schon im 15. Jahrhundert und spätestens seit dem frühen 18. Jahrhundert in China in der Gebirgstälern von Sichuan und Yunnan gebauten Kettenbrücken blieben in der westlichen Welt weitgehend unbekannt.
In Europa wurden im 18. Jahrhundert nach der Winch Bridge, einer schmalen Fußgängerbrücke für englische Bergarbeiter, lediglich eine aus der Not geborene Rohrbrücke zur Wasserversorgung der Stadt Weilburg an der Lahn und zwei schwankende Stege in Parkanlagen gebaut.
In den USA baute James Finley mit der Jacob’s Creek Bridge 1801 die erste von Fahrzeugen benutzbare Ketten-Hängebrücke. Wenig später errichtete er die deutlich größere Kettenbrücke bei Falls of Schuylkill sowie eine Reihe ähnlicher Brücken. Er konnte sich aber nicht gegenüber den billigeren Holzfachwerkbrücken durchsetzen und blieb letztlich ohne Einfluss auf die Entwicklung.

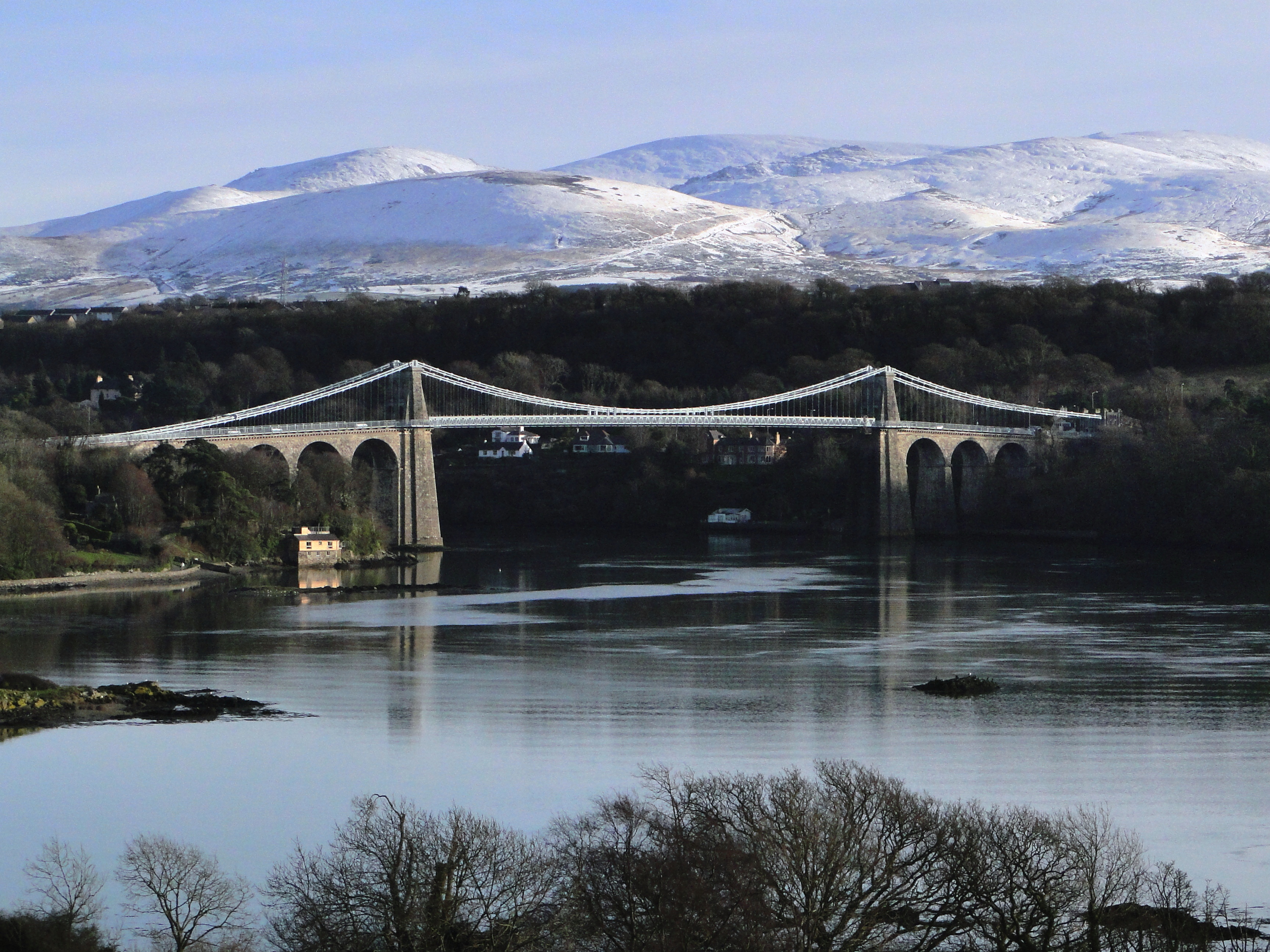
Menai Suspension Bridge

In Großbritannien führten Fortschritte in der Metallurgie und Verbesserungen der als Kettenglieder eingesetzten Augenstäbe zum Beginn der Ära der Kettenbrücken. 1819 begann Samuel Brown mit dem Bau der Union Bridge, der ersten, von Fuhrwerken benutzbaren Kettenbrücke in Europa. Im gleichen Jahr begann Thomas Telford mit dem Bau der 1826 fertiggestellten Menai Suspension Bridge von Wales nach Anglesey, die mit einer Spannweite von 176 m und einer Durchfahrtshöhe von 30 m alle zuvor erstellten Brücken dieses Konstruktionstyps übertraf. Kurz darauf folgte die ebenfalls von Telford gebaute Conwy Suspension Bridge.
In Deutschland wurde 1824 der Kettensteg in Nürnberg eröffnet, die älteste Kettenbrücke auf dem europäischen Kontinent. Wenig später wurde die Rotundenbrücke über den Donaukanal in Wien für die Benutzung durch Fußgänger und Pferde freigegeben.
Damit hatte diese Bauweise ihren Durchbruch in den meisten europäischen Ländern erreicht. Eine Reihe weitere Kettenbrücken entstanden, wie zum Beispiel die Ägyptische Brücke in Sankt Petersburg, die Kettenbrücke in Malapane in Schlesien, oder die von William Tierney Clark in London gebaute Hammersmith Bridge mit der nächsten Rekordspannweite von 210 m.

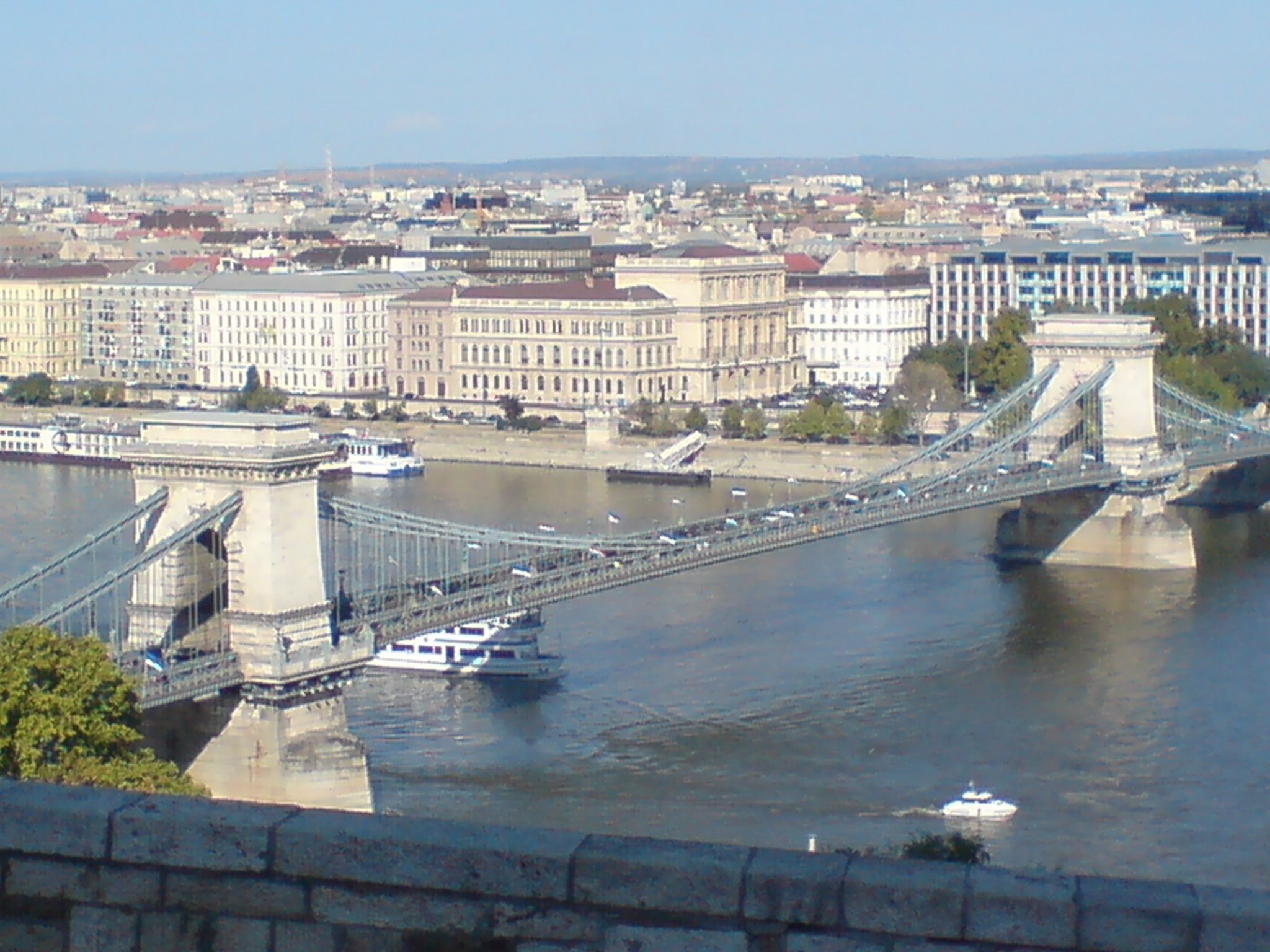
Széchenyi-Kettenbrücke

Zu den bedeutenden weiteren Brücken gehören die 1849 eröffnete, ebenfalls von William Tierney Clark ausgeführte Széchenyi-Kettenbrücke über die Donau in Budapest mit einer Spannweite von 202 m, die Kaiserin-Elisabeth-Brücke über die Elbe in Tetschen (Děčín) im heutigen Tschechien und die Nikolaus-Kettenbrücke in Kiew, die den Dnepr in vier hintereinanderliegenden Feldern mit Spannweiten von je 143 m und einer Länge von insgesamt 776 m überquerte.
Die Kettenbrücke in Mülheim an der Ruhr wurde 1842–1844 errichtet (und 1909 durch eine größere Brücke ersetzt).
Die 1860 in Betrieb genommene Verbindungsbahnbrücke über den Wiener Donaukanal war die erste Eisenbahnbrücke in der Form einer „unechten“, rückverankerten Kettenbrücke.
Der bereits 1831 von Isambard Kingdom Brunel begonnene Bau der Clifton Suspension Bridge in Bristol konnte nach vielfältigen Schwierigkeiten 1864 vollendet werden. Sie hat eine Stützweite von 214 m.
1868 wurde in Prag die nach dem System von Rowland Mason Ordish geplante Franz-Joseph-Brücke/Eliščin most (Elisenbrücke) eröffnet, eine Kettenbrücke mit schrägen Ketten nach Art der späteren Schrägseilbrücken. Nach demselben System wurde anschließend die Albert Bridge in London gebaut, die allerdings nicht sehr erfolgreich war und mehrfach nachgebessert werden musste.
Mit dem Bau der 1894 eingeweihten Tower Bridge in London, einer in dieser Form wohl einzigartigen kombinierten Hänge- und Klappbrücke, und der 1903 eröffneten Elisabethbrücke in Budapest hatte die Zeit der Kettenbrücken wohl ihren Höhepunkt erreicht.
Aus der späteren Zeit sind insbesondere zu nennen die Deutzer Hängebrücke, eine 1915 eröffnete rückverankerte Kettenbrücke, sowie die ebenfalls rückverankerten Three Sisters in Pittsburgh, Pennsylvania, die in den Jahren 1924–1928 über den Allegheny River gebaut wurden. Die 1926 fertiggestellte Hercílio-Luz-Brücke in Brasilien hat mit 339,5 m die größte Spannweite aller Kettenbrücken weltweit. Die letzten großen Kettenbrücken waren wohl die 1937 eröffnete Wiener Reichsbrücke und die 1938 fertiggestellte Krimbrücke in Moskau.

#### Drahtseil-Hängebrücken

##### Anfänge in Frankreich und der Schweiz
Frankreich blieb aufgrund der Kontinentalsperre zu Beginn des 19. Jahrhunderts von den Fortschritten bei der Herstellung und Erzeugung von Eisen in Großbritannien lange abgeschnitten. Da Drahtseile unterschiedliche Qualitäten der einzelnen Drähte ausgleichen können, konzentrierte sich die Entwicklung im französischen Sprachraum vor allem unter dem Einfluss von Marc Seguin von Anfang an auf Drahtseil-Hängebrücken.

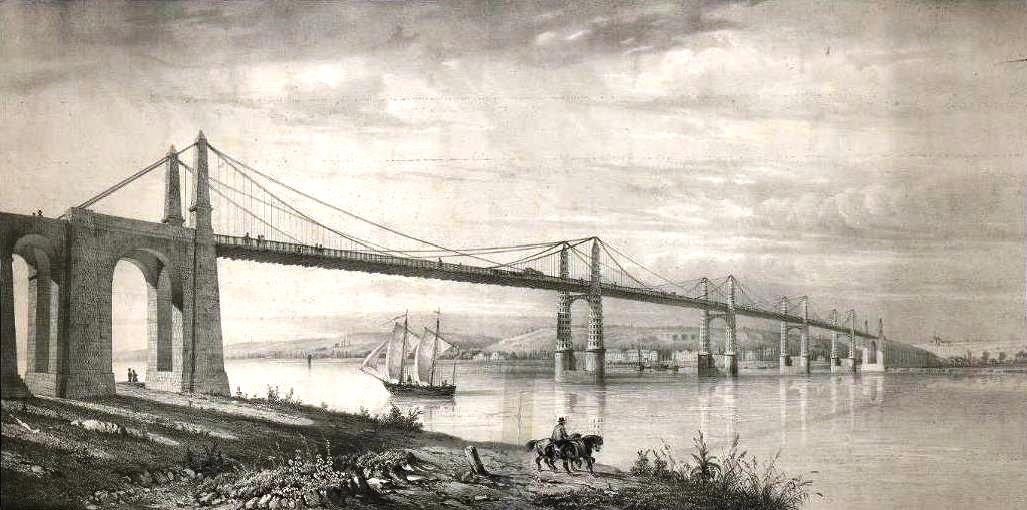
Hängebrücke von Cubzac

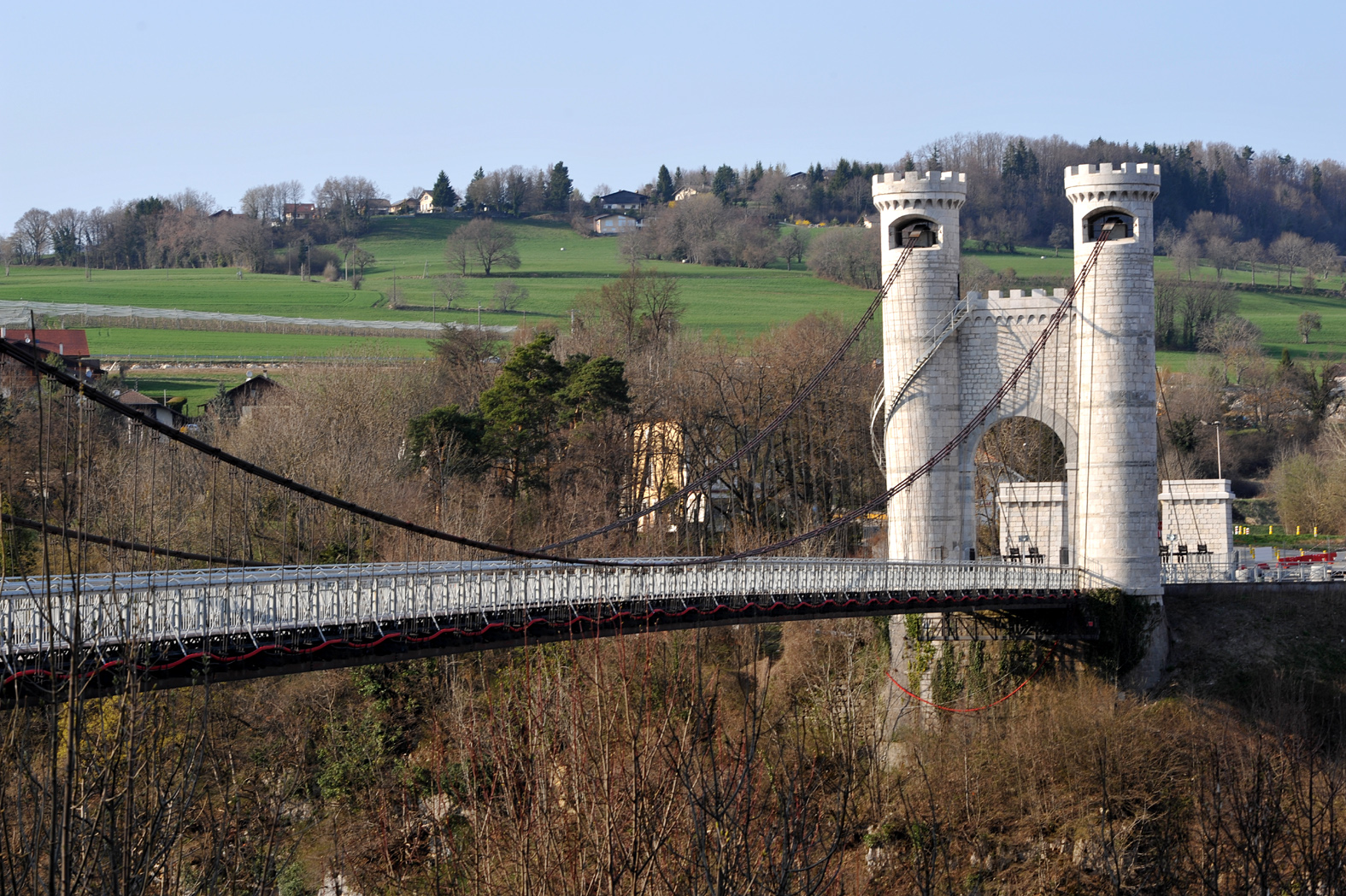
Pont de la Caille

Die von Guillaume Henri Dufour 1823 in Genf nach Ideen von Marc Seguin gebaute, 82 Meter lange Passerelle de Saint-Antoine gilt als die erste, dauerhafte Drahtseil-Hängebrücke der Welt. Marc Seguin eröffnete 1825 die heute Passerelle Marc Seguin genannte Brücke über die Rhone in Tournon-sur-Rhône, die erste befahrbare Drahtseil-Hängebrücke. In den folgenden vierzig Jahren baute er mit seinem Unternehmen Marc Seguin et freres in ganz Frankreich über sechzig Hängebrücken. Konkurrenzunternehmen wie die Société Bayard de la Vingtrie waren ähnlich produktiv. Beispiele sind die 1833 fertiggestellte Hängebrücke von Cubzac, zu ihrer Zeit wohl die größte und längste Hängebrücke, und die Brücken von Châteauneuf-sur-Loire, Châtillon-sur-Loire oder Bonny-sur-Loire. Die Nachfrage war groß, da mit Hängebrücken breite Flüsse zu einem Bruchteil der Kosten überquert werden konnten, die bis dahin für eine herkömmliche Brücke mit mehreren Steinbögen aufgewendet werden mussten. An Orten, an denen der Bau von Pfeilern im Flussbett bislang wegen der Untergrundverhältnisse oder der Strömung überhaupt nicht möglich war, konnte der Fluss nun erstmals auf einer Brücke überquert werden, wie bei der Pont de La Roche-Bernard im Département Morbihan über die Vilaine. Auch die in 147 m Höhe über eine Schlucht gespannte, 194 m lange Pont de la Caille auf der Straße von Genf nach Grenoble wäre kurz zuvor noch nicht denkbar gewesen.
Die Festigkeitszunahme der Drähte durch das Ziehen bei der Herstellung ermöglichte leistungsfähigere Tragkabel als bei Verwendung von Tragketten. Die Zähringerbrücke in Freiburg im Üechtland (Le Grand Pont Suspendu) war ab 1835 mit 273 Meter Spannweite der weltweite Rekordhalter. Ihre Tragseile bestanden aus 1056 Einzeldrähten mit je drei Millimeter Durchmesser. Die Einzeldrähte waren parallel nebeneinander angeordnet, da das gedrehte (geschlagene) Drahtseil erst 1834 von Oberbergrat Julius Albert erfunden wurde.
Diese Bauweise wurde bei größeren Hängebrücken beibehalten, deren Tragseile so groß und schwer waren, dass sie nur noch auf der Baustelle im Luftspinnverfahren hergestellt werden konnten, welches ursprünglich von dem Franzosen Louis-Joseph Vicat erfunden und 1830 vorgestellt wurde. Später entwickelte John Augustus Roebling dieses Verfahren in den USA weiter, so dass Tragseile über große Spannweiten hinweg direkt am Ort des Einsatzes in vergleichsweise kurzer Zeit und zu tragbaren Kosten hergestellt werden konnten.
Anfänglich wurden eine Reihe von Einstürzen infolge von Stürmen hingenommen. Als jedoch am 16. April 1850 die Tragseile der Hängebrücke von Angers (Pont de la Basse-Chaîne) aus ihren Verankerungen gerissen wurden und bei diesem Unglück insgesamt 226 Menschen starben, wendete sich die öffentliche Haltung. Der Sturm, der am 26. Oktober 1852 das Brückendeck der Pont de La Roche-Bernard zerstörte, bestärkte die Öffentlichkeit in der Ablehnung weiterer Hängebrücken. Dies führte dazu, dass in den nächsten vierzig Jahren in Frankreich kaum noch eine Hängebrücke gebaut wurde, während John Augustus Roebling etwa zur gleichen Zeit in den USA die Lösung des Problems zeigte.
Im französischsprachigen Raum wurden erst am Ende des 19. Jahrhunderts vor allem durch Ferdinand Arnodin wieder Hängebrücken gebaut und noch mehr ältere Brücken nach seinen Ideen modernisiert. Äußerlich sichtbar war die der Versteifung dienende Kombination von fächerförmigen Schrägseilen an den Abschnitten der Fahrbahnträger bei den Pylonen mit konventionellen Tragkabeln und Hängern im mittleren Drittel und die Verwendung von Hängern aus Stahlstäben mit geschmiedeten Enden anstelle der üblichen Seile. Als Beispiel dienen kann die 1912 fertiggestellte Pont Sidi M’Cid in Constantine, Algerien, seinerzeit die höchste Brücke der Welt.

##### Entwicklung in den USA

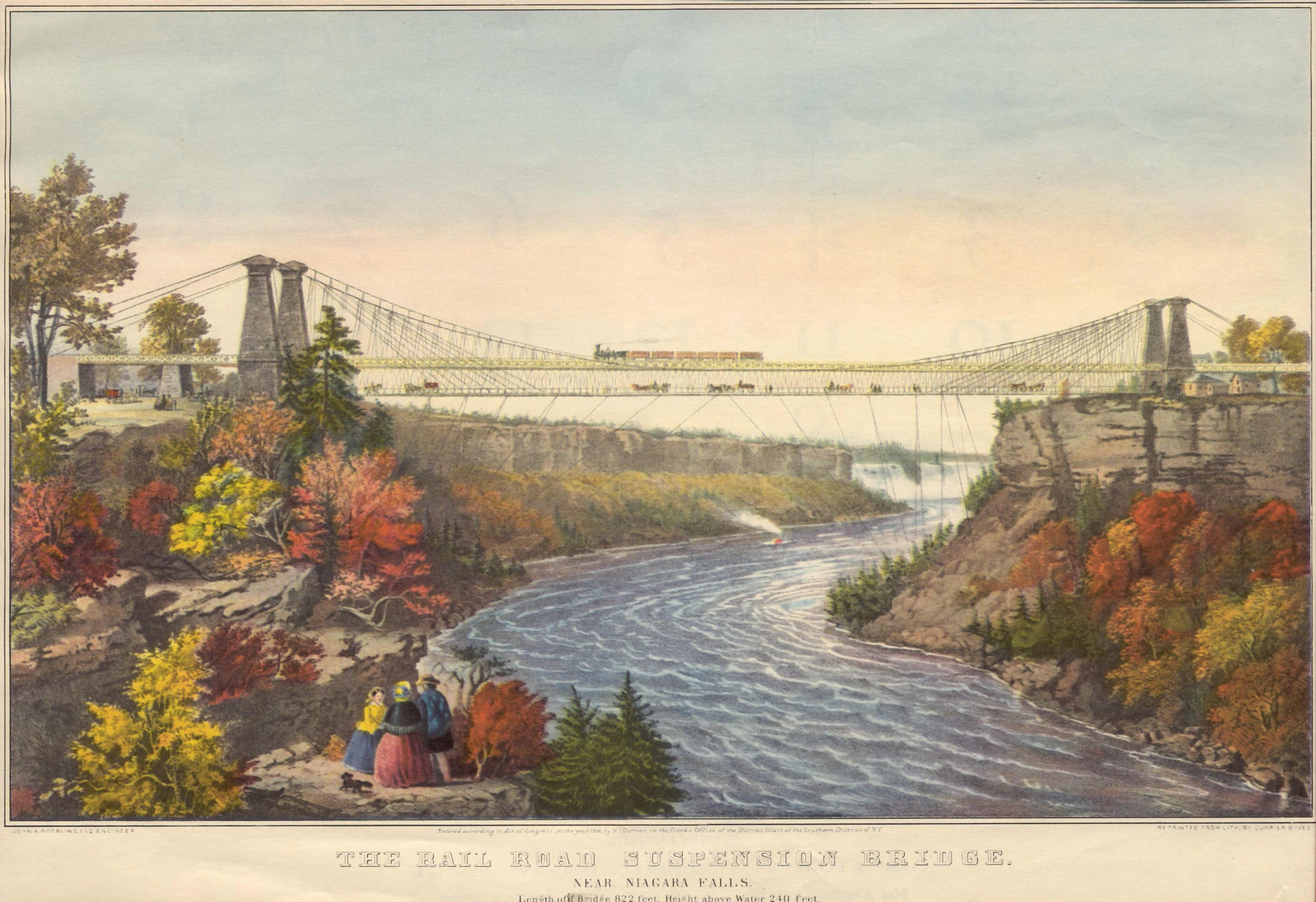
Niagara Falls Suspension Bridge

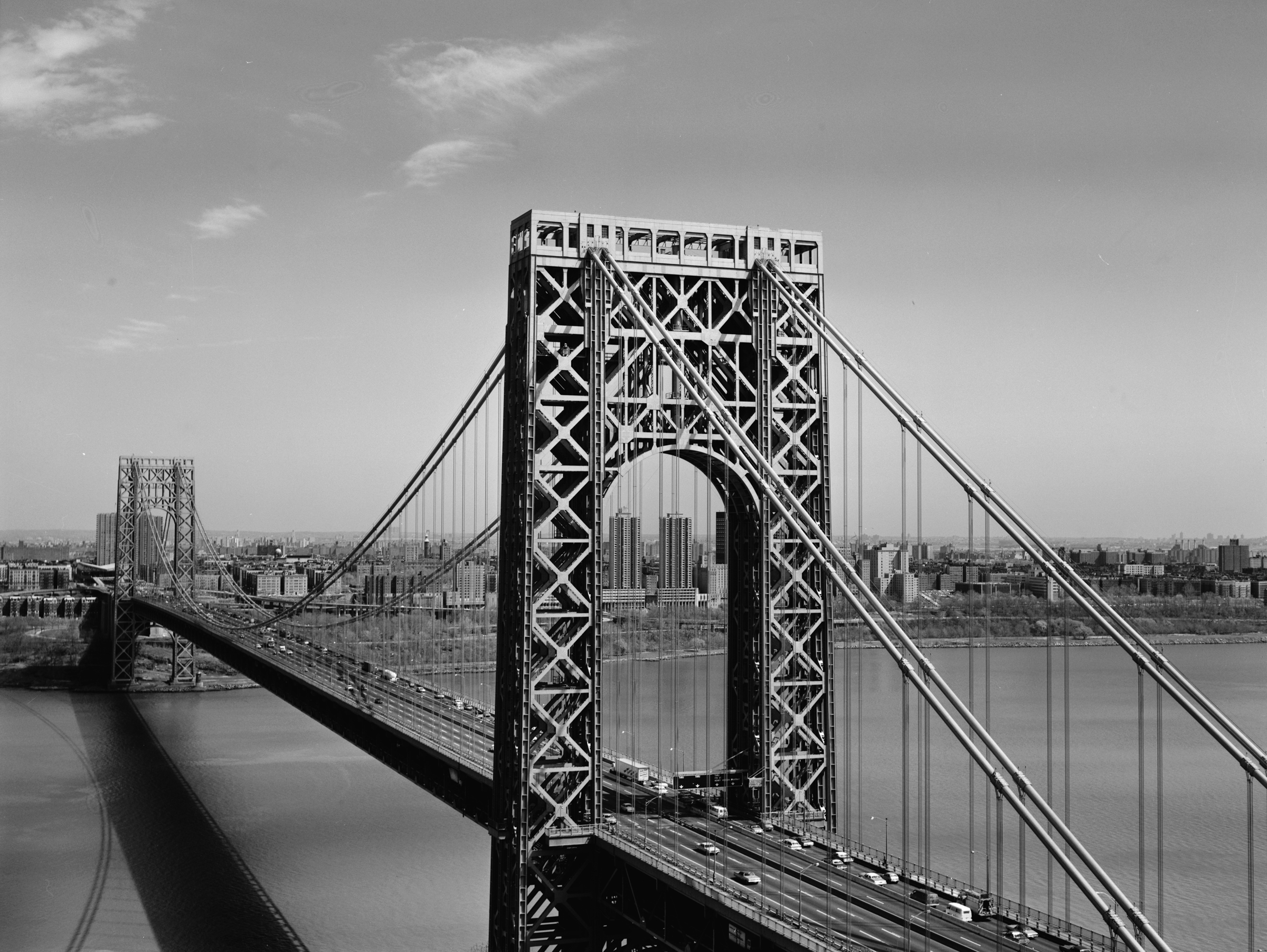
George Washington Bridge

Die 1849 fertiggestellte Wheeling Suspension Bridge über den Ohio River war die erste große Hängebrücke mit einer Spannweite von über 300 m, wurde aber schon 1854 von einem Sturm schwer beschädigt.
John Augustus Roebling setzte daraufhin die Maßstäbe. Seine von 1851 bis 1855 gebaute Niagara Falls Suspension Bridge mit einer Spannweite von 251 m war die erste dauerhafte Brücke über den Niagara River und die erste Hängebrücke auch für Eisenbahnen. Sie hatte massive gemauerte Pylone, je zwei Tragseile mit unterschiedlichem Durchhang und einen einem Hohlkasten gleichen Fahrbahnträger aus Gitterträgern, der durch zusätzliche Schrägseile und Abspannungen nach unten gegen Schwingungen gesichert war. Seine 1866 eröffnete Cincinnati–Covington Bridge mit einer Spannweite von 322 m (später John A. Roebling Suspension Bridge genannt) und die von seinem Sohn Washington 1883 fertiggestellte Brooklyn Bridge mit 486 m Spannweite waren nach ähnlichen Prinzipien gebaut.
Die erste ganz aus Stahl gefertigte Brücke war die 1903 eröffnete Williamsburg Bridge mit einer Spannweite von 488 m, bei der auch auf die Schrägseile verzichtet wurde.
Mit der dritten Hängebrücke über den East River, der von Leon Moisseiff geplanten und 1909 fertiggestellten Manhattan Bridge, begann eine Entwicklung zu immer leichteren und größeren Brücken, wie der Bear Mountain Bridge, der Benjamin Franklin Bridge und der Ambassador Bridge. 1929 wurde mit der Royal Gorge Bridge wohl die erste Hängebrücke zu touristischen Zwecken gebaut, die bekannt wurde, weil sie eine Schlucht in Colorado in 291 m Höhe überquert und den Titel als höchste Brücke der Welt bis 2001 hielt.
Othmar Ammanns 1931 eröffnete George Washington Bridge mit einer Spannweite von 1067 m und die von Joseph B. Strauss gebaute und 1937 eröffnete Golden Gate Bridge mit einer Spannweite von 1280 m setzten neue Maßstäbe. Die Lions Gate Bridge in Vancouver wurde 1938 mit einer Spannweite von 472 m die längste Hängebrücke außerhalb der USA und behielt diesen Titel, bis 1959 die Pont de Tancarville in Frankreich eröffnet wurde.
Die Geldknappheit während der Great Depression beschleunigte den durch neue Berechnungsmethoden und neue Bauweisen ermöglichten Trend zu sehr schlanken und daher billigen Hängebrücken. David B. Steinman konnte bei der 1938 fertiggestellten Thousand Islands Bridge und der fast gleichzeitig gebauten Deer Isle Bridge völlig unerwartet aufgetretene Schwingungen durch zusätzliche Spannseile und Verstrebungen weitgehend dämpfen.

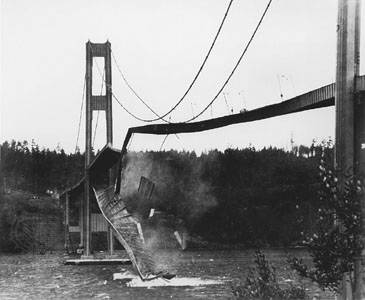
Einsturz der Tacoma-Narrows-Brücke

Bei der Tacoma-Narrows-Brücke, einer von Leon Moisseiff geplanten, äußerst schlanken und leichtgewichtigen Brücke, die damals mit 853 m die drittgrößte Spannweite aller Hängebrücken hatte, waren bei der Planung weit mehr als orkanartige Stürme zugrunde gelegt worden. Dennoch traten am 7. November 1940, nur vier Monate nach ihrer Eröffnung, bei lediglich stürmischem Wind völlig unerwartet immer stärker werdende Schwingungen und Verwindungen auf, die zur Zerstörung der Brücke führten. Man hatte Wind nur als statische Last berücksichtigt, seine aerodynamischen Auswirkungen auf Brücken waren damals noch unbekannt. Es dauerte noch viele Jahre, viele Windkanalversuche und Berechnungen, bis die dynamischen Wirkungen von Wind auf Brückenstrukturen einigermaßen verstanden wurden.
Als Reaktion auf das Unglück musste Ammann seine ebenfalls sehr schlanke Bronx-Whitestone Bridge zur Beruhigung der (mautzahlenden) Autofahrer nachträglich versteifen. Der 1950 fertiggestellte Neubau der Tacoma-Narrows-Brücke und vor allem David B. Steinmans 1957 eröffnete Mackinac Bridge wurden mit hohen und schon optisch solide wirkenden Fachwerkträgern versehen, um Schwingungen zu verhindern. Auch Othmar Ammann verwendete bei der Throgs Neck Bridge (1961) hohe und steife Fachwerkträger; bei der Verrazzano-Narrows Bridge (1964) stellte sich das Problem wegen der zweistöckigen Bauweise nicht.

##### AmerikanischeundeuropäischeBauweisen
Die aus dem Einsturz der Tacoma-Narrows-Brücke gewonnenen Erkenntnisse führten zu zwei unterschiedlichen Konstruktionsarten, die auch als amerikanische und europäische Bauweisen bezeichnet werden.

###### Fachwerkträger

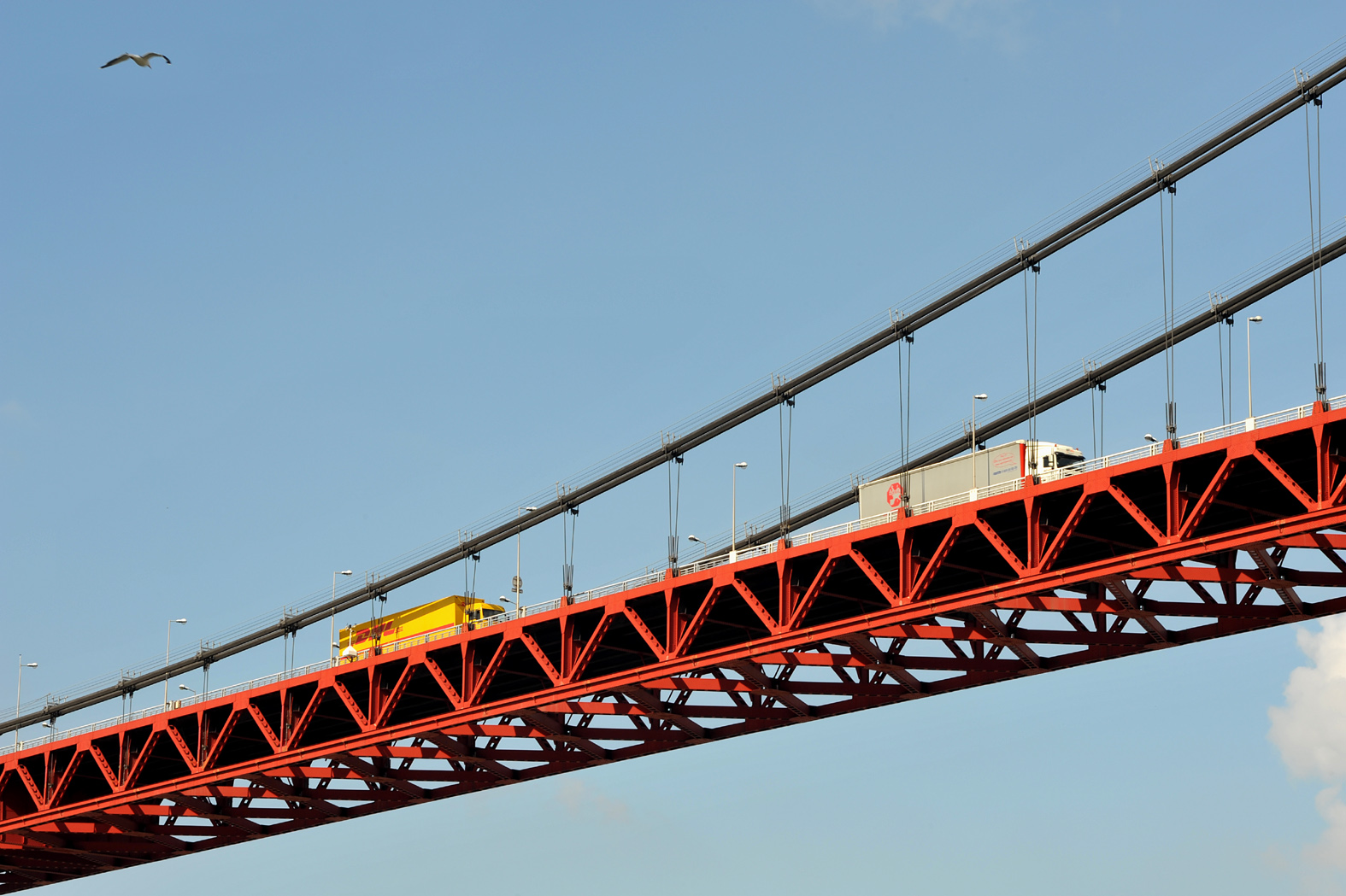
Pont de Tancarville, Fachwerkträger

Bei der amerikanischen Bauweise wurden und werden weiterhin große Fachwerkträger zur Versteifung des Fahrbahnträgers eingesetzt. Dabei wird darauf geachtet, dass sie trotz ihrer Größe einen möglichst geringen Windwiderstand haben. Große Hängebrücken der amerikanischen Bauweise sind zum Beispiel die Pont de Tancarville (1959) bei Le Havre, die Forth Road Bridge (1964) bei Edinburgh, die Rheinbrücke Emmerich (1965), die Pont Pierre-Laporte (1970) in Québec, die Kammon-Brücke (1973) in Japan und die Akashi-Kaikyō-Brücke (1998), die bis 2022 längste aller Hängebrücken, die einen 14 m hohen Versteifungsträger hat. Auch die bis 2016 am höchsten über dem Talgrund stehende Brücke, die Siduhe-Brücke (2009) in der chinesischen Provinz Hubei, hat einen Fachwerkträger.
Die Ponte 25 de Abril (1966) in Lissabon, die Minami-Bisan-Seto-Brücke (1988) in der Seto-Ōhashi-Brückenkombination in Japan und die Tsing-Ma-Brücke (1997) in Hongkong sind doppelstöckige Eisenbahn- und Straßenbrücken und haben daher zwangsläufig einen hohen Fachwerkträger.

###### Hohlkastenträger

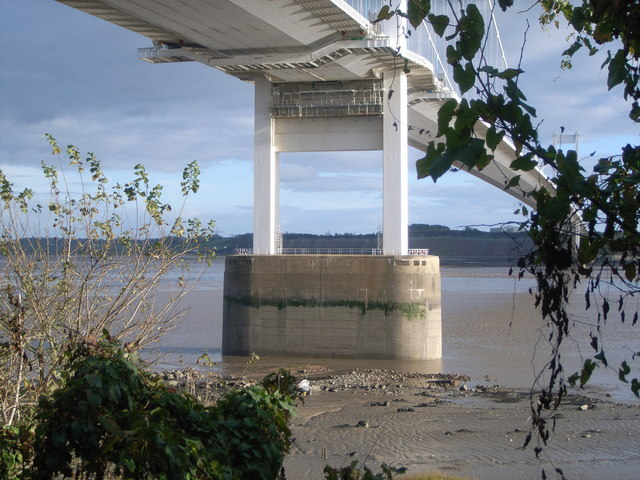
Severn Bridge, Hohlkastenträger

Fritz Leonhardt hatte schon die erste, von 1938 bis 1941 gebaute Rheinbrücke Köln-Rodenkirchen mit einem flachen, vollwandigen Versteifungsträger konstruiert. 1953 zog er aus dem Tacoma-Unglück den Schluss, dass es besser sei, durch eine windschnittige Formgebung des Brückendecks die Entstehung schädlicher Windströmungen zu vermeiden, anstatt den Schwingungen durch große Fachwerkträger entgegenzuwirken.
Freeman Fox & Partners nahmen die Idee auf und verwendeten als erste bei der von 1961 bis 1966 gebauten Severn-Brücke ein Brückendeck aus einem flachen Stahlhohlkasten, dessen Profil in Windkanalversuchen ermittelt wurde.
Aufgrund Leonhardts Rat wurde 1964 die Konstruktion der zwischen 1965 und 1970 gebauten Ny Lillebæltsbro über den Kleinen Belt in Dänemark ebenfalls auf die Hohlkastenbauweise umgestellt.
Freeman Fox und Partners konstruierten auch die erste Bosporus-Brücke (1973) und die Humber-Brücke (1981) sowie die zweite Brücke über den Bosporus, die Fatih-Sultan-Mehmet-Brücke (1988) mit flachen, aerodynamisch optimierten Hohlkastenprofilen und etablierten damit diese Bauweise.
Weitere Hängebrücken mit Hohlkastenträgern sind die Högakustenbron (1997) in Schweden, die Jiangyin-Brücke (1997) über den Jangtsekiang in China. Auch die bisher zweitlängste Hängebrücke, die Xihoumen-Brücke (2008) hat einen flachen Hohlkastenträger.

### Schrägseilbrücken

#### Vorläufer

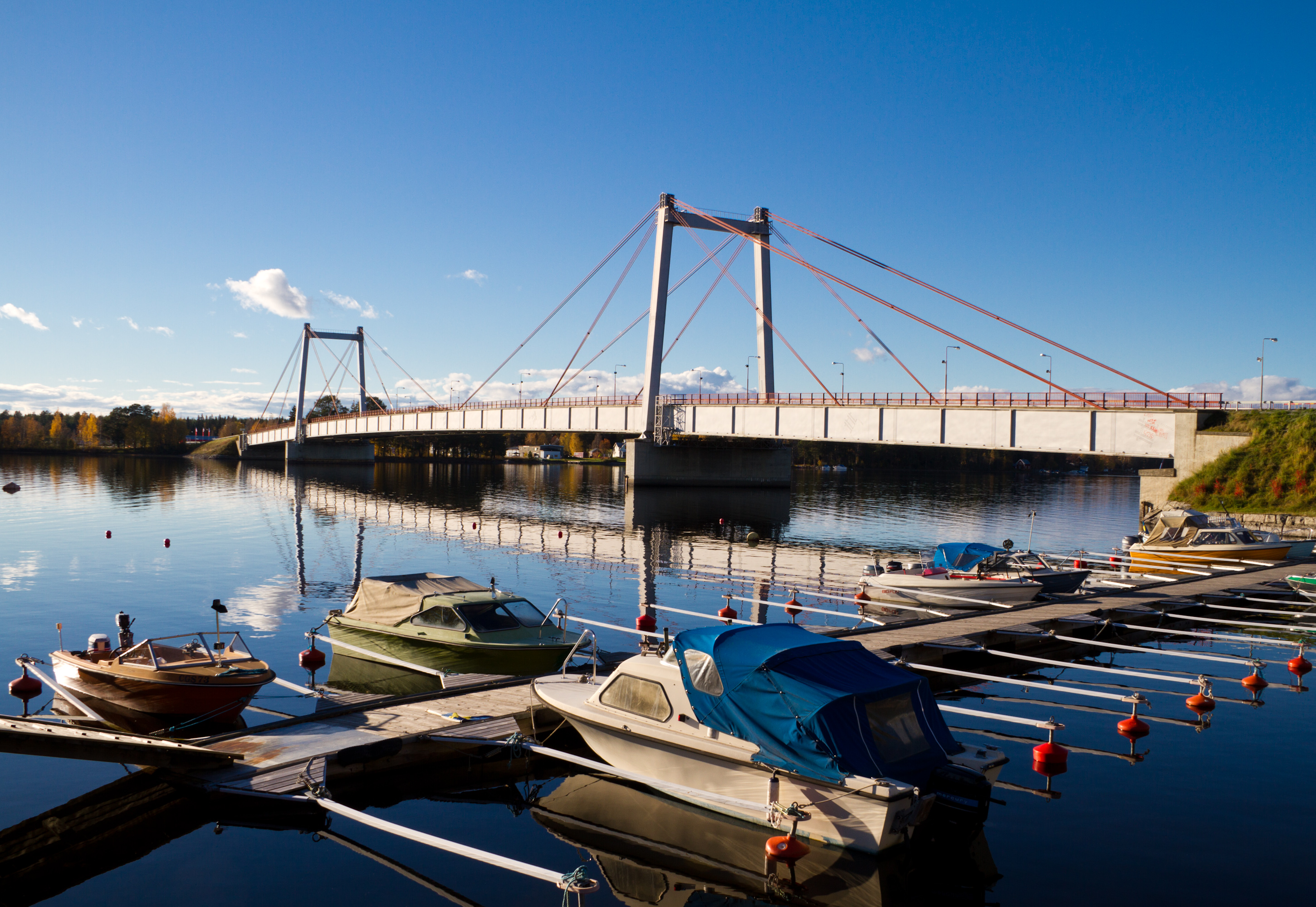
Strömsundbrücke

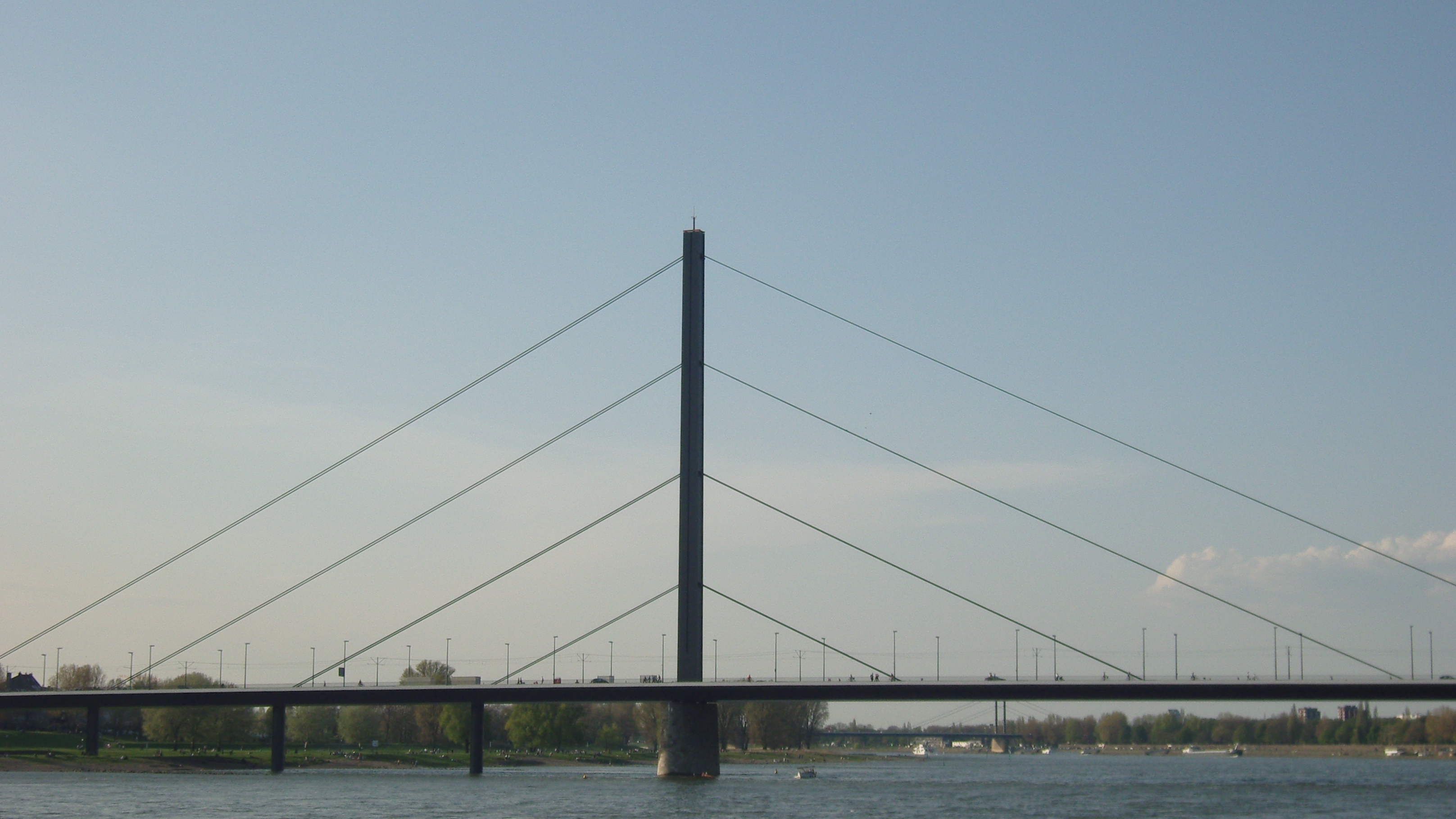
Oberkasseler Brücke

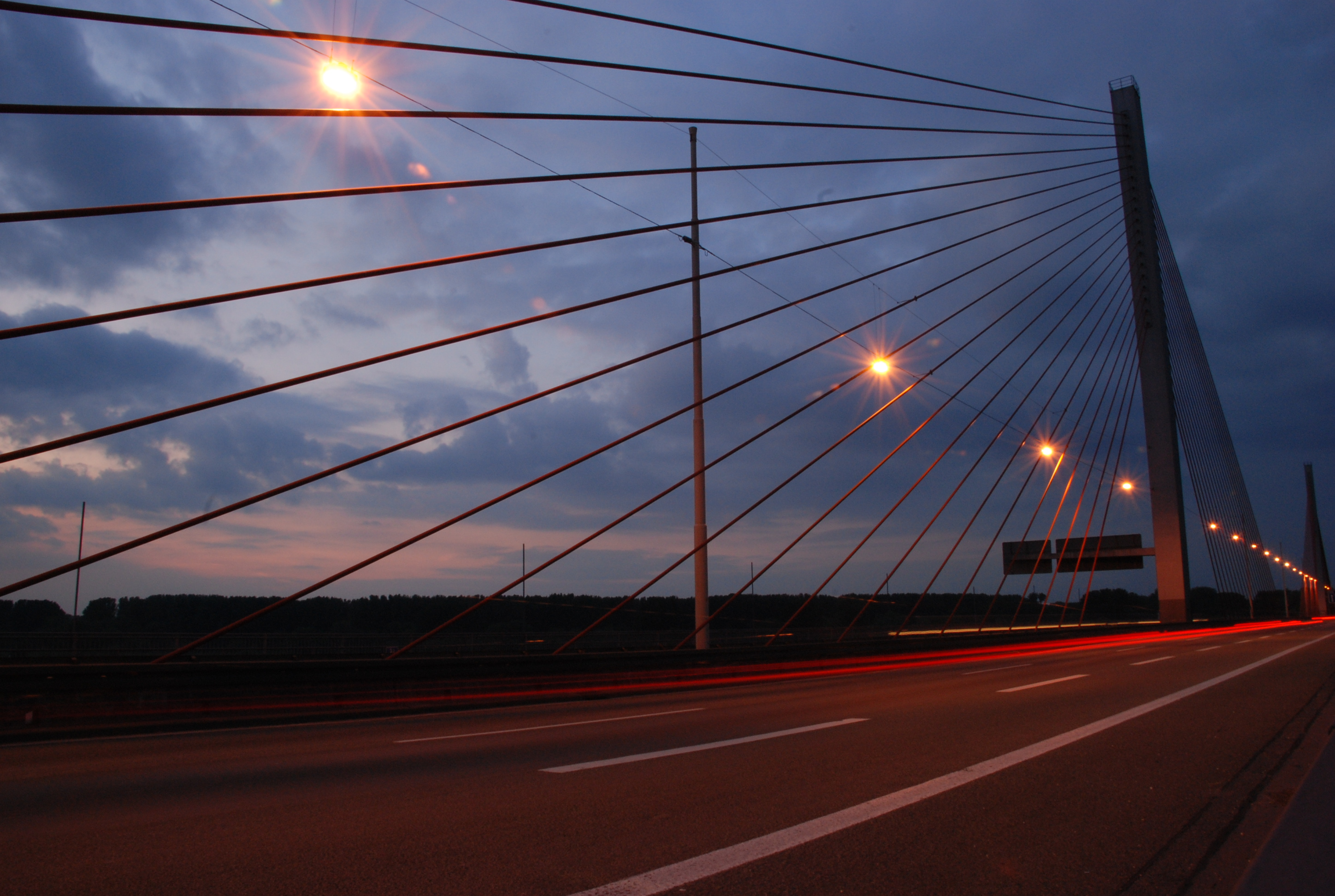
Friedrich-Ebert-Brücke

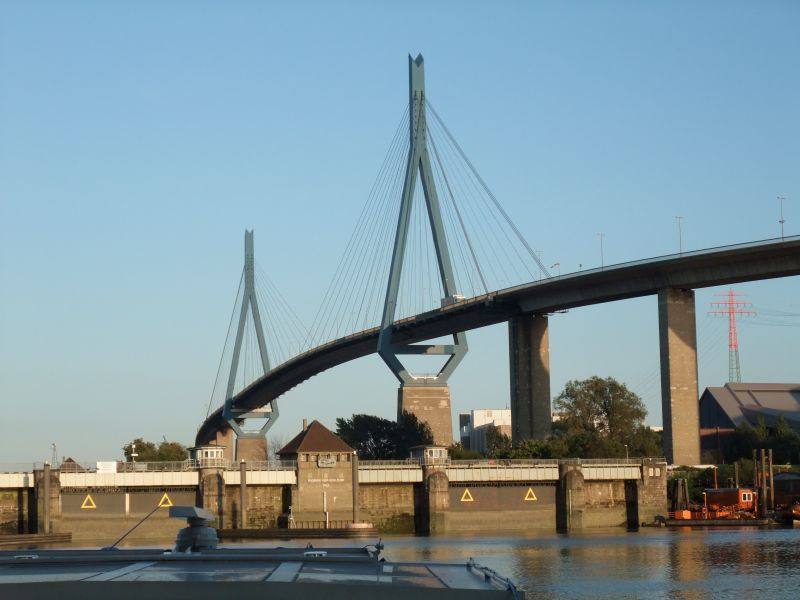
Köhlbrandbrücke

Im 19. Jahrhundert gab es verschiedene Vorläufer moderner Schrägseilbrücken. Gottfried Bandhauer, der Baumeister des Herzogtums Anhalt-Köthen baute die 1825 eingeweihte Saalebrücke bei Nienburg, die aber wenige Monate später durch die von tanzenden Personen verursachten Schwingungen einstürzte.
John Augustus Roebling versteifte seine Hängebrücken in den USA mit Schrägseilen. In Frankreich entwickelte Ferdinand Arnodin ein Mischsystem aus Schrägseilen und Tragkabeln mit Hängern, das bei zahlreichen Brücken eingebaut wurde, so bei der Pont de l’Abîme (1887) oder der Pont Sidi M’Cid (1912) in Constantine (Algerien). Albert Gisclard baute am Ende des 19. Jahrhunderts Brücken mit einem System sich kreuzender, bis in die andere Brückenhälfte reichender Schrägseile, darunter als bekannteste die Eisenbahnbrücke Pont de Cassagne (1908). Leinekugel Le Cocq führte Gisclards Ideen weiter und baute die alte Hängebrücke Pont de Lézardrieux über den Trieux in der Bretagne 1925 um in eine Eisenbahn-Schrägseilbrücke. Die sogenannte Hängebrücke von Deir ez-Zor in Syrien dürfte die letzte Brücke dieser Gattung gewesen sein.

#### Moderne Schrägseilbrücken
In von Franz Dischinger 1949 veröffentlichten Abhandlungen wurden die theoretischen Grundlagen für den Bau moderner Schrägseilbrücken gelegt. Mit Seilen aus hochfesten Drähten waren nun höhere Spannungen und damit steife Brücken möglich.
Albert Caquot baute möglicherweise unabhängig davon bei dem Projekt Canal de Donzère-Mondragon auch die Donzère-Mondragon-Schrägseilbrücke mit einem Brückendeck und Pylonen aus Stahlbeton. Sie wurde 1952 fertiggestellt und war damit die erste moderne Schrägseilbrücke, hatte aber kaum Einfluss auf die weitere Entwicklung.
1952 erhielt eine Gruppe von Ingenieuren um Fritz Leonhardt den Auftrag zum Entwurf der Nordbrücke in Düsseldorf, der späteren Theodor-Heuss-Brücke. Leonhardt nahm Dischingers Vorschläge auf und entwarf eine Schrägseilbrücke, die den gestalterischen Vorstellungen des Architekten Friedrich Tamms, Leiter des Stadtplanungsamtes entsprach, der ein harfenförmiges Seilsystem mit parallelen Seilen wünschte, die sich auch bei schräger Ansicht optisch nicht überschneiden können.
Inzwischen war 1955 die von Franz Dischinger entworfene Strömsundsbron in Schweden fertiggestellt worden. Sie wird allgemein als die erste große Schrägseilbrücke der Welt bezeichnet.
Die Theodor-Heuss-Brücke wurde erst später gebaut und 1957 fertiggestellt. Sie war damit die erste Schrägseilbrücke Deutschlands. Tamms beauftragte kurz danach Fritz Leonhardt mit der Planung der Rheinkniebrücke und Hans Grassl mit der der Oberkasseler Brücke. Die drei Brücken zeichneten sich durch die gleichen Stilelemente aus – ein flaches stählernes Brückendeck, schlanke senkrechte Pylone und wenige, harfenförmig angeordnete Schrägseile – und wurden damit zur Düsseldorfer Brückenfamilie, auch wenn die Rheinkniebrücke erst 1969 und die Oberkasseler Brücke provisorisch 1973 und nach ihrer Verschiebung endgültig erst 1976 dem Verkehr übergeben wurden. Sie haben die Entwicklung der Schrägseilbrücken weltweit für viele Jahre maßgeblich beeinflusst.
Der Brückentyp wurde rasch verbreitet. Auf der Expo 58 wurde er durch den von Egon Eiermann und Sep Ruf entworfenen Steg zu den Pavillons einem breiten Publikum bekannt. In Köln wurde 1959 die Severinsbrücke mit dem ersten A-förmigen Pylon eröffnet. 1961 zeigte das Büro Leonhardt & Andrä am Schillersteg erstmals einen schräg stehenden, im Boden rückverankerten Pylon. 1962 wurde in Hamburg die Norderelbbrücke als erste reine Autobahnbrücke und erste große Mittelebenen-Schrägseilbrücke fertiggestellt. In den Jahren 1959 bis 1962 wurde die von Riccardo Morandi entworfene Brücke über den Maracaibo-See in Venezuela gebaut, die erste einer langen Reihe von Schrägseilbrücken mit Pylonen und Brückendecks aus Beton. 1964 entstand mit der George Street Bridge in Newport, Südwales die erste moderne Schrägseilbrücke in Großbritannien und im Jahr darauf mit der weitgehend unbeachteten Pont de Saint-Florent-le-Vieil die erste stählerne in Frankreich.
Hellmut Homberg baute mit der Friedrich-Ebert-Brücke in Bonn und der ebenfalls 1967 fertiggestellten Rheinbrücke Rees-Kalkar erstmals Schrägseilbrücken mit einer Vielzahl von Seilen, was nur durch die Einführung leistungsstarker EDV-Anlagen möglich war.

##### Beispiele der weiteren Entwicklung
Verbesserungen der Berechnungsmethoden und der Materialien sowie der enorme Anstieg der Leistungen der EDV-Anlagen führten in kurzer Zeit zu einer Diversifizierung der Schrägseilbrücken in unterschiedlichste Typen und Varianten. Die Köhlbrandbrücke (1974) im Hamburger Hafen war mit ihren A-Pylonen, deren Stiele den Fahrbahnträger umfassen, das Vorbild für eine große Zahl ähnlicher oder von ihr abgeleiteter Pylone. Die Raiffeisenbrücke (1978) über den Rhein in Neuwied hat einen A-Pylon in Längsrichtung der Brücke, die Flughafenbrücke (2002) in der Rheinquerung Ilverich hat Pylone in Form auf der Spitze stehender Dreiecke. Die Fleher Brücke (1979) über den Rhein in Düsseldorf hat den höchsten Pylon und mit 368 m die längste Spannweite der Schrägseilbrücken in Deutschland. Die Schrägseile der Talbrücke Obere Argen (1990) auf der A96 bei Wangen werden unter dem Fahrbahnträger als Unterspannungen mit drei Luftstützen fortgesetzt. Die Storchenbrücke (1996) in Winterthur ist die erste Brücke mit Schrägseilen aus kohlenstofffaserverstärktem Kunststoff (CFK).

##### Geneigte Pylone

Pont de Térénez

Eine Reihe von Brücken hat geneigte Pylone, da die äußeren Schrägseile nicht am Fahrbahnträger befestigt, sondern im Boden verankert sind. Beispiele sind der Viadotto Ansa del Tevere (1967) in Rom, die Batman Bridge (1968) in Tasmanien, die außerdem die älteste Schrägseilbrücke Australiens ist, die Neue Donaubrücke (1972) in Bratislava mit einem Turmrestaurant auf dem Pylon, die Carpineto-Brücke (1977) im Süden Italiens, die Ponte all’Indiano (1978) in Florenz, die Rheinbrücke N4 (1995) bei Schaffhausen und die Erasmusbrücke (1996) in Rotterdam.
Eine Besonderheit sind die Brücken von Santiago Calatrava, bei denen der schräge Pylon selbst das Gegengewicht zu den Schrägseilen bildet, wie bei der Puente del Alamillo (1992) in Sevilla.
Bei anderen Brücken sind die geneigten Pylone der im Grundriss gekrümmten Fahrbahn geschuldet, wie bei der
Abdoun Bridge (2006) in Amman, der einzigen Schrägseilbrücke Jordaniens, oder der Pont de Térénez (2011) in der Bretagne.

##### Fahrbahnträger aus Beton

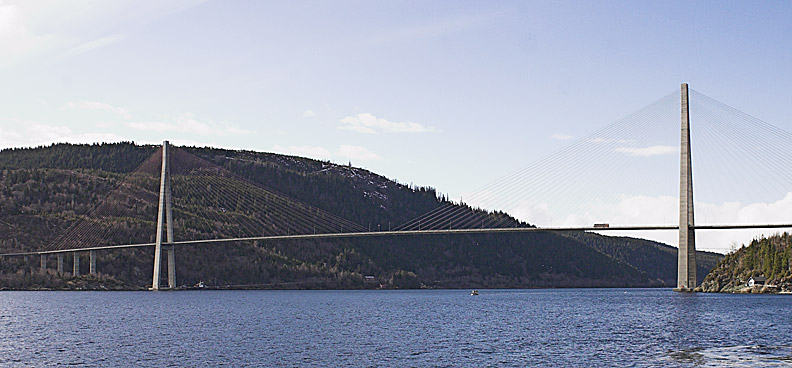
Skarnsundbrücke

Beispiele für Schrägseilbrücken mit Fahrbahnträgern aus Beton sind die Brücke über das Wadi al-Kuf (1971), die Werksbrücke West (1972) über den Main, die erste Schrägseilbrücke für Straßen- und Eisenbahnverkehr, die Puente General Manuel Belgrano (Puente Chaco–Corrientes) (1973) über den Río Paraná, die Puente Pumarejo (1974) in Barranquilla, Kolumbien, die Prinz-Willem-Alexander-Brücke (1974) über den Waal bei Tiel in den Niederlanden, die Brotonne-Brücke (1977) über die Seine, die Donaubrücke Metten (1981) bei Deggendorf, die Most Slobode oder (Freiheitsbrücke) (1981) in Novi Sad, Serbien, die Sunshine Skyway Bridge (1987) über die Tampa Bay in Florida, die Puente Ingeniero Carlos Fernández Casado (1983) über Barrios de Luna Stausee im Norden Spaniens mit einer Spannweite von 440 m und die Skarnsundbrua (1991) in Norwegen mit der in dieser Gruppe derzeit (2013) größten Spannweite von 530 m. Die vergleichsweise kleine Rheinbrücke Diepoldsau (1985) über den Alpenrhein zeigt, dass Schrägseilbrücken auch mit Fahrbahnträgern aus einer nur 55 cm starken Betonplatte möglich sind.

##### Fahrbahnträger aus Stahl- und Betonverbund

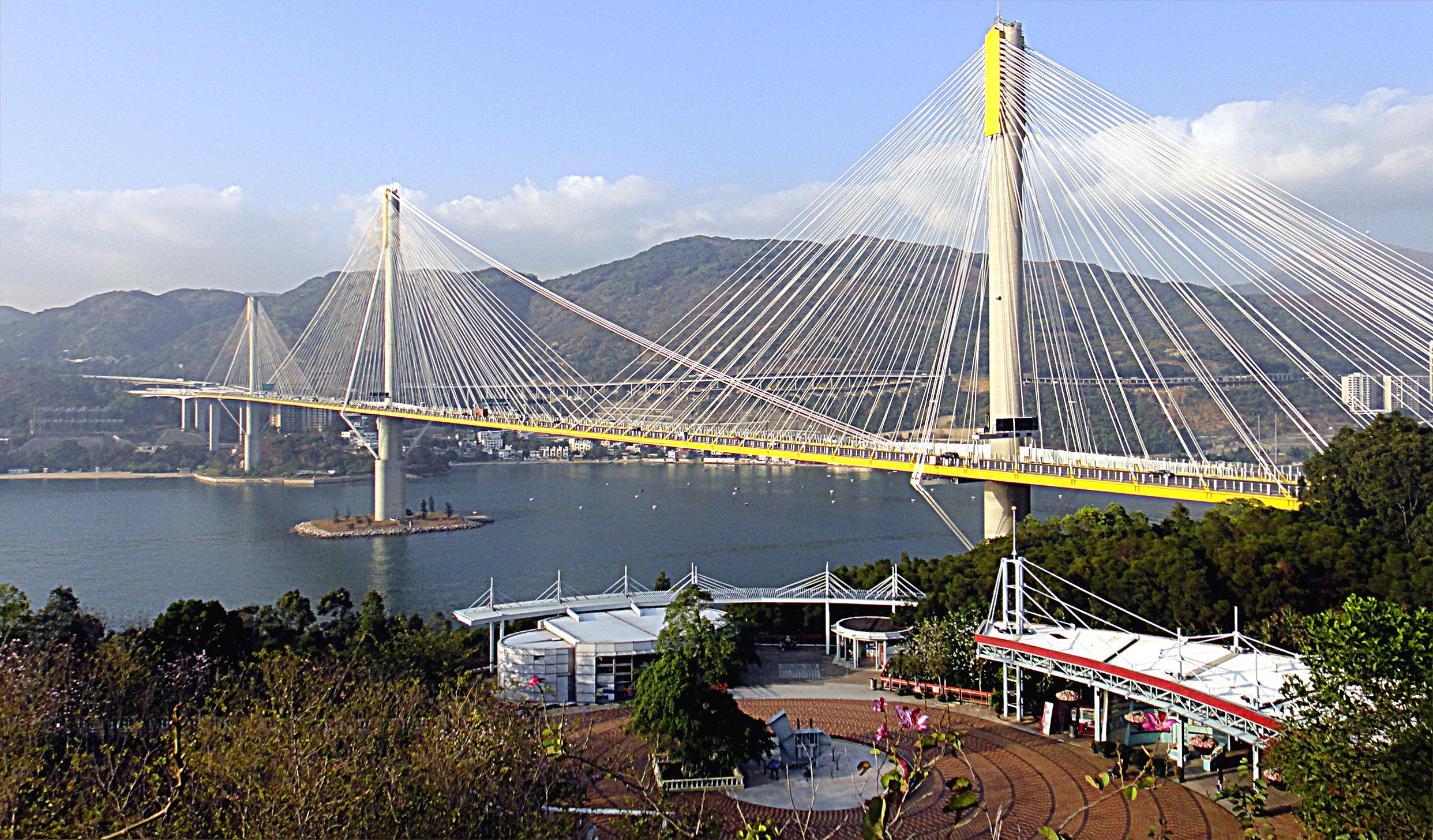
Ting-Kau-Brücke

Die erste, allerdings erst nach sehr langer Bauzeit fertiggestellte Schrägseilbrücke mit einem Fahrbahnträger aus einem Stahl- und Betonverbund war die Second Hooghly Bridge (1972–1992) in Kalkutta, gefolgt von den beiden früher fertiggewordenen Brücken, der Ponte Edgar Cardoso (1982) in Figueira da Foz in Portugal und der Alex Fraser Bridge (1986) in Greater Vancouver, Kanada. Die Prince of Wales Bridge (1996) bei Bristol in England und die dreihüftige Ting-Kau-Brücke (1998) in Hongkong sind weitere Beispiele. Das Viaduc du Chavanon (2000) hat einen Verbundträger und A-förmige Pylone. Die Berliner Brücke (2006) in Halle (Saale) war die erste Verbundbrücke in Deutschland. In Cádiz wurde 2015 die Puente de la Constitución de 1812 mit einer Spannweite von 540 m eröffnet.

##### Extradosed-Brücken
Manche Schrägseilbrücken werden als Extradosed-Brücken angesehen, wie zum Beispiel die Schrägseilbrücke (1975) in Wien sowie die Ganterbrücke (1980) als Teil der Simplonpassstrasse und die Sunnibergbrücke (1998) bei Klosters, die beide von Christian Menn entworfen wurden.

##### Mehrhüftige Schrägseilbrücken

Viaduc de Millau

Bei mehrhüftigen Schrägseilbrücken werden die Auswirkungen der sich bewegenden Lasten auf die benachbarten Pylone durch unterschiedliche Maßnahmen begrenzt. Erkennbar ist dies beispielsweise an der General-Rafael-Urdaneta-Brücke (1962) über den Maracaibo-See in Venezuela, dem Polcevera-Viadukt (1967) in Genua, der Ting-Kau-Brücke (1998), Hongkong mit vier Seilebenen, der Puente Orinoquia (2006) über den Orinoco sowie bei der Rio-Andirrio-Brücke (2004) in Griechenland, die mit 4 Pylonen und einer Länge von 2252 m die zweitlängste Schrägseilbrücke der Welt ist, und beim Viaduc de Millau (2004) in Frankreich, der mit 7 Pylonen und 2460 m längsten Schrägseilbrücke der Welt.

##### Größte Schrägseilbrücken
Die Schrägseilbrücken mit den größten Spannweiten ihrer Zeit waren die Saint-Nazaire-Brücke (1975) über die Loire mit 404 m, die Pont de Normandie (1994) über die Seine mit 856 m, die Tatara-Brücke (1999) in Nishiseto, Japan, mit 890 m, die Stonecutters Bridge (2009) in Hongkong, China, mit 1018 m und die Sutong-Brücke (2008) in Nantong, China, die mit 1088 m die zweitgrößte Spannweite hat. Die Russki-Brücke (2012) in Wladiwostok, Russland, hat mit 1104 m die weltweit größte Spannweite aller Schrägseilbrücken.
Die Öresundbrücke (2000) zwischen Dänemark und Schweden ist die längste Schrägseilbrücke für kombinierten Straßen- und Eisenbahnverkehr. Die breiteste ist die Leonard P. Zakim Bunker Hill Memorial Bridge (2002) in Boston, USA, mit zehn Fahrstreifen und mit 56 m Breite. Die Suezkanal-Brücke (2001) ist mit einer lichten Höhe von 70 m die höchste, in flachem Land gebaute Schrägseilbrücke der Welt und die Baluarte-Brücke (2012) in Mexiko ist mit 402,5 m Höhe über dem Talgrund die höchste Schrägseilbrücke der Welt.

## Bewegliche Brücken

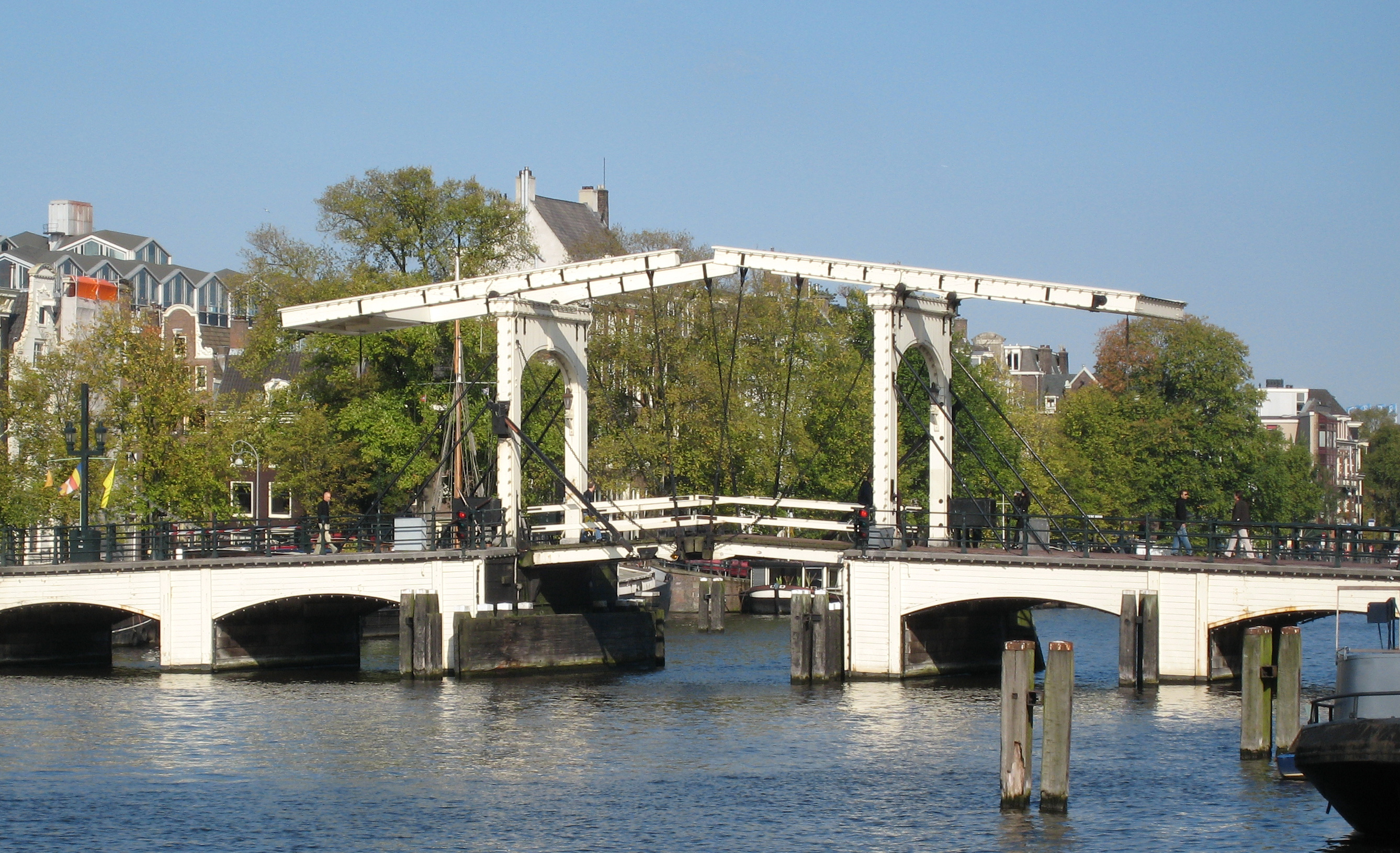
Die Vorläufer der Magere Brug reichen bis ins Jahr 1691 zurück

Die Notwendigkeit für bewegliche Brücken, bei denen das Tragwerk als Ganzes oder in Teilen bewegt werden kann, entstand durch kreuzende Verkehrswege, insbesondere durch den Eisenbahn- und Straßenverkehr über schiffbare Wasserstraßen. Hier fiel die Wahl auf bewegliche Brücken immer dann, wenn eine hohe Brücke mit ausreichendem Lichtraum und den dafür nötigen ausgedehnten Zufahrten bedeutend aufwändiger und mit höheren Kosten verbunden war oder sich aufgrund der örtlichen Begebenheiten nicht realisieren ließ. Die ersten beweglichen Brücken waren aber die schon im Mittelalter benutzten Zugbrücken als Teil von Wehranlagen, aus denen sich die Klappbrücken entwickelten. Diese haben im Gegensatz zur Zugbrücke ein mit einem Gegengewicht direkt oder indirekt ausbalanciertes bewegliches Tragwerk ähnlich einer Wippe (im Englischen daher auch bascule bridge genannt, mit dem aus dem Französischen entlehnten Wort bascule für Wippe). Zug- und Klappbrücken mit Spannweiten von bis zu 10 Metern für Straßen über Flüsse oder Kanäle sind in europäischen Städten bereits im 17. Jahrhundert dokumentiert, wozu unter anderem die Staalmeestersbrug (1625) und die Magere Brug (1691) in Amsterdam, die Kerkbrug (1649) in Ouderkerk aan de Amstel oder die Jungfernbrücke (1688) in Berlin zählen. Drehbrücken aus Holz, bei denen sich das ausbalancierte Tragwerk horizontal um 90° drehen lässt, um dem Schiffsverkehr die Durchfahrt zu ermöglichen, kamen Ende des 18. Jahrhunderts auf, bedeutende Längen konnten aber erst mit der Einführung von Fachwerkträgern aus Eisen und später Stahl ab Mitte des 19. Jahrhunderts verwirklicht werden. Drehbrücken waren bis zum Anfang des 20. Jahrhunderts die bevorzugte Bauform, der Platz für den meist zentralen Drehpfeiler stellte aber gerade für schmale Wasserwege ein Problem dar. Obwohl erste Hubbrücken mit einigen Metern Hubhöhe schon in der zweiten Hälfte des 19. Jahrhunderts entstanden, kam diese Bauform für große Spannweiten und Hubhöhen erst ab den 1910er Jahren vermehrt zum Einsatz. Neben den seltenen Bauformen Faltbrücke, Kippbrücke, Senkbrücke und Schubbrücke hatte die Schwebefähre zwischen 1893 und 1915 eine Hochzeit, die Hauptvertreter der beweglichen Brücken sind aber bis heute die Dreh-, Klapp- und Hubbrücke.

### Drehbrücken

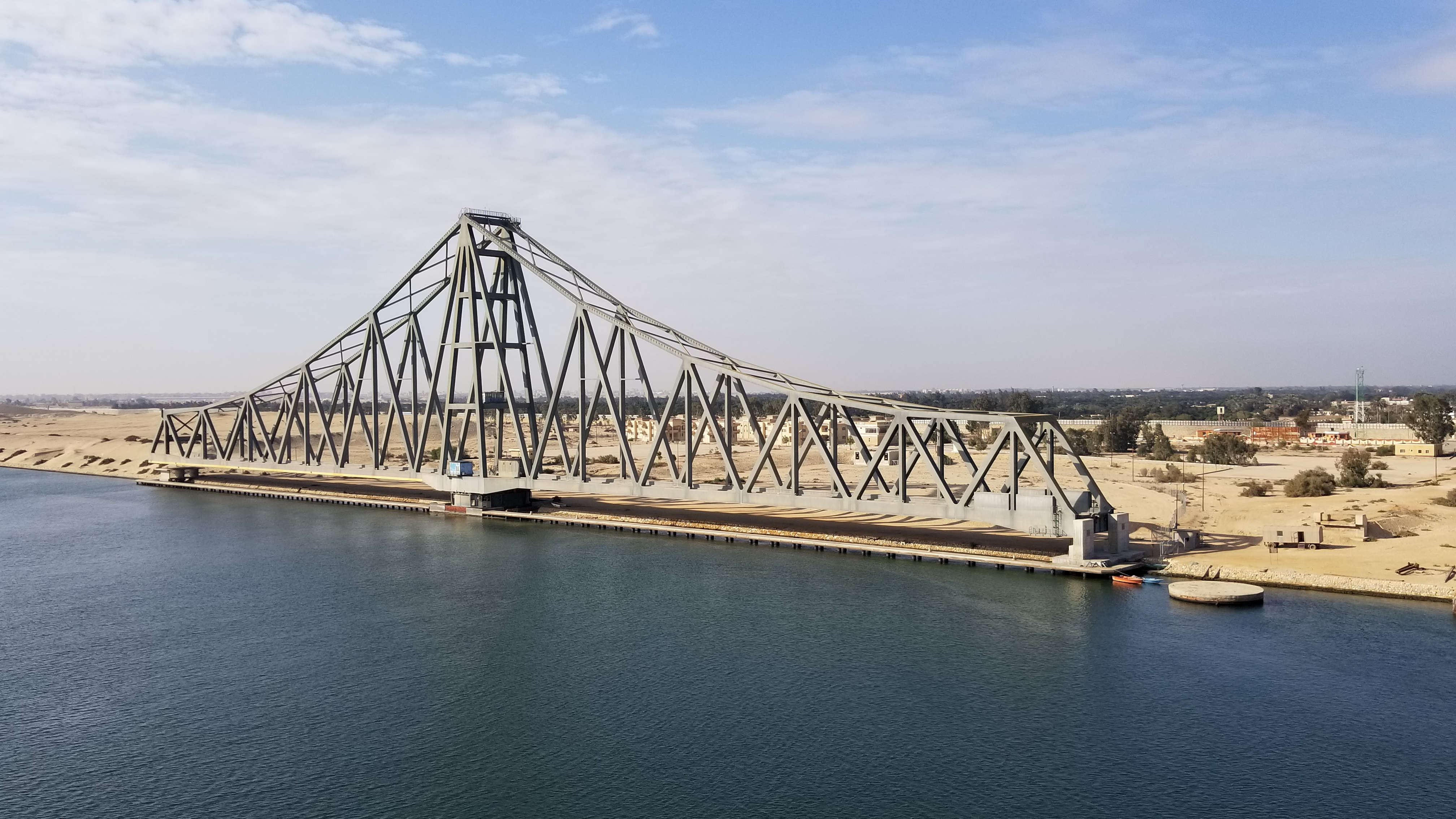
Die erste El-Ferdan-Brücke von 2001 (2 × 320 m)

Große Drehbrücken fanden mit der Entwicklung von langen Fachwerkträgern ab der Mitte des 19. Jahrhunderts vermehrt Anwendung und wurden bis zur Einführung von großen Klappbrücken und Hubbrücken, die keinen Strompfeiler in der Mitte benötigen, besonders für niedrige Eisenbahnbrücken benutzt. Da bei kreuzendem Verkehr der eine oder der andere Verkehrsstrom unterbrochen werden muss, baute man später vorwiegend hohe Brücken, wo dies nicht mehr nötig ist, und ersetzte einen Großteil der beweglichen Brücken. Die längsten Drehbrücken der Welt sind mit 640 Metern die El-Ferdan-Brücken (2001, 2023) über den Suezkanal in Ägypten und die längste in Deutschland ist mit 159 Metern die Kaiser-Wilhelm-Brücke (1907) über den Verbindungshafen in Wilhelmshaven; fünf Meter länger war allerdings die Straßendrehbrücke Rendsburg (1913–1964). Die genannten Brücken wurden mit je zwei rotierbaren Brückenträgern konstruiert, womit jeweils eine größere lichte Weite für den Schiffsverkehr erreicht werden konnte. Die längste Drehbrücke mit nur einem drehbaren Träger hat eine Länge von 160 Meter und ist Teil der Fort Madison Toll Bridge (1927) über den Mississippi in den USA. Als Auflagerung des drehbaren Tragwerks kamen hauptsächlich Rollenkranzlager und Mittellager (in der Regel Gleitlager oder Königszapfen) sowie Kombinationen daraus zum Einsatz. Die Gewichte der drehbaren Tragwerke erreichen dabei mehrere tausend Tonnen und die Pfeiler Durchmesser von über 10 Metern, wie zum Beispiel bei der I Street Bridge (3000 t, 13 m) oder der Fort Madison Toll Bridge (5000 t, 14 m).

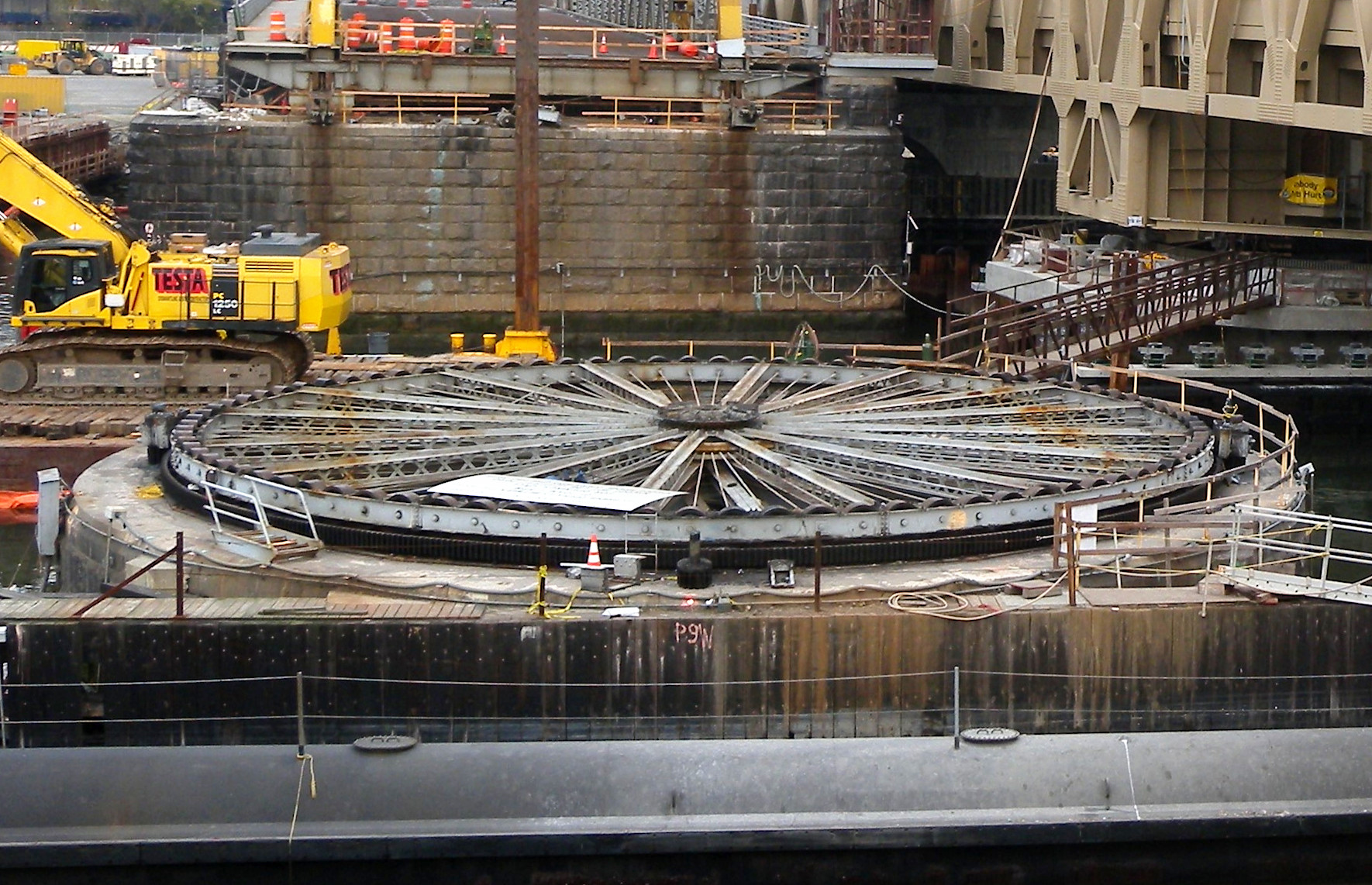
Rollendrehkranz der Willis Avenue Bridge in New York City von 1901

Über den wichtigen Transportweg Mississippi wurden zur Zeit der expandierenden Eisenbahngesellschaften in Nordamerika Ende des 19. Jahrhunderts die weltweit meisten Drehbrücken mit Längen von über 100 Meter errichtet, die teils mehrfach erneuert und vereinzelt bis heute in Betrieb sind. Dazu zählen die Government Bridge (1856, 1866, 1872, 1896) und die Keokuk Municipal Bridge (1871, 1916) mit der jeweils letzten und heutigen Konstruktion von Ralph Modjeski und die Winona Rail Bridge (1891–1990) und die Alton Bridge (1894–1994) von George S. Morison. Bedeutende Beiträge zur Weiterentwicklung der Drehbrücken stammen von Charles Conrad Schneider, der von 1886 bis 1900 Chefingenieur der Brückenbauabteilung der Pencoyd Iron Works in Pennsylvania war. Schneider spezialisierte sich hier unter anderem auf Drehbrücken, entwarf mehrere eigene Konstruktionen und erhielt 1908 die Norman Medal der ASCE für seine Abhandlung über bewegliche Brücken (Movable Bridges).

### Klappbrücken

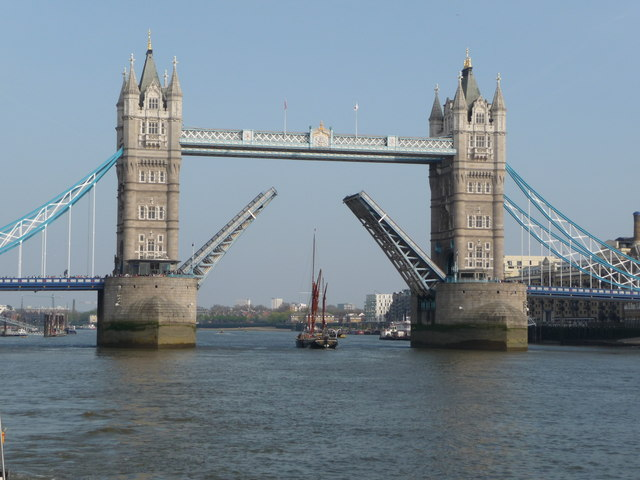
Die Tower Bridge in London von 1894 war die erste große Klappbrücke, Spannweite 69 Meter

Die erste große zweiflügelige Klappbrücke mit einer Spannweite von 69 Metern ist die 1894 fertiggestellte Tower Bridge in London. Gleichzeitig wurden in den USA mehrere neue Konstruktionsformen von Klappbrücken entwickelt. Neben der klassischen Zapfenbrücke mit tiefliegendem Gegengewicht wie bei der Tower Bridge patentierten um die Jahrhundertwende in den USA William Donald Scherzer und Theodor Rall zwei Typen von Rollklappbrücken sowie Joseph Baermann Strauss die Fersenzapfenbrücke, alle meist mit obenliegendem Gegengewicht.

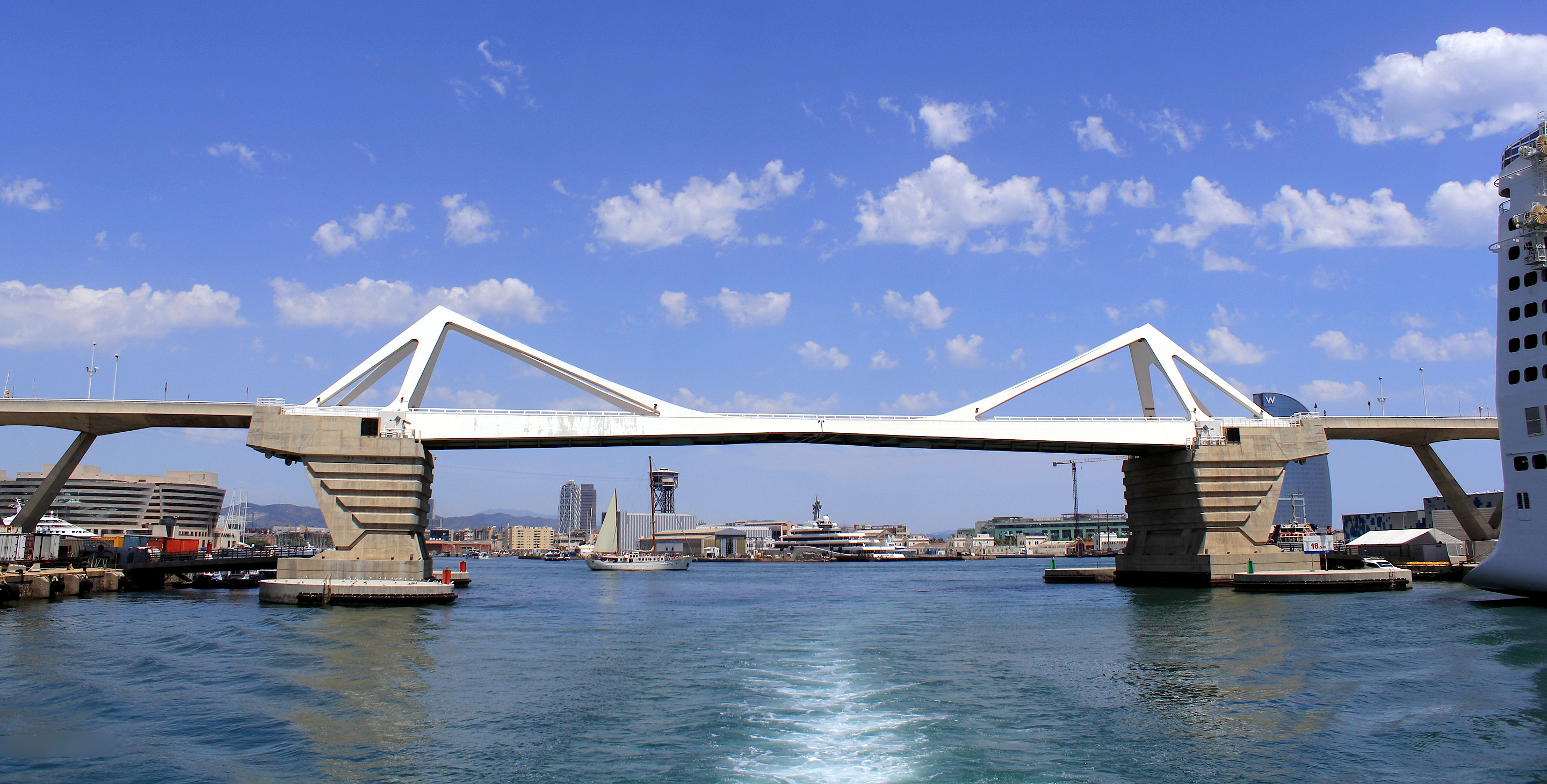
Die Porta d’Europa im Hafen von Barcelona ist mit 109 m Spannweite die längste Klappbrücke der Welt

Von allen Bauformen entstand in den folgenden Jahrzehnten eine Vielzahl langer Klappbrücken von bis zu 100 Meter Spannweite, nur vier übertreffen bis heute dieses Maß. Für bewegliche Brücken mit größeren Spannweiten werden Drehbrücken oder Hubbrücken bevorzugt. Die längste zweiflügelige Klappbrücke der Welt ist die Porta d’Europa im Hafen von Barcelona mit 109 Metern. Die längste mit nur einem Flügel ist der bewegliche Teil der Erasmusbrücke in Rotterdam mit 89 Metern Spannweite. Die längste zweiflügelige Klappbrücke in Deutschland hat 104 Meter Spannweite und wurde 2016 mit der Rethe-Klappbrücke im Hamburger Hafen in Betrieb genommen.

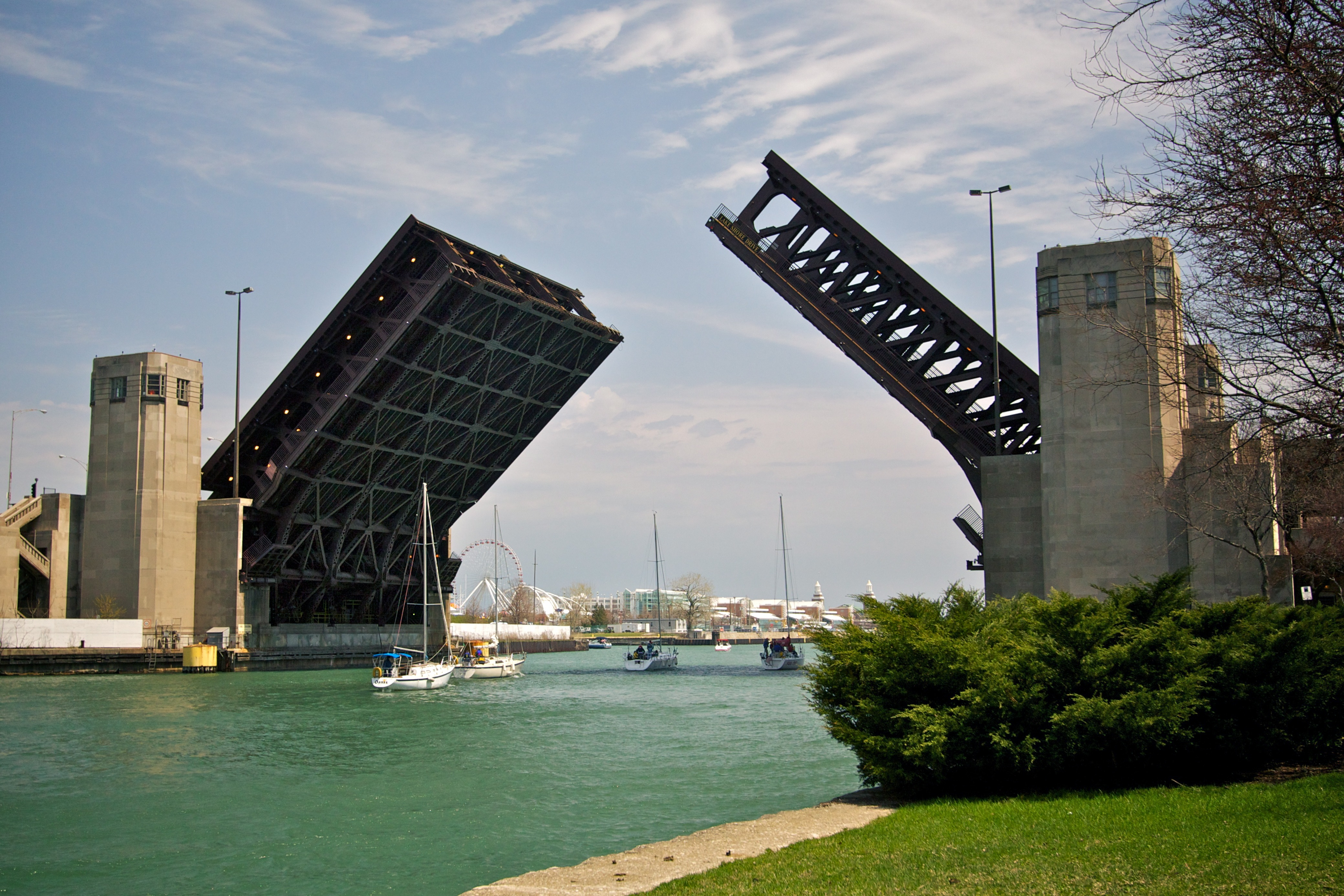
Die Outer Drive Bridge in Chicago von 1937 mit zwei über 6000 Tonnen schweren Stahlklappen

Die meisten großen Klappbrücken wurden im 20. Jahrhundert in den USA errichtet und davon etwa die Hälfte alleine in Chicago. Ab 1900 plante die Stadt alle Drehbrücken über den Chicago River durch Klappbrücken zu ersetzen und entwarf dazu einen eigenen Zapfenbrückentyp in Fachwerkbauweise, der in den folgenden Jahrzehnten stetig weiterentwickelt wurde. Einschließlich anderer Konstruktionstypen entstanden auf dem heutigen Stadtgebiet in der ersten Hälfte des 20. Jahrhunderts über 50 Klappbrücken über den Chicago River, Calumet River und den Chicago Sanitary and Ship Canal, von denen etwa 30 mit Spannweiten von über 60 Meter (etwa 200 Fuß) noch funktionstüchtig erhalten sind. Zu den größten zählt die als Doppelstockbrücke ausgeführte Outer Drive Bridge von 1937 mit zwei über 6000 Tonnen schweren Stahlklappen, die auf zwei Ebenen insgesamt 12 Fahrstreifen führt. Die gleiche Anzahl auf einer Ebene führen nur die Van Brienenoordbrug in Rotterdam (1965/1990) und die 2003 eröffnete Woodrow Wilson Bridge in Washington, D.C., die aus zwei beziehungsweise vier parallelen zweiflügeligen Zapfenbrücken aufgebaut sind.
Die meisten langen Klappbrücken in Europa wurden ab den 1960er Jahren in Belgien errichtet, in den Häfen von Antwerpen und Zeebrügge sowie über den Seekanal Brüssel-Schelde und den Kanal Gent–Terneuzen. Bis 2019 entstanden hier 18 Klappbrücken mit Spannweiten von über 60 Meter, hauptsächlich als einflügelige Zapfenbrücken. Die längste mit 86 Meter Spannweite ist aber eine zweiflügelige Fersenzapfenbrücke nach Strauss, die 1967 mit der Eisenbahnbrücke Lillobrug im Hafen von Antwerpen gebaut wurde.

### Hubbrücken

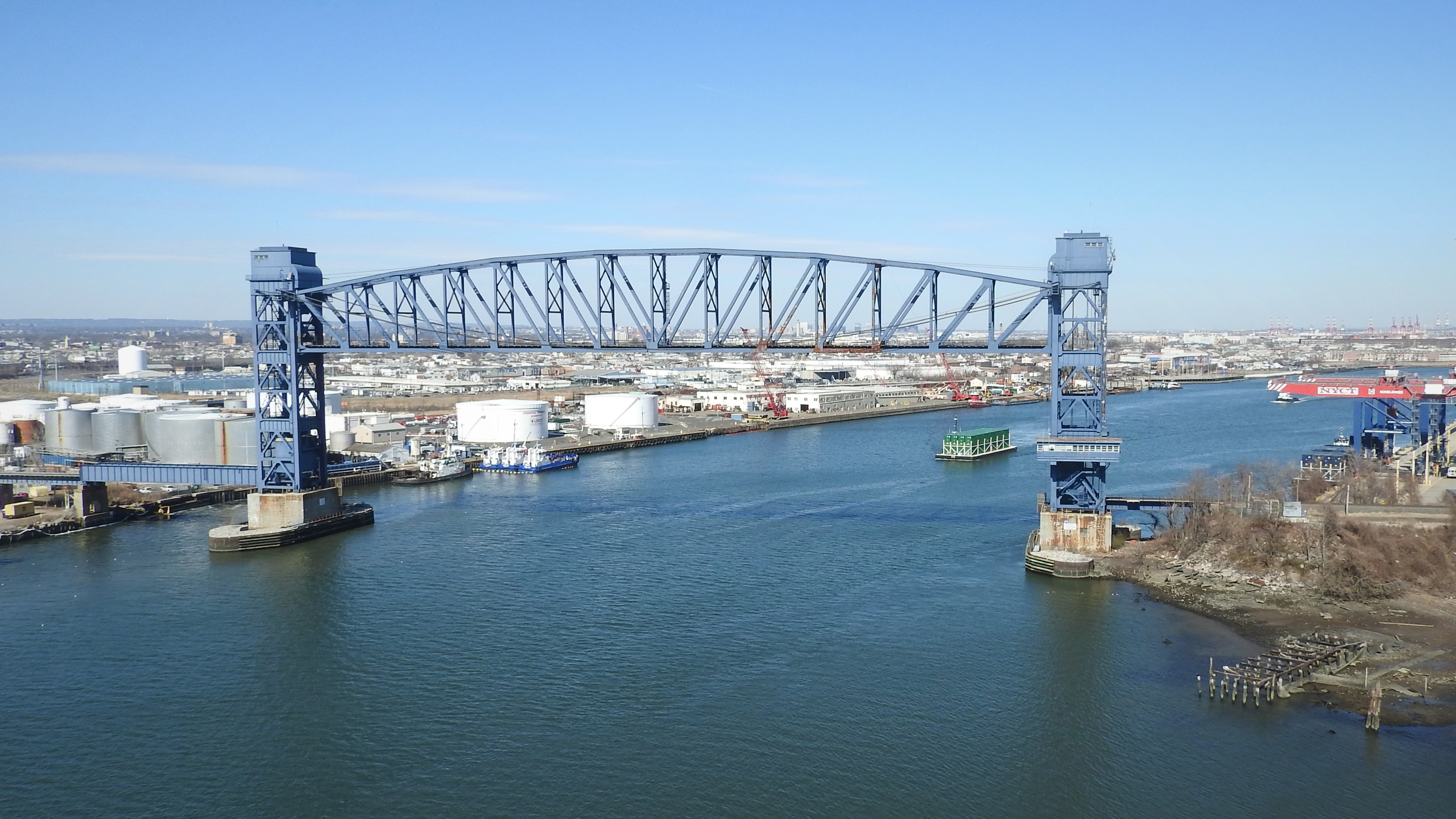
Die größte Hubbrücke der Welt ist mit 170 m Länge die Arthur Kill Vertical Lift Bridge (New Yorker Hafen, 1959)

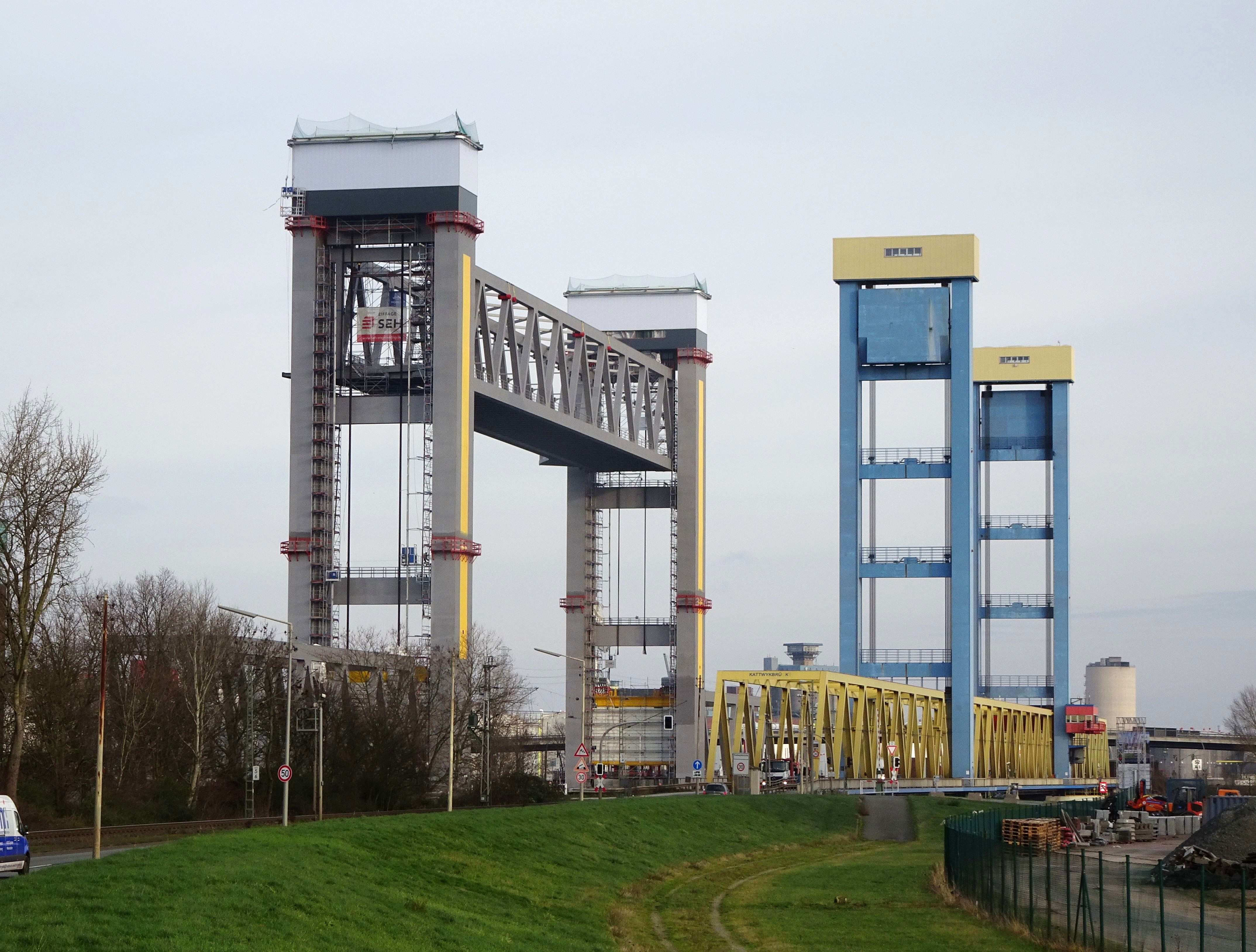
Die größten Hubbrücken in Deutschland sind die Kattwykbrücken in Hamburg (links 2020, rechts 1973), sie haben mit 46 m die drittgrößte Hubhöhe der Welt.

Die ersten großen Hubbrücken gehen auf die Arbeiten von John Alexander Low Waddell (1854–1938) zurück, der in den 1890er Jahren eine Bauform entwickelte, bei welcher der bewegliche Brückenträger mittels Gegengewichten horizontal soweit gehoben werden konnte, dass auch die Passage von großen Segelschiffen mit ihren hohen Masten möglich war. Charakteristisches Merkmal des bis heute verwendeten Designs waren seitliche Fachwerktürme mit oben angebrachten Umlenkrollen, über die ein Seilzugsystem die gegenläufige Bewegung von Brückenträger und Gewichten ermöglicht. Seine erste Hubbrücke realisierte er 1894 mit der South Halsted Street Lift-Bridge in Chicago, aber erst ab 1910 konnte sich diese Bauform zunehmend durchsetzen. Bis zum Ende der 1930er Jahre konstruierte er zusammen mit John Lyle Harrington (1868–1942) und Shortridge Hardesty (1884–1956) über 50 Hubbrücken in den USA und Kanada. Die letzte und größte, an der Waddell beteiligt war, wurde 1937 in New York City mit der Marine Parkway–Gil Hodges Memorial Bridge realisiert, mit einem beweglichen Brückenträger von 165 Metern. Die längste Hubbrücke der Welt ist nur fünf Meter länger und wurde Ende der 1950er Jahre mit der Arthur Kill Vertical Lift Bridge zwischen New York und New Jersey errichtet. Die in Fachwerkbauweise ausgeführten langen beweglichen Tragwerke der Hubbrücken zählen zu den längsten Einfeldträgern der Welt.
Da die Hubbrücken den passierenden Schiffen angepasst sind, stehen die Brücken mit den höchsten Hubhöhen vorwiegend im Küstenbereich über Flussmündungen, Häfen oder Kanälen. Die größte Hubhöhe von knapp 51 Metern wurde 2012 in den USA mit der Chelsea Street Bridge realisiert, gefolgt von dem 2008 errichteten Pont Gustave Flaubert in Frankreich mit 48 Metern und den Kattwykbrücken in Hamburg aus den Jahren 1973 und 2020, mit jeweils 46 Metern (Angaben i. d. R. bei mittlerem Hochwasser). Große Hubbrücken über breite Flussläufe im Landesinneren erreichen meist nur Hubhöhen von bis zu 20 Metern, wie Waddells ASB Bridge von 1911 über den Missouri River mit 15 Metern.